# Palais des Beaux-Arts de Lille
Vous lisez un « bon article » labellisé en 2015.
Pour les articles homonymes, voir Musée des beaux-arts.
Le palais des Beaux-Arts de Lille est un musée municipal d'art et d'antiquités situé place de la République à Lille, dans la région Hauts-de-France. C'est l’un des plus grands musées de France et le plus grand musée des beaux-arts, en dehors de Paris, en nombre d'œuvres exposées.
Créé en 1792 sous l'impulsion du peintre Louis Joseph Watteau, le fonds initial du musée est constitué d'œuvres confisquées aux émigrés et aux institutions religieuses de la ville au lendemain de la Révolution, parmi lesquelles plusieurs tableaux de Rubens, Van Dyck ou Jordaens. En 1803, il s'enrichit d’œuvres données par l'État, conformément aux dispositions du décret Chaptal, à l'origine de la création de nombreux musées de province ; en 1809, le musée ouvre au public. Si l'État reste ensuite un contributeur important aux collections du musée, ce sont surtout les legs et donations, à partir des années 1850, qui conduisent à la constitution du fonds actuel. En 1881, la collection de tableaux atteint une dimension telle que Géry Legrand, maire de Lille, décide la construction d'un palais des beaux-arts pour les accueillir. La réouverture du musée, en 1892 dans ce nouveau bâtiment, offre l'occasion de regrouper plusieurs collections de peintures, et aussi de sculptures, de dessins, de pièces anciennes et d'objets d'art, jusqu'alors dispersées. Les acquisitions de la ville sont par ailleurs très dynamiques jusqu'à la veille de la Première Guerre mondiale. Elles comprennent quelques œuvres majeures, de David, Goya, Delacroix, Courbet, Corot ou Puvis de Chavannes, dont certaines ont marqué l'histoire de la peinture, mais surtout des œuvres anciennes ou contemporaines d'artistes d'origine régionale et locale qui viennent compléter les autres formes d'apports. Il en résulte des collections où les pièces flamandes et hollandaises du XVe au XVIIe siècle et françaises du XIXe siècle tiennent une place de tout premier rang.
Tirées d'un fonds de plus de soixante-dix mille œuvres, le musée en propose aujourd'hui près de deux mille à la visite. Ce sont en particulier deux cents pièces de sculptures, de peintures et d’objets d’art de l’Europe médiévale et de la Renaissance, plus de cinq cents œuvres peintes du XVIe au XXe siècle, quelque cent trente-cinq sculptures du XIXe siècle, une belle collection de céramiques du XVIe au début du XXe siècle et quinze plans-reliefs au 1/600e de villes fortifiées par Vauban. Le musée possède également un cabinet des dessins riche de six mille cinq cents feuilles de dessins et d'estampes du XVe au XXe siècle et une collection numismatique de plusieurs milliers de pièces et médailles, ainsi que deux cent cinquante matrices de sceaux allant du XIIIe au XIXe siècle. Rénové entre 1991 et 1997, le musée accueille aussi une salle d'expositions temporaires, un auditorium, une bibliothèque et des ateliers pédagogiques.
Le palais des Beaux-Arts lui-même a été inscrit à l'inventaire des monuments historiques en 1975.

## Histoire du musée

### Création du musée

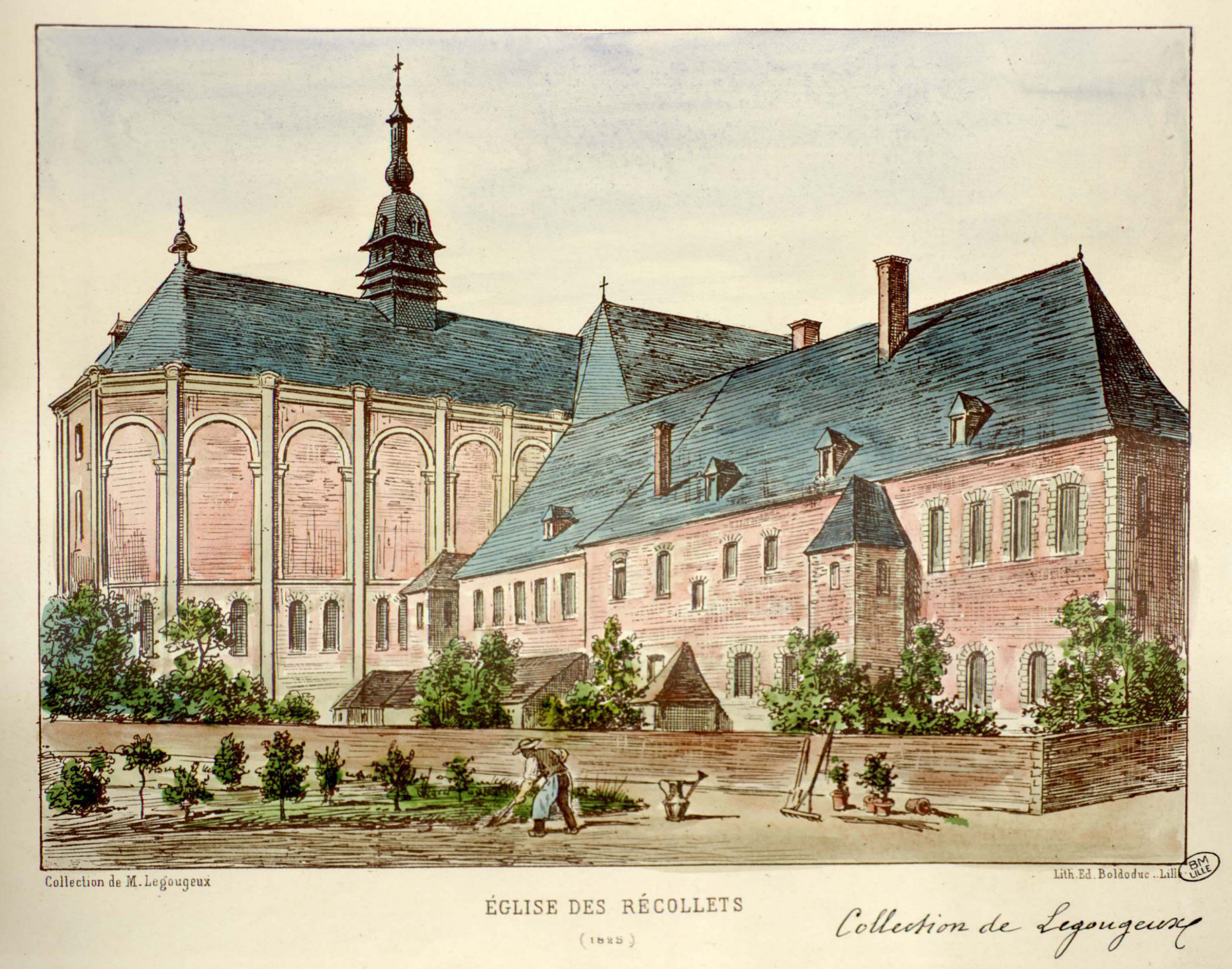
L'ancien couvent des Récollets de Lille, 1893, lithographie d'Édouard Boldoduc.

L’idée de fonder un musée apparaît à Lille lors de l’ouverture de l’Académie des arts en 1775. Elle avait été précédée, deux ans plus tôt, par la tenue du premier des salons des artistes lillois, dont l’organisation régulière se poursuit jusqu’à la veille de la Révolution. À cette époque, des centaines d’œuvres d’art sont confisquées aux émigrés, aux églises, aux couvents, aux hospices et entreposées dans l’ancien couvent des Récollets, rue des Arts. Le 17 février 1792, le peintre Louis Joseph Watteau propose à la municipalité la création d'un musée pour l'instruction du public. L'administration y répond favorablement le 9 mars 1792, considérant « qu'on devait encourager la peinture et favoriser le projet ». En décembre 1793, cinq tableaux de l'église de la Madeleine et vingt autres transportés du couvent des Récollets, de diverses maisons et anciens couvents sont exposés dans le grand salon de l’Académie des arts. Destiné aux étudiants de l'académie, ce musée embryonnaire n'est toutefois pas ouvert au public. En 1795, Louis Watteau, directeur de l'académie, est désigné par la commission centrale des Arts pour effectuer l’inventaire des tableaux confisqués à la noblesse et au clergé local.
Le musée bénéficie, quelques années plus tard, du projet de vulgarisation de l’art entrepris par Napoléon Ier, qui lui confère un cadre juridique officiel par le décret Chaptal du 1er septembre 1801. Le décret désigne quinze villes françaises, dont Lille, pour recevoir des œuvres prélevées sur les collections du Louvre et de Versailles, « après qu'il aura été disposé, aux frais de la commune, une galerie convenable pour les recevoir » (Art IV). Principalement constituée de saisies révolutionnaires, la collection attribuée à la ville de Lille comprend 46 tableaux. En 1803, après la restauration de certains tableaux et la réalisation des aménagements nécessaires à leur conservation, le musée s’installe dans la chapelle de l’ancien couvent des Récollets, au croisement de la rue des Arts et du boulevard Carnot. La collection exposée comprend les 46 tableaux de l’envoi de l’État et environ 80 tableaux choisis parmi les plus belles pièces inventoriées par Louis Watteau. Le musée n'est cependant ouvert au public que le 15 août 1809. Il présente alors 109 œuvres.

### Construction du palais

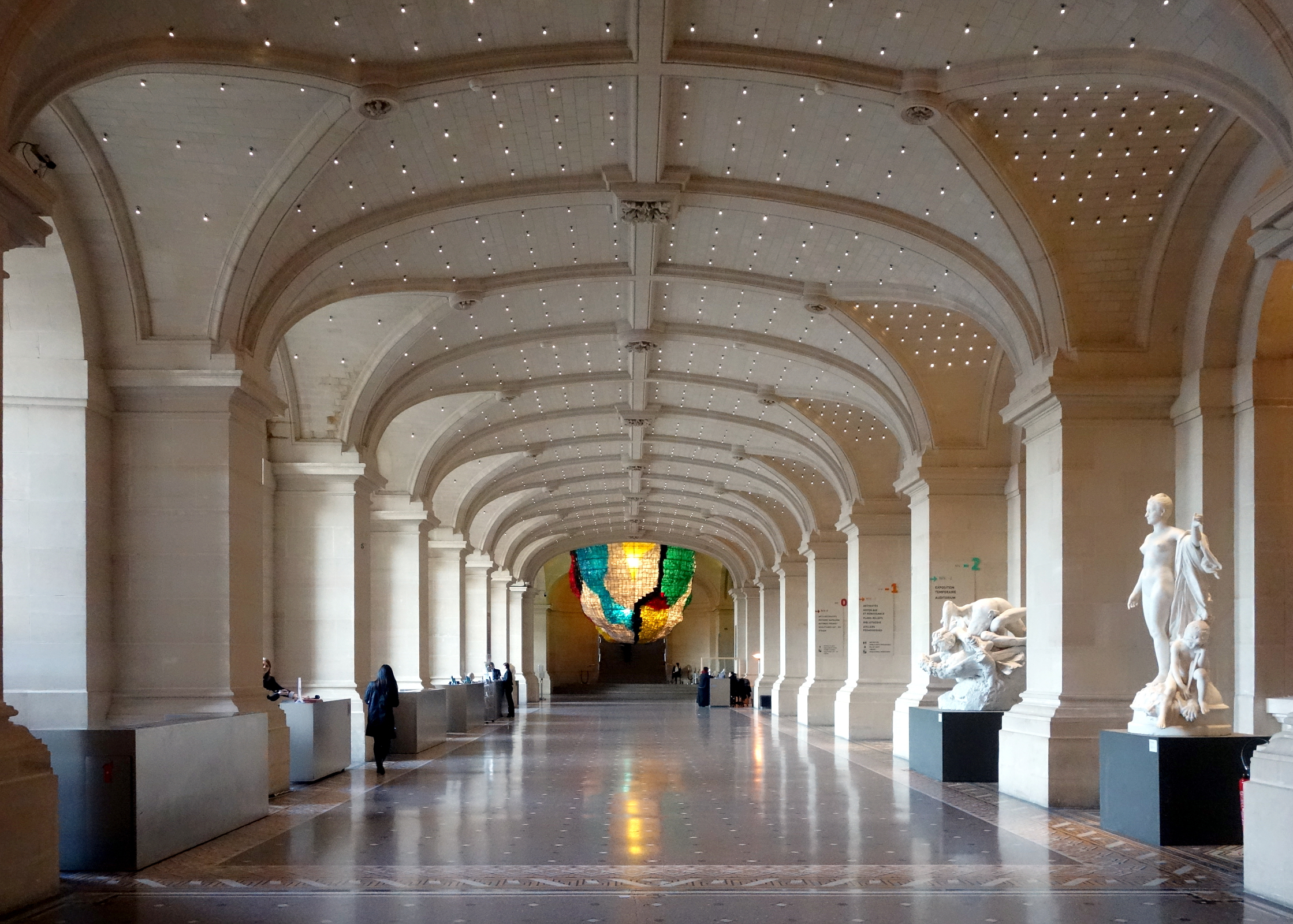
Vue du hall d'accueil.

En 1850, les collections sont déménagées pour les installer dans les locaux du nouvel hôtel de ville construit par Charles Benvignat, place Rihour, qui leur consacre entièrement son deuxième étage. Mais les collections se développent considérablement, passant de 188 œuvres en 1841 à 715 en 1875, sous l'impulsion d'Édouard Reynart, conservateur du musée à partir de 1841. Cela rend rapidement l'espace disponible à l'hôtel de ville insuffisant. En 1881, Géry Legrand, maire de Lille, décide la construction d'un palais des beaux-arts pour les accueillir. Pour le financer, cinq millions de billets de loterie à un franc sont mis en vente en 1883, avec un gros lot de 200 000 francs. Mais la ville ne recueille que 2,8 millions de francs. Un concours, ouvert aux architectes français, est lancé en 1884 sur la base d'un budget de 2,5 millions de francs. Parmi les 82 projets présentés, c'est celui des architectes parisiens Édouard Bérard et Fernand Delmas qui est retenu. La construction du nouveau musée débute en août 1885. Fin 1889, elle n'est pas encore achevée, le budget initial s'avère insuffisant et Édouard Bérard démissionne. Finalement, le projet n'est réalisé qu'à moitié et le palais est amputé de sa partie arrière lorsque les travaux s'achèvent en 1892.
Situé au centre de la ville nouvelle, entre la ville historique et le village de Wazemmes, le palais de style Belle Époque fait face à la préfecture de Lille, construite une vingtaine d'années plus tôt, place de la République. Bâtiment imposant représentatif de l'architecture officielle de la fin du XIXe siècle, le nouveau musée conjugue références à la Renaissance italienne, alternance de colonnes et de frontons et toit à la française. Sa façade monumentale de style composite, flanquée de deux pavillons à coupole, est décorée de moulures ornées de têtes de lions, de coquillages et de personnages s'adonnant aux activités artistiques. Les deux ailes latérales portent des balcons à balustres, des loggias et, sous la corniche, des frises ornées de portraits de peintres en médaillons. À l'intérieur, le rez-de-chaussée est occupé par une galerie d'entrée de 500 m2 qui accueille les sculptures et le premier étage par le salon d'honneur, de 40 mètres sur 12, éclairé par les trois immenses baies qui donnent sur la place de la République.
L'inauguration a lieu le 6 mars 1892, en présence de 600 invités, et le palais reçoit le jour même 10 000 visiteurs.

### Rénovation et extension

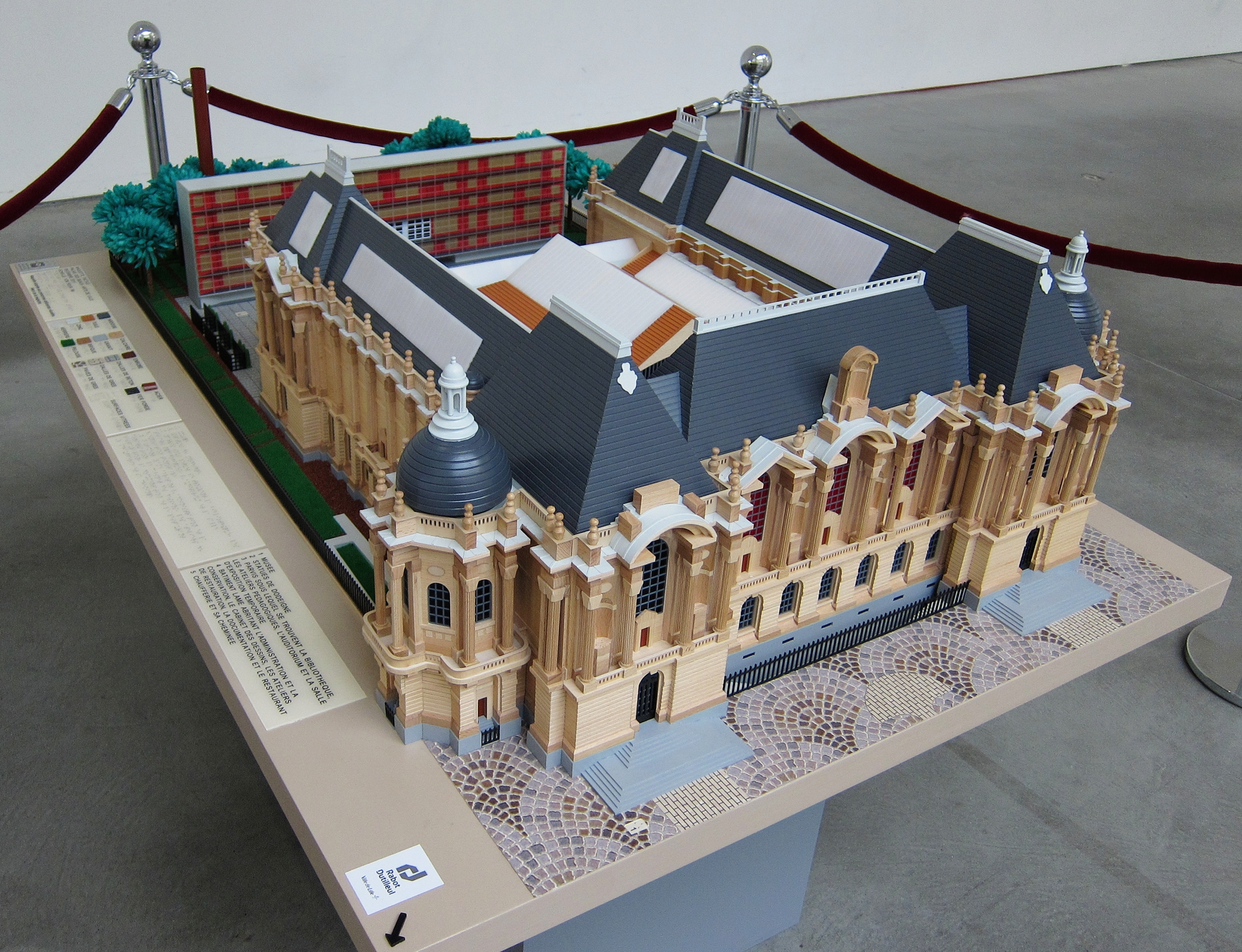
Maquette du palais des Beaux-Arts après sa rénovation.

Le nouveau palais présente toute la majesté nécessaire, mais s'avère rapidement mal adapté à la conservation des collections. Insuffisamment chauffé et ventilé, il expose les œuvres à des taux d'humidité excessifs qui les dégradent rapidement, surtout durant la période hivernale. Dès novembre 1894, le département des dessins est fermé puis, l'année suivante, l'ensemble des collections. Le changement de municipalité, avec l'élection de Gustave Delory en 1896, permet de débloquer le budget nécessaire à la réalisation de travaux d'isolation et de chauffage et le musée rouvre ses portes au public au début de l'année 1898.
Au début de la Première Guerre mondiale, dans la nuit du 11 octobre 1914, le bâtiment est endommagé, plus de 70 obus ayant atteint les salles. Des vols d'œuvres d'art sont commis par des officiers allemands en octobre 1914. Le 3 novembre 1914, les Allemands réclament L’Assomption de la Vierge de Piazetta. Le conservateur du palais des Beaux-Arts depuis 1912, Émile Théodore, tente de sauver les œuvres les plus précieuses du musée, d'abord avec l'aide des autorités allemandes qui donnent l'ordre d'ouvrir le musée aux militaires le 16 juin 1915. Mais l'explosion du Dépôt de munition des dix-huit ponts, dans la nuit du 10 au 11 janvier 1916, ruine ses efforts de protection provisoire du bâtiment. En février, des réparations sont entreprises, mais sont endommagées par une tornade le 17 février. En mars 1917, les autorités allemandes discutent avec le conservateur du palais des Beaux-Arts de l'enlèvement des collections sous couvert de leur protection. La politique allemande du Kunstschutz va organiser le pillage des collections. Malgré la protestation du conseil municipal, l'armée allemande commence l'enlèvement des collections le 19 mai 1917. L'opération continue de juin 1917 jusqu'au 4 octobre 1918, peu avant la libération de Lille, le 17 octobre 1918. Pendant ces enlèvements, Émile Théodore a établi l'inventaire des objets pris par les Allemands. Après l'armistice de Rethondes, le conservateur va plusieurs fois à Bruxelles, entre le 12 décembre 1918 et le 12 janvier 1919, pour rechercher les œuvres d'art du musée déposées à Bruxelles par l'armée allemande. Le palais fait l'objet d'une première rénovation importante à partir de 1919 et ne rouvre ses portes qu'en août 1924.
De 1933 à 1935, l'architecte Louis Mollet est chargé avec son père Victor Mollet d'aménager la cour intérieure , qui sera couverte pour devenir un atrium de 1 600 m2, tel qu'il existe encore. Des travaux de réhabilitation relativement importants, ravalement de la façade, réfection de la toiture et des installations électriques, construction d'une annexe, sont réalisés dans les années 1960 et, en 1975, le palais est inscrit à l'inventaire des monuments historiques.

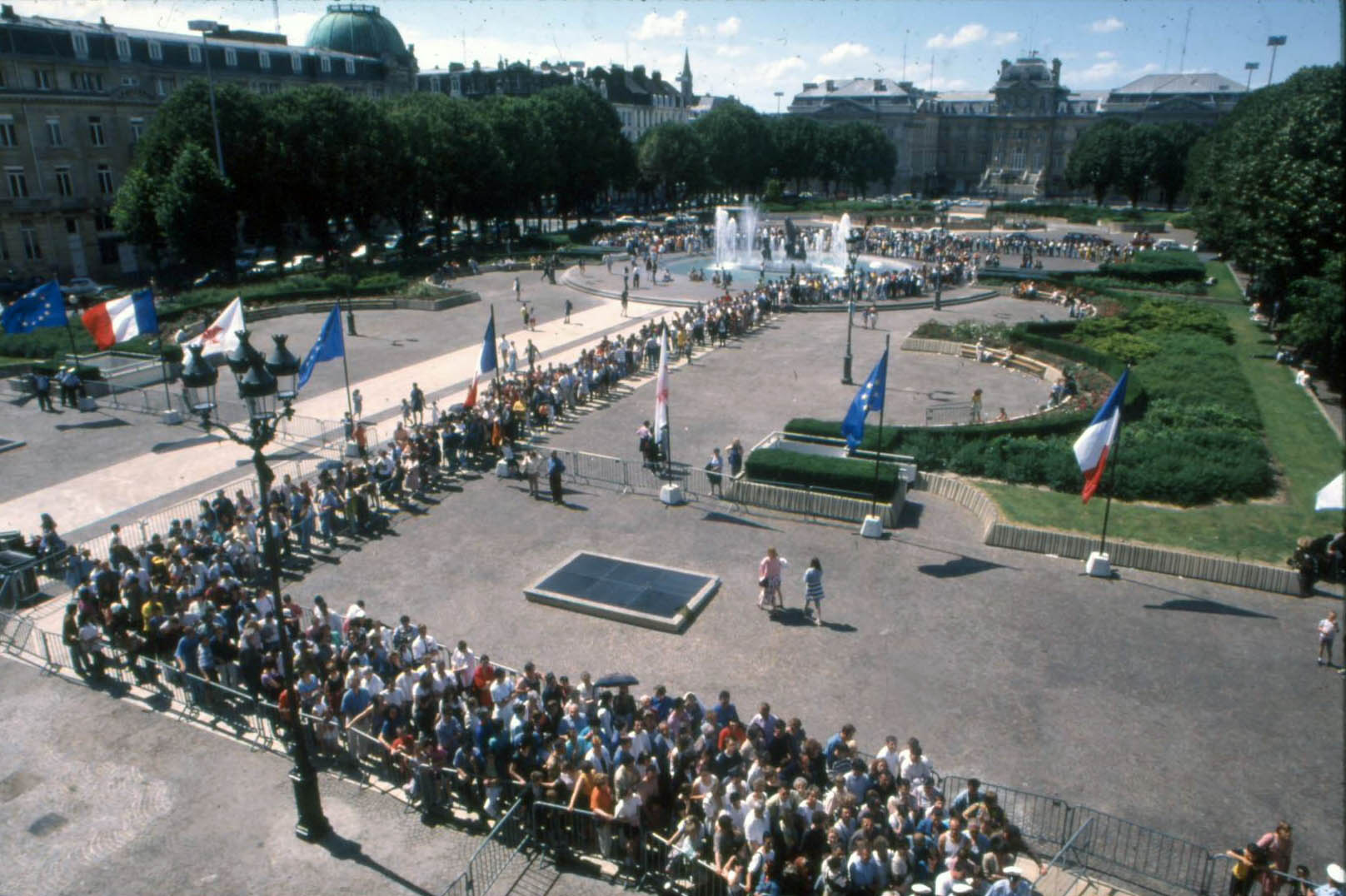
Public faisant la queue à la réouverture du musée le 10 juin 1997. Photographie de La Voix du Nord

À la fin des années 1980, son état de vétusté, combiné à l'arrivée et à l'installation à Lille des plans en relief des villes fortifiées par Vauban venus de Paris, pousse la ville à engager sa rénovation complète. Un concours d'architecture est lancé en 1989 et les travaux sont confiés aux architectes Jean-Marc Ibos et Myrto Vitart en 1991. D'un montant total de 220 millions de francs, leur réalisation dure six ans, pendant lesquels le musée est fermé.

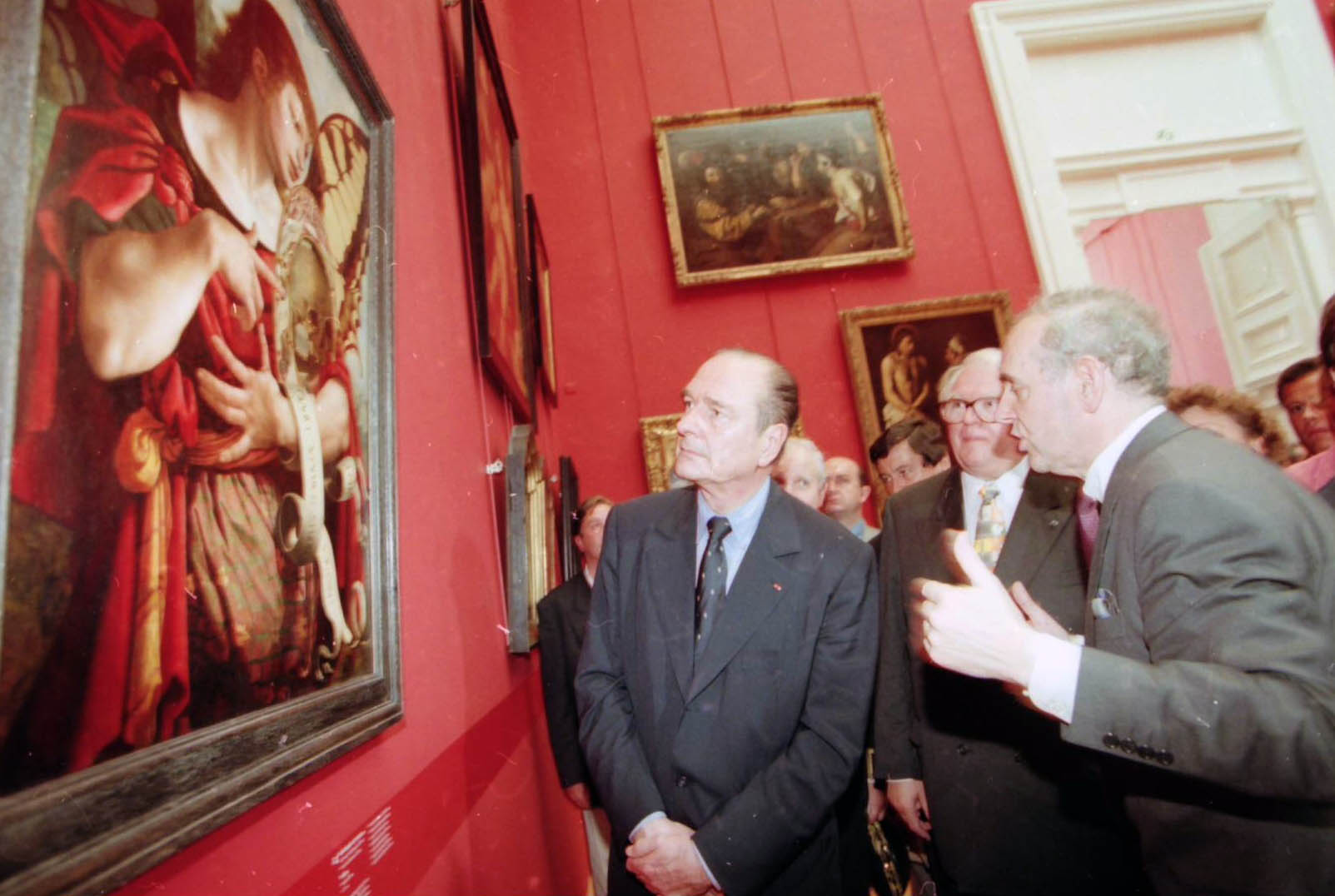
Jacques Chirac à la réouverture du musée. Photographie de La Voix du Nord

Le musée rouvre ses portes au public le 7 juin 1997, en présence du Président de la République, Jacques Chirac. Cette rénovation s'est accompagnée de la construction d'un nouveau bâtiment en verre, lauréat de l'Équerre d'argent en 1997, dans lequel se reflète l'arrière du palais, qui abrite les services administratifs, le cabinet des dessins, l'association des amis du musée et un restaurant (fermé aujourd'hui). Elle a aussi permis de créer une nouvelle salle de 700 m2 sous la cour intérieure, couverte d'un jeu de dalles de verre qui apporte une lumière zénithale, destinée aux expositions temporaires. Enfin, dans le palais même, les travaux ont permis d'aménager les espaces consacrés aux départements des plans en relief en sous-sol et de la sculpture du XIXe siècle au rez-de-chaussée. Deux grands lustres du designer italien Gaetano Pesce, qui projettent une lumière multicolore dans l'espace d'accueil des visiteurs, ont également été installés dans les pavillons d'entrée. Pendant les travaux, près de 700 œuvres ont bénéficié d'une campagne de restauration menée par le service de restauration des musées de France. Une exposition temporaire des pièces les plus spectaculaires du musée est par ailleurs organisée au Metropolitan Museum of Art, d'octobre 1992 à janvier 1993.
Le musée abrite désormais, sur plus de 22 000 m2, dont 12 000 m2 de surface d'exposition, la seconde plus grande collection d'œuvres de France (sculptures, peintures, dessins, céramiques…) après celle du Louvre.
Pour 2008, le Journal des arts l'a classé en septième position sur 361 musées français (premier musée de province). Le palais des Beaux-Arts a reçu 226 367 visiteurs cette même année. Il est classé huitième en 2012, second musée de province après le LaM de Villeneuve-d'Ascq, juste avant la Piscine à Roubaix.

## Histoire des collections

### Acquisitions

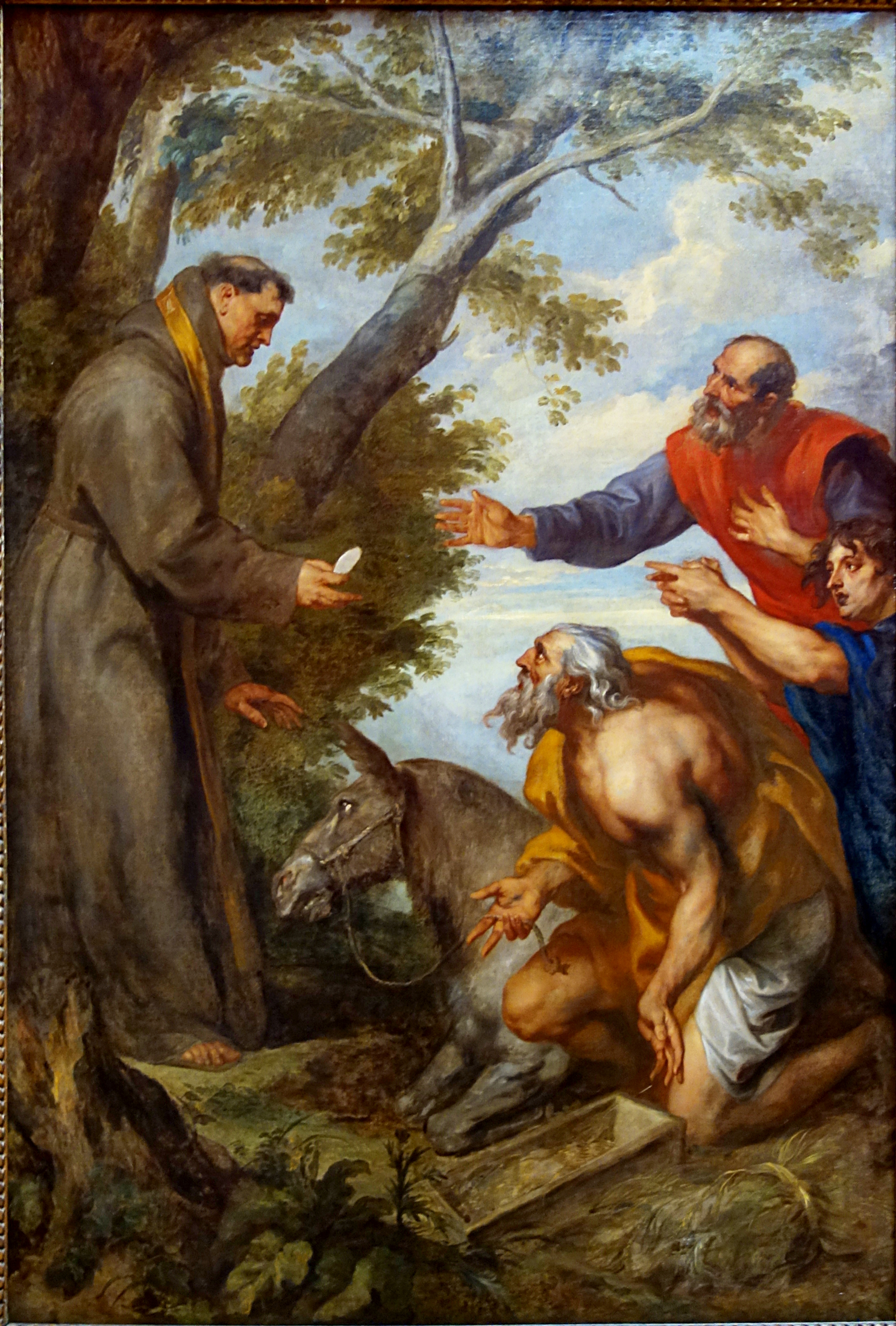
Le Miracle de la mule ou Miracle de saint Antoine de Padoue à Toulouse, vers 1627-1630, Antoine van Dyck.

Le fonds initial du musée est constitué des œuvres collectées au lendemain de la Révolution dans les nombreux couvents et églises de la ville. Ainsi, de la très riche collection du couvent des Récollets proviennent notamment Le Christ en croix (ou Le Calvaire) et Le Miracle de saint Antoine de Padoue à Toulouse d'Antoine van Dyck ou du couvent des Capucins, la Descente de Croix et Saint François recevant l'Enfant Jésus des mains de la Vierge de Pierre Paul Rubens ou encore de l'église Sainte-Catherine, Le Martyre de sainte Catherine, également de Rubens. La liste qu'en dresse Louis Watteau en 1795 recense 583 tableaux dont 382 dignes d’être « conservés pour l’instruction », mais classe les primitifs flamands et les triptyques comme « sans intérêt ». Rapidement, une partie est restituée aux émigrés et, dès l'époque du Concordat, 97 tableaux sont rendus ou revendus aux églises de la ville et des environs. En 1803, 46 œuvres données par l'État s'ajoutent au fonds, parmi lesquelles Sainte Marie-Madeleine en extase de Rubens et La Nativité de Philippe de Champaigne. Pendant les dix années qui suivent, le fonds semble en déshérence et, en 1813, Jean-Marie Valentin-Duplantier, préfet du Nord, nomme une commission afin de mettre à part les toiles dignes d'être conservées et de vendre les autres. 354 tableaux sont ainsi vendus pour la somme dérisoire de 1 365,5 francs, soit 3,9 francs par tableau.
À partir des années 1830, le fonds se reconstitue lentement, par quelques achats de la ville et de nouvelles œuvres données par l'État, dans le goût du temps, comme Jeanne la folle de Charles de Steuben en 1836, mais aussi Médée furieuse d’Eugène Delacroix en 1838. Il est ensuite fortement enrichi, à partir des années 1850, par les acquisitions du premier grand conservateur du musée, Édouard Reynart. Parmi les œuvres majeures, ces acquisitions comprennent notamment La Tentation de Saint Antoine de David II Teniers, L'Ascension des élus de Dirk Bouts, Cache-cache de Jean-Baptiste Camille Corot, Bélisaire demandant l'aumône de Jacques-Louis David, L'Après-dînée à Ornans de Gustave Courbet, Les Jeunes (ou La Lettre) et Les Vieilles (ou Le Temps) de Francisco de Goya. Son successeur à partir de 1879, Auguste-Joseph Herlin, poursuit sa tâche et acquiert notamment Saint Jérôme de José de Ribera, Un piqueur et ses chiens et La Tentation de sainte Madeleine de Jacob Jordaens et Le Sommeil de Pierre Puvis de Chavannes. Au total, le catalogue des tableaux du musée établi en 1893, à la fin du mandat d'Herlin, fait état de 169 dons du gouvernement et de 265 achats par la ville.
En 1900, la collection numismatique créée en 1824 par la Société des sciences, de l'agriculture et des arts de Lille, se trouve considérablement enrichie par l'acquisition de la collection Vernier qui comprend plus de 1 700 pièces flamandes d'or, d'argent et de bronze. Quelques années plus tard, en 1911, le musée fait l'acquisition de la collection de matrices de sceaux et d’objets héraldiques constituée par Victor Delattre.
La Première Guerre mondiale, pendant laquelle le palais des Beaux-Arts est réquisitionné par les forces allemandes dès leur entrée dans la ville, ouvre une parenthèse d'une cinquantaine d'années dans la politique d'acquisitions du musée. Elles ne reprennent qu'après la Seconde Guerre mondiale, avec notamment l'achat de la Mise au tombeau de Pieter Lastman en 1962, de Nature morte avec une chienne et ses petits de Frans Snyders en 1969, du Naufrage de Jonas de Paul Bril en 1976 ou de La Sainte Famille de Frans Floris en 1978, mais aussi de quelques œuvres modernes dans les années 1950, comme Le Borinage de Marcel Gromaire en 1952 ou Femmes au vase bleu de Fernand Léger en 1955.
En 1983, Pierre Mauroy, alors Premier ministre, souhaite accueillir à Lille la maquette de la ville entreposée dans les combles des Invalides depuis 1777. Jack Lang, ministre de la Culture, propose que l'ensemble de la collection soit transférée à Lille au titre de la décentralisation, 40 plans-reliefs sur 100 concernant des villes du Nord, de Belgique et des Pays-Bas. Dans une lettre d'octobre 1984, le comité de décentralisation autorise le transfert des maquettes. Le déménagement commence en décembre 1985 et, le 17 janvier 1986, les premières maquettes arrivent à l'hospice général de Lille. Le transfert soulève alors une vive polémique attisée par le contexte de campagne électorale des législatives de 1986 et, dès le changement de majorité, son principe est remis en cause par le nouveau gouvernement. Le conflit se dénoue par une convention conclue le 2 octobre 1987 entre l'État et la ville de Lille, qui règle le contentieux de la manière suivante : « La collection demeure propriété de l’État. Cependant l’État met en dépôt au musée des Beaux-Arts de Lille dix-neuf maquettes représentant des places fortes de la frontière française du Nord-Est, de Belgique et des Pays-Bas », l'essentiel de la collection devant être réinstallé à l'hôtel des Invalides, dans un musée des plans-reliefs agrandi. Ce sont finalement 15 plans-reliefs qui sont concédés à Lille, les autres étant rapatriés à Paris.
Depuis les années 1990, les acquisitions sont peu nombreuses et portent sur quelques œuvres choisies, sauf exception, comme en 1994, où une importante collection de dessins d'Arnould de Vuez a pu être achetée. C'est ainsi qu'ont notamment été acquis Les Apprêts d'un déjeuner de Jean Siméon Chardin en 1990, Vanité de Jan Sanders van Hemessen en 1994, Portrait de Charles De Wailly par Augustin Pajou en 2000, Hippocrate et Démocrite de Pieter Lastman en 2003 ou Portrait d'un philosophe par Luca Giordano en 2011.

### Legs et donations

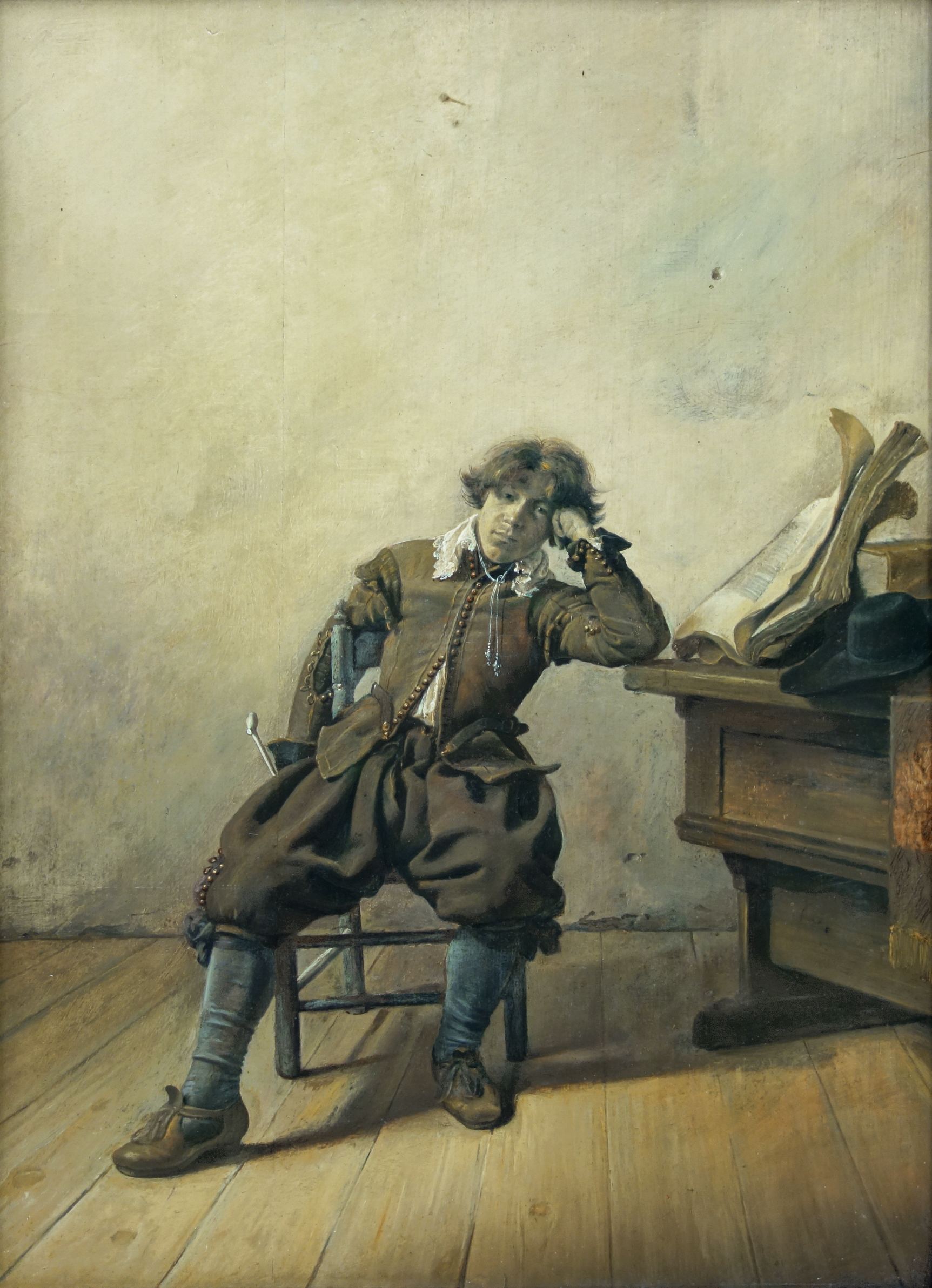
La Mélancolie ou Jeune fumeur de pipe délaissant l'étude, vers 1620-1630, Pieter Codde.

Le fonds bénéficie par ailleurs de nombreuses donations, dont celle de la collection du Chevalier Wicar, léguée en 1834 à la Société des sciences, de l'agriculture et des arts de Lille, qui comprend en particulier plus de 1 300 dessins, parmi lesquels quarante dessins de Raphaël, un stiacciato de Donatello, Le festin d’Hérode, et une tête en cire du temps de Raphaël qui fait la célébrité du musée pendant plusieurs décennies. Ce legs est suivi, en 1873, de celui de 122 tableaux de la collection d’Alexandre Leleux, rédacteur en chef et propriétaire du Grand Écho du Nord, qui apporte notamment Jeune femme et sa servante de Pieter de Hooch et Champ de blé de Jacob van Ruisdael. De 1878 à 1886, les dons d'Antoine Brasseur, enfant abandonné à Lille devenu marchand d'art à Cologne, portent sur 140 tableaux de peintres hollandais, allemands et flamands, dont Tarquin et Lucrèce de Jan Sanders van Hemessen et Jeune fumeur de pipe délaissant l'étude de Pieter Codde. Il lègue en outre une partie de sa fortune, qui doit être placée et dont les revenus doivent être employés « en achat de tableaux ayant au moins trente ans d'âge ». Ils permettent notamment l'acquisition de L’Intérieur de la Nieuwe Kerk de Delft par Emanuel de Witte, de Jésus chez Marthe et Marie d'Érasme II Quellin et Jan Fyt et de L'Enlèvement d'Europe de Jacob Jordaens. Suit un legs de Puvis de Chavannes, en 1899, qui apporte un ensemble de dessins.
Au-delà de ces grands mécènes, les legs et donations sont très dynamiques pendant toute la seconde moitié du XIXe siècle : le catalogue des tableaux du musée dressé en 1893 recense ainsi, dans un fonds de 1 101 tableaux, 453 dons de particuliers et 64 dons d'auteurs. Le musée reçoit également trois grandes donations d'objets d'art à la fin du XIXe siècle, de la famille Gentil-Descamps en 1868, de Jules de Vicq en 1881 et d'Auguste Ozenfant en 1894. La collection Jules de Vicq offerte à la ville comprend 450 objets, manuscrits, émaux, ivoires, pièces d'orfèvrerie, bois sculptés, faïences, porcelaines, verreries, miniatures et triptyques, quand celle de la donation Ozenfant en comprend cinq cents, notamment des bois sculptés et des pièces d'orfèvrerie médiévales. C'est à cette période aussi que les donations conduisent à doubler le nombre des dessins de la collection du musée Wicar, cédée à la ville par la Société des sciences, de l'agriculture et des arts en 1865.
Il en va de même des collections de céramiques, essentiellement constituées par donations, comme le fonds initial des collections de monnaies et médailles. Parmi les donateurs aux origines de ces dernières, on compte Charles Verly, fondateur du musée des médailles en 1824, Charles X et Louis-Philippe ou encore Charles Diericks, directeur de la Monnaie de Paris. Ils sont suivis, jusqu'à la veille de la Première Guerre mondiale, des dons du baron Alphonse de Rothschild et des sculpteurs Frédéric de Vernon et Hippolyte Lefebvre.
Plus récemment, en 1949, le legs Maurice Masson fait entrer la peinture impressionniste dans le musée avec, en particulier, Port-Marly, gelée blanche de Sisley et Le Parlement de Londres de Monet. Sa fille, Denise Masson, poursuit jusqu'en 1976 les donations de tableaux, comme Hiver, effet de neige, la Route de l'Abreuvoir et Après la débâcle, la Seine au pont de Suresnes de Sisley ou encore La débâcle à Vétheuil, avec vue sur Lavacourt de Monet, mais aussi de sculptures, parmi lesquelles La Toilette de Vénus et Les Bourgeois de Calais de Rodin. Au cours de la même période, jusque dans les années 1970, la société des amis des musées de Lille, créée en 1946, fait régulièrement don d'œuvres contemporaines, comme Poële flamand d'Édouard Pignon en 1951, Mascarade d'André Lanskoy en 1952, Composition de Serge Poliakoff en 1955, Théorème de Godel de Georges Mathieu en 1959, Composition de Ladislas Kijno en 1962 ou Hot Colours de Camille Bryen en 1969.
Plus récemment encore, en 2009, la donation de Philippe Laporte et Yannick Pellegrin, constituée de 48 pièces, pour l'essentiel des sculptures et des dessins des années 1850 à 1950, a fait l'objet d'une exposition particulière.

## Départements
Les collections du musée se sont constituées de façon séparée, d'abord à l'initiative de la municipalité pour le « musée de peinture », puis à celle de la Société des sciences, de l'agriculture et des arts de Lille à partir des objets apportés par ses membres depuis sa fondation en 1802. Cette dernière a ainsi fondé un « musée d’archéologie et de numismatique » en 1824, réunissant des sculptures médiévales, des monnaies et médailles, des objets d’art et des céramiques, puis un « musée Wicar » en 1834 pour recevoir le legs de dessins et d'objets d'art de Jean-Baptiste Wicar. En 1869, un « musée de céramique » est installé dans la salle du conclave du palais Rihour, puis, en 1881, un « musée archéologique de Vicq », également dans le palais Rihour, pour accueillir le legs de Jules de Vicq, constitué de bois sculptés, ivoires, émaux, orfèvrerie, miniatures et céramiques. L'ouverture du palais des Beaux-Arts en 1892 fournit l'occasion de regrouper ces différentes collections en un même lieu.
En 2015, les collections comptent 72 430 œuvres réparties en sept départements : le département des Antiquités, du Moyen Âge et de la Renaissance, le département des peintures du XVIe au XXe siècle, le département des sculptures, le département de la céramique, le département des Plans-Reliefs, le cabinet des Dessins et la numismatique.

### Département des Antiquités, du Moyen Âge et de la Renaissance

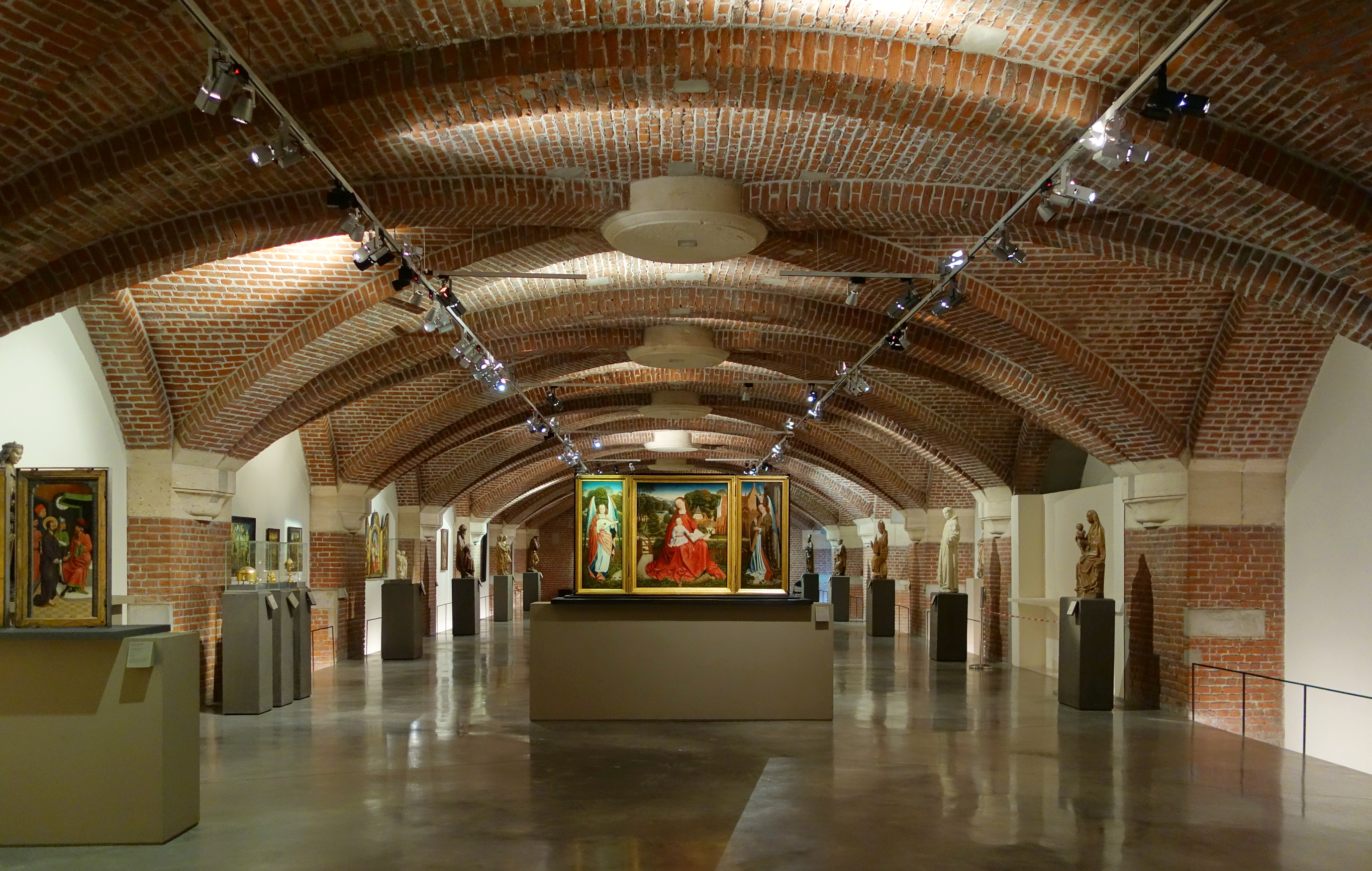
Vue de la salle 7.

Exposées au sous-sol, dans les anciennes réserves du musée, les pièces originelles de ce département sont issues des collections de l'ancien « musée d’archéologie et de numismatique » fondé en 1824, qui ont rejoint le palais des Beaux-Arts en 1892. Essentiellement consacré aux arts européens du XIIe au début du XVIe siècle, le département présente environ 200 pièces, sculptures, peintures et objets d’art (notamment, des pièces d'orfèvrerie mosane, des ivoires de la région de Saint-Omer, des céramiques du Moyen Âge...). Le hall d'accès présente une sélection d'objets antiques, principalement égyptiens et grecs. Le circuit commence ensuite par les objets du Moyen Âge et de la Renaissance, se poursuit par les pièces des anciens Pays-Bas des XVe siècle et XVIe siècle pour s'achever sur celles de l'Empire germanique à la même époque. Les salles d'exposition sont numérotées de 1 à 8, la salle 2 étant généralement consacrée aux expositions temporaires.

#### Archéologie antique (salle 1)
Il s'agit du hall d'accueil des anciennes réserves du musée. On y trouve présentées, pour l'essentiel, des pièces égyptiennes et grecques. Les collections d'objets égyptiens du musée sont assez fournies, en particulier grâce aux envois de l’État, dans les années 1900, d'objets recueillis lors des fouilles d'Albert Gayet sur le site d’Antinoë et au dépôt en 2006 de pièces découvertes en Nubie soudanaise dans les années 1960 par l’université Lille III. Elles restent cependant peu spectaculaires et seul un petit nombre d'objets est exposé. Essentiellement constituée de matériel funéraire, la collection égyptienne comprend toutefois des pièces importantes, comme le cercueil de la dame Ibet, de la fin de la XIIe et du début de la XIIIe dynastie, sur lequel sa dépouille est représentée allongée sur une barque funéraire tirée par deux bœufs, un sarcophage d'enfant sculpté dans un tronc d’arbre d’époque gréco-romaine ou un portrait de militaire romain sur bois à l’encaustique et à la feuille d’or, découvert dans la région du Fayoum et daté du IIe siècle apr. J.-C.. Les pièces étrusques, chypriotes, grecques et romaines, issues en grande partie de dépôts par l’État en 1863 et 1895, sont en revanche assez peu nombreuses. Parmi elles, on peut noter un ensemble de vases peints, dont un skyphos daté de 460 av. J.-C. sur lequel le dieu Éros, nu et ailé, est représenté poursuivant un éphèbe, ou deux urnes cinéraires étrusques à décor de duel en terre cuite polychrome. Le musée conserve également des pièces régionales de l'époque gallo-romaine, comme l'autel de pierre blanche de Bermerain, qui porte un personnage sur chacune de ses faces, un buste de bronze du dieu Sol provenant de Bavay ou trois bronzes de Thiennes représentant Mars, Mercure et Jupiter.

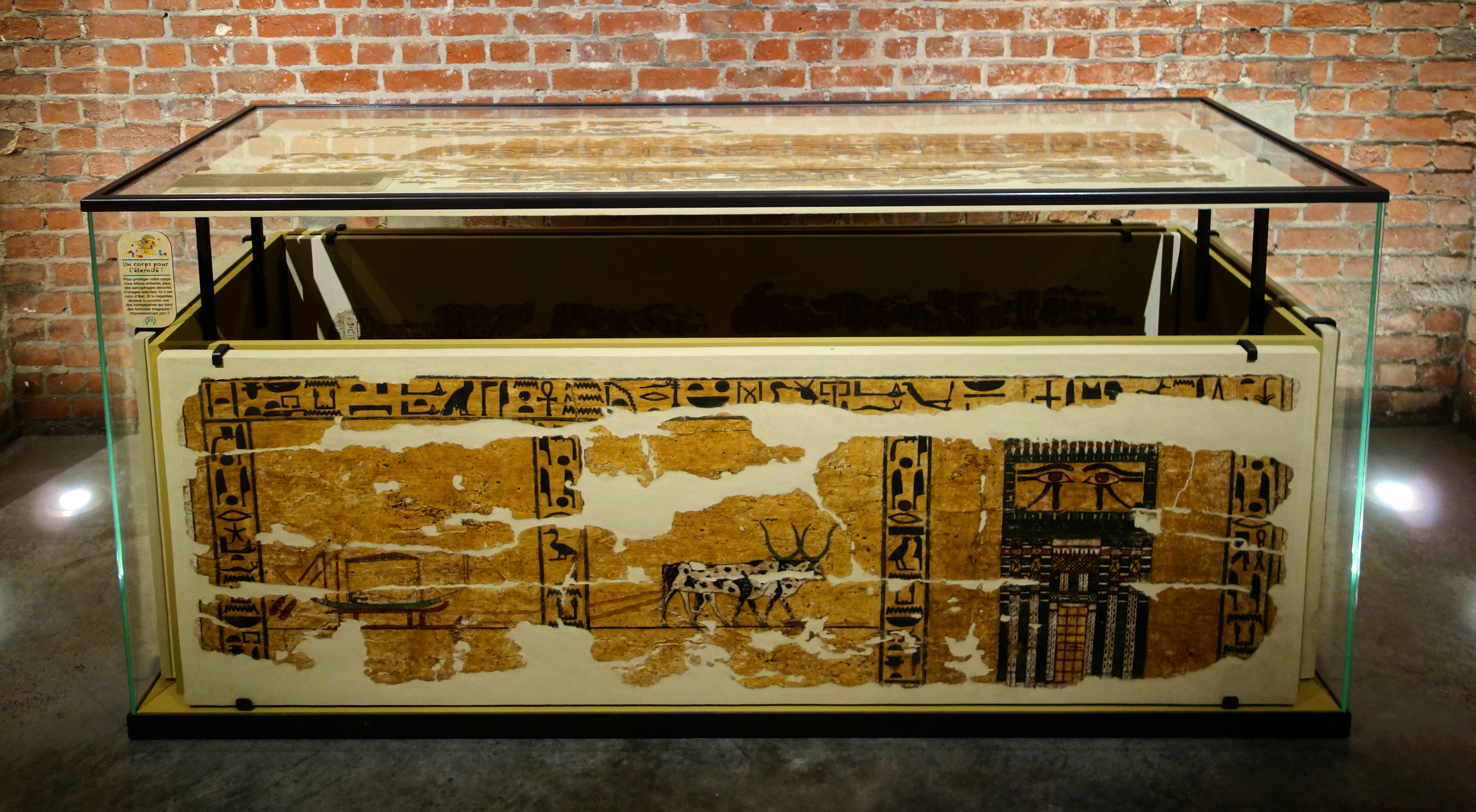
Le cercueil de la dame Ibet (vers 1872-1797 av. J.-C.), Soudan, Mirgissa, cimetière MX, tombe 130.
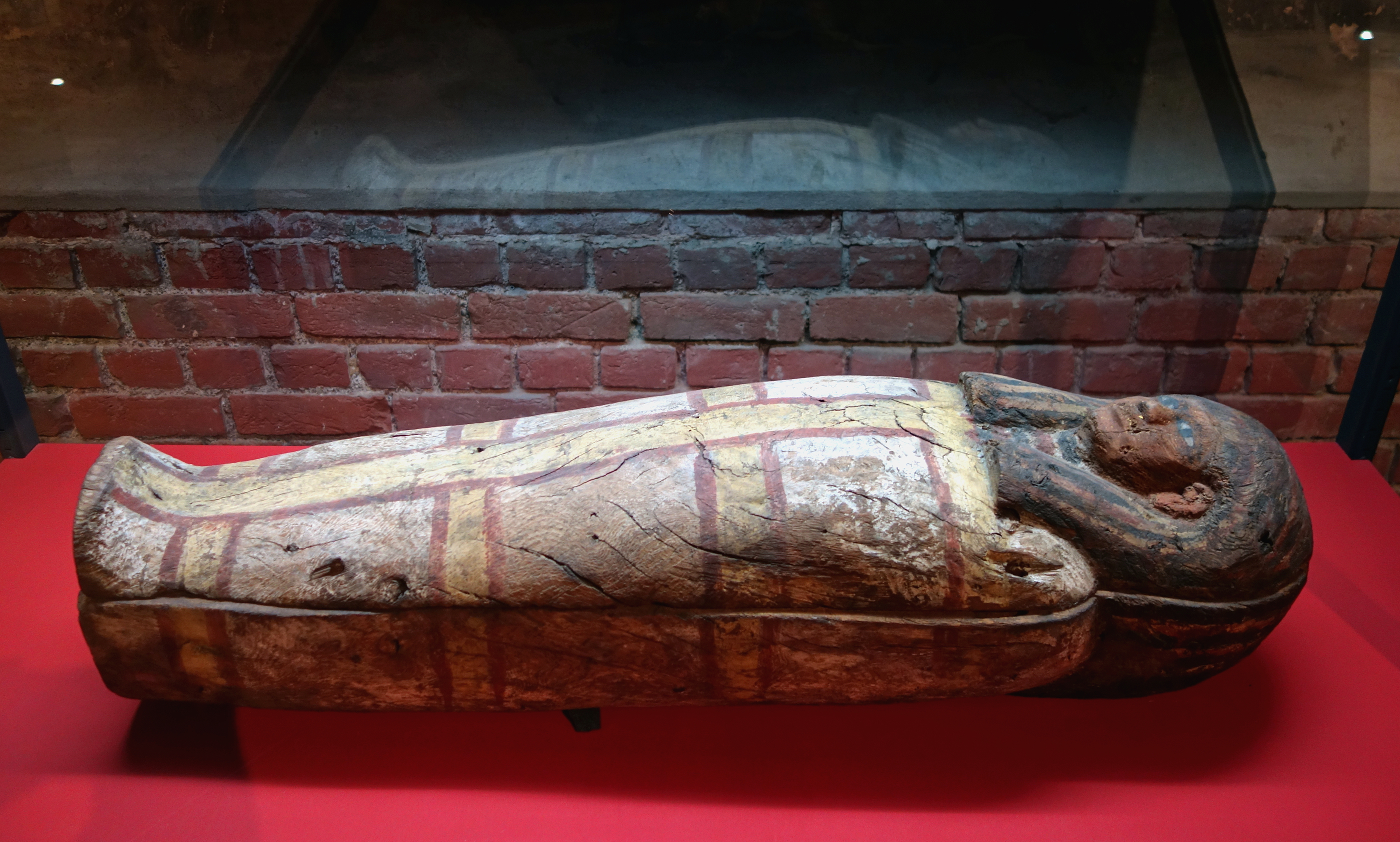
Sarcophage d'enfant avec ses cartonnages et ses linceuls, nouvel empire, XVIIIe dynastie.
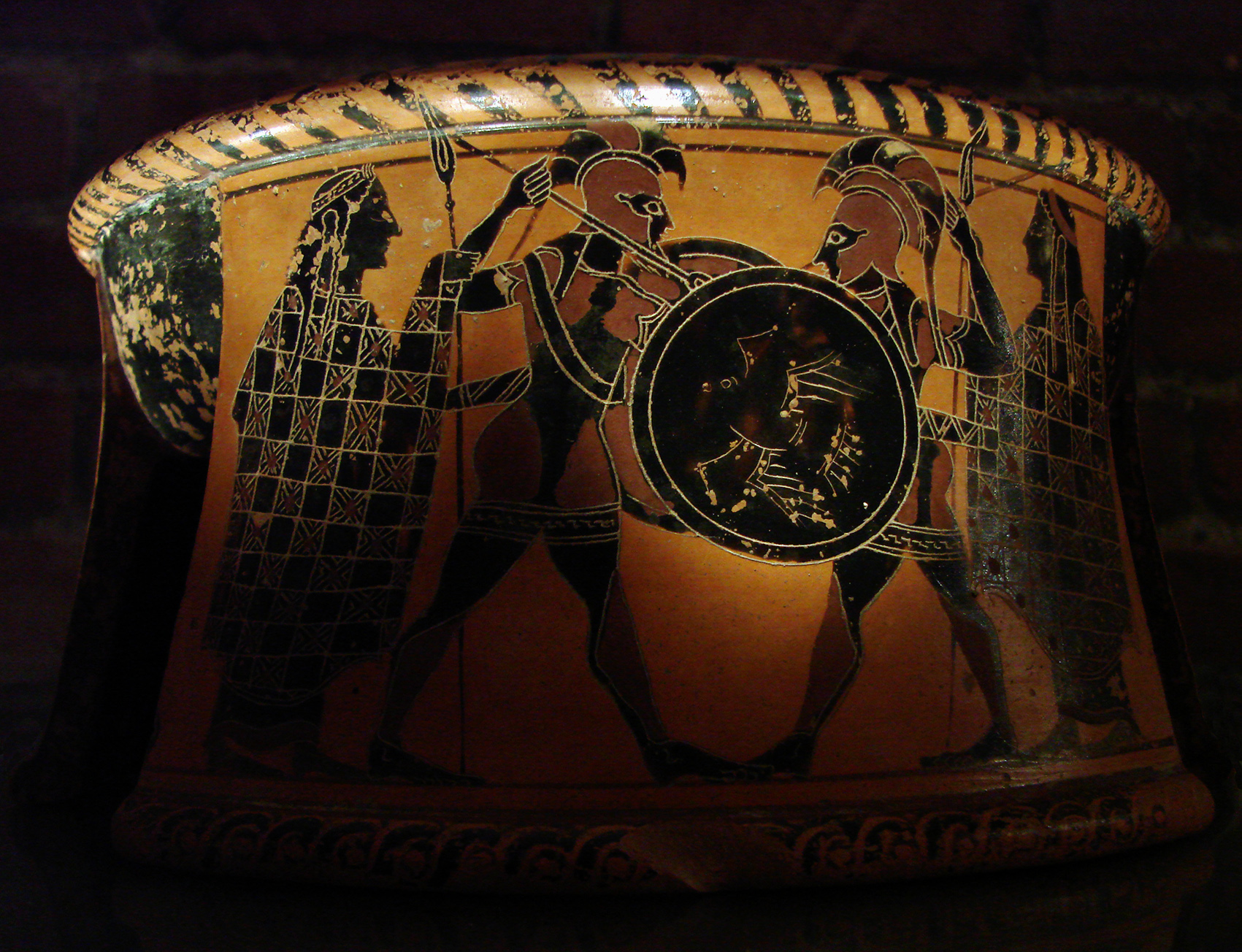
Vase à figures noires (vers 570-560 av. J.-C.), Athènes, attribué au peintre C.
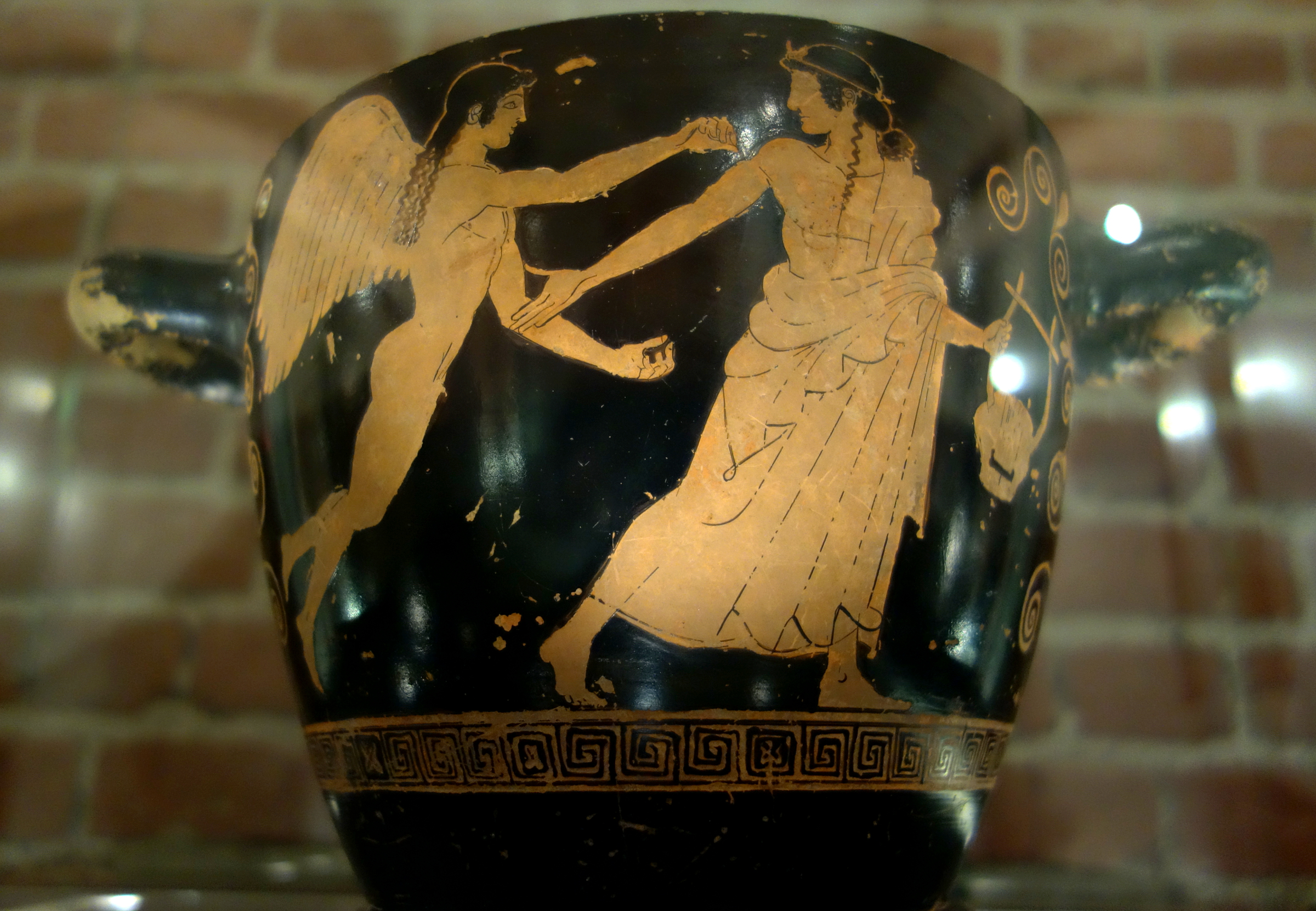
Skyphos (460-450 av. J.-C.), Athènes, attribué au peintre de Lewis.
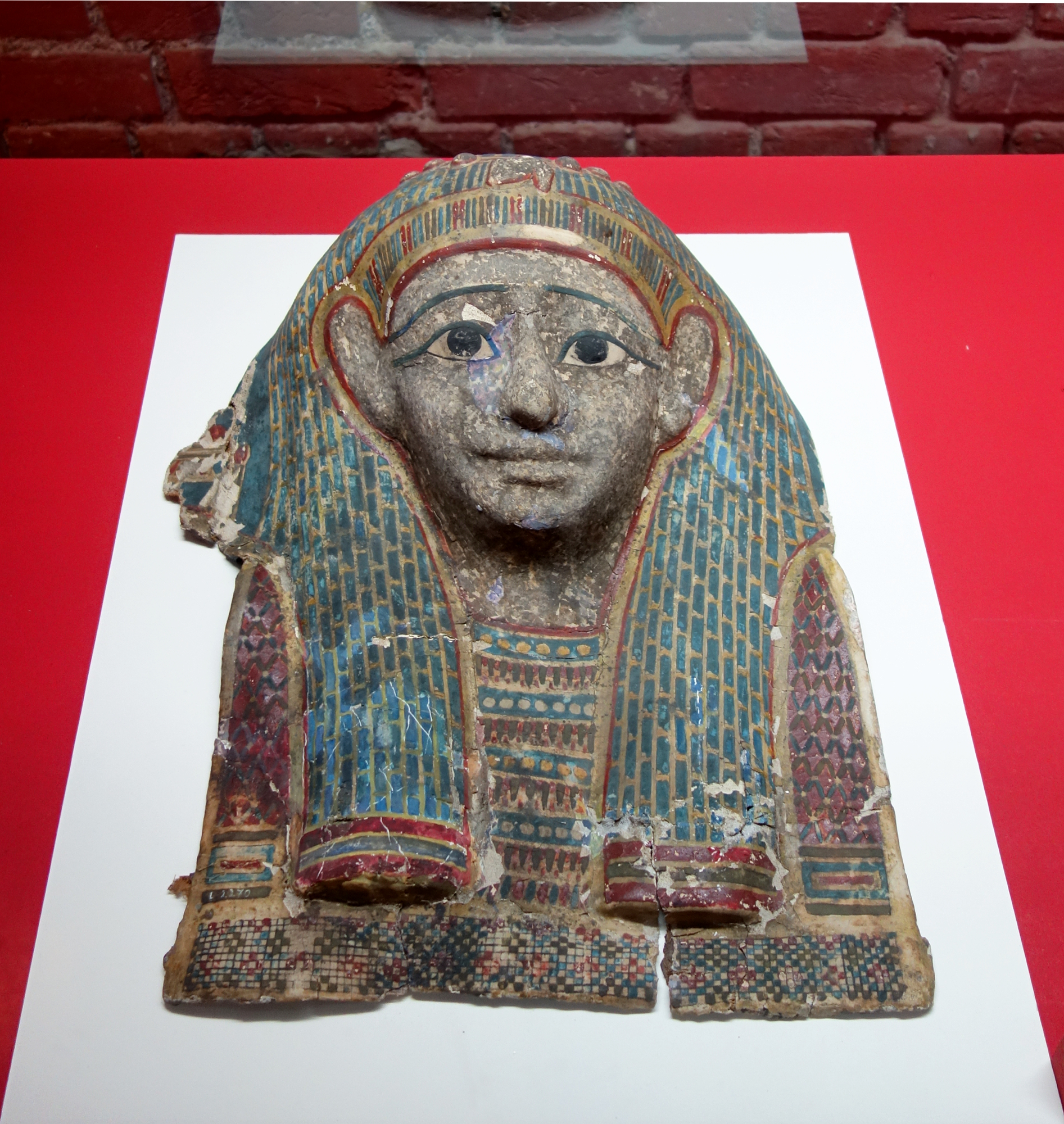
Masque de momie (entre 332-30 av. J.-C.), Fayoum, Ghôran (?)
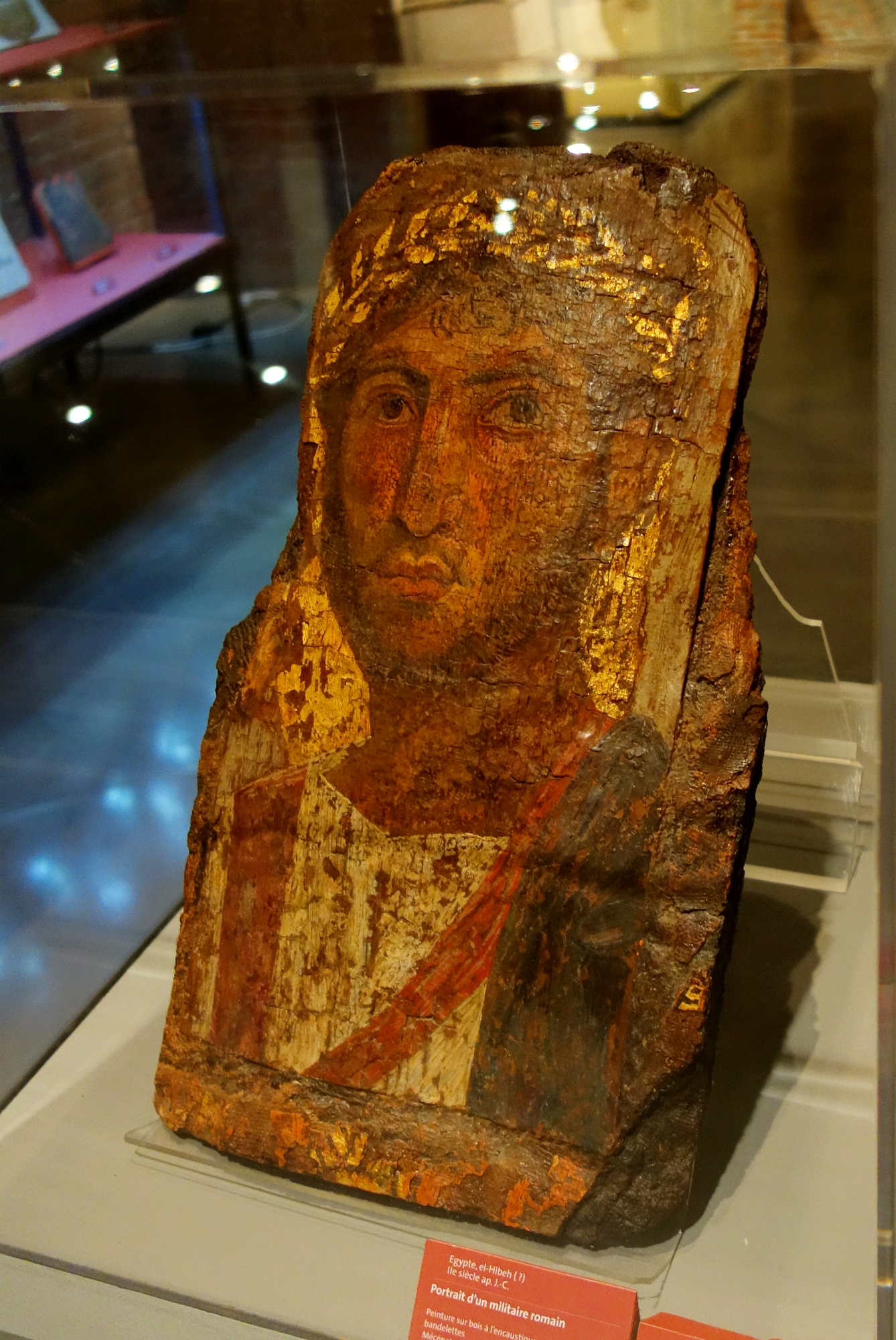
Portrait d'un militaire romain (IIe siècle apr. J.-C.), Égypte, El Hibeh (?)

#### France, Italie, Espagne,XIIe–XVIesiècle(salle 3)

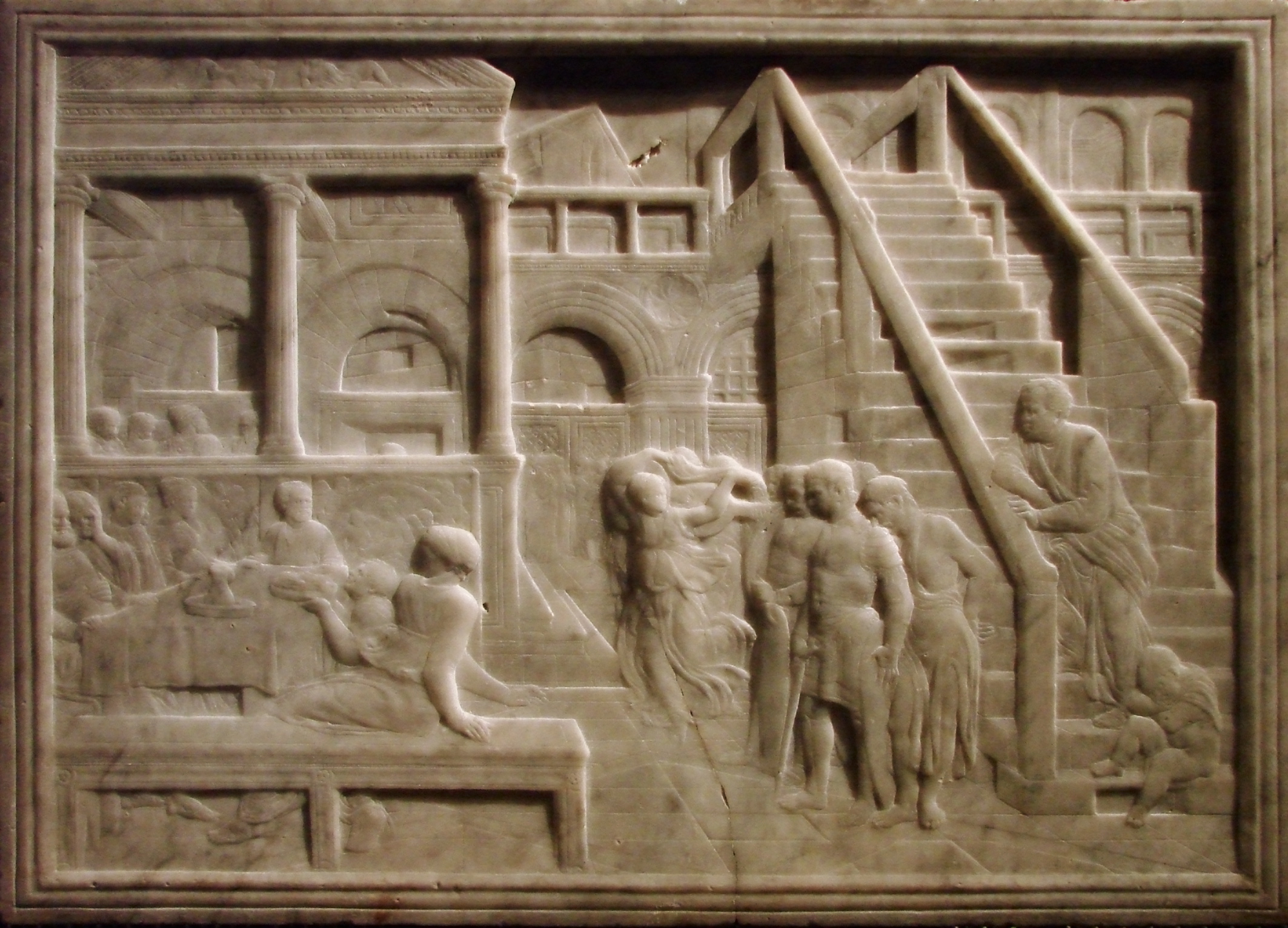
Le festin d'Hérode, vers 1435, Donatello.

Cette salle est consacrée aux pièces du XIIe au XVIe siècle de France, d'Italie et d'Espagne. Les œuvres les plus anciennes de la collection sont pour l'essentiel des sculptures et des pièces d'ivoire et d'orfèvrerie, dont une statuette romane en ivoire de morse du début du XIIe siècle représentant Affelok, l'un des Vieillards de l'Apocalypse, et un encensoir mosan en laiton doré, légèrement plus tardif, surmonté d'une représentation de trois jeunes hébreux, condamnés à périr par les flammes pour avoir refusé d’adorer une idole, sauvés par un ange. Parmi les sculptures, on relève en particulier une Vierge allaitant l’Enfant du XIVe siècle, en marbre, attribuée au Maître des Madones mosanes et, surtout, l'un des chefs-d'œuvre de Donatello, un stiacciato de marbre figurant Le festin d'Hérode, banquet au cours duquel le roi Hérode, séduit par la danse de Salomé, accepte de lui livrer la tête de Jean-Baptiste, en une dizaine de plans successifs sur une épaisseur de un centimètre. La peinture italienne est représentée par des œuvres du XVe siècle dont une Vierge allaitant entourée de plusieurs saints du Maître de Santa Barbara a Matera, une Mise au tombeau du Christ de Girolamo Marchesi et une Vierge à l’églantine de Sebastiano Mainardi. Les œuvres espagnoles comptent notamment une représentation de La Trinité par Jacomart, marquée par l'influence des primitifs flamands qui se diffuse au XVe siècle dans le royaume d'Aragon.

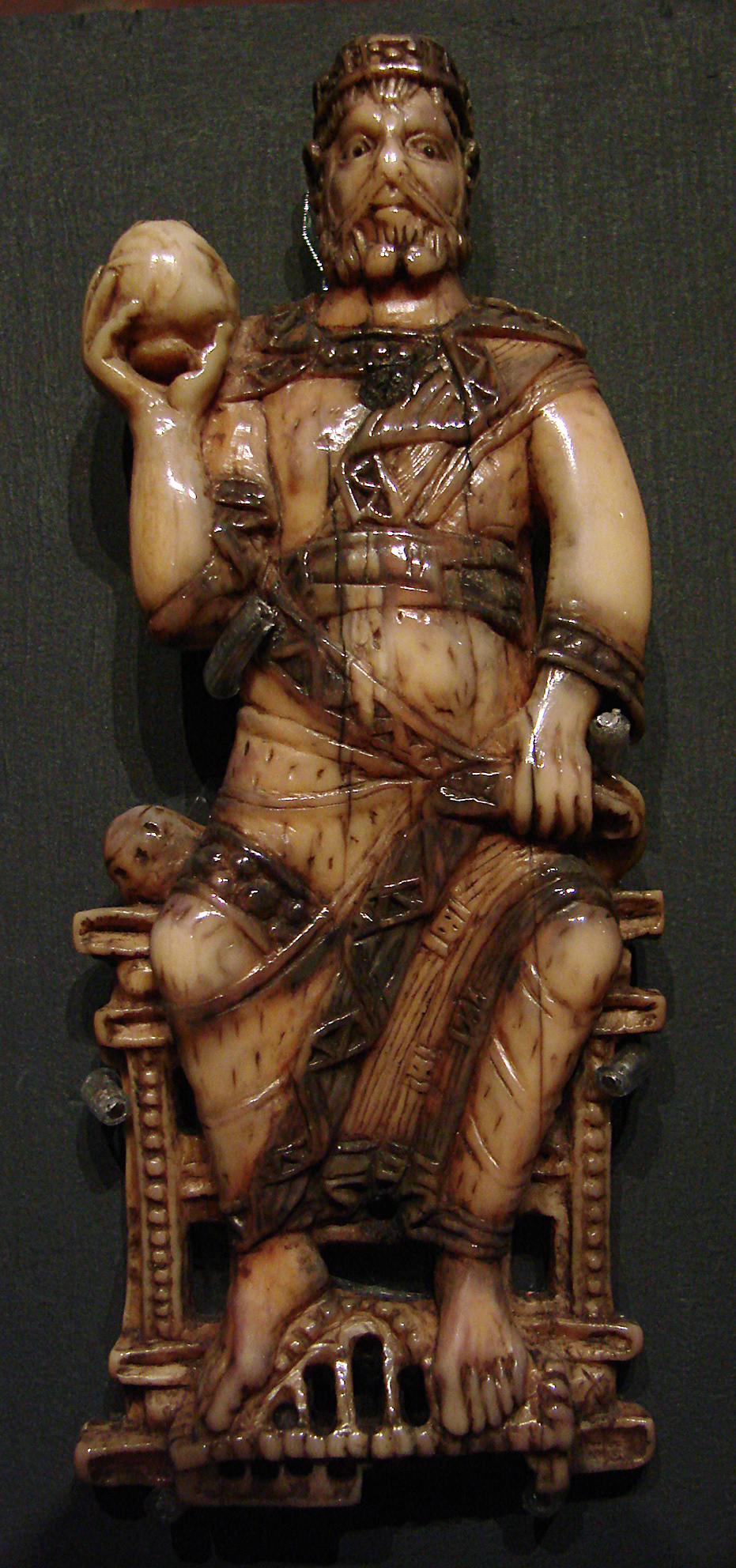
Vieillard de l'Apocalypse (vers 1100), Saint-Omer.
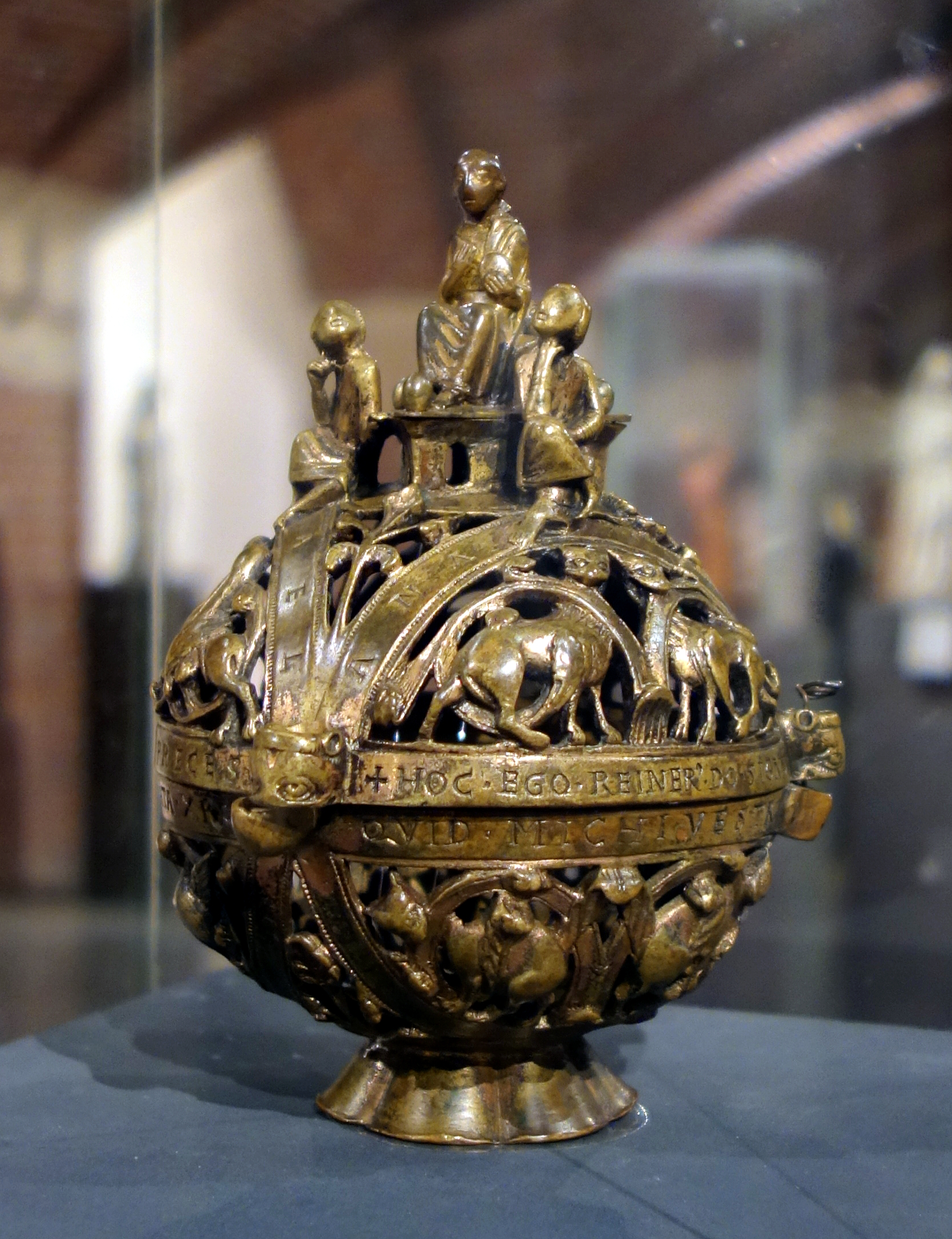
Encensoir aux hébreux dans la fournaise (vers 1160), vallée de la Meuse.
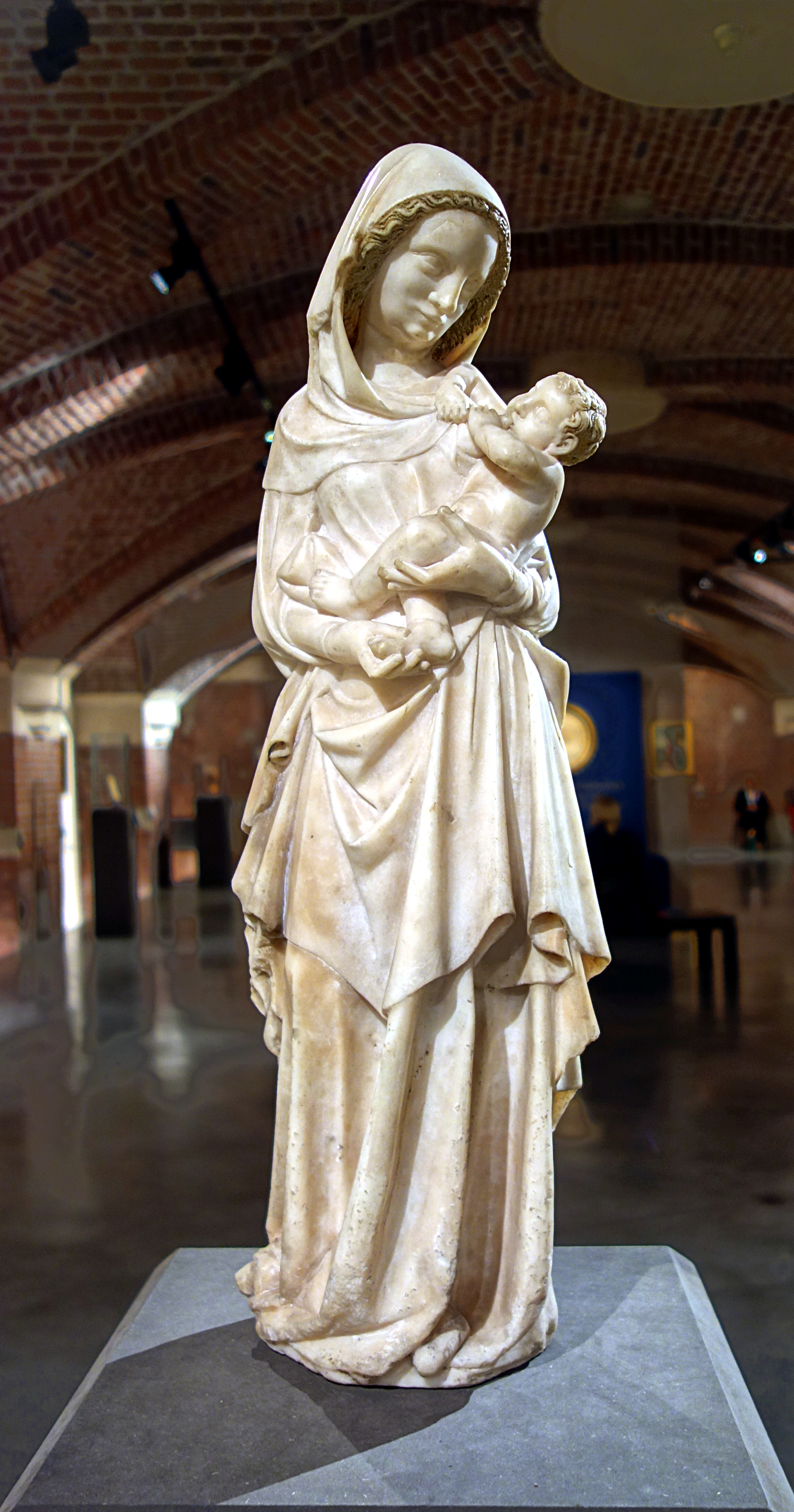
Vierge allaitant l'enfant (entre 1330 et 1350), Maître des Madones mosanes.
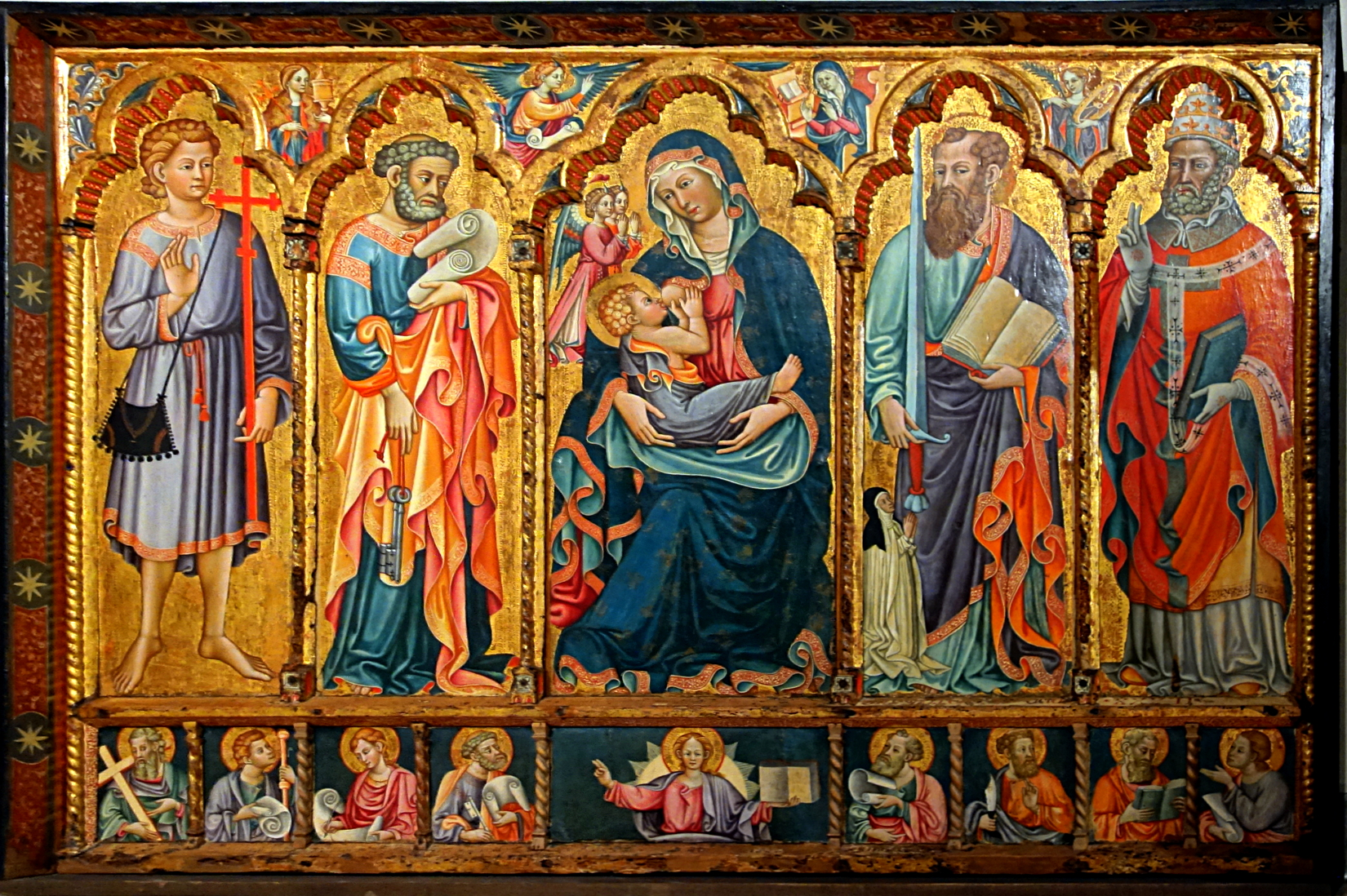
La Vierge allaitant entourée de plusieurs saints (début du XVe siècle), Maître de Santa Barbara a Matera.
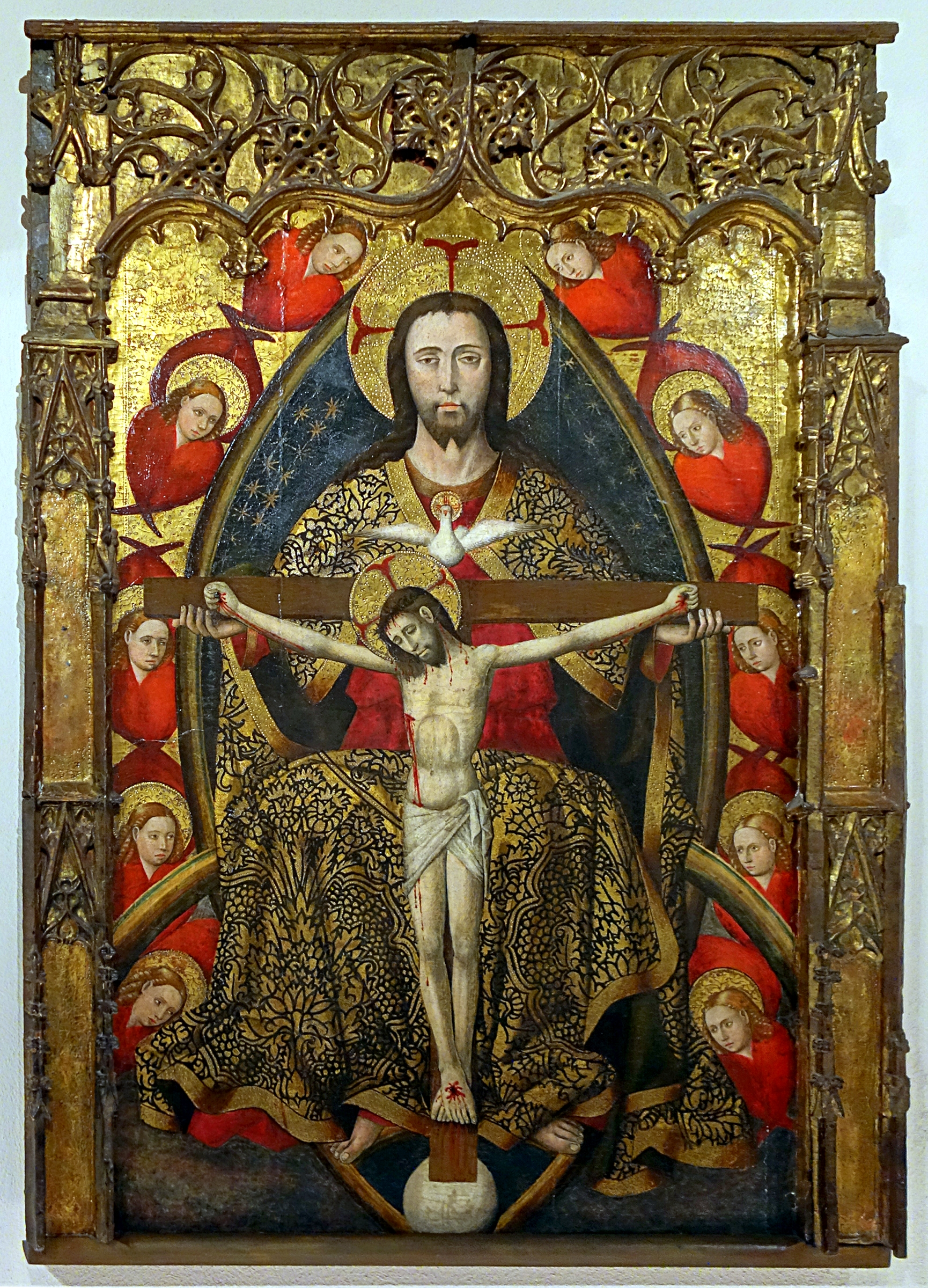
La Trinité (milieu du XVe siècle), Jacomart.

#### Sculpture de la région de Lille,XVesiècle(salle 4)
De petite dimension, la salle présente des sculptures lapidaires de la région de Lille au XVe siècle. Principalement issus de monuments funéraires, on y trouve des pierres tombales et des reliefs votifs parmi lesquels celui du célèbre musicien Guillaume Dufay, dont le nom est inscrit aux angles par rébus, « qui mourut l'an du Seigneur 1474, le 17e jour de novembre » à Cambrai. Réalisé en pierre de Tournai, il est attribué au tailleur en marbre Alart Génois de Tournay. Les pièces lilloises comptent aussi une grande sculpture de 1,7 mètre de haut en calcaire de Hordain polychrome représentant une Vierge à l'Enfant qui pourrait provenir de l'une des plus anciennes églises de la ville, l'église Saint-Maurice.

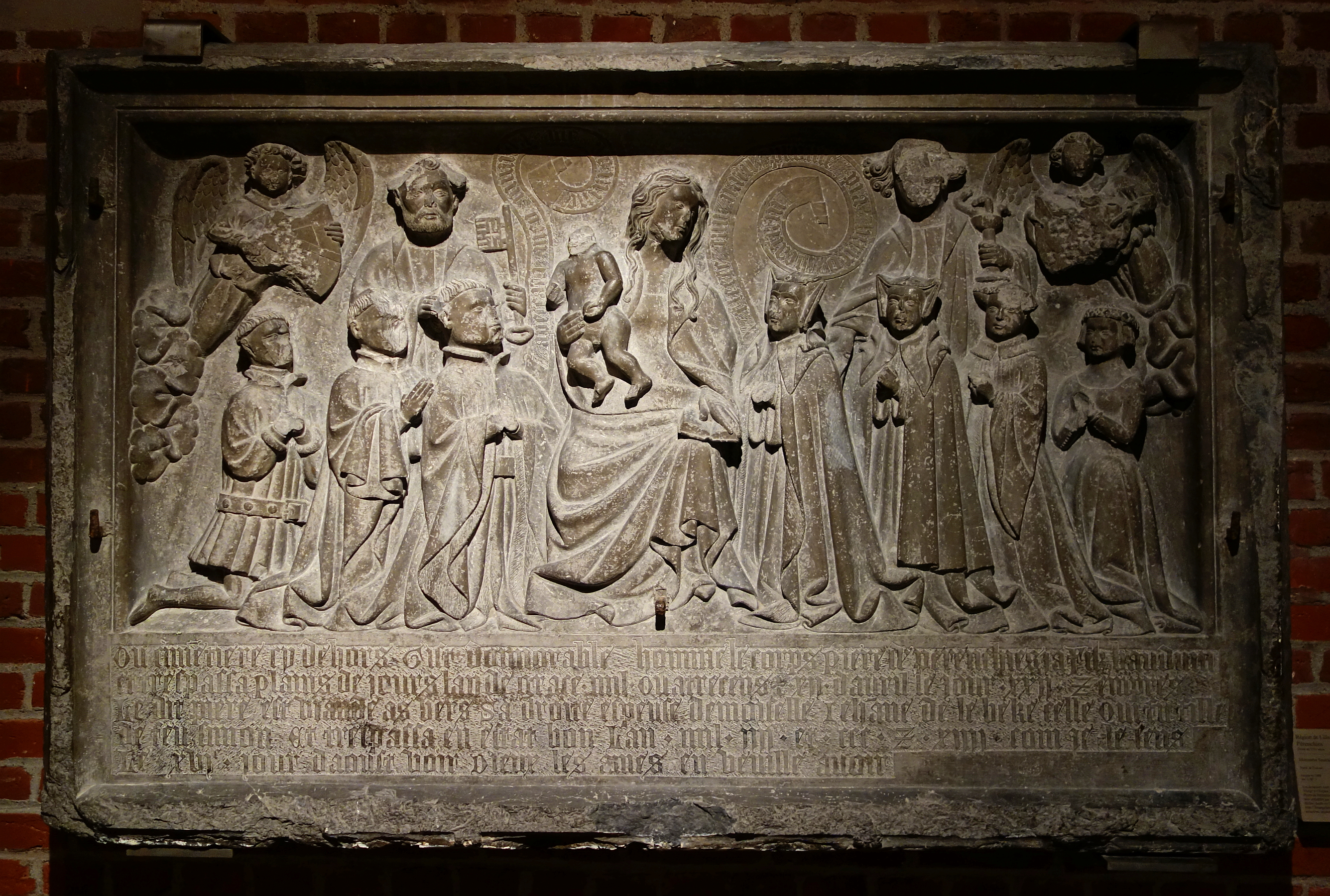
Monument funéraire de Pérenchies (début du XVe siècle).
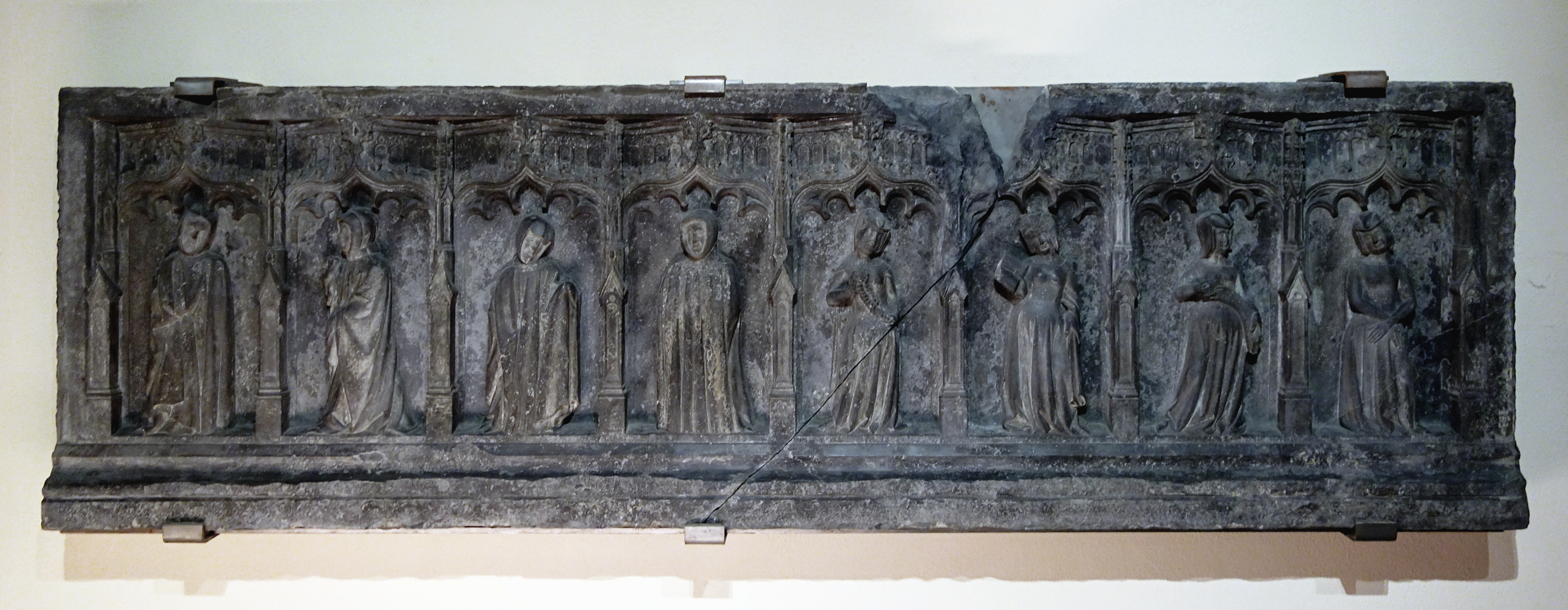
Devant d'un tombeau (XVe siècle), abbaye de Phalempin.
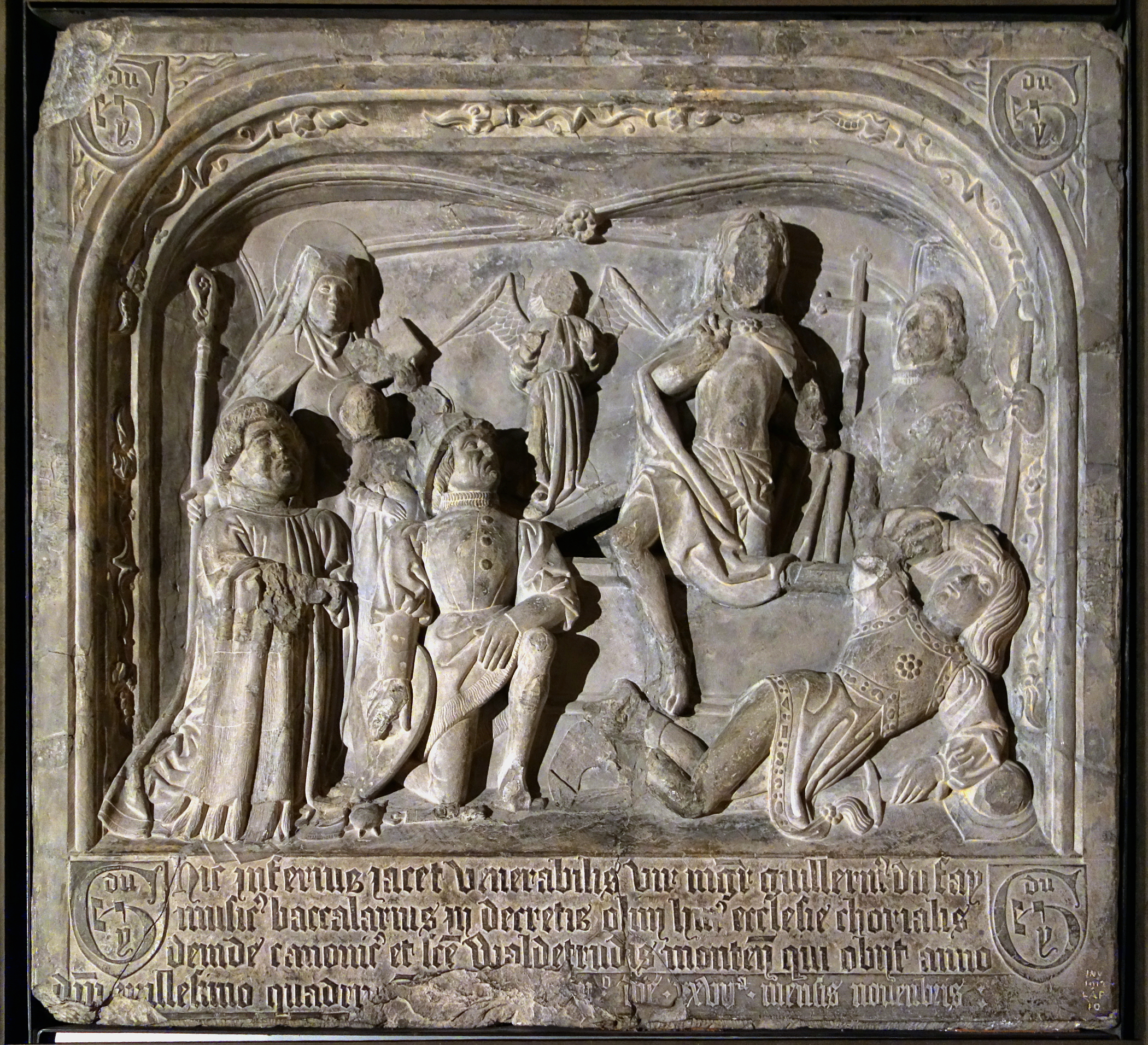
Épitaphe de Guillaume Du Fay (vers 1474), Alart Génois de Tournay.
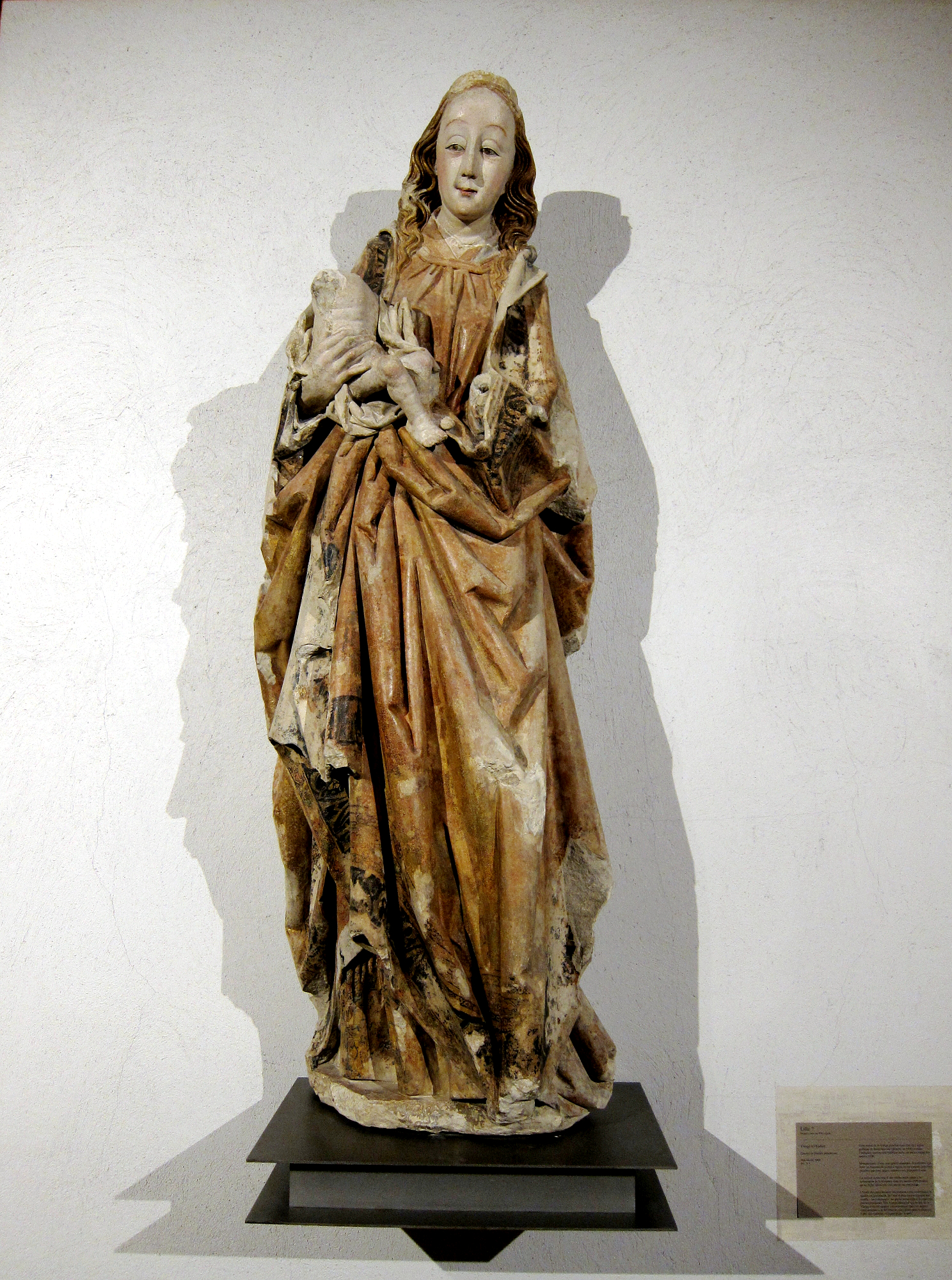
Vierge à l'Enfant (fin du XVe siècle), Lille.

#### Galerie d'étude (salle 5)
Désignée sous le nom de galerie d'étude, c'est un long couloir où sont présentées des pièces de petite ou moyenne dimension des Pays-Bas et d'Angleterre, principalement en bois sculpté ou en albâtre, du XVe siècle et du début du XVIe siècle. Sorties des réserves du musée, les pièces présentées n'ont pas nécessairement vocation à être exposées en permanence. Parmi elles, on relève en particulier un albâtre anglais représentant le Repas chez Simon (XVe siècle). Un choix de sceaux, médailles et monnaies du Moyen Âge et de la Renaissance, tirés des collections numismatiques, est également exposé dans la galerie.

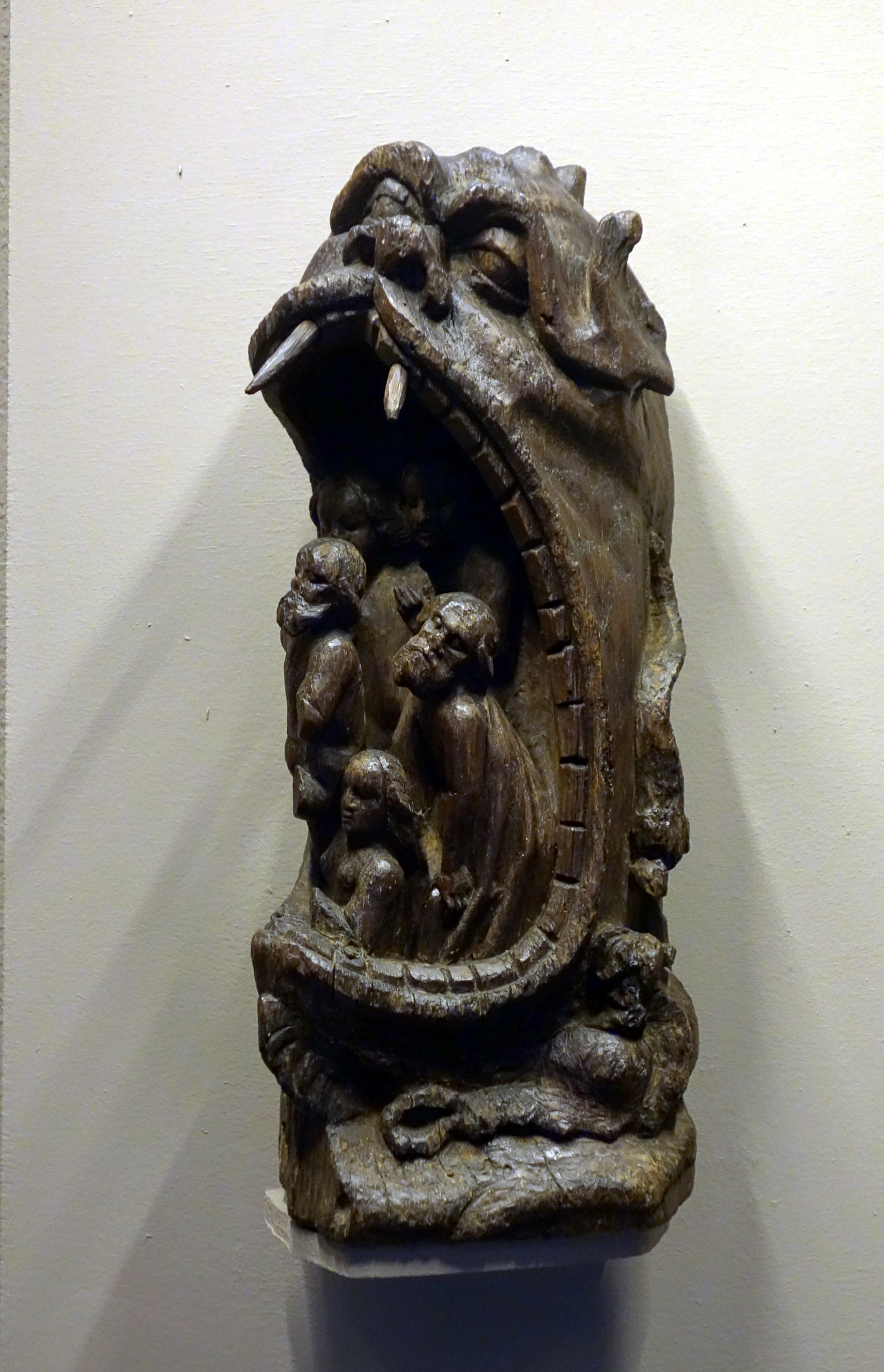
Les hommes sauvés de la gueule du Léviathan (XVIe siècle), Pays-Bas du Sud.
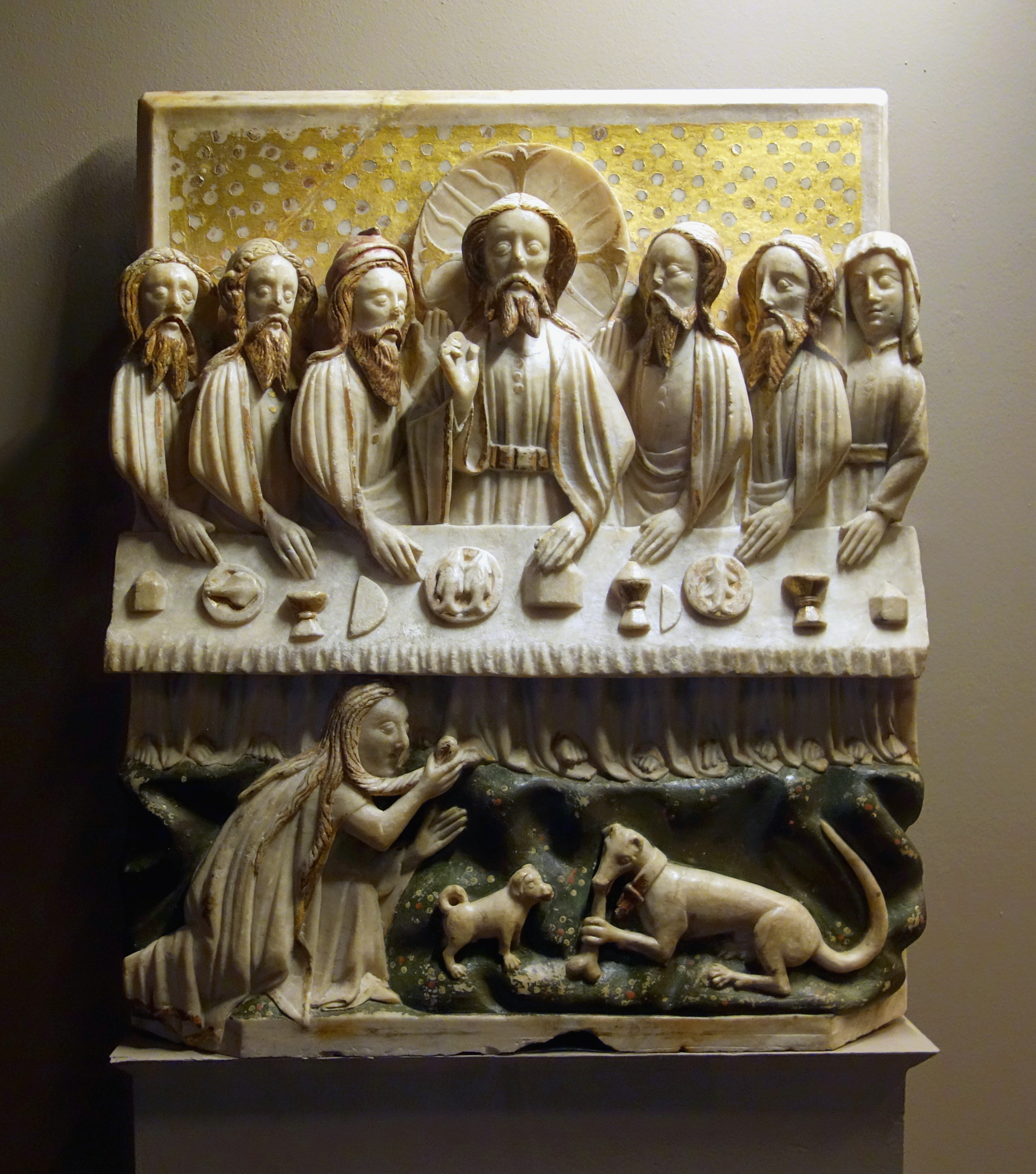
Le Repas chez Simon (XVe siècle), Angleterre.
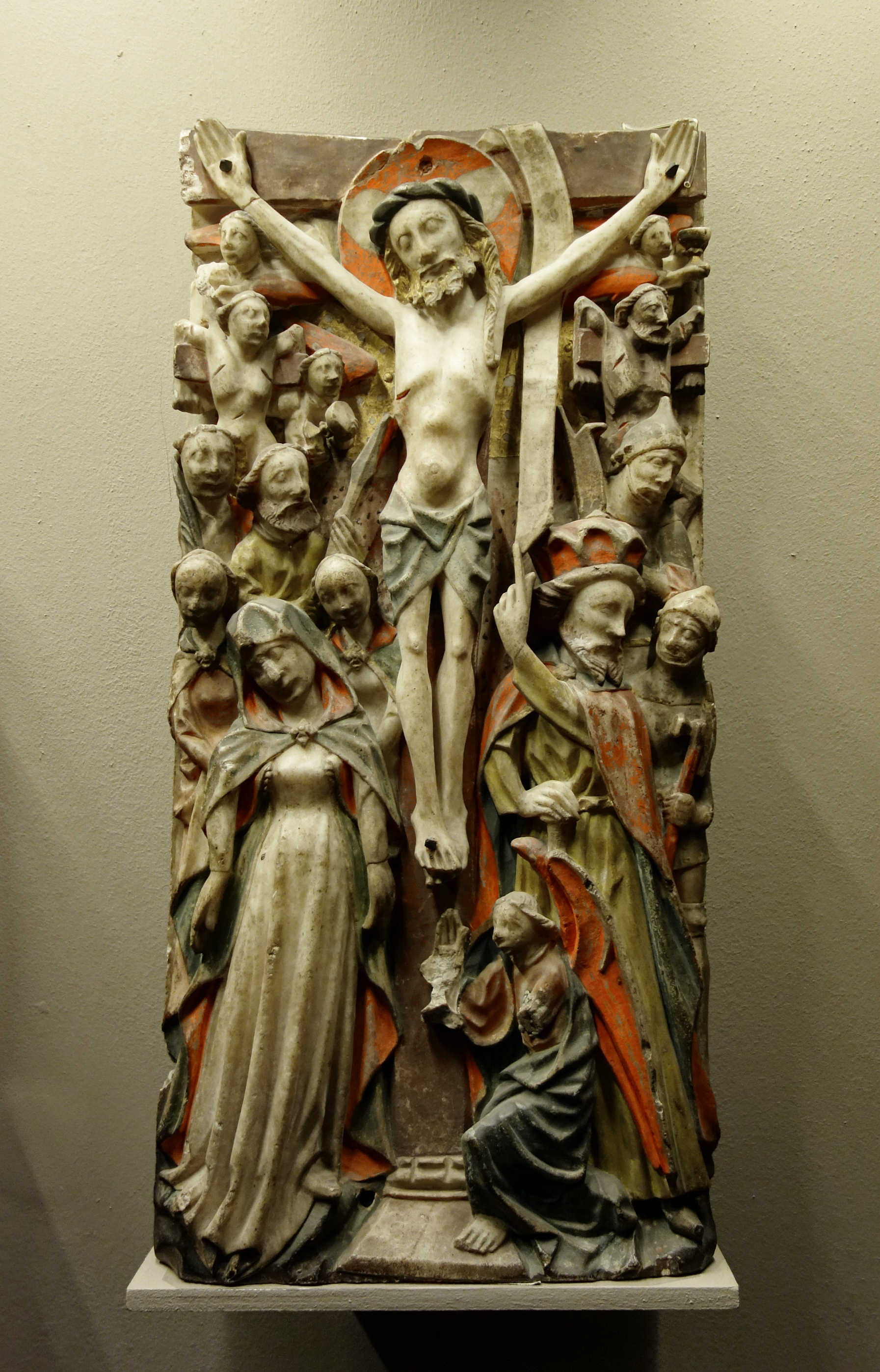
La Crucifixion (XVe siècle), Angleterre.
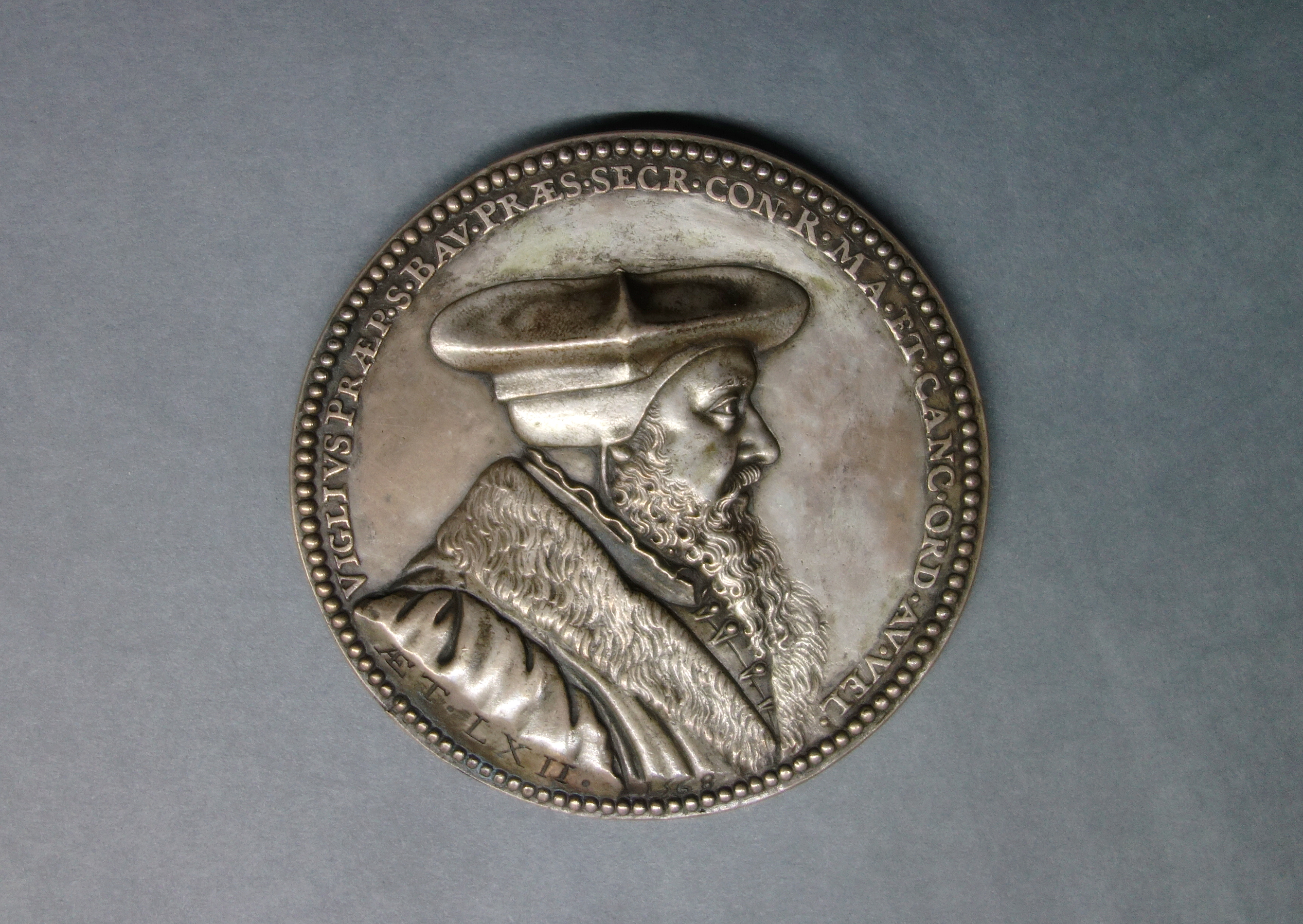
Portrait de Viglius Zuichem (1568), Jacques Jonghelinck.
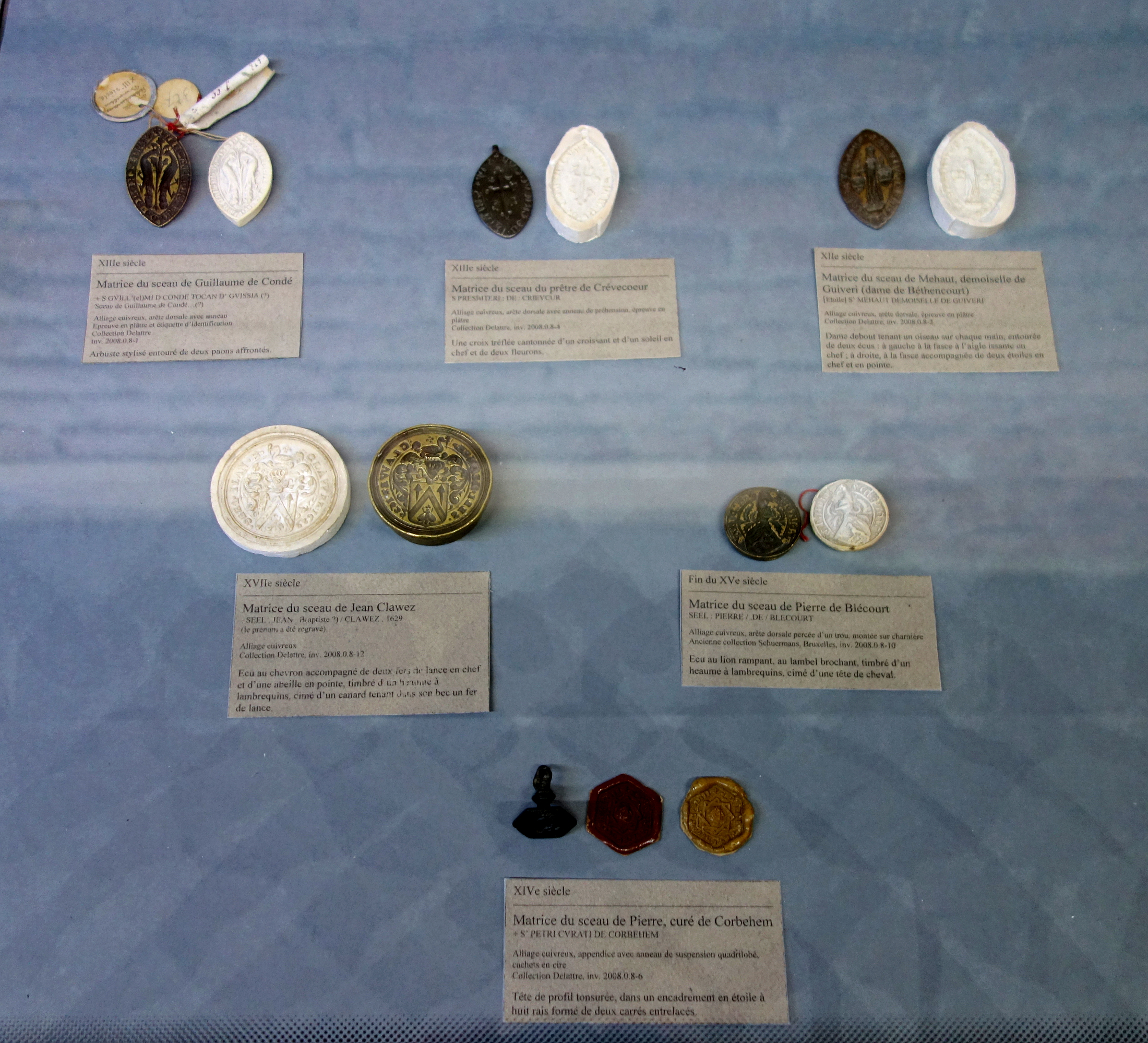
Matrices de sceaux (XIIe – XVIIe siècles).

#### Retables sculptés, fin duXVesiècle- début duXVIesiècle(salle 6)
Pendant de la salle 4, la salle 6 présente des éléments de retable en bois sculpté et des retables domestiques typiques du matériel religieux des anciens Pays-Bas de la fin du XVe siècle et du début du XVIe siècle. Les pièces proviennent pour l'essentiel des donations Gentil, Ozenfant et De Vicq. Parmi les retables domestiques, on note en particulier une Annonciation, thème inhabituel de facture originale, qui porte sur la face intérieure de ses volets peints, La Nativité à gauche et La Présentation au Temple à droite. La collection comprend également des pièces de plus grande dimension, comme une grande crucifixion de la fin du XVe siècle où le Christ est encadré par le bon et le mauvais larron dont les jambes ont été brisées.

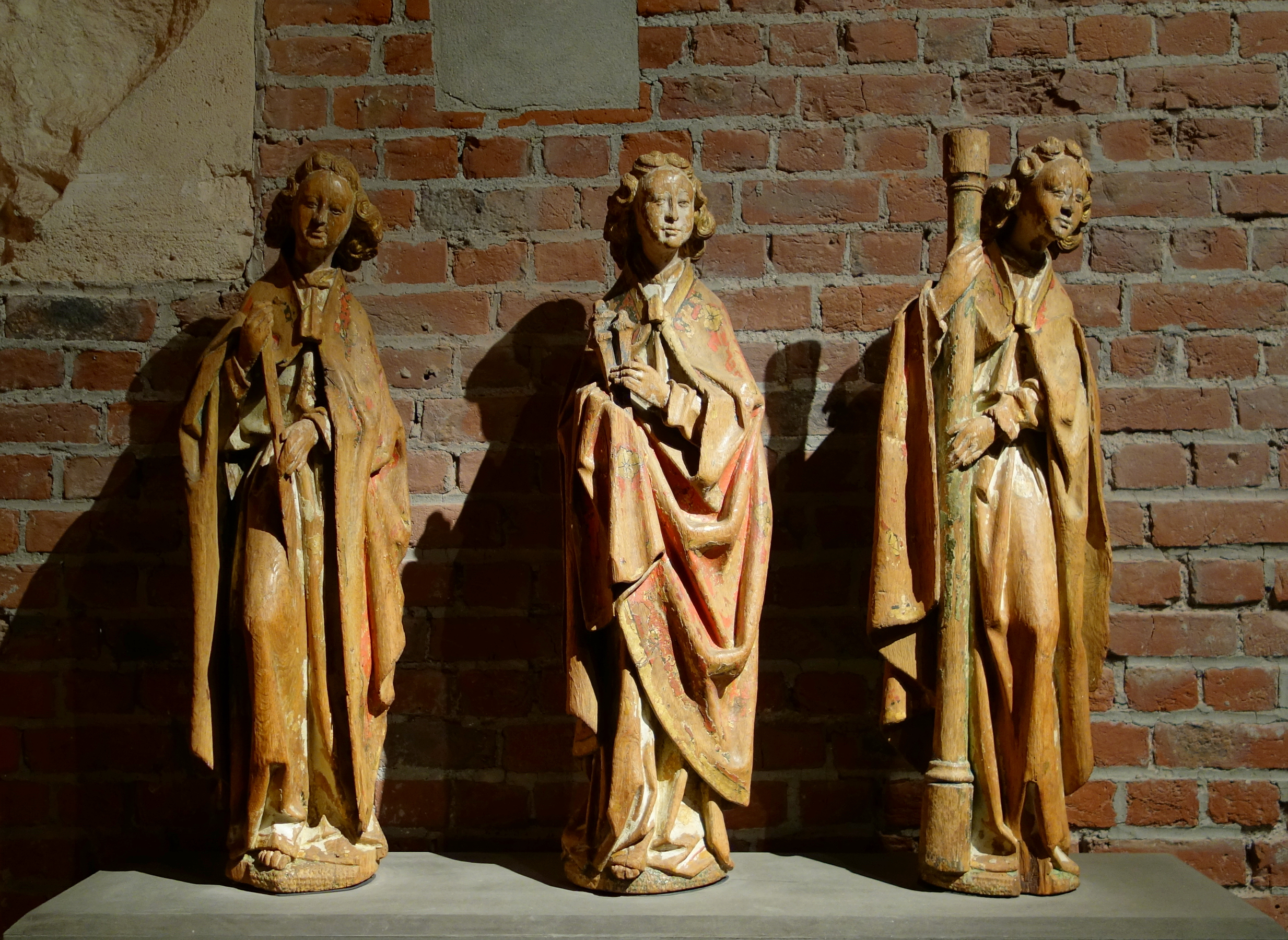
Anges portant les instruments de la passion (vers 1470), région de Lille.
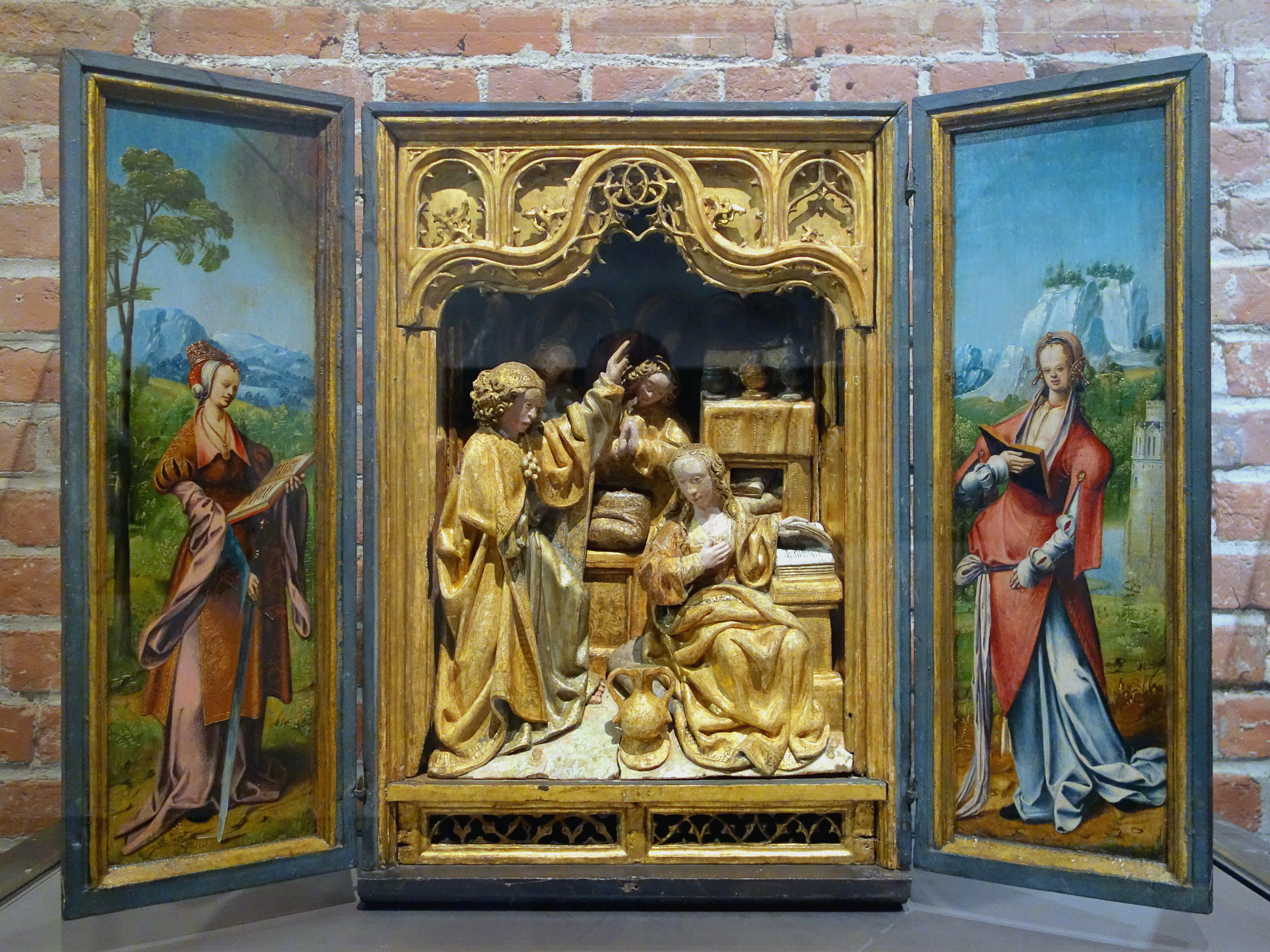
Retable de l'Annonciation, sainte Catherine et sainte Barbe (début du XVIe siècle), Anvers.
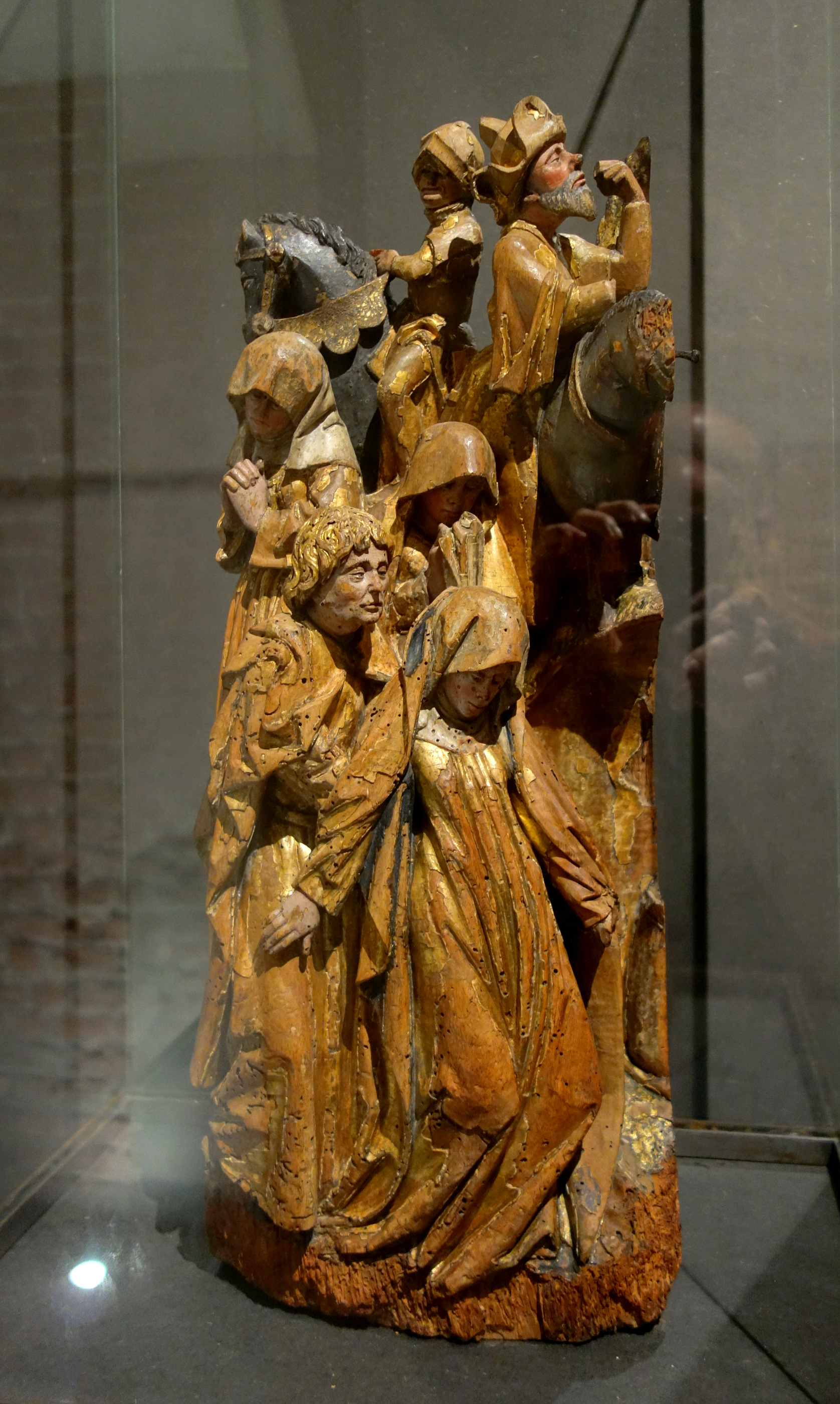
Pâmoison de la Vierge (vers 1460), élément de retable, Bruxelles ?
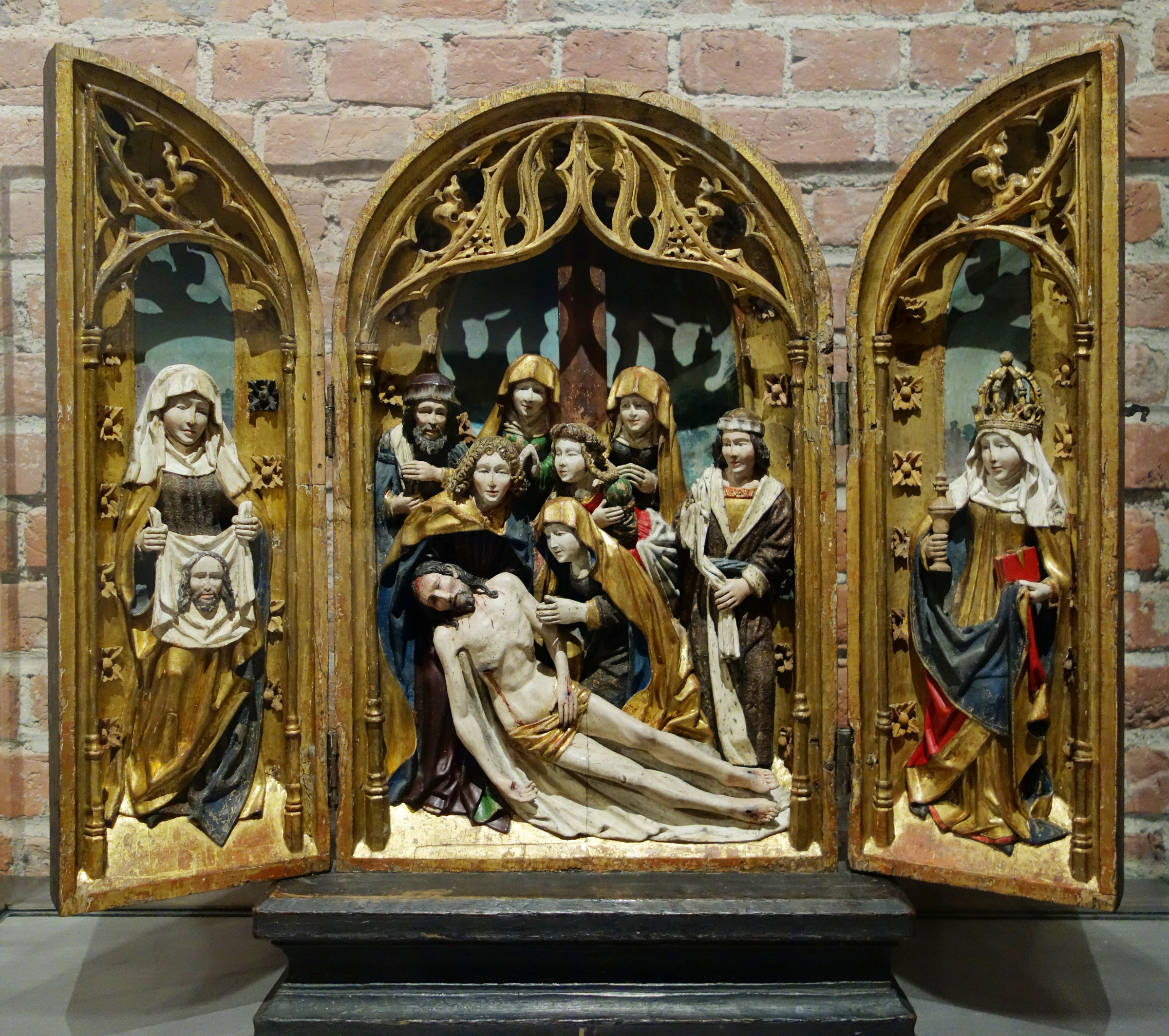
Retable de la déploration, sainte Élisabeth de Hongrie et sainte Véronique (1500-1510), Cologne.
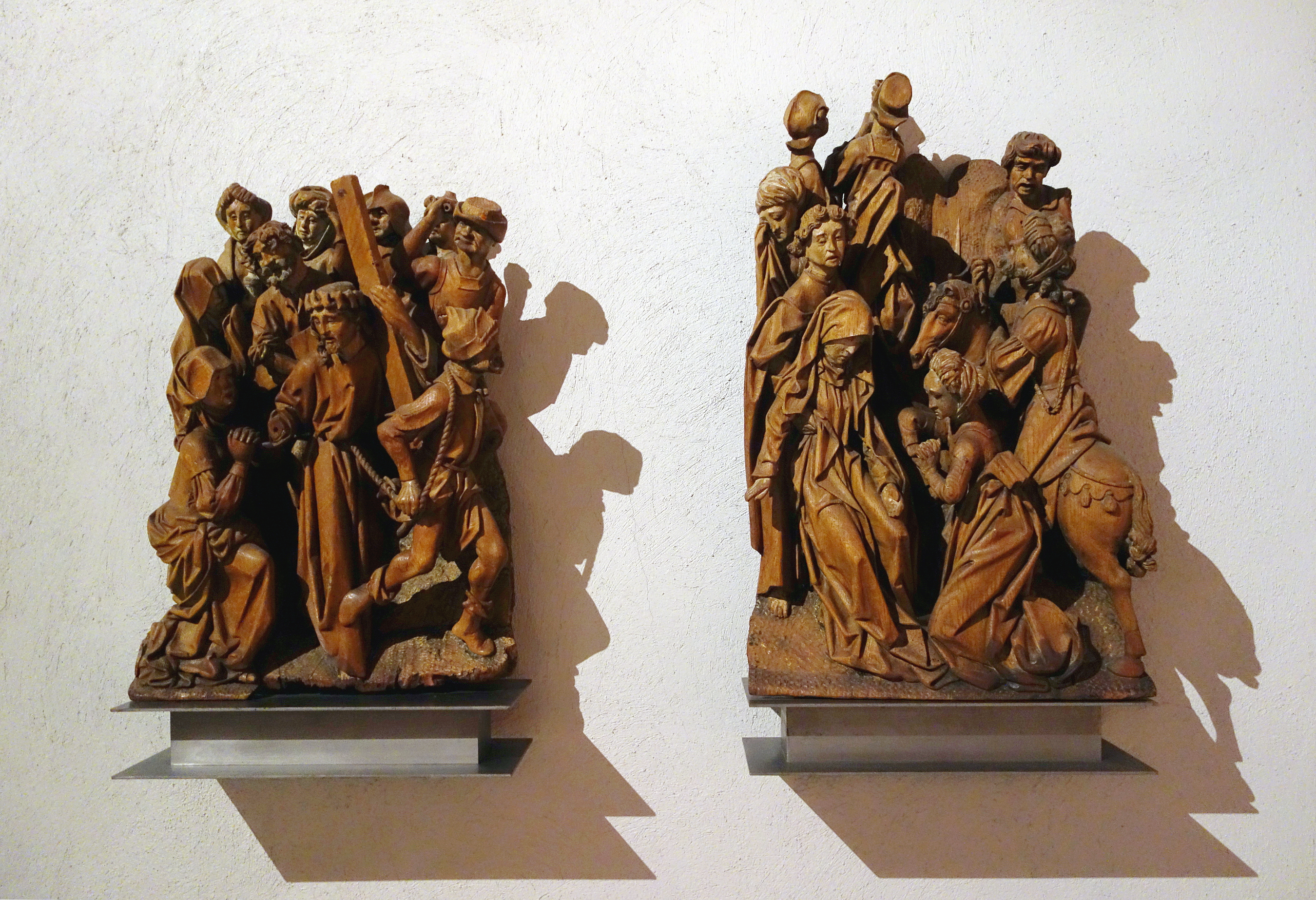
Portement de croix et Pâmoison de la vierge (vers 1470), Bruxelles ?
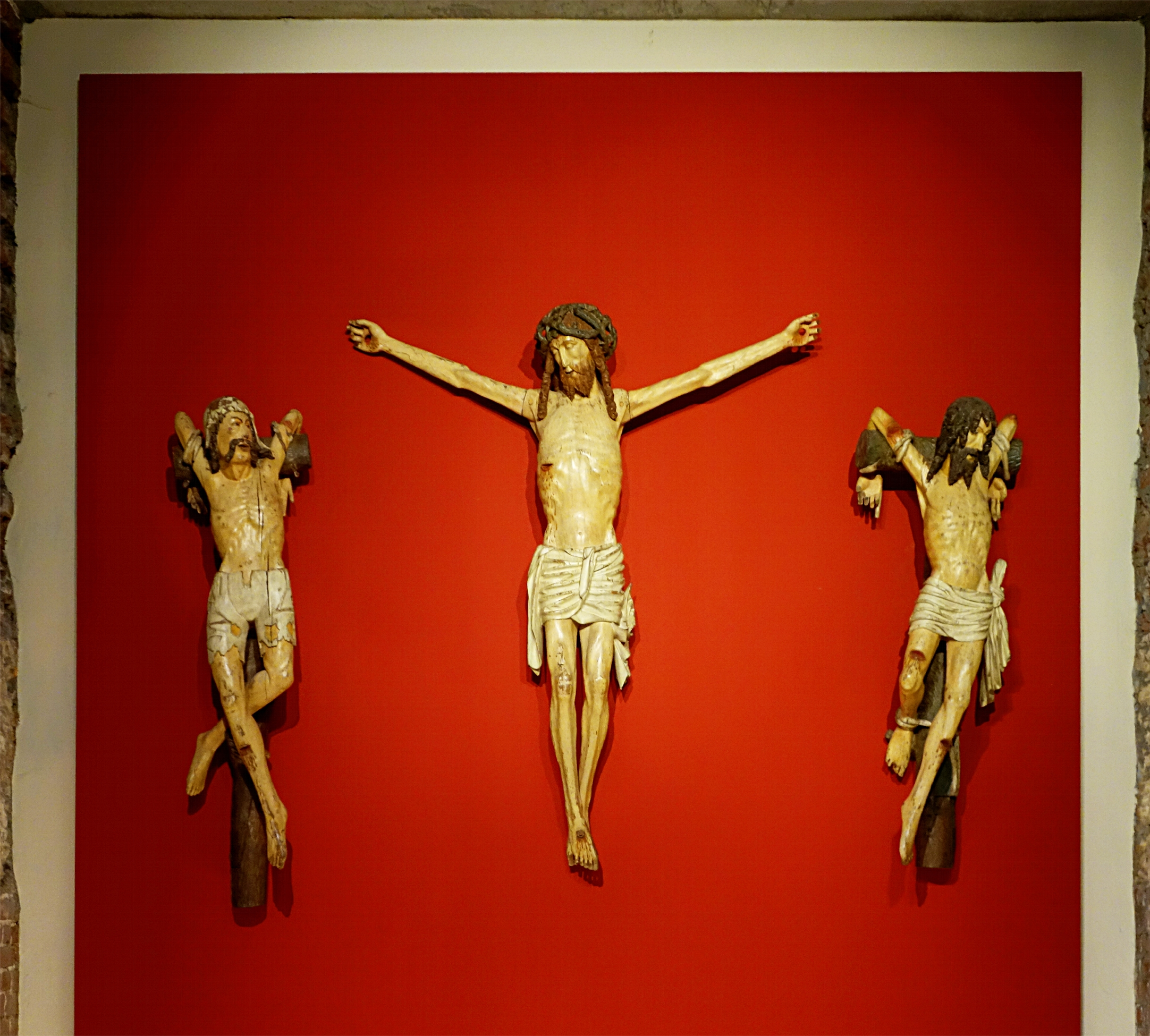
Crucifixion (vers 1500), anciens Pays-Bas.

#### Peinture et sculpture des anciens Pays-Bas,XVe–XVIesiècles(salle 7)

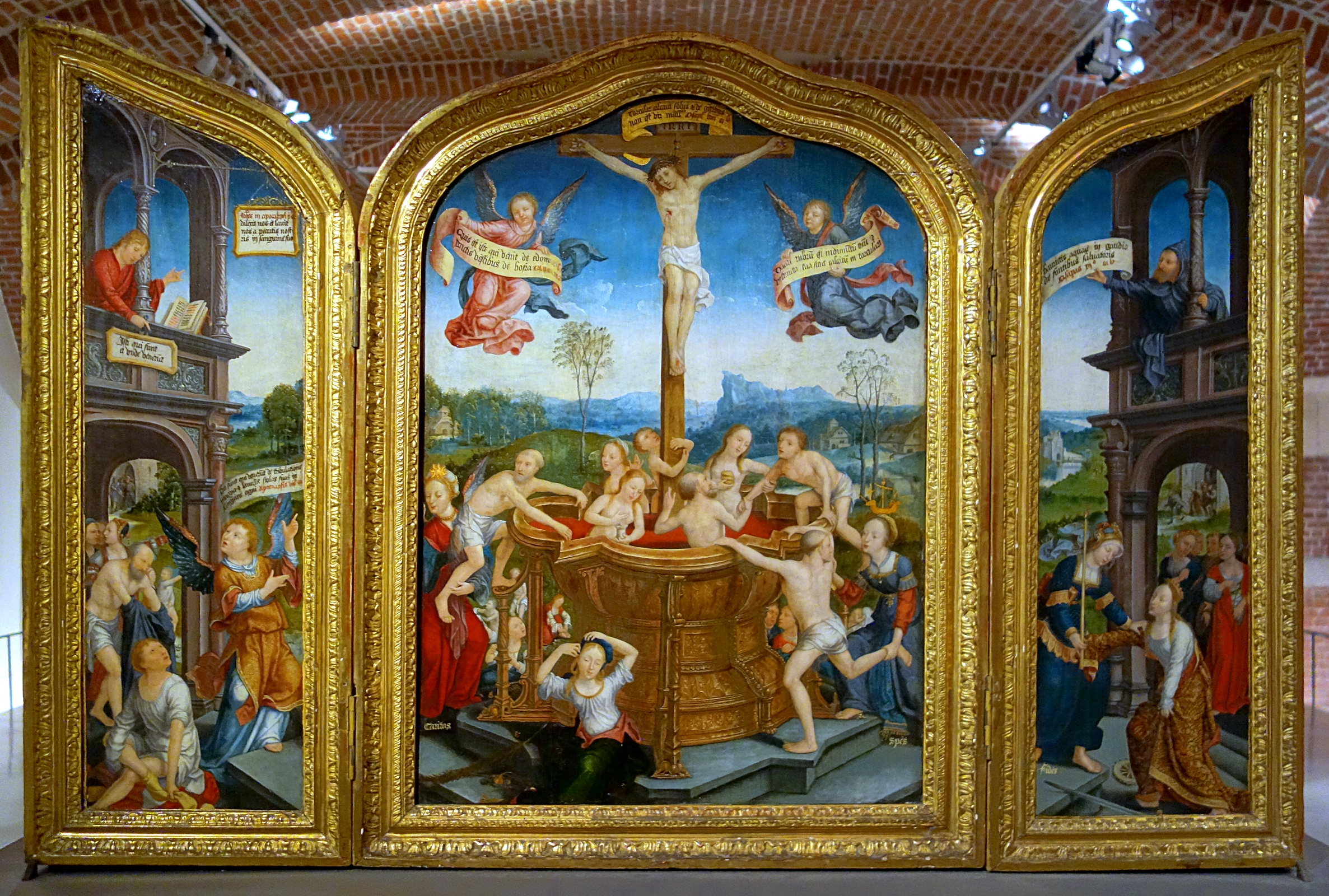
Triptyque du Bain mystique (premier tiers du XVIe siècle), Jean Bellegambe.

C'est la galerie de peinture et de sculpture des anciens Pays-Bas du XVe siècle et du début du XVIe siècle. La collection comprend en particulier deux chefs-d'œuvre de Dirk Bouts, L'Ascension des élus et La Chute des damnés, volets d’un triptyque consacré au Jugement dernier, dont le centre a été perdu. Elle comprend par ailleurs plusieurs retables, dont un triptyque représentant La Vierge à l’Enfant entourée d’anges musiciens et un panneau représentant les Portraits de Barbe de Croesinck et Louis Quarré en donateurs attribués au Maître au feuillage en broderie, ainsi que deux triptyques de Jean Bellegambe, le Triptyque de la Trinité de Marchiennes et le Triptyque du Bain mystique. Ce dernier traite du thème de la fontaine de vie, la charité et l’espérance guidant les hommes vers une fontaine en bronze emplie du sang du Christ. Un triptyque anonyme des Pays-Bas méridionaux, le Triptyque de la Nativité, représentant l'Annonciation, la Nativité et le Massacre des Innocents, fait également partie de la série des retables. Parmi les sculptures du début du XVIe siècle, on relève un Bourreau du Portement de croix du Maître d'Elsloo et, parmi les peintures, La Déploration du Christ du Maître de l'Adoration von Groote, L’Adoration des bergers du Maître de l'Adoration de Lille et L’Adoration des mages du Maître M. S.. Ce dernier panneau de grande dimension, probable volet d'un retable, marque déjà le passage du gothique tardif vers l'art de la Renaissance.

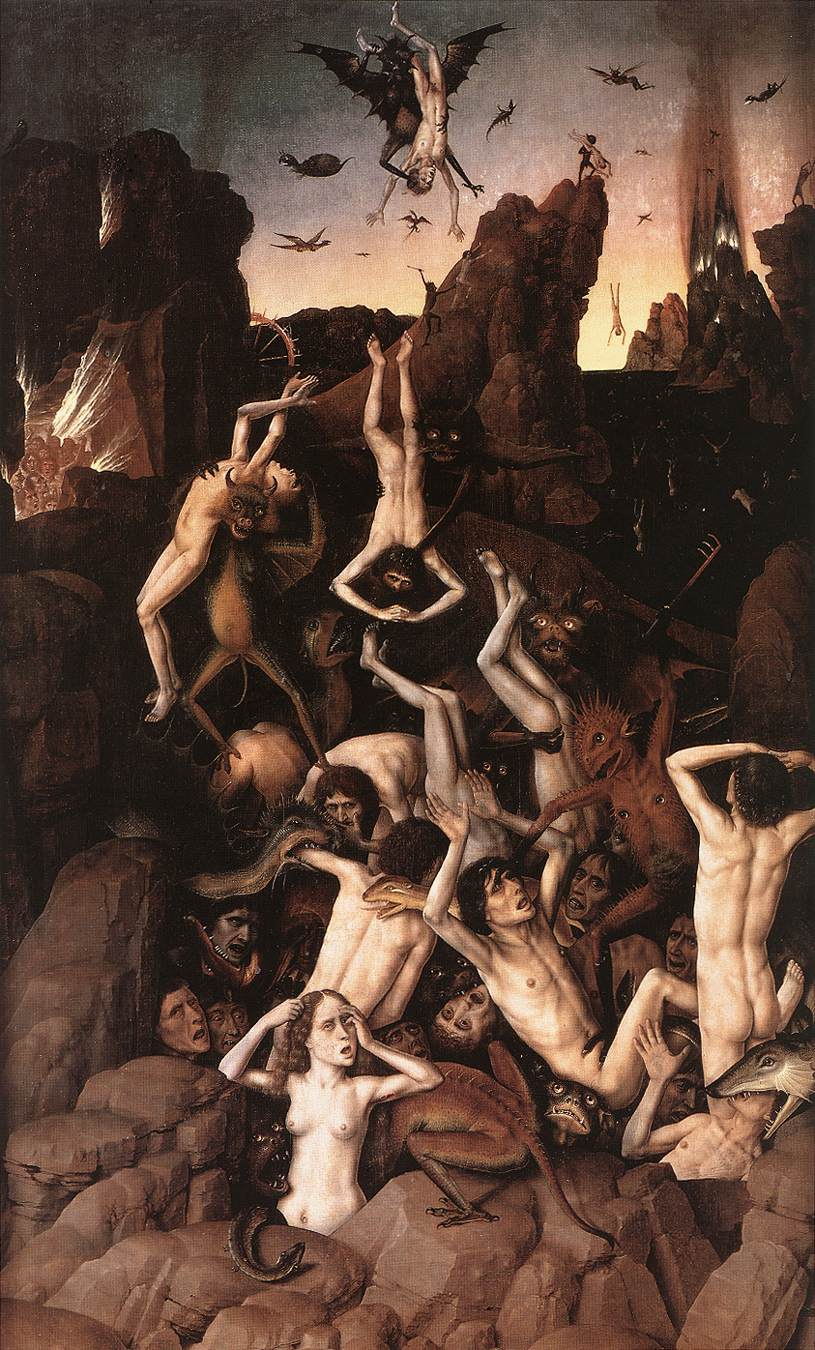
La Chute des damnés (1450), Dirk Bouts.
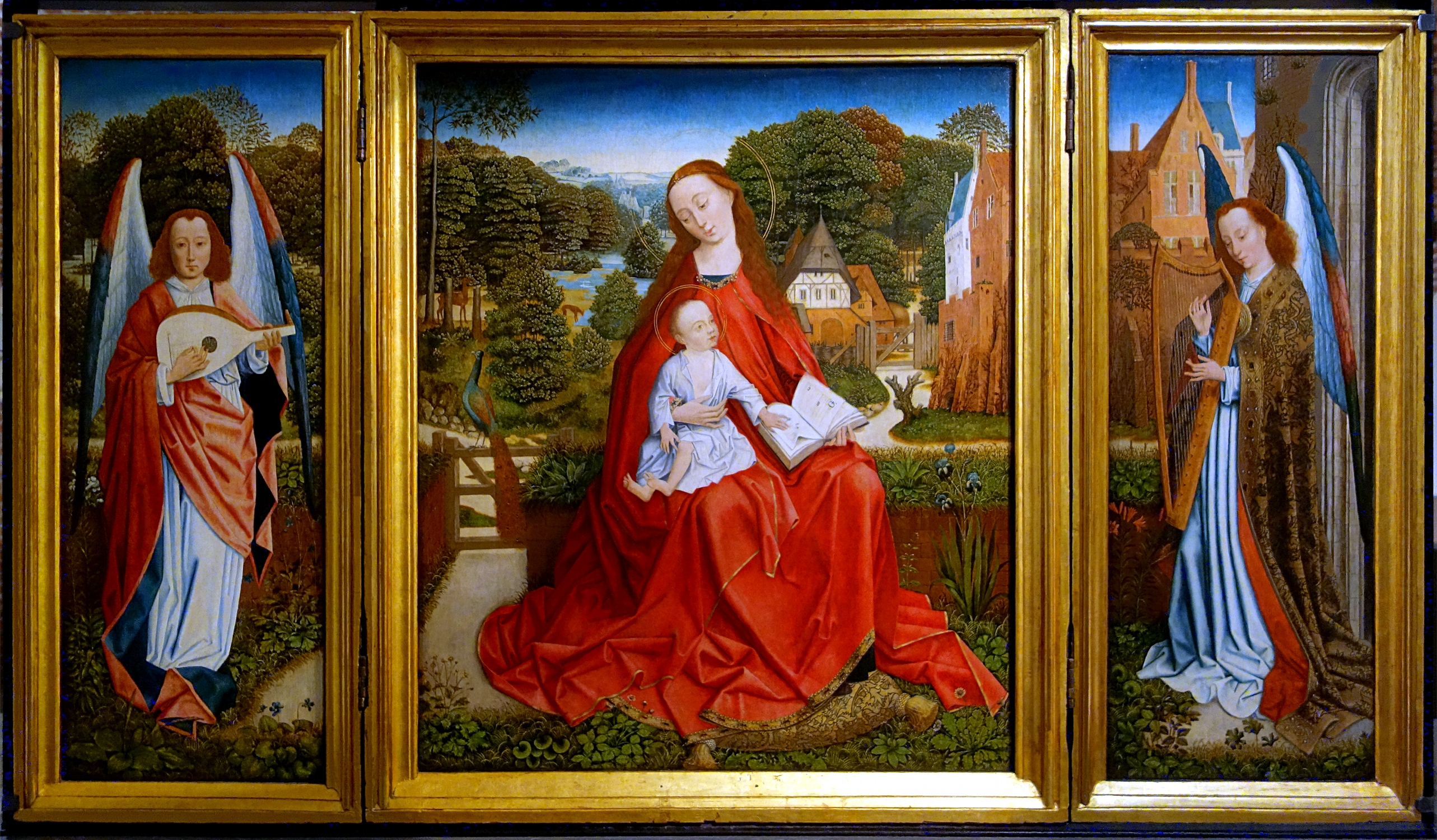
Triptyque de la Vierge à l'enfant entourée d'anges musiciens (vers 1490), Maître au feuillage en broderie.
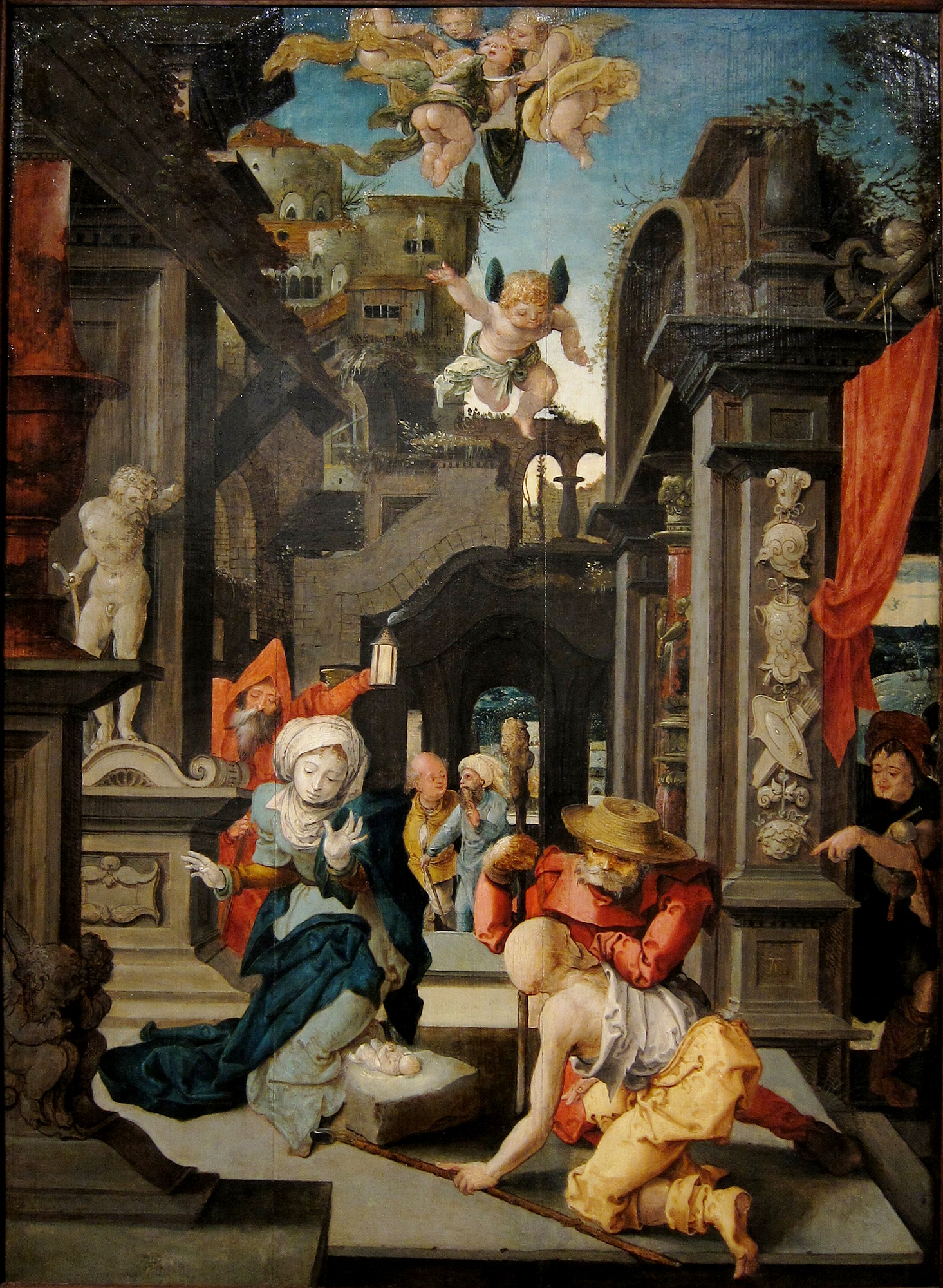
L'Adoration des bergers (1512), Maître de l'Adoration de Lille.
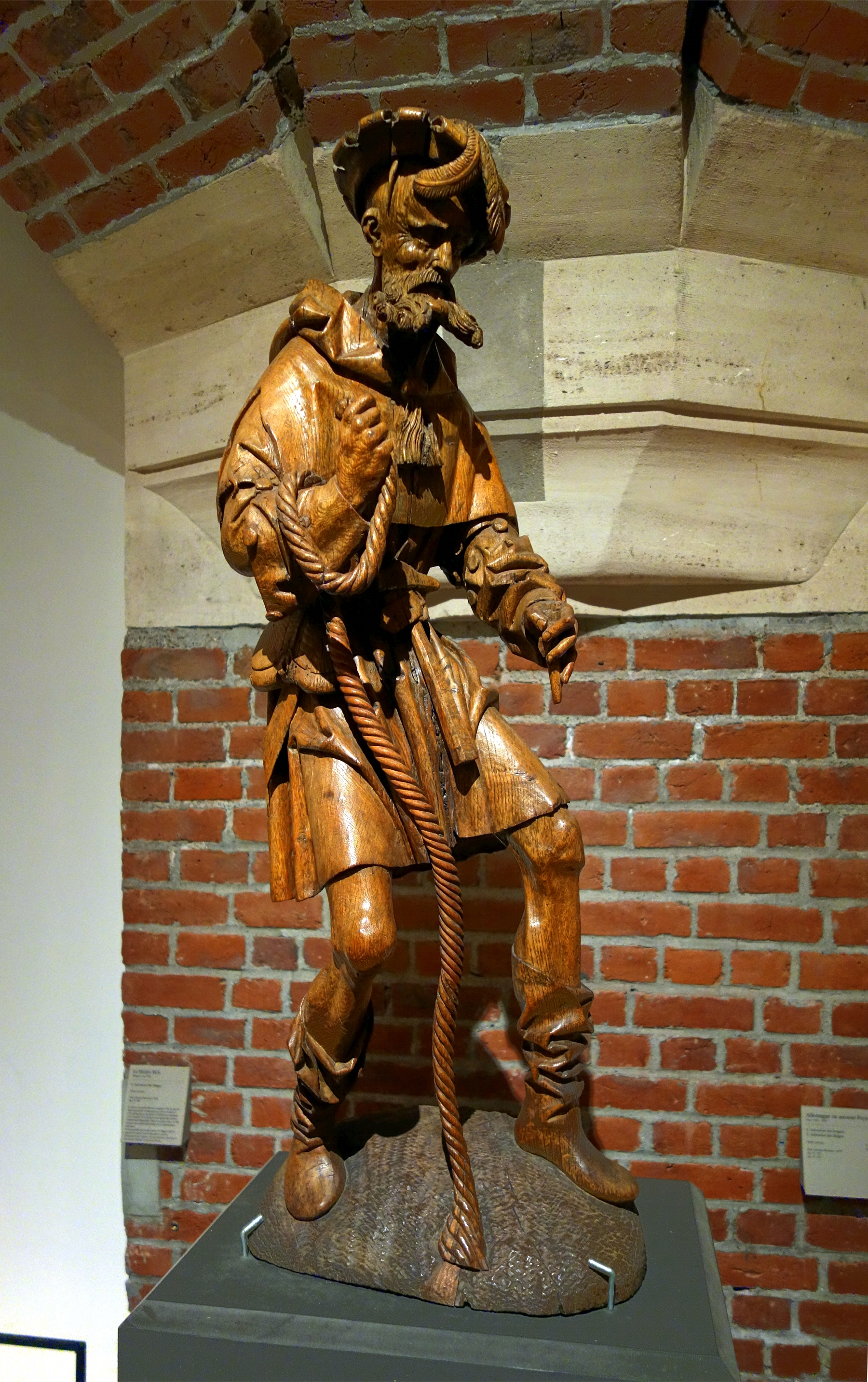
Bourreau du portement de croix (vers 1520), Maître d'Elsloo.
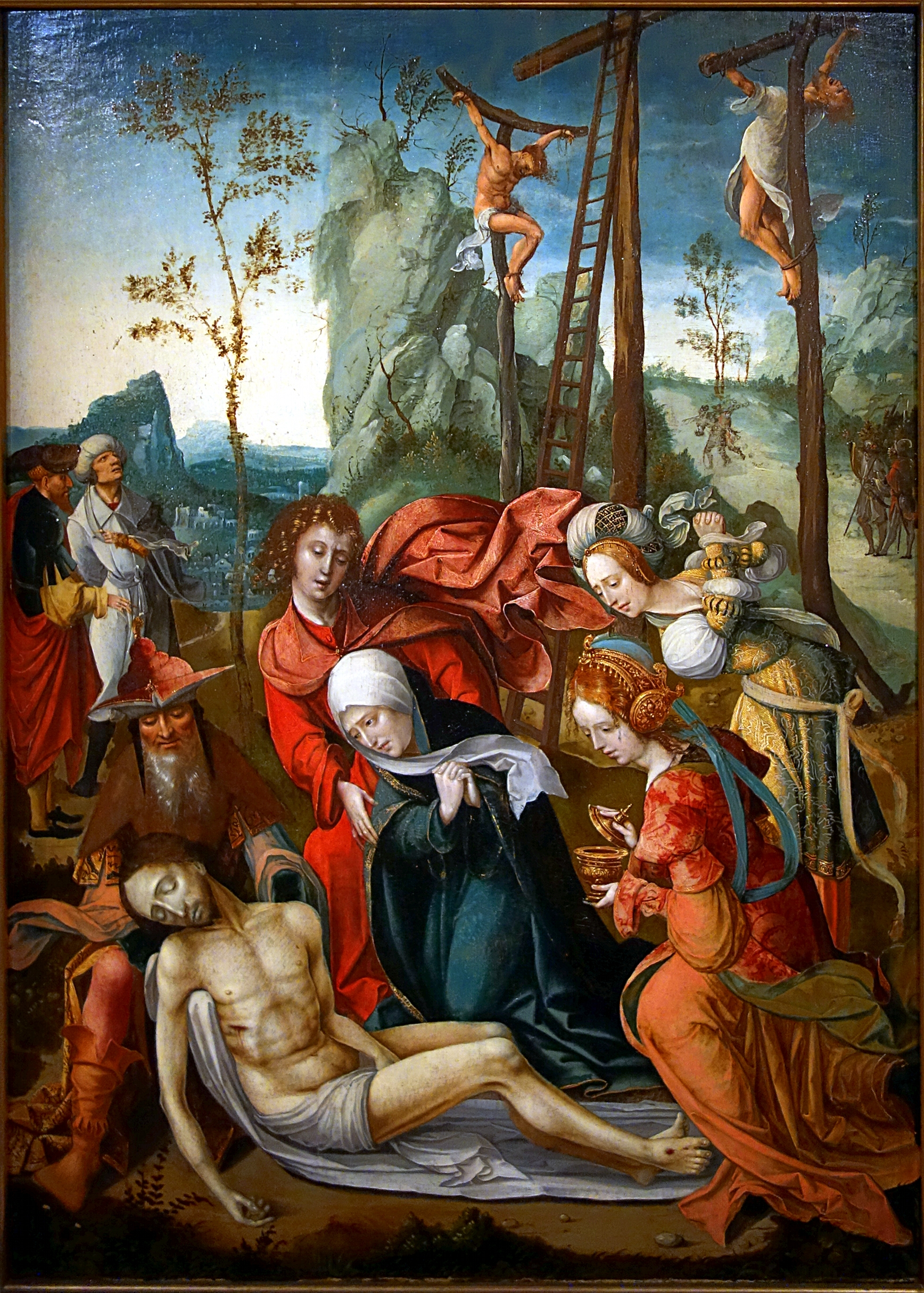
La Déploration du Christ (début du XVIe siècle), Maître de l'Adoration von Groote.
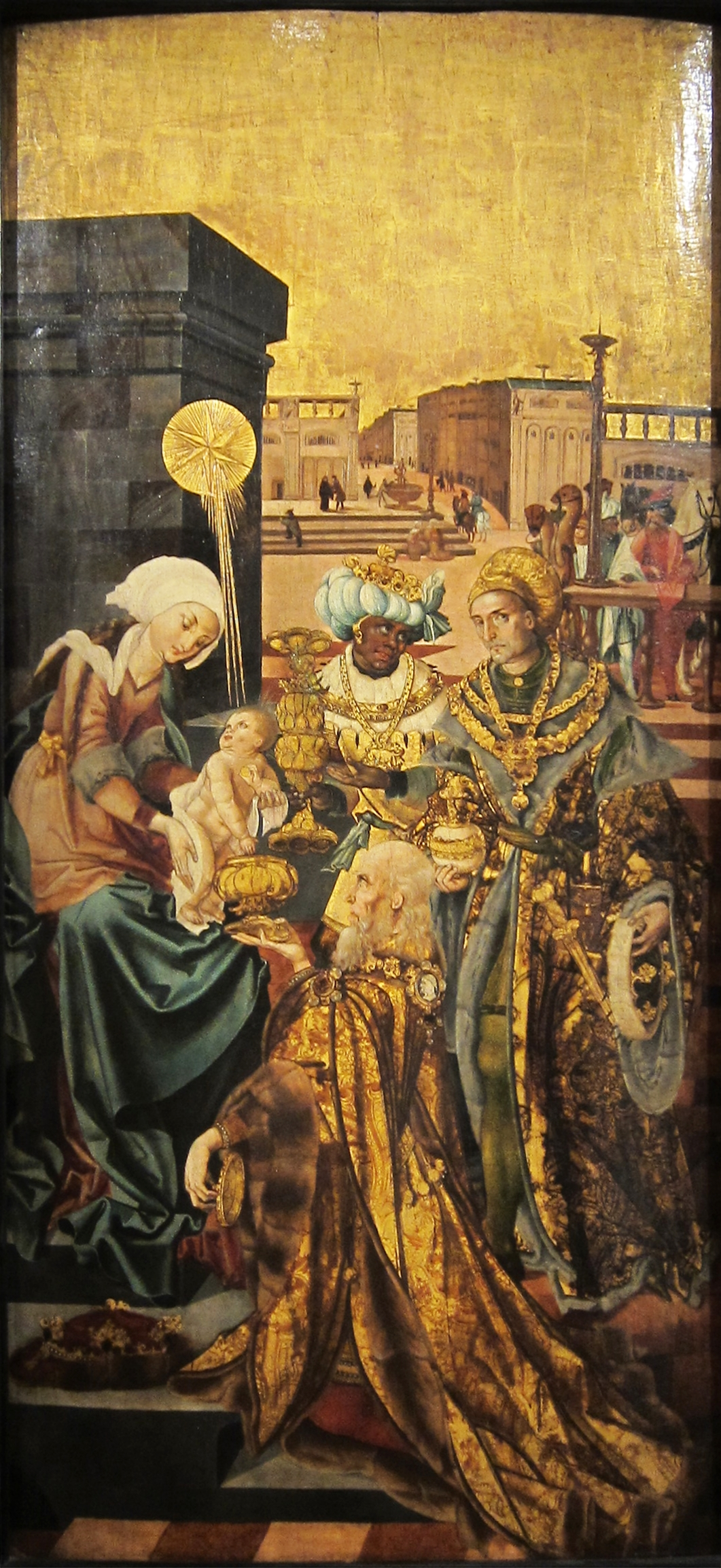
L'Adoration des Mages (vers 1506), Maître M. S.

#### Empire germanique,XVe-XVIesiècles (salle 8)
La visite s'achève par l'Allemagne de l'empire germanique. La salle est organisée autour d'un retable tyrolien monumental de la fin du XVe siècle représentant saint Georges terrassant le dragon pour libérer Trébizonde agenouillée à l’arrière-plan. Les compartiments latéraux sont occupés par saint André et un saint non identifié. La partie supérieure du retable est attribuée au peintre Simon von Taisten, tandis que la partie inférieure, représentant le Christ et deux Apôtres, est attribuée aux ateliers de Brixen. Parmi les peintures de la collection, dont la plupart proviennent des donations Brasseur, on relève en particulier une Vierge en gloire au milieu des Apôtres du Maître de la Passion de Lyversberg, un Calvaire avec un donateur du Maître de la Vie de Marie et une Dérision du Christ de l'école de Lucas Cranach l'Ancien.

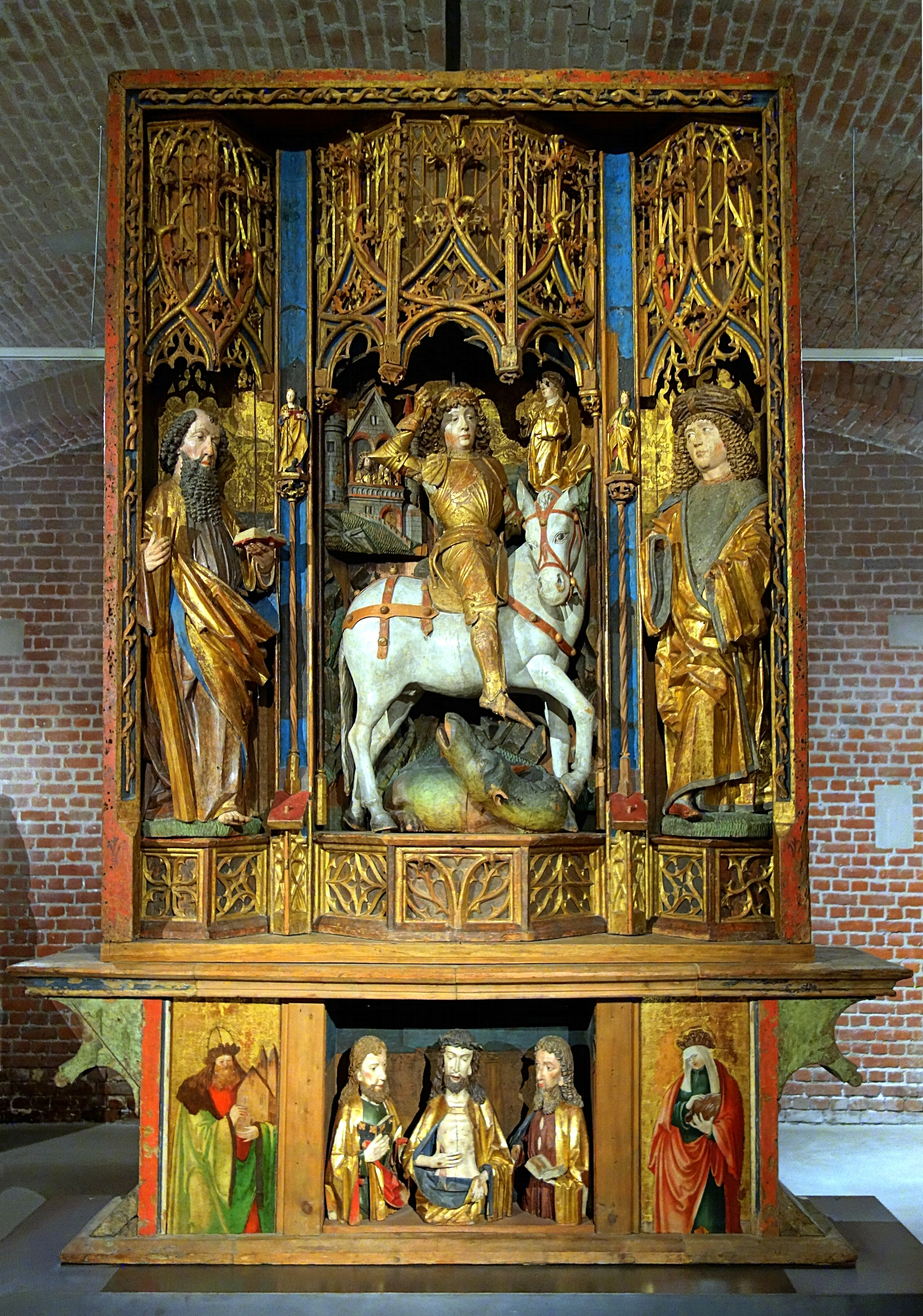
Retable de Saint-Georges (vers 1480-1490), Tyrol du sud.
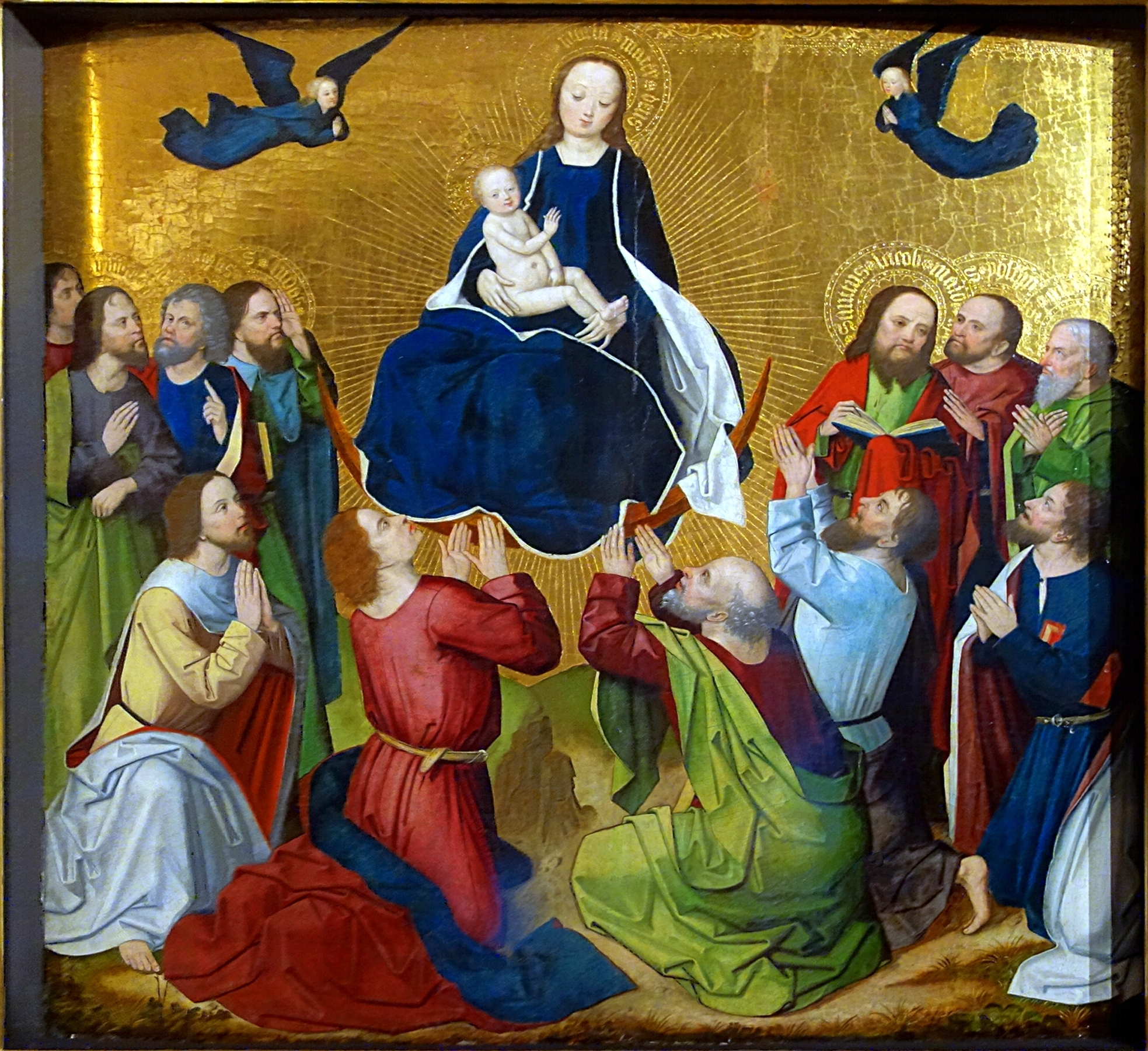
La Vierge en gloire au milieu des Apôtres (vers 1470), Maître de la Passion de Lyversberg.
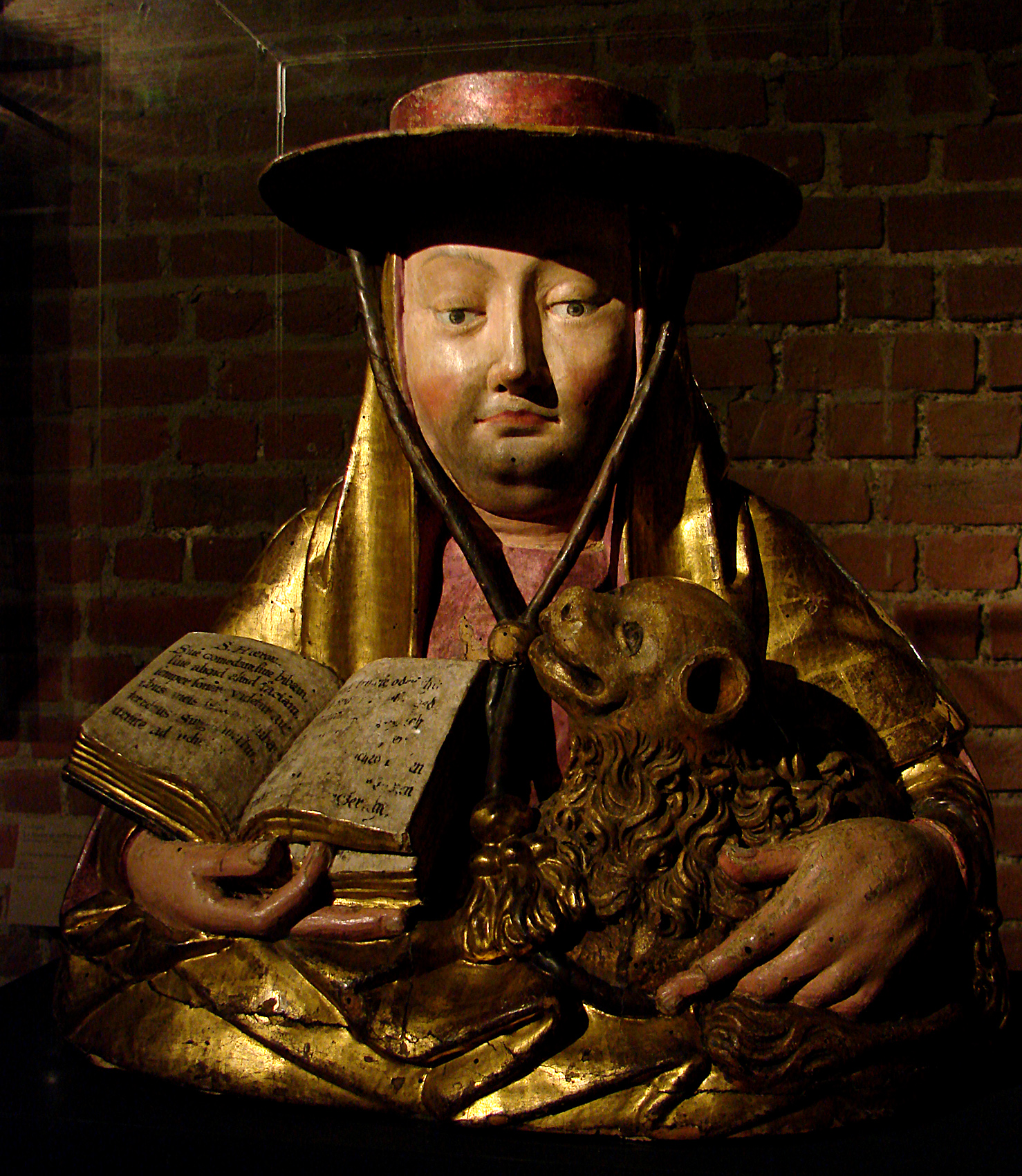
Saint Jérôme (début du XVIe siècle), Nördlingen, Allemagne.
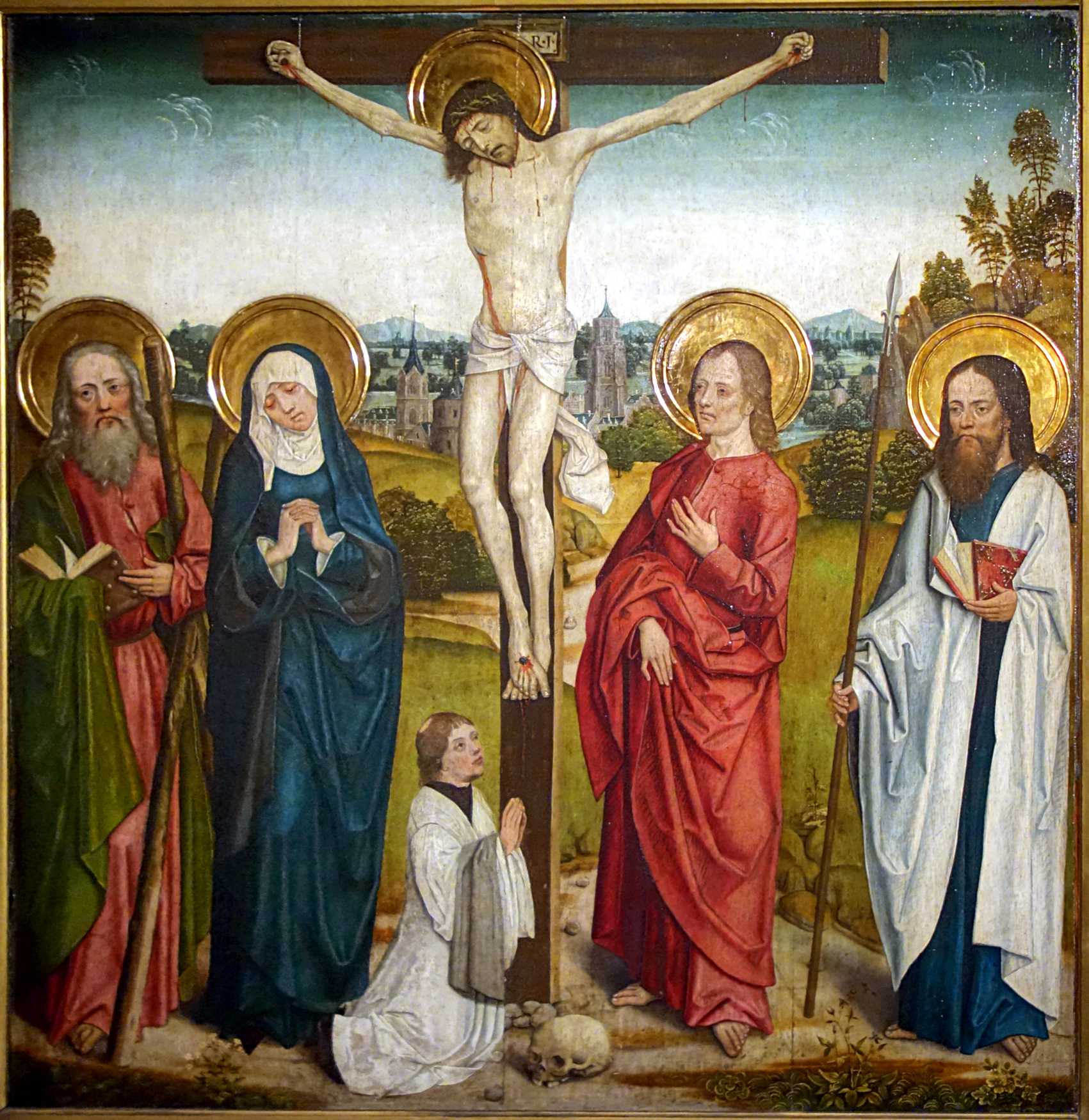
Calvaire avec un donateur (vers 1480), Maître de la Vie de Marie.
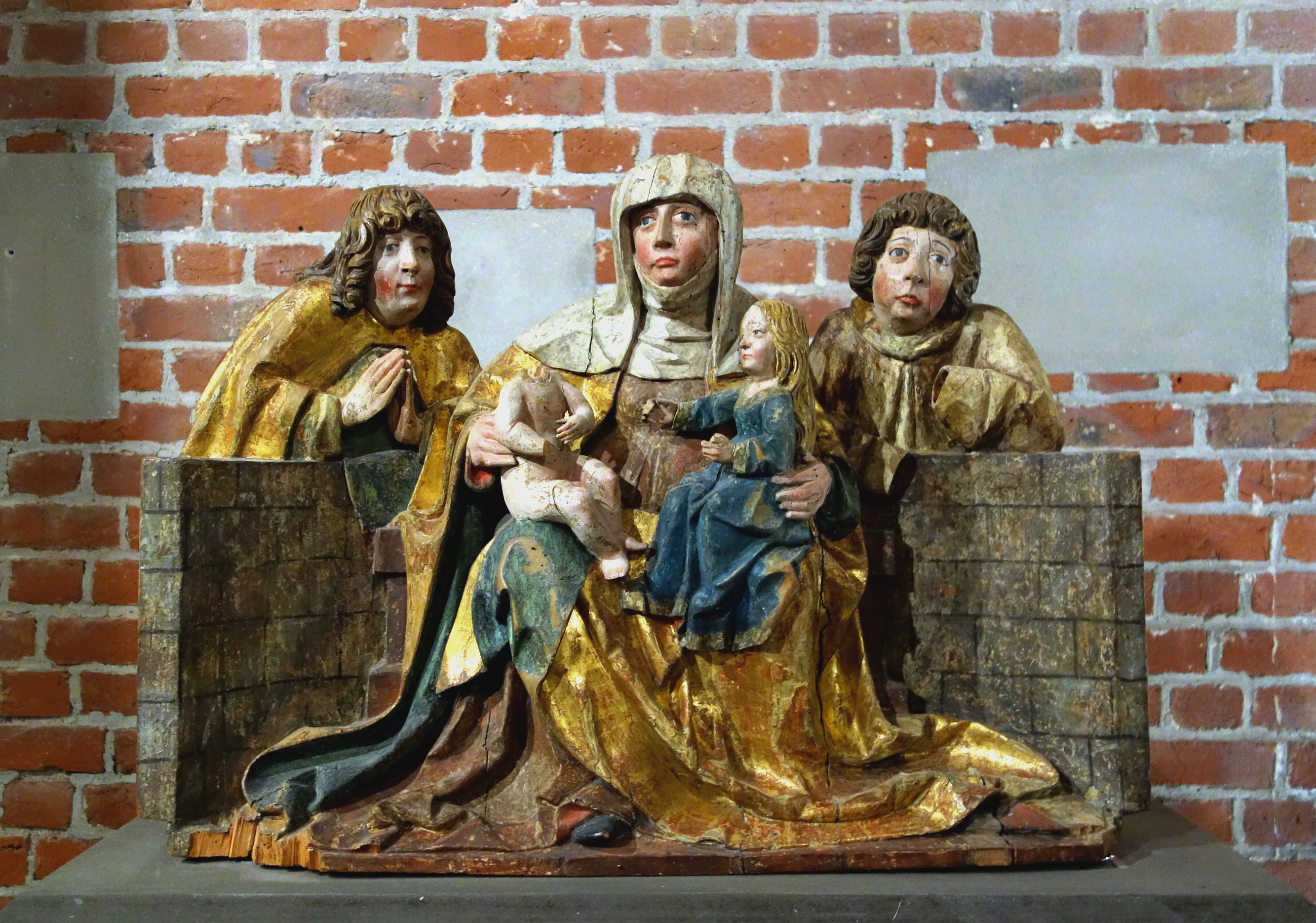
Sainte Anne trinitaire (début du XVIe siècle), Tyrol du Sud.
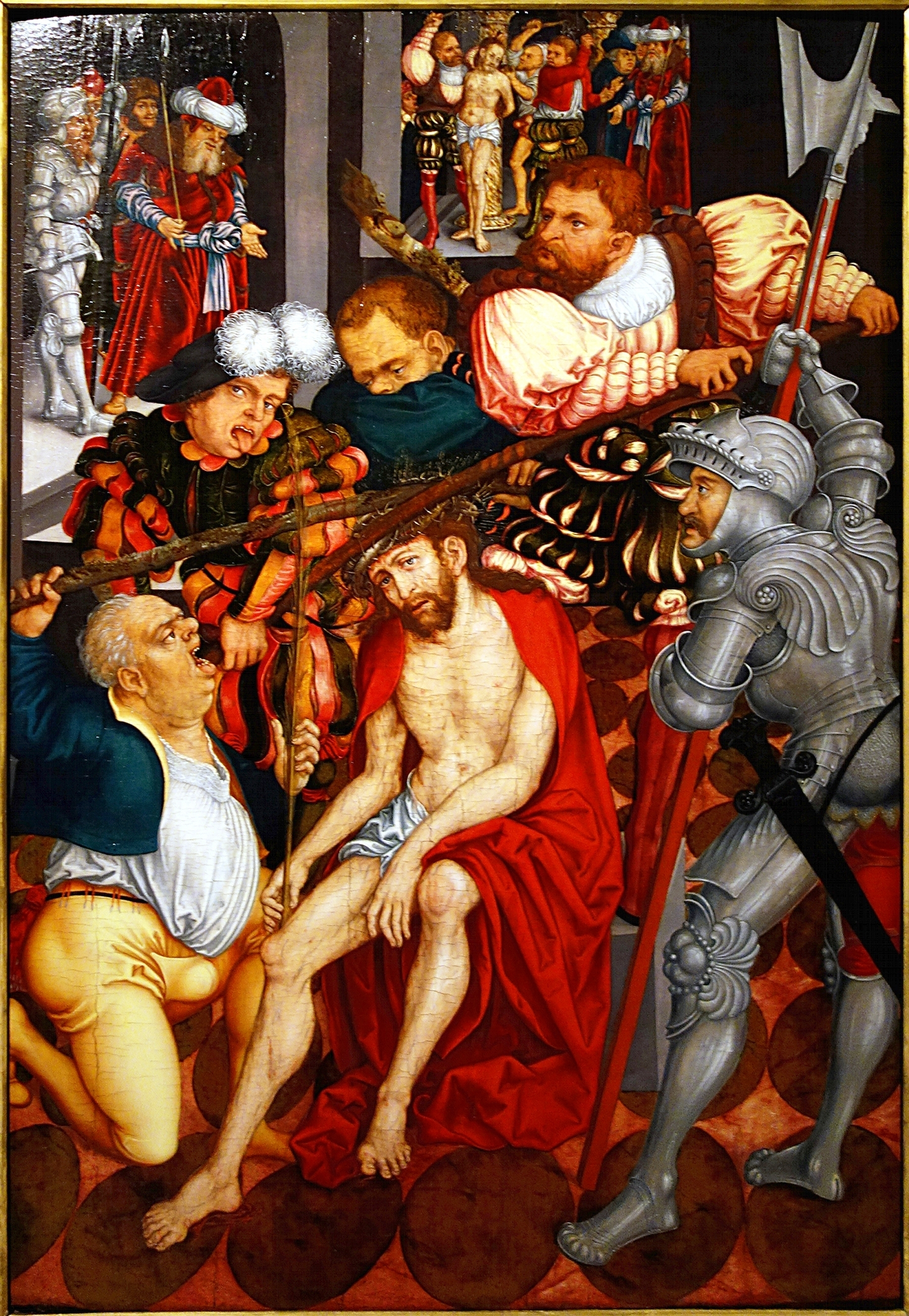
La Dérision du Christ (milieu du XVIe siècle), école de Lucas Cranach l'Ancien.

### Département des peintures duXVIesiècleauXXesiècle

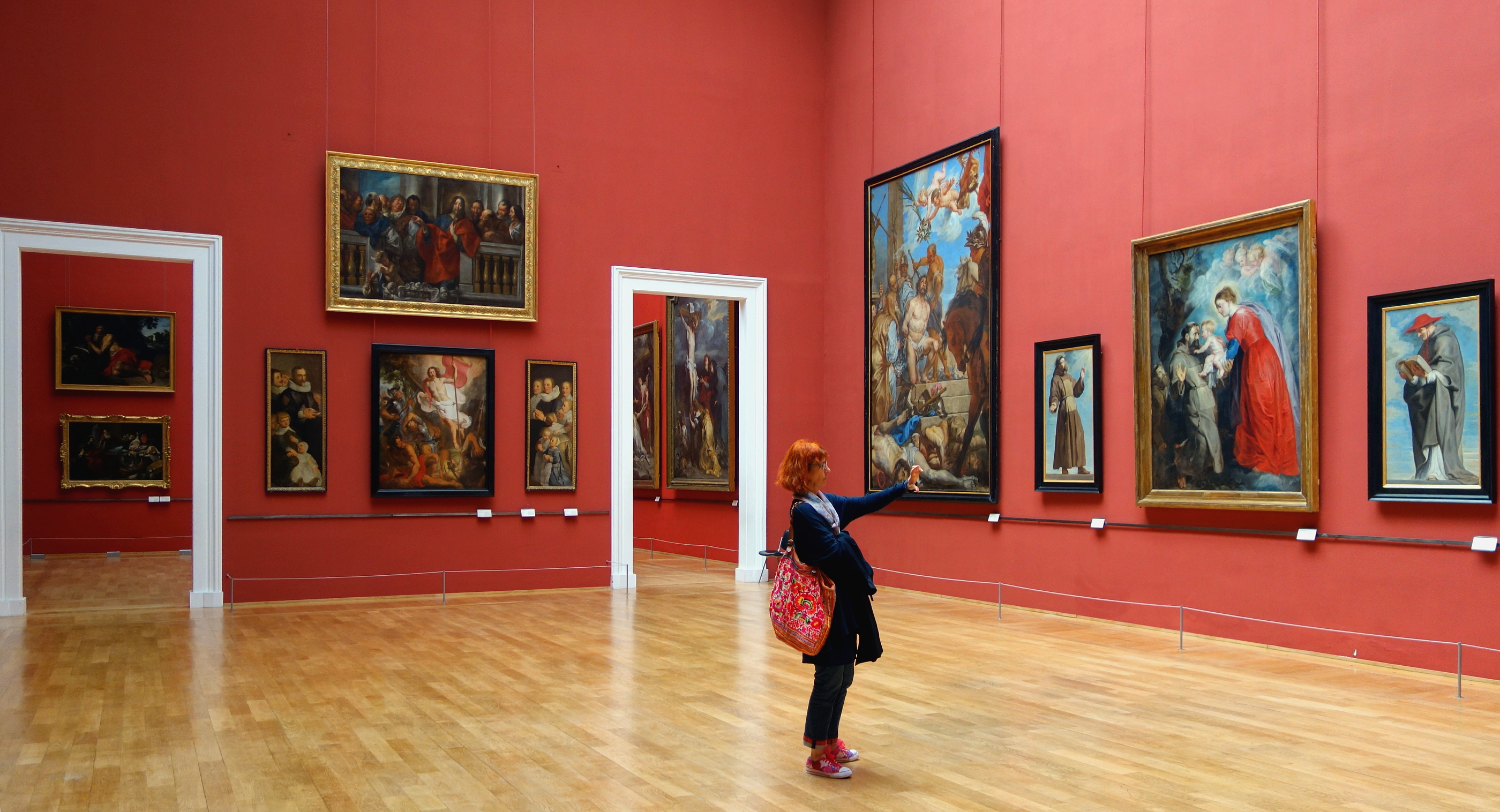
Vue de la salle 3.

Ce département, installé à l'étage, est le plus important du musée avec plus de 500 tableaux présentés, tirés d'un fonds qui en compte plus de deux mille. Il comprend une très importante section de peintures flamandes des XVIe et surtout XVIIe siècles, présentée dans les quatre premières salles (Portraits et Maniéristes du Nord ; Anvers - Rubens - Lille ; Tableaux d'autel ; Cabinet flamand), un ensemble de peintures françaises des XVIIe et XVIIIe siècles, présenté dans les salles 5 et 6 (Peinture française du XVIIe siècle ; Chardin et la manière française), un vaste panorama de la peinture française du XIXe siècle, présenté dans les salles 7 à 11 (David, Boilly et le Néo-Classicisme ; Delacroix et le romantisme ; Courbet et le réalisme ; Le Paysage, de Barbizon à l'Impressionnisme ; Symbolisme / Académisme / Esprit de salon), une section de peinture italienne du XVIe au XVIIIe siècle, présentée dans la salle 13, un cabinet de la peinture espagnole, limité mais qui comprend quelques œuvres majeures, présenté dans la salle 14, et une importante collection hollandaise de peintures du XVIIe siècle, présentée dans la salle 16. Enfin, la salle 17 présente les œuvres de l'Impressionnisme et du Symbolisme et la salle 15 une sélection de peintures du XXe siècle.

#### École flamande (salles 1 à 4)
Témoignage de l'enracinement local et régional du fonds, le premier point fort des collections de peintures est un ensemble d’environ 300 œuvres flamandes du XVIe au début du XVIIIe siècle.

##### Portraits et maniéristes du Nord (salle 1)

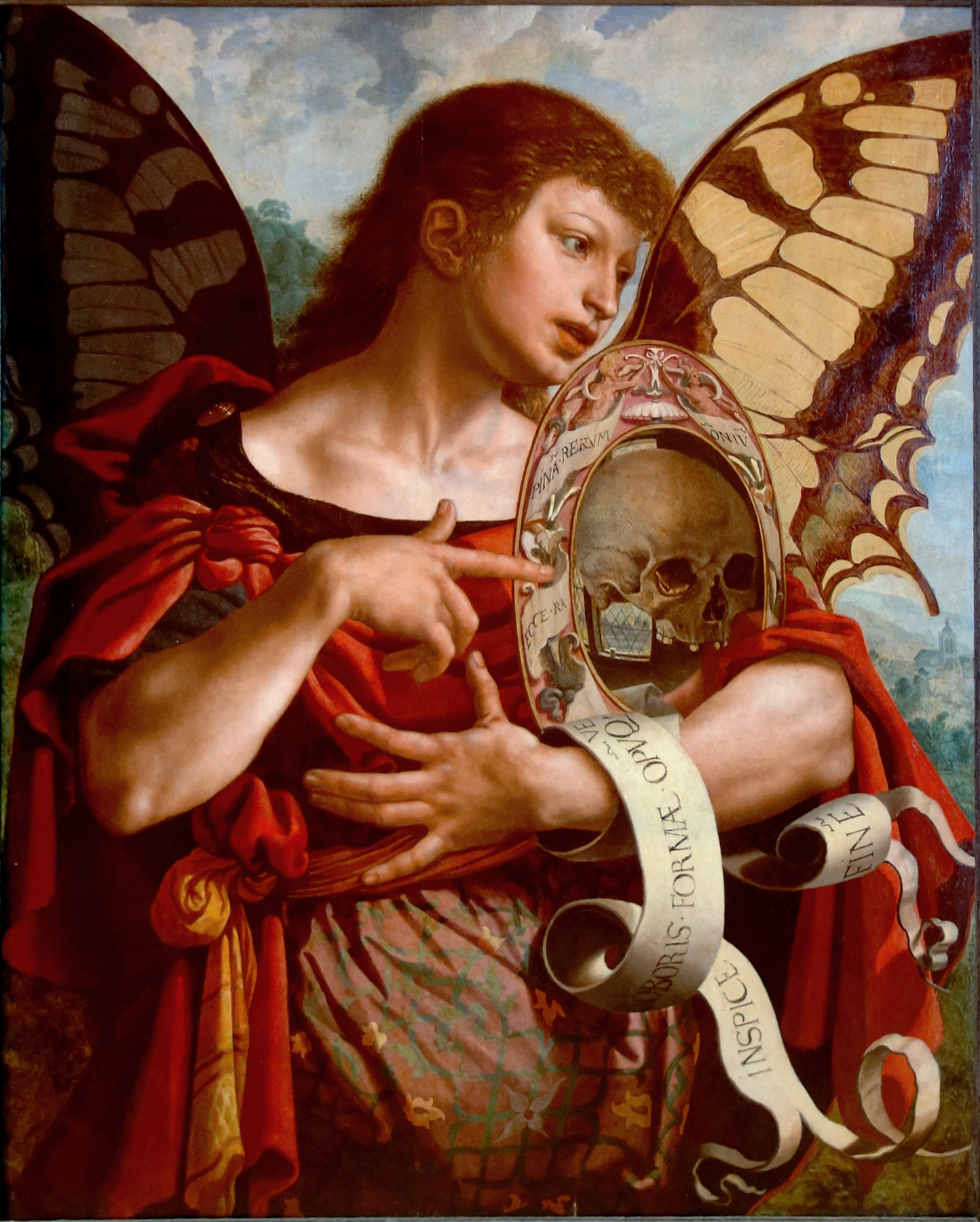
Vanité, vers 1535-1540, Jan Sanders van Hemessen.

La première salle est consacrée aux œuvres du XVIe siècle, sur une période où s'exprime encore le gothique fantastique d'un Jérôme Bosch, avec en particulier Le Concert dans l'œuf de l’un de ses suiveurs (après 1560), tandis que l'influence italienne porte l'apparition et le développement du courant maniériste flamand jusqu’à son apogée, avec une œuvre comme La Résurrection de Lazare (vers 1600) de Joachim Wtewael.
Parmi les pièces remarquables conservées par le musée, on relève trois tableaux de Pieter Brueghel le Jeune, resté à l'écart des influences italiennes, dont deux, Le Dénombrement de Bethléem et La Prédication de saint Jean-Baptiste, sont des copies d’œuvres de son père, Pieter Brueghel l'Ancien. Cette dernière peut être rapprochée de La Prédication de saint Jean Baptiste du Maître de la Prédication de Lille (vers 1520-1530), antérieure à l’originale, et qui présente de nombreuses similitudes.
L’invention de l'art du paysage, à laquelle Brueghel l'Ancien apporte une contribution décisive, est illustrée dans la collection par des œuvres comme une Vue des Alpes (début XVIe siècle) de Joos de Momper ou Le Naufrage de Jonas (vers 1600) de Paul Bril, qui mêle la tradition flamande de la représentation du paysage au maniérisme de la composition et de la figuration. Le peintre maniériste tardif des Pays-Bas espagnols du Siècle d'or néerlandais Roelandt Savery est présent avec Bouquets de fleurs, ainsi que Balthasar van der Ast avec la nature morte Fruits et coquillages.
Les portraits, dans la tradition réaliste élaborée au siècle précédent, sont également nombreux avec notamment deux portraits d’un couple (vers 1520-1540) d’un anonyme des Pays-Bas du Nord, un Portrait d'homme associé à un Crâne dans une niche (vers 1550) de Bartholomaeus Bruyn le Vieux, un Portrait de femme à la chaîne d’or (seconde moitié du XVIe siècle) de Dirck Barendsz, un Portrait d’homme (1576) de Frans Pourbus l'Ancien ou un Portrait d’homme avec fraise (1591) attribué à Adriaen Thomas Key.
Plusieurs tableaux marquent par ailleurs l’introduction du goût italien dans les Pays-Bas du Nord, comme Course de taureaux à l’antique dans le Colisée (1552) de Maarten van Heemskerck, La Sainte famille (vers 1550) de Frans Floris, principal représentant du romanisme flamand, ou deux tableaux du peintre maniériste Jan Sanders van Hemessen, dont une extraordinaire Vanité (vers 1535-1540), où un ange aux ailes de papillon porte un miroir dans lequel se reflète le crâne d’un personnage qui occupait un volet droit disparu.

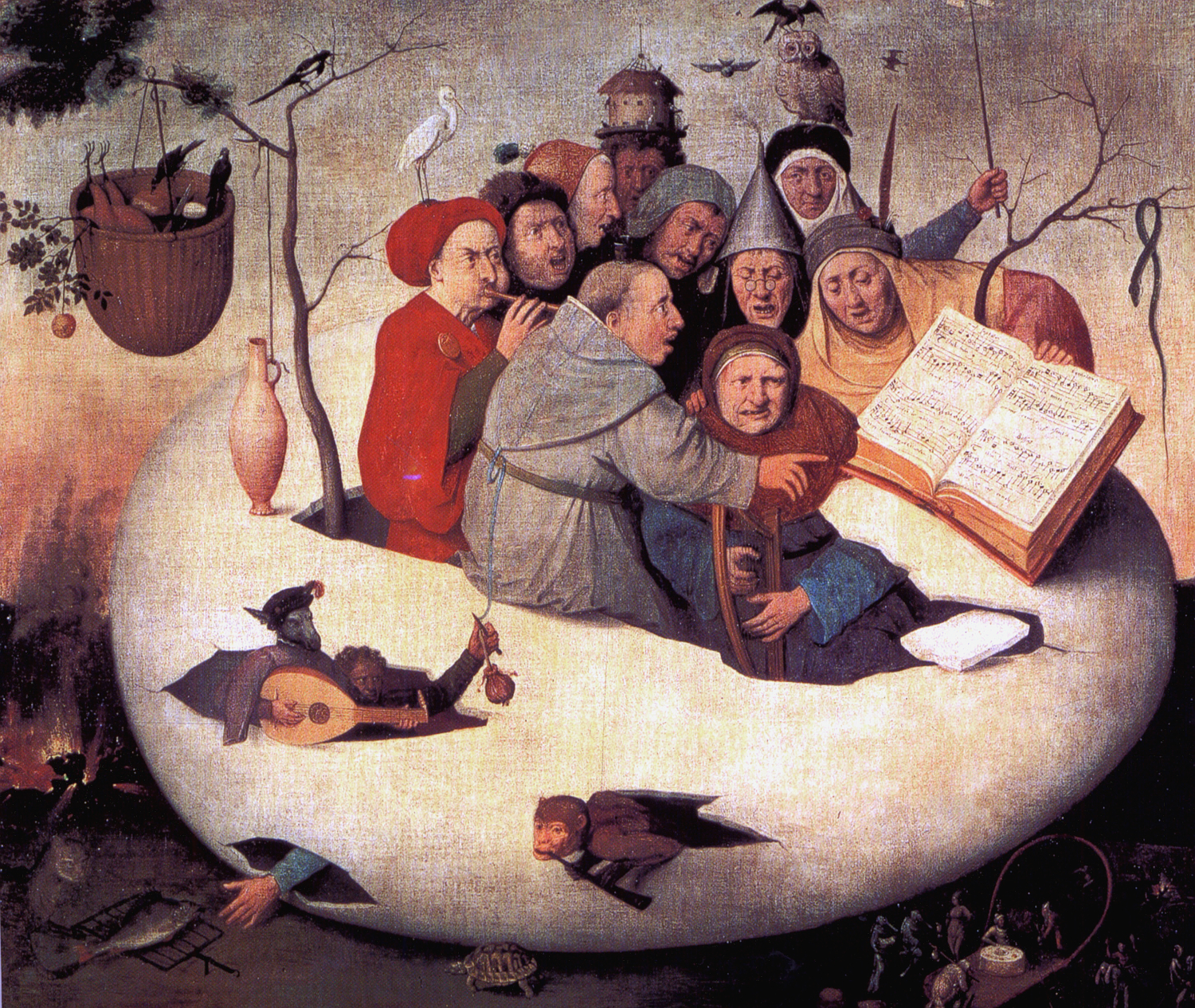
Le Concert dans l'œuf, vers 1561, suiveur de Jérôme Bosch.
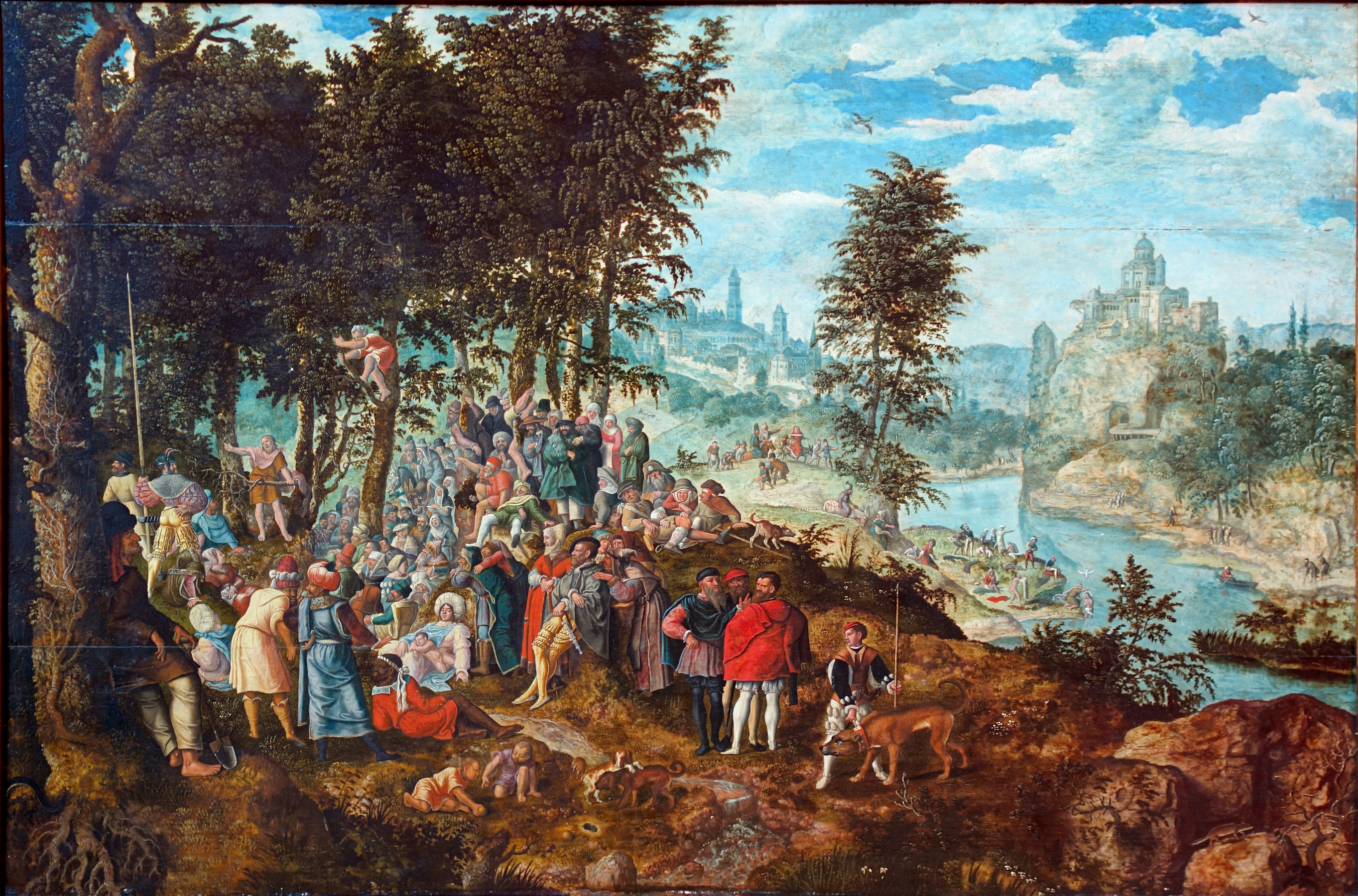
La Prédication de saint Jean Baptiste, vers 1520-1530, Maître de la Prédication de Lille.
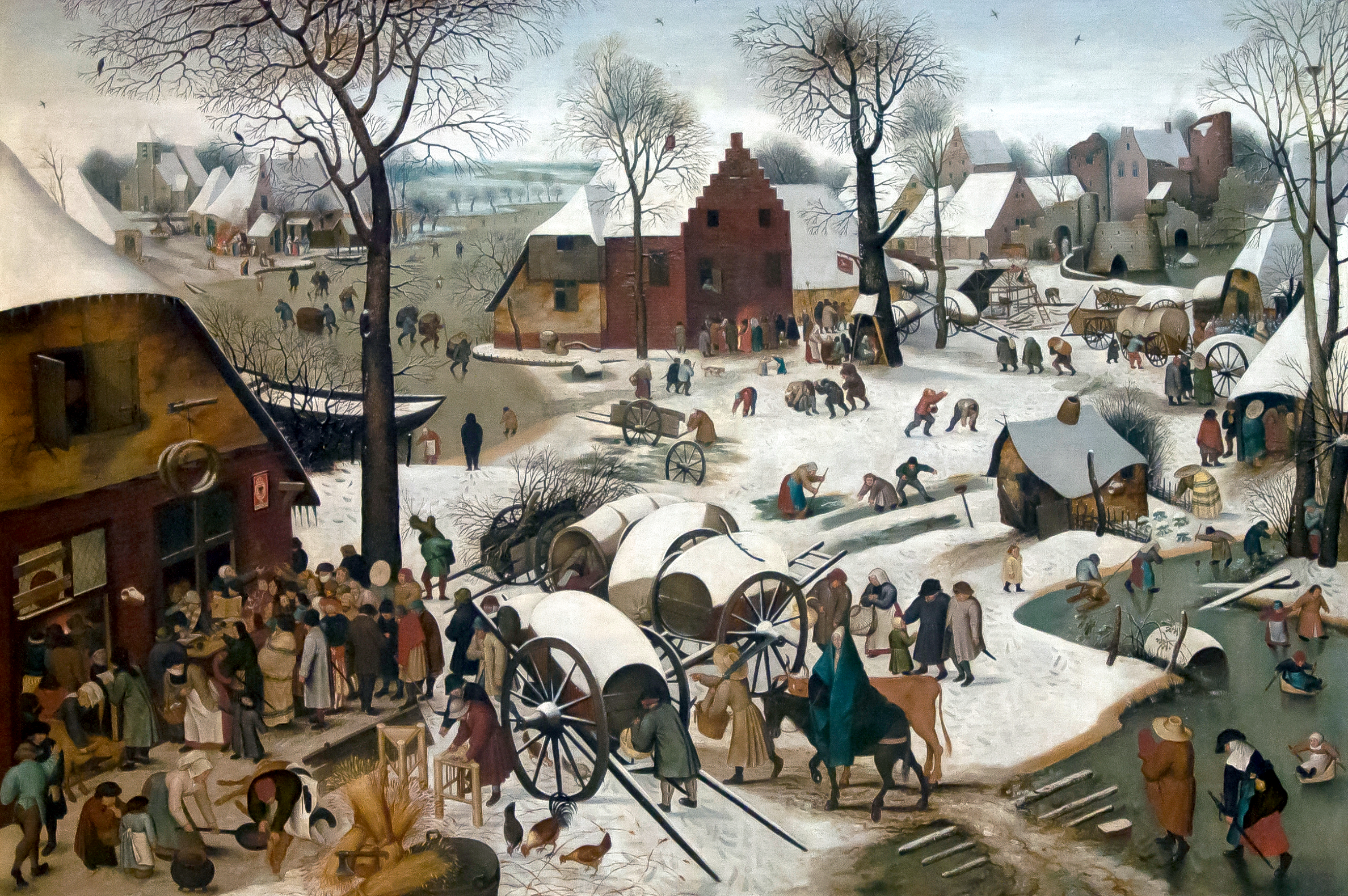
Le Dénombrement de Bethléem, vers 1605-1610, Pieter Brueghel le Jeune.
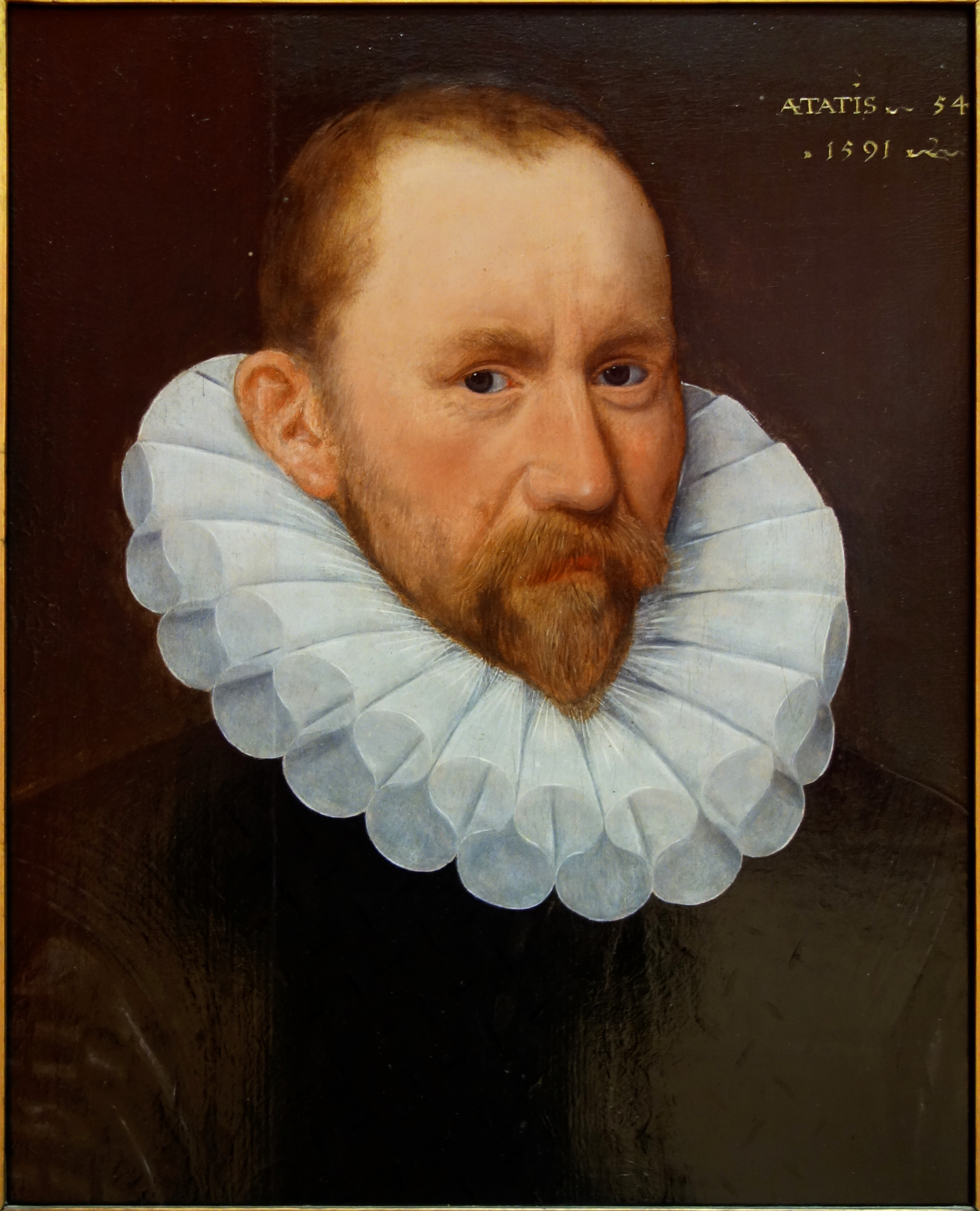
Portrait d'homme avec une fraise, 1591, Adriaen Thomas Key.
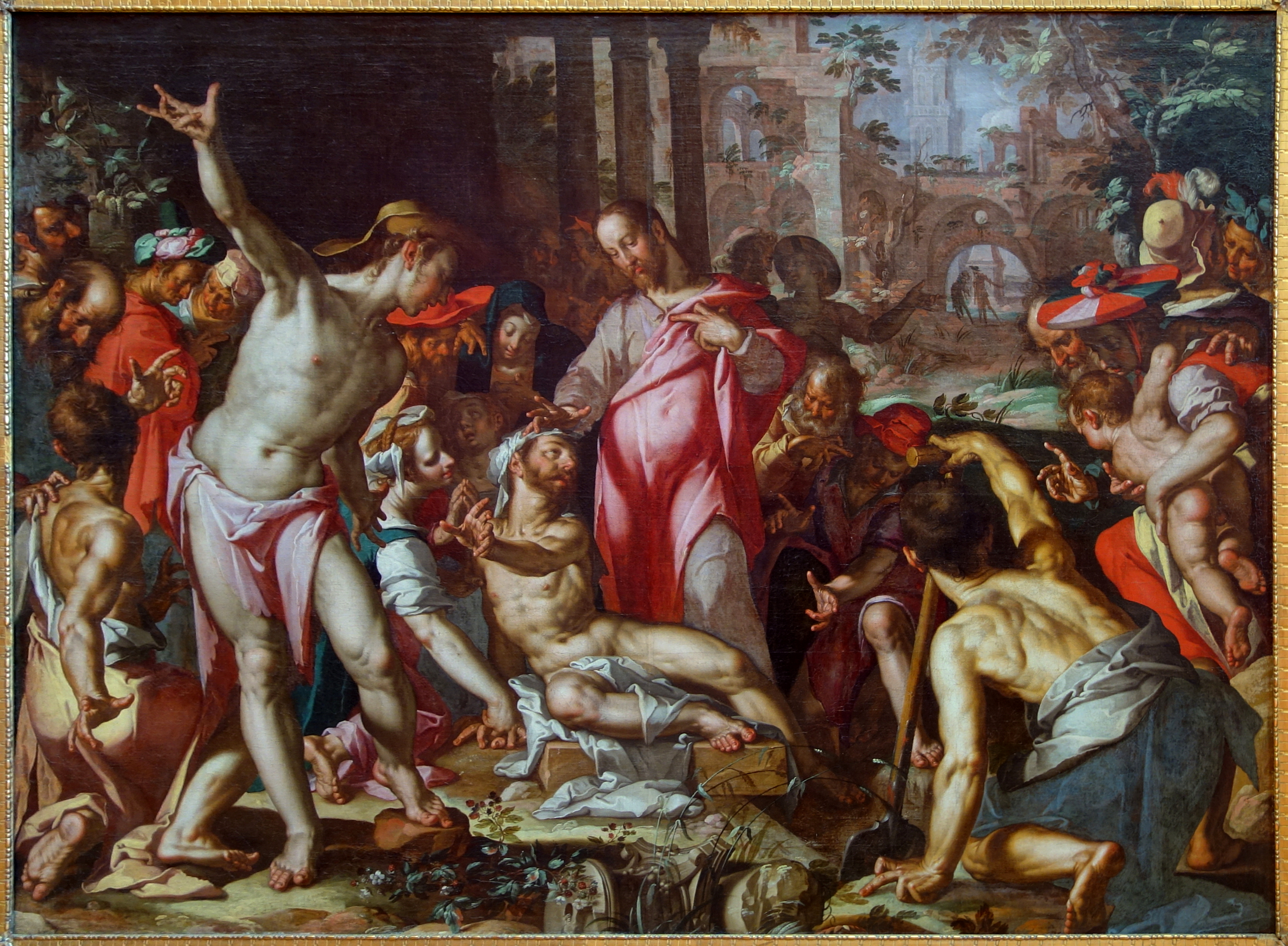
La Résurrection de Lazare, vers 1600, Joachim Wtewael.
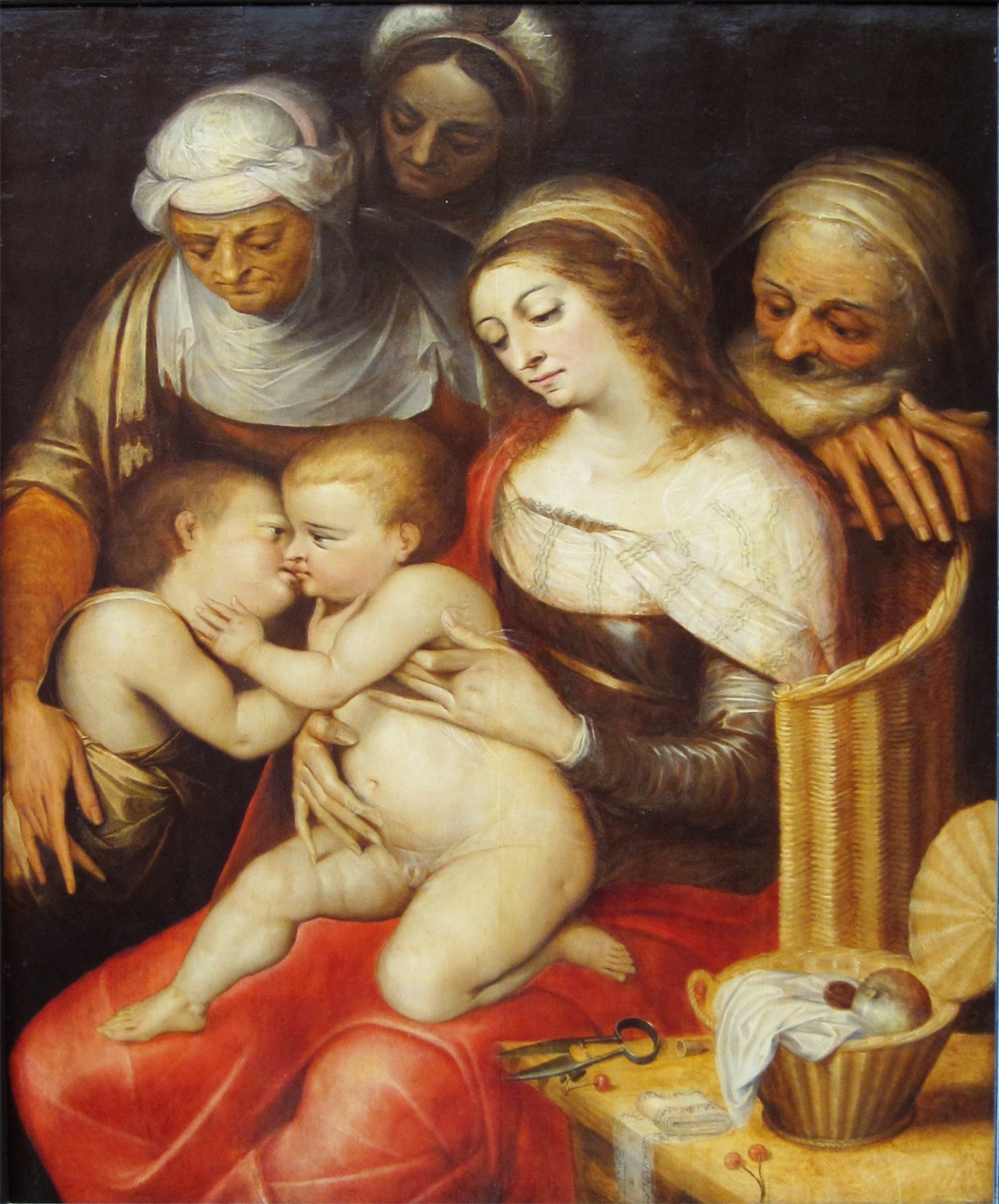
Sainte famille, vers 1550, Frans Floris.

##### Anvers - Rubens - Lille - Tableaux d'autel (salles 2 et 3)

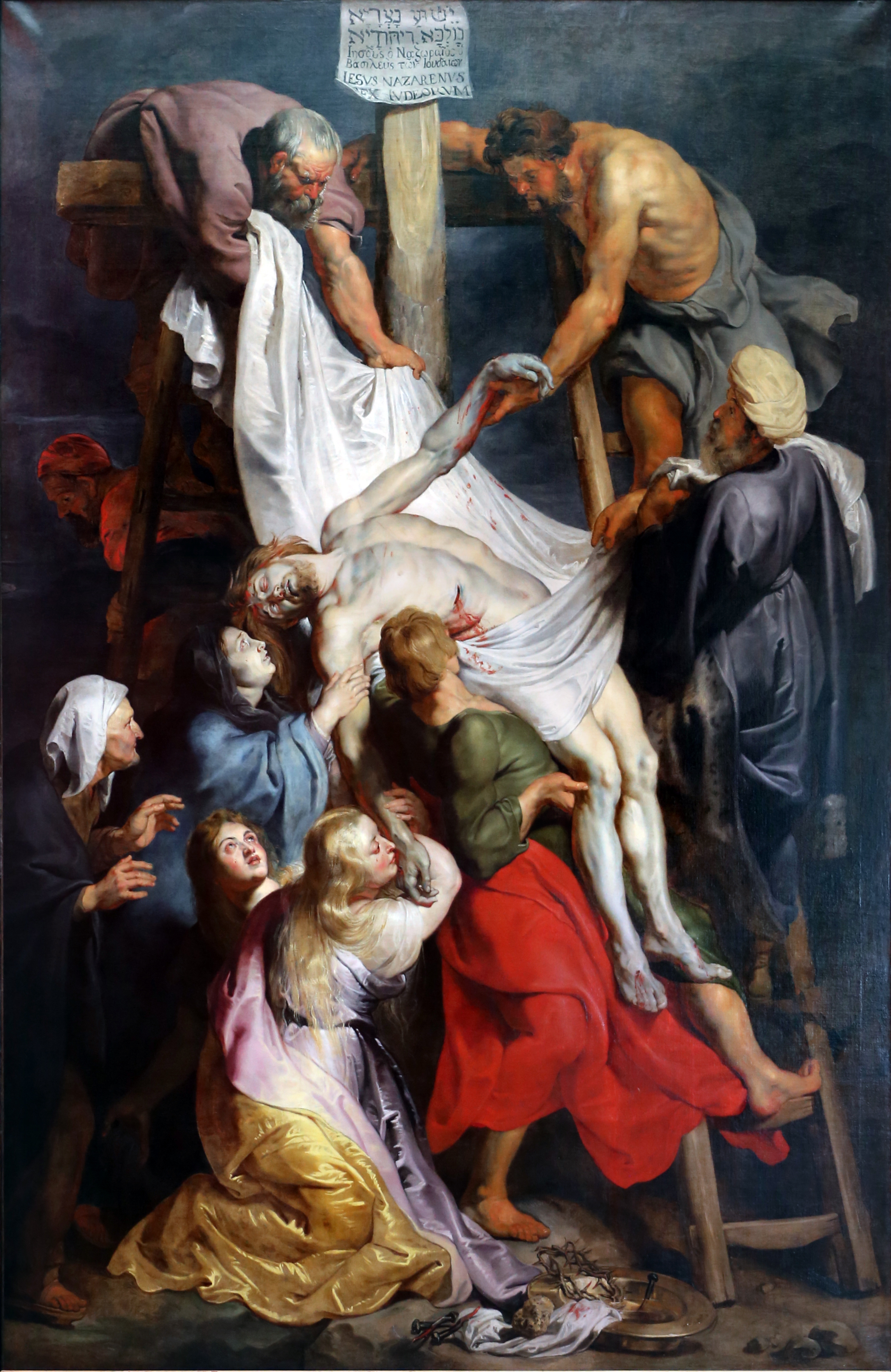
Descente de Croix, 1616-1617, Pierre Paul Rubens.

Ces salles introduisent les principaux acteurs du renouveau artistique de l'école d'Anvers au XVIIe siècle. Issues pour beaucoup d'églises et de couvents de la ville, les œuvres présentées témoignent de l’expansion des ordres religieux et du développement de la spiritualité dans les Pays-Bas du Sud au lendemain de la Contre-Réforme, dont Lille est alors un haut-lieu. Représentatifs de la peinture religieuse à l'apogée du baroque flamand, les tableaux rivalisent d'exubérance dans les mises en scène de la Vierge et des Saints en contrepoint du rigorisme protestant hollandais.
Parmi les pièces majeures, la collection flamande compte six œuvres de Rubens. La plus imposante, de 4,25 mètres de haut, est une Descente de Croix réalisée vers 1616-1617 pour la chapelle du couvent des Capucins de Lille. Tableau d’autel d’un réalisme frappant, il semble composé pour que le corps du christ soit descendu entre les mains tendues du prêtre qui célèbre l'eucharistie. Quatre autres tableaux d’autel proviennent également d'églises de la ville, Le Martyre de sainte Catherine (vers 1615), qui illustre les ultimes préparatifs du supplice, offert à l’église Sainte-Catherine de Lille pour son maître autel par un riche notable lillois, et trois toiles réalisées pour l’église du couvent des Capucins de Lille, Saint François recevant l’enfant Jésus des mains de la Vierge entouré de Saint François en extase et de Saint Bonaventure (vers 1617-1620). Enfin, Sainte Marie-Madeleine en extase (vers 1619-1620), apporté par l'État en 1803, a été peint pour l’église des Récollets de Gand.
La collection comprend aussi deux tableaux d’autel de grande dimension peints par Antoine van Dyck dans sa maturité, après son retour d’Italie en 1627, pour le couvent des Récollets de Lille, Le Christ en Croix (vers 1630) qui ornait le maître autel et Le Miracle de saint Antoine de Padoue à Toulouse ou Miracle de la mule (vers 1627-1630) peint pour l’autel dédié au saint.
D'autres grands noms sont également présents, comme Érasme II Quellin, successeur de Rubens comme peintre officiel de la ville d’Anvers, avec notamment Jésus chez Marthe et Marie, pour lequel Jan Fyt a réalisé les somptueuses natures mortes du décor, Jacob Jordaens, qui a été, comme van Dyck, un collaborateur de Rubens, avec en particulier La Tentation de sainte Madeleine (vers 1620), réalisation marquée par l’influence du Caravage, Abraham Janssens, lui aussi sous influence italienne, avec Sainte Marie Madeleine renonçant aux richesses de ce monde (début du XVIIe siècle), ou Gaspard de Crayer avec Le Martyre des « quatre » couronnés (1642), qui représente les saints patrons des corporations du bâtiment, commanditaires du tableau pour l’église Sainte-Catherine de Bruxelles, et La Pêche miraculeuse (vers 1630-1635), toile immense peinte pour l’église Saint-Pierre d’Ostende.
Parmi les œuvres de suiveurs de Rubens, on relève notamment Le Couronnement de la Vierge (première moitié du XVIIe siècle) de Thomas Willeboirts Bosschaert, réalisé pour l’église du couvent des Récollets de Lille, Saint Nicolas sauvant les captifs (1660) de Jan Cossiers, qui provient de la chapelle Saint-Nicolas de l’église Saint-Maurice de Lille ou Le Martyre de saint Maurice et de ses compagnons (1661) de Jan Boeckhorst, élève de Jacob Jordaens, qui ornait le maître-autel de l’église Saint-Maurice de Lille.

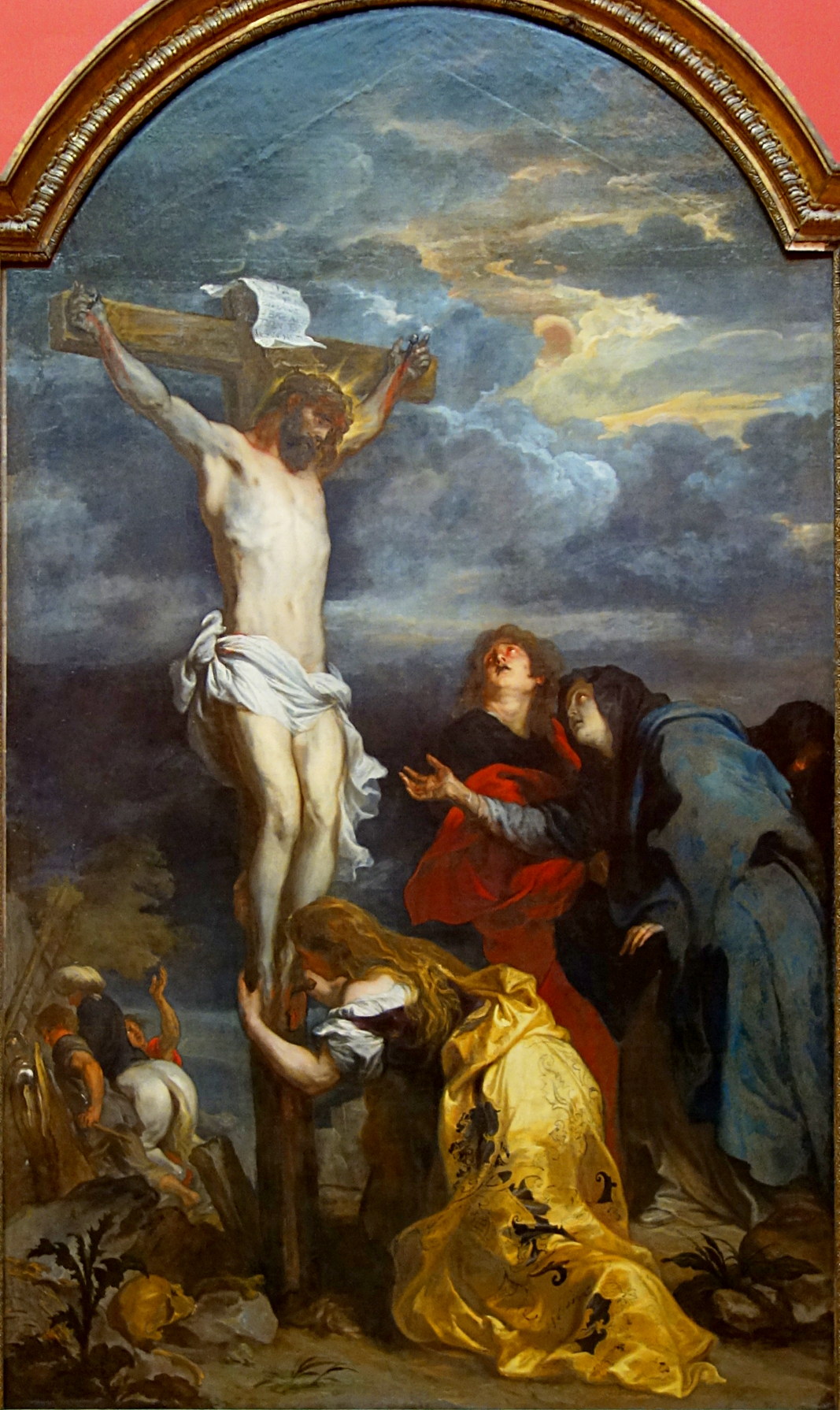
Le Christ en Croix, après 1627, Antoine van Dyck.
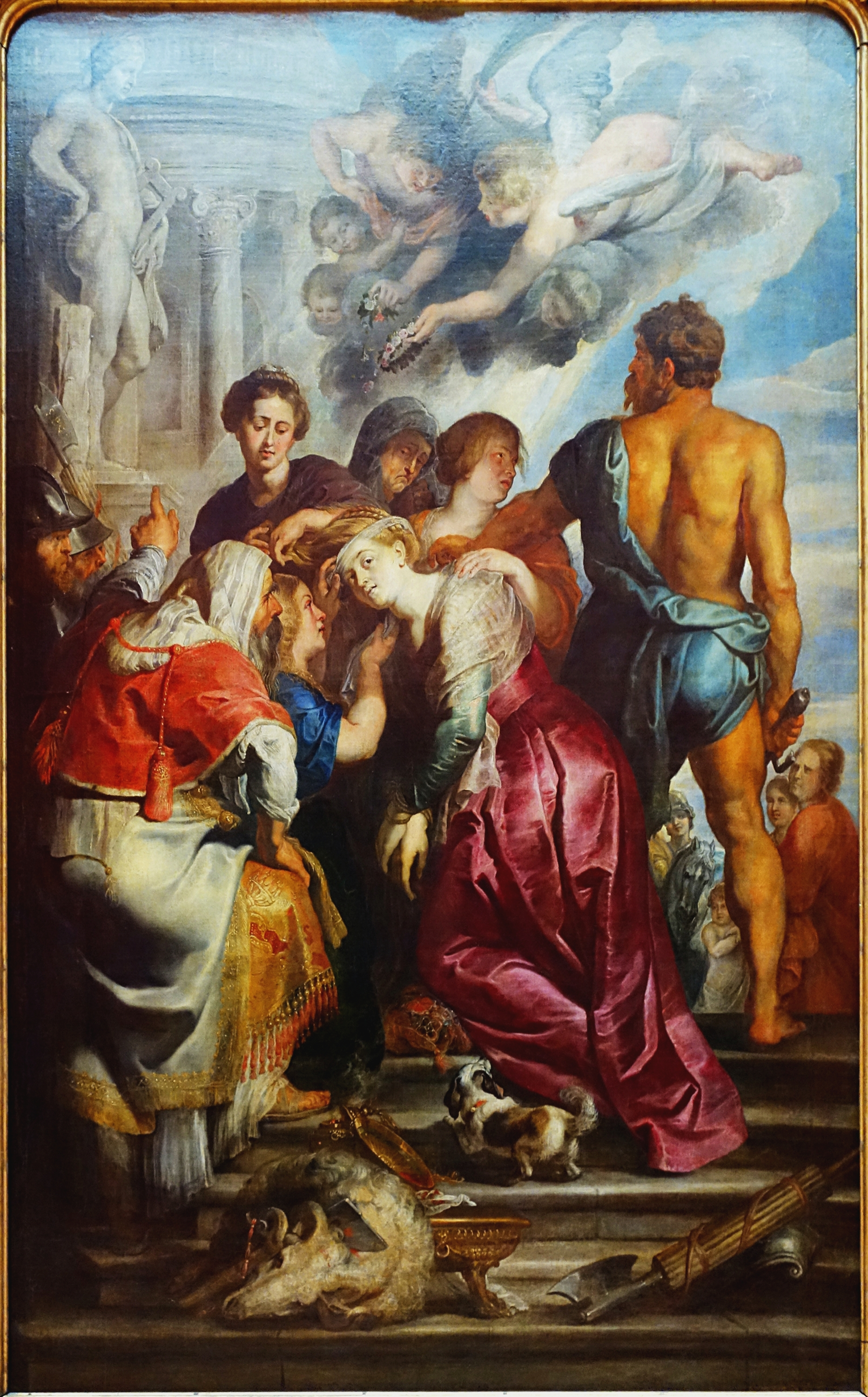
Le Martyre de sainte Catherine, vers 1615, Pierre Paul Rubens.
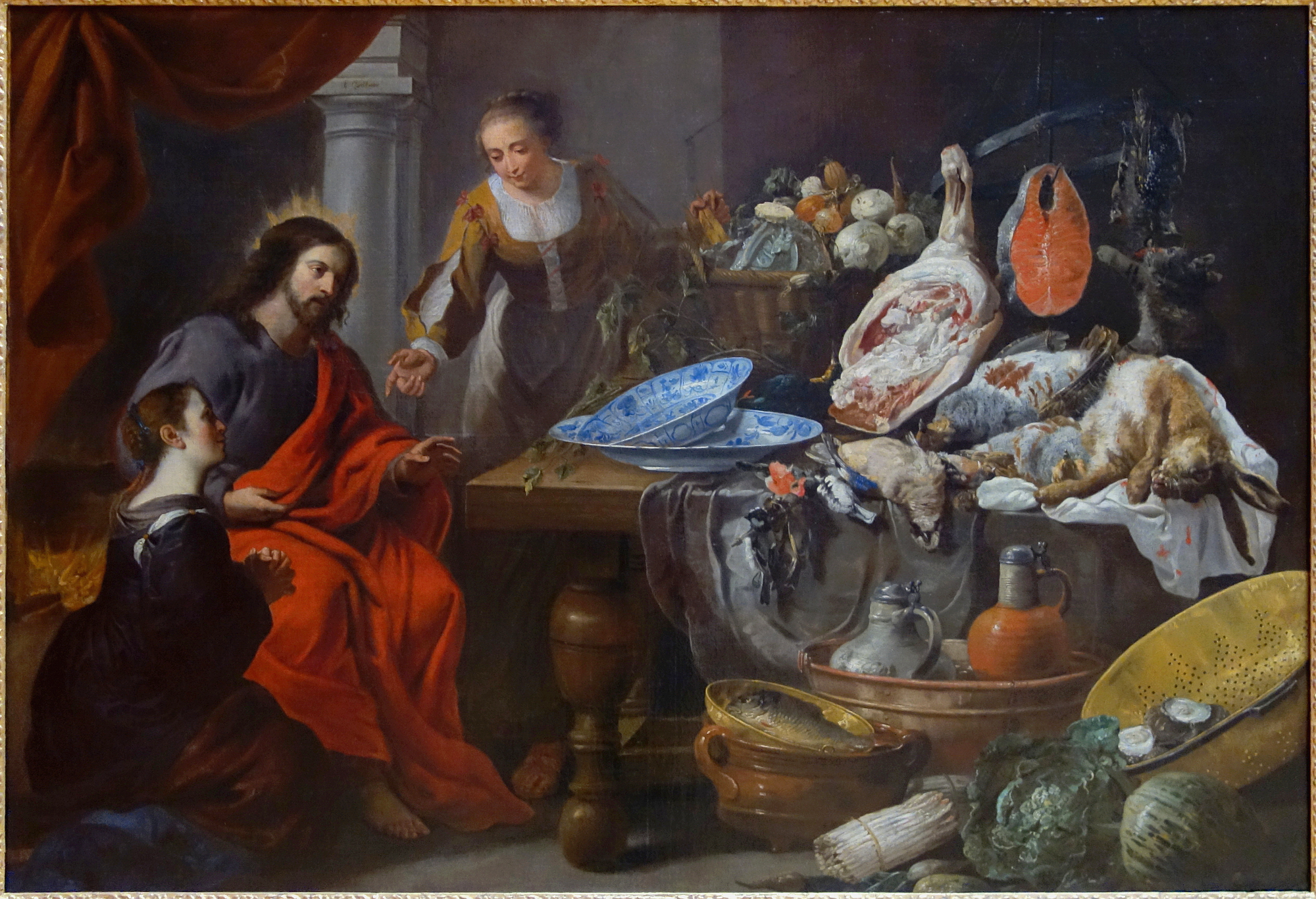
Jésus chez Marthe et Marie, milieu du XVIIe siècle, Érasme II Quellin et Jan Fyt.
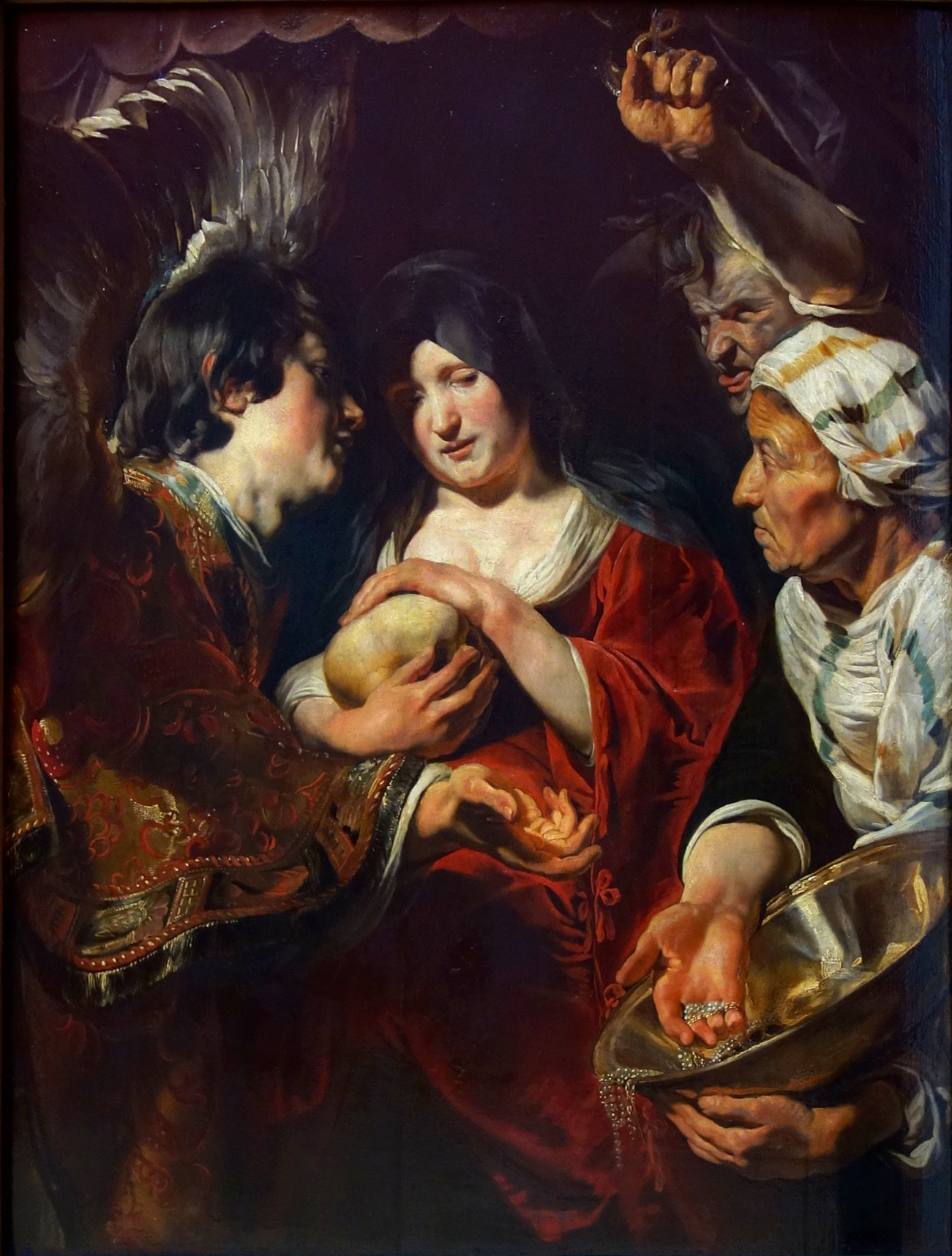
La Tentation de sainte Madeleine, vers 1620, Jacob Jordaens.
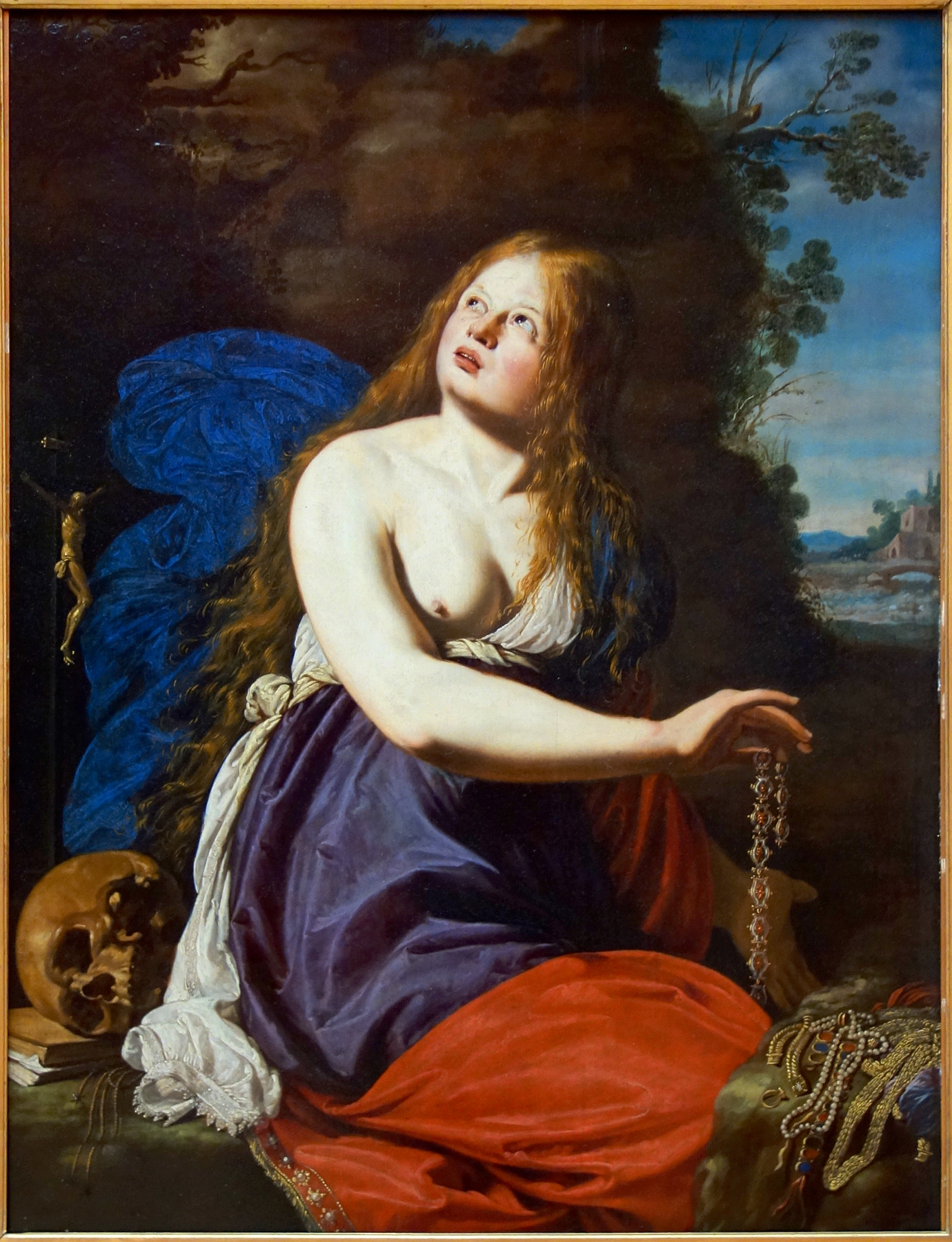
Sainte Marie Madeleine renonçant aux richesses de ce monde, début du XVIIe siècle, Abraham Janssens.
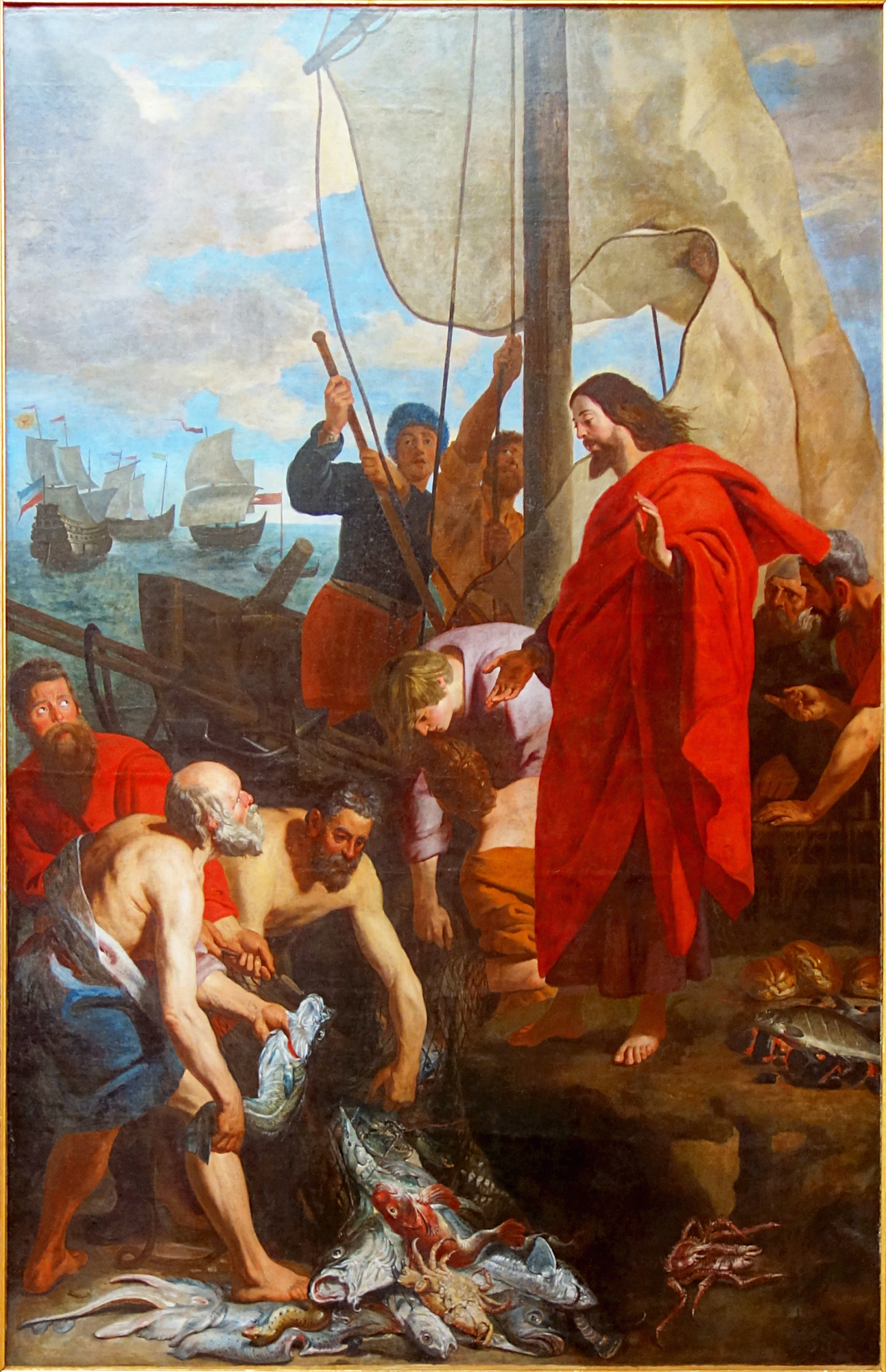
La Pêche miraculeuse. Les apôtres rapportent au Christ le fruit de leur prise, vers 1630-1635, Gaspard de Crayer.

##### Cabinet flamand (salle 4)

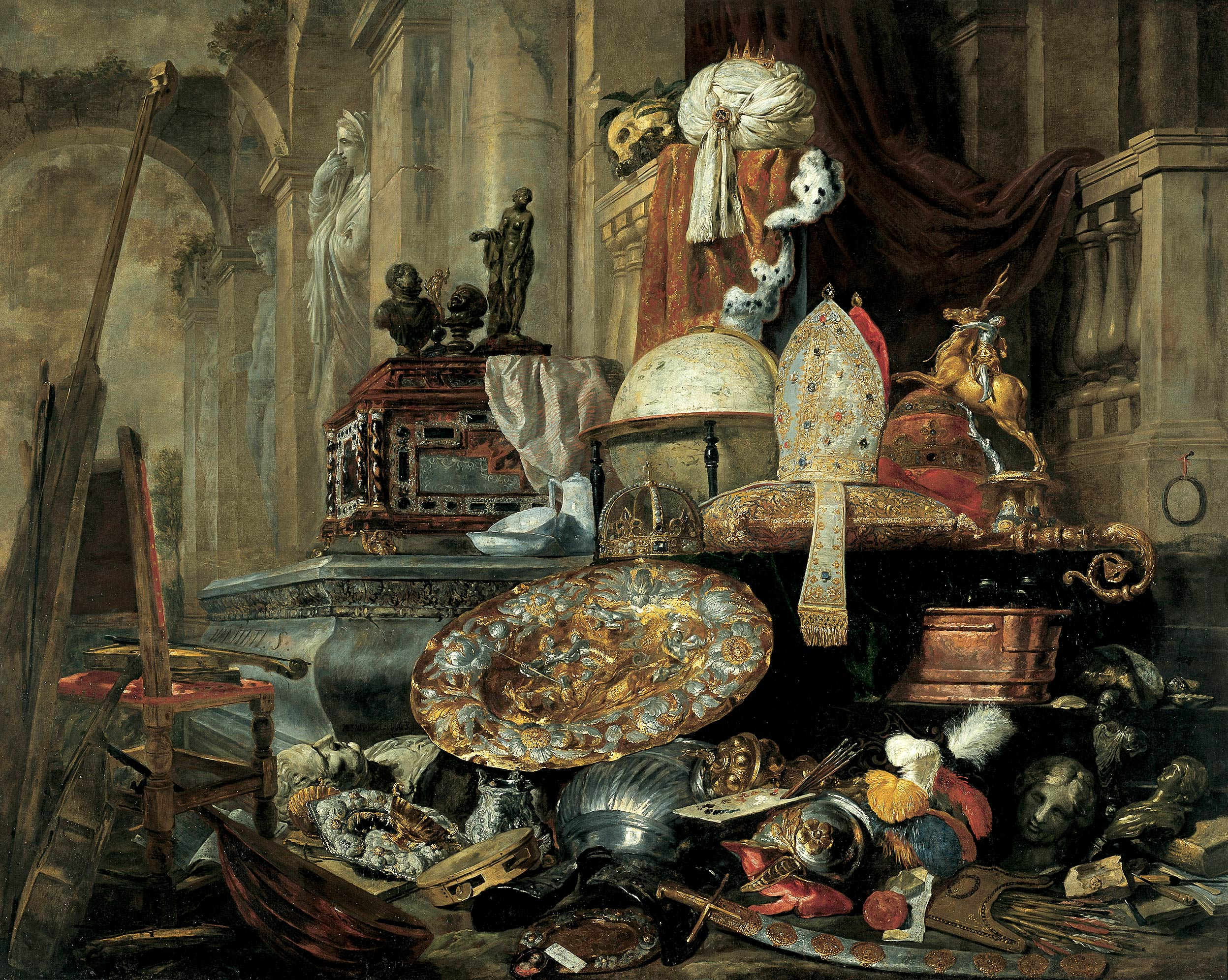
Allégorie des vanités du monde, 1663, Pieter Boel.

Le cabinet flamand présente le versant domestique des peintures des Pays-Bas du Sud au XVIIe siècle, œuvres d'artistes anversois ou bruxellois dont beaucoup ont fait un séjour à Rome. Si la dimension des toiles ne se prête pas toujours à l’appellation de peinture de cabinet, la salle s’y apparente par la densité et la diversité des tableaux exposés.
L'une des pièces maîtresses est une grande Allégorie des vanités du monde (1663) de Pieter Boel. La scène, surplombée par un crâne, désigne la vanité des objets accumulés, minutieusement représentés, symboles de pouvoir et de plaisirs terrestres. À droite, un cercle de fer, sans commencement ni fin, symbolise l’éternité.
Parmi les treize tableaux de Jacob Jordaens conservés par le musée, six sont des œuvres profanes, dont L’Enlèvement d’Europe (1643), chef-d'œuvre de sensualité dans une scène pastorale de communion avec la nature.
Mais la collection comprend aussi des œuvres très variées, comme des scènes de genre italianisantes de Pieter van Bloemen et Antoine Goubeau, des représentations animalières de Pieter Boel, Paul de Vos et de l’atelier de Frans Snyders, des portraits, dont deux portraits par Jacob van Oost le Jeune, qui a effectué une grande partie de sa carrière à Lille, et un Portait de Marie de Médicis (vers 1632) d’après Antoine van Dyck, des scènes de genre flamandes de Gillis van Tilborch ou Thomas van Apshoven, des paysages de Jacques d'Arthois ou Jan Siberechts et des scènes d’inspiration religieuse, avec en particulier trois tableaux de Simon de Vos et La tentation de saint Antoine (vers 1650) de David Teniers le Jeune.

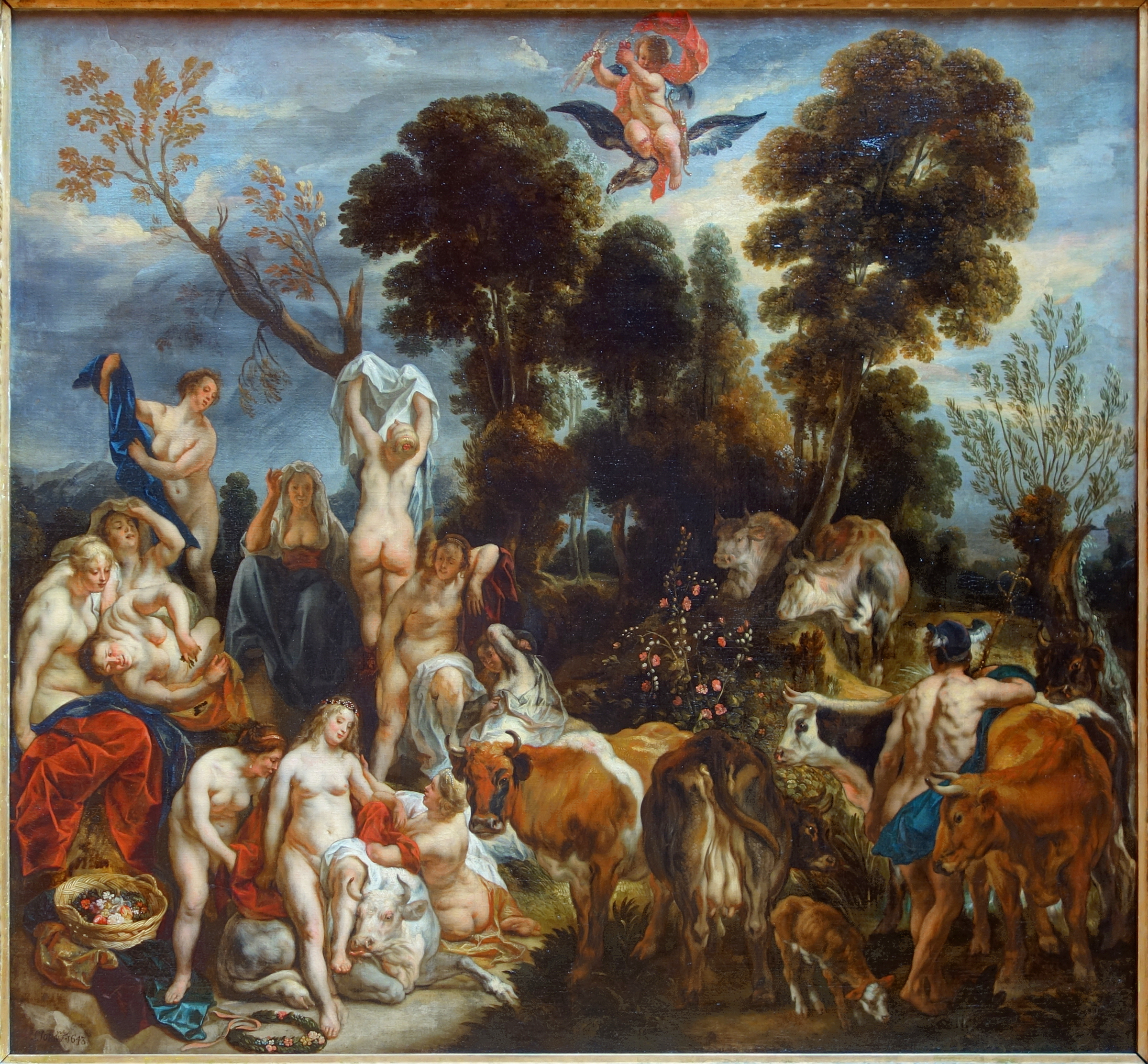
L’Enlèvement d’Europe, 1643, Jacob Jordaens.
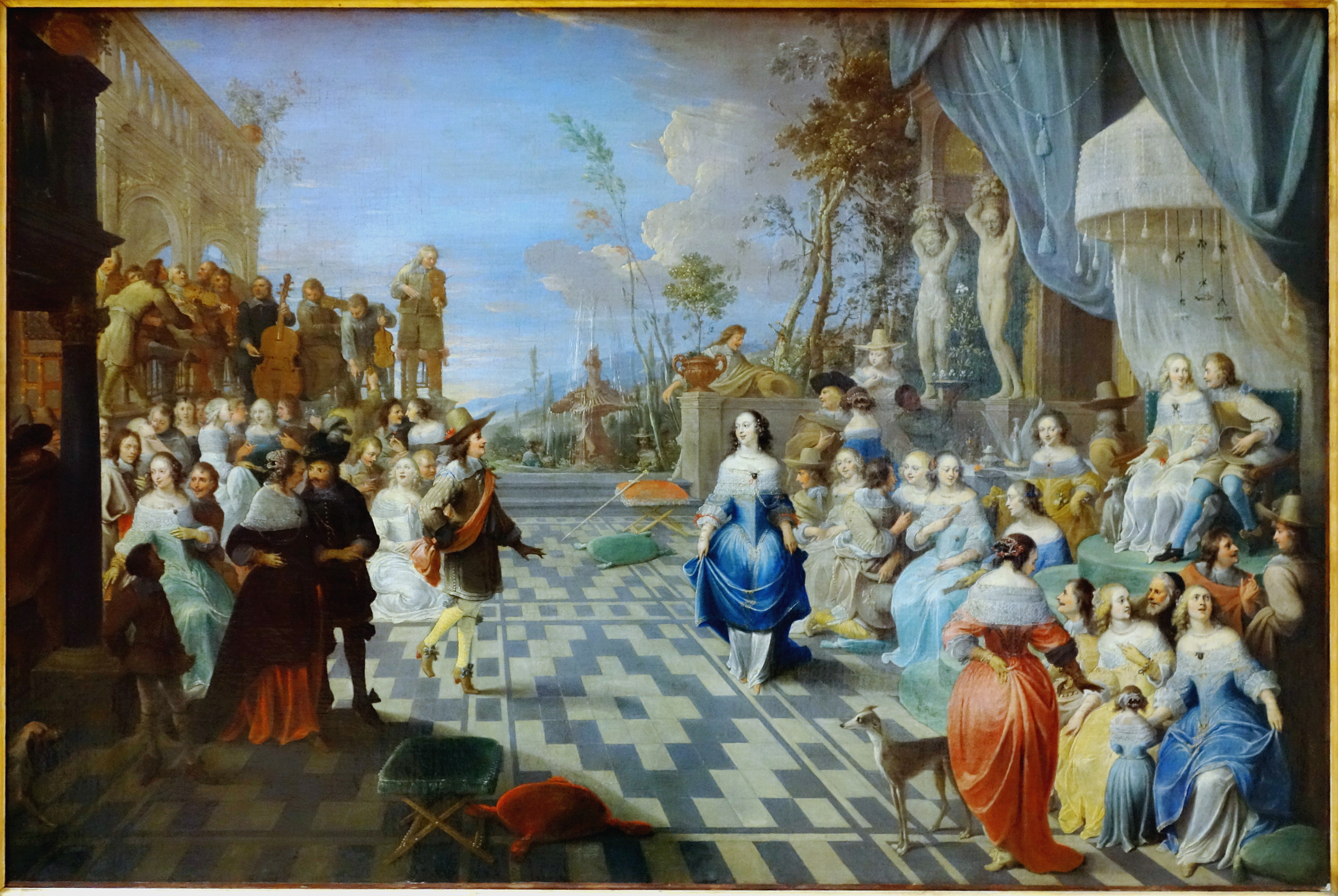
Bal sur la terrasse d'un palais, 1658, Hieronymus Janssens.
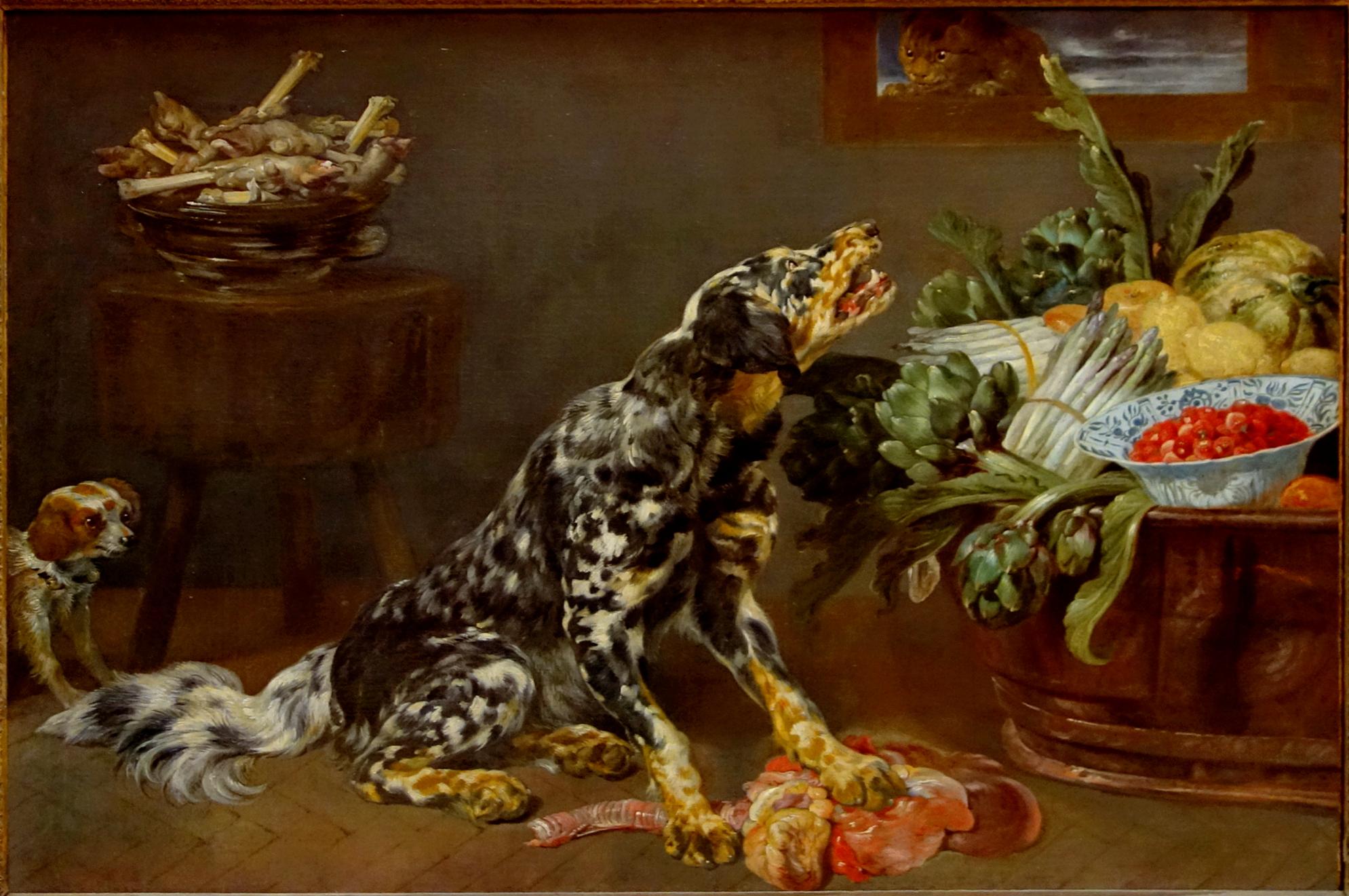
Chien dans une cuisine, vers 1650, Paul de Vos.
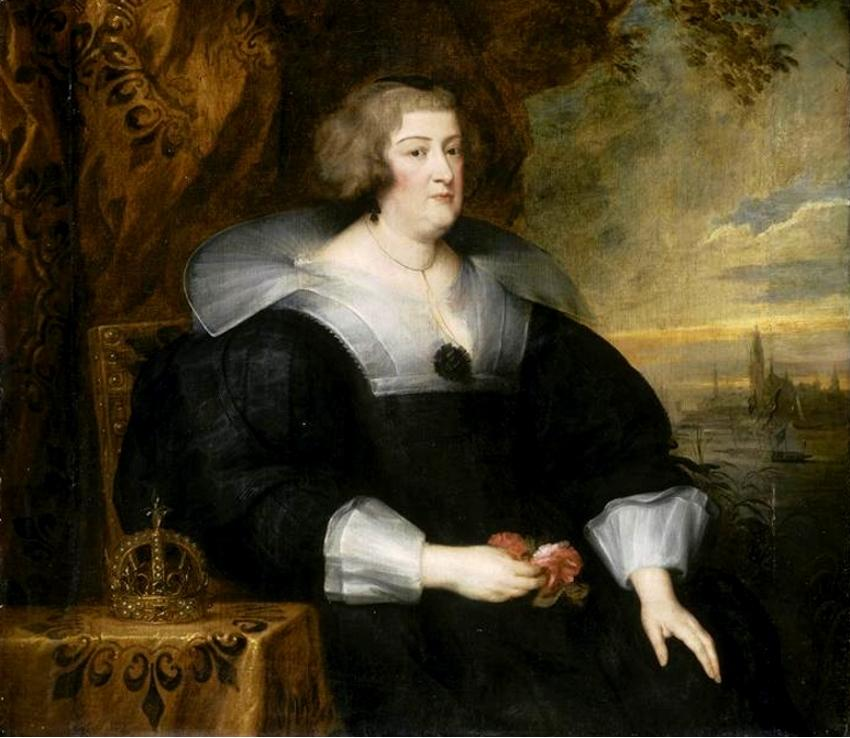
Portait de Marie de Médicis, vers 1632, d’après Antoine van Dyck.
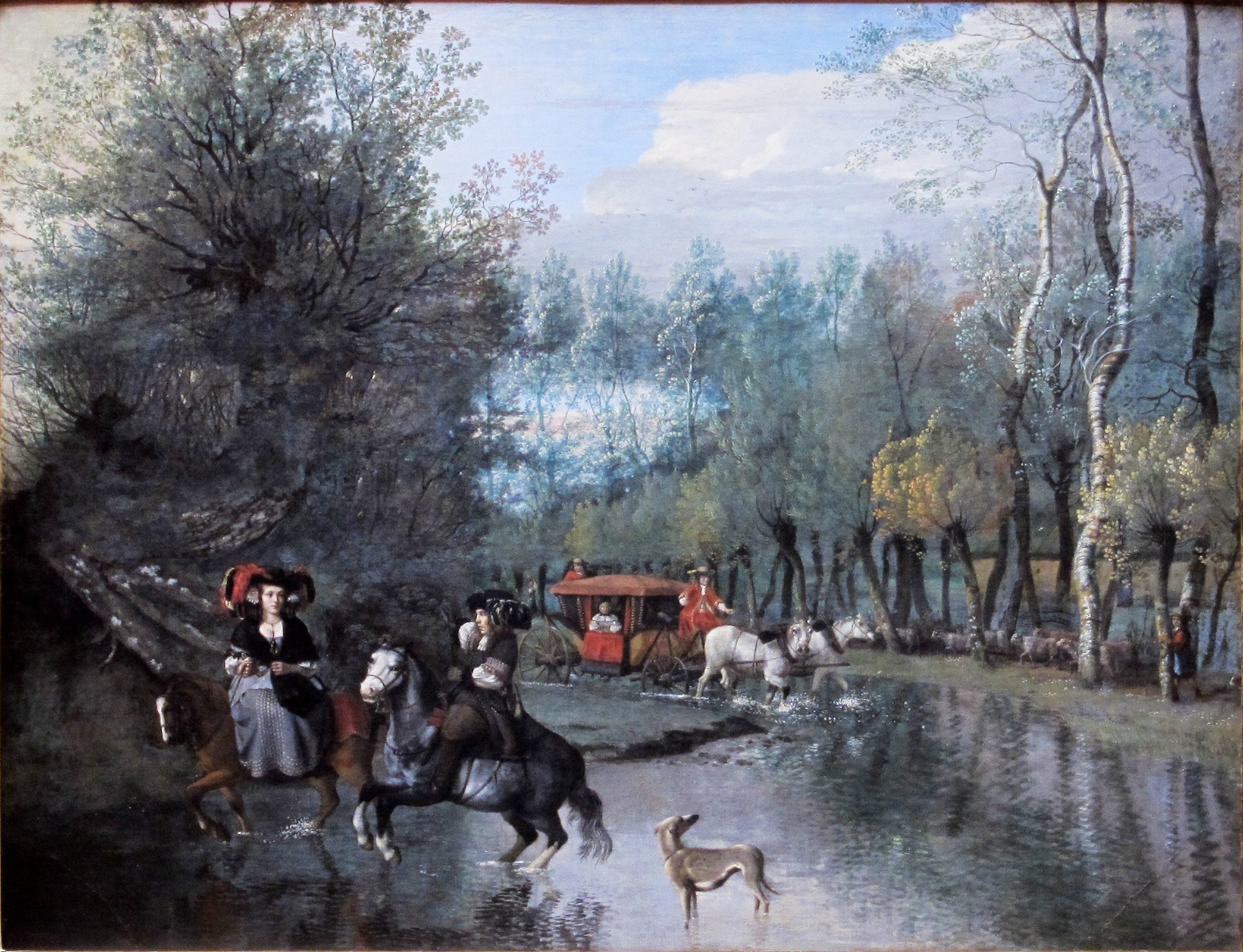
Cavalier et amazone. Le passage du gué, 1670, Jan Siberechts.
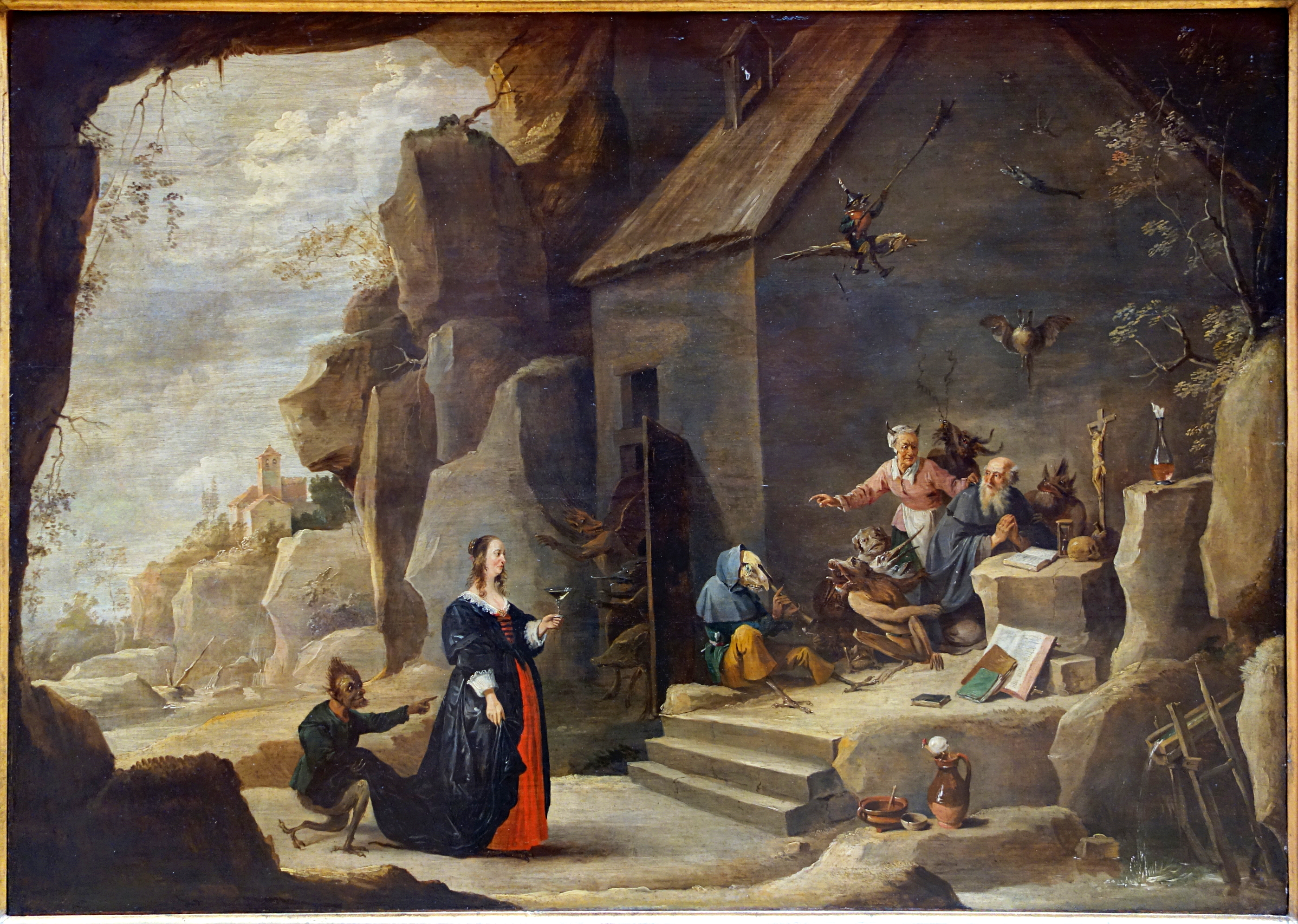
La Tentation de saint Antoine, XVIIe siècle, David Teniers le Jeune.

#### École hollandaise (salle 16)

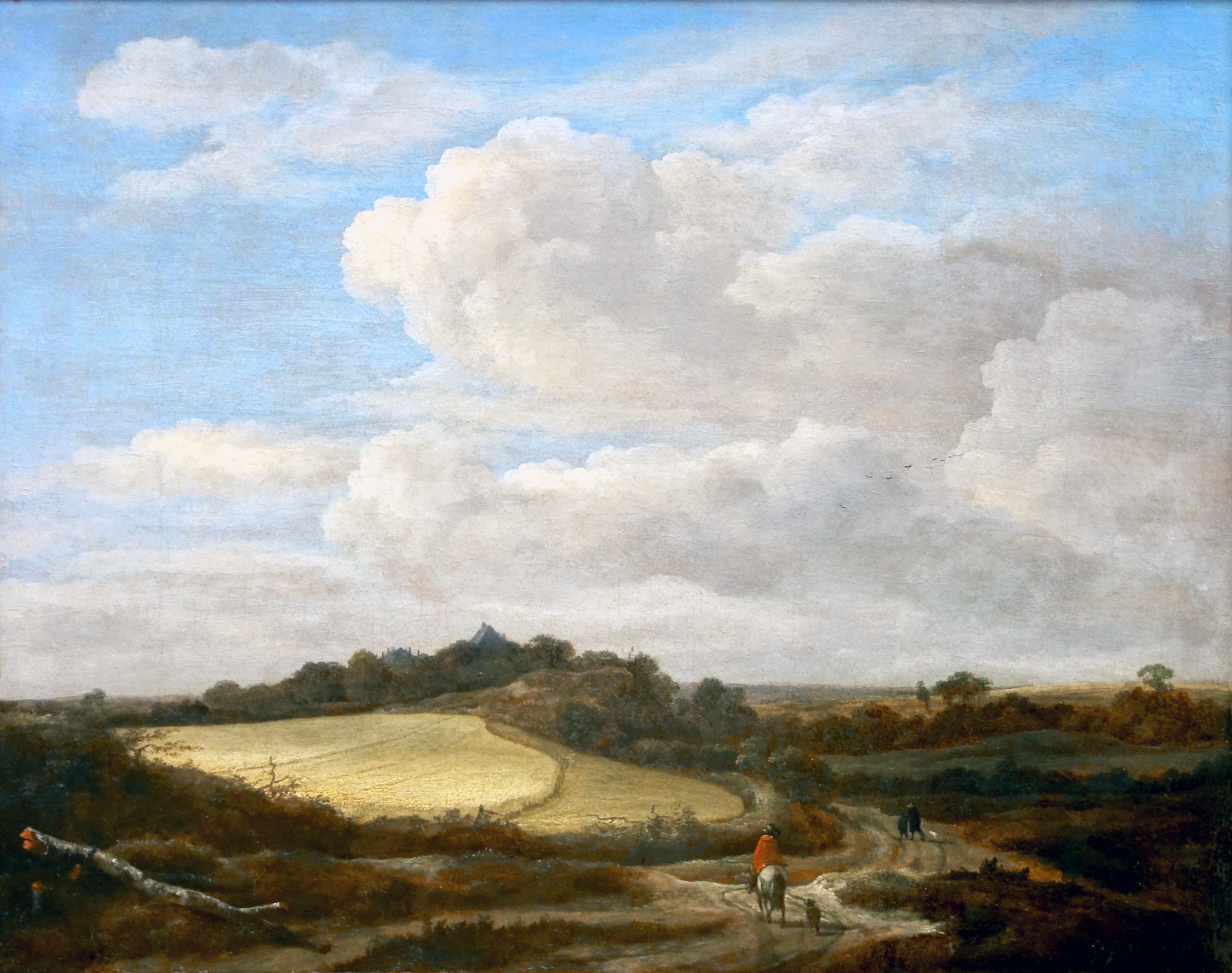
Champ de blé, vers 1660, Jacob van Ruisdael.

La galerie hollandaise présente un autre point fort des collections, une sélection de peintures néerlandaises du XVIIe et du début du XVIIIe siècle, tirée de la collection d'environ 200 tableaux conservée par le musée. À la différence des œuvres des Pays-Bas du Sud, très présentes à Lille, les œuvres des Pays-Bas du Nord proviennent pour l’essentiel de legs et donations de collections rassemblées dans le courant du XIXe siècle par des amateurs, en particulier Alexandre Leleux et Antoine Brasseur. Tous les genres sont représentés dans la collection, du paysage à la scène de genre, en passant par le portrait et la nature morte.
Parmi les paysages, on relève deux toiles de Jacob van Ruisdael, dont Champ de blé (vers 1660), ou Paysage (milieu du XVIIe siècle) de Gerrit van Hees. Les tronies et portraits comprennent notamment Portrait d’un garçon de 15 ans (1634) de Jan Cornelisz. Verspronck, Femme assise (milieu du XVIIe siècle) d’un suiveur de Frans Hals, Portrait d’homme coiffé d’un large feutre noir (1632) d’Abraham de Vries, ou encore Portrait d’homme et Portrait de femme (1620) de Jan Antonisz van Ravesteyn. Les scènes de genre sont également nombreuses, avec Jeune fumeur de pipe délaissant l’étude (vers 1630-1633) attribué à Pieter Codde, Jeune femme et sa servante (vers 1675) de Pieter de Hooch, Scène d’intérieur (entre 1654-1662) de Jacobus Vrel, Les patineurs (1641) et Le dépècement du porc (1645) d’Isaac van Ostade ou Le Ménétrier (1670) de Jan Steen. Un autre genre porte sur les intérieurs d’édifices religieux, dont un chef-d’œuvre d’Emanuel de Witte, Intérieur de la Nieuwe Kerk de Delft avec le tombeau de Guillaume le Taciturne (1656), et Intérieur de l’église Saint-Laurent de Rotterdam (1669) de Anthonie de Lorme. Les natures mortes sont surtout représentées par des peintures de fleurs, dont un Bouquet de fleurs (vers 1610-1620) de Roelant Savery, petit tableau qui représente pas moins de 25 espèces de fleurs et sept insectes différents, et deux tableaux de Rachel Ruysch (1747), mais aussi par des compositions plus variées comme Fruits, coquillages et insectes (1623) de Balthasar van der Ast ou Nature morte au citron pelé et au verre (deuxième moitié du XVIIe siècle) d’Abraham van Beyeren. Les thèmes religieux sont également traités, avec, notamment, une Mise au tombeau (1612) de Pieter Lastman, maître de Rembrandt, et deux œuvres de Jan Lievens, Saint-François en prière (vers 1629) et Moïse enfant foulant aux pieds la couronne de Pharaon (1630-1640), comme les thèmes mythologiques avec en particulier Le triomphe de Silène (vers 1623-1630) de Gerrit van Honthorst ou Cérès, Bacchus, Vénus et l’Amour (1624) de Cornelis Cornelisz van Haarlem.

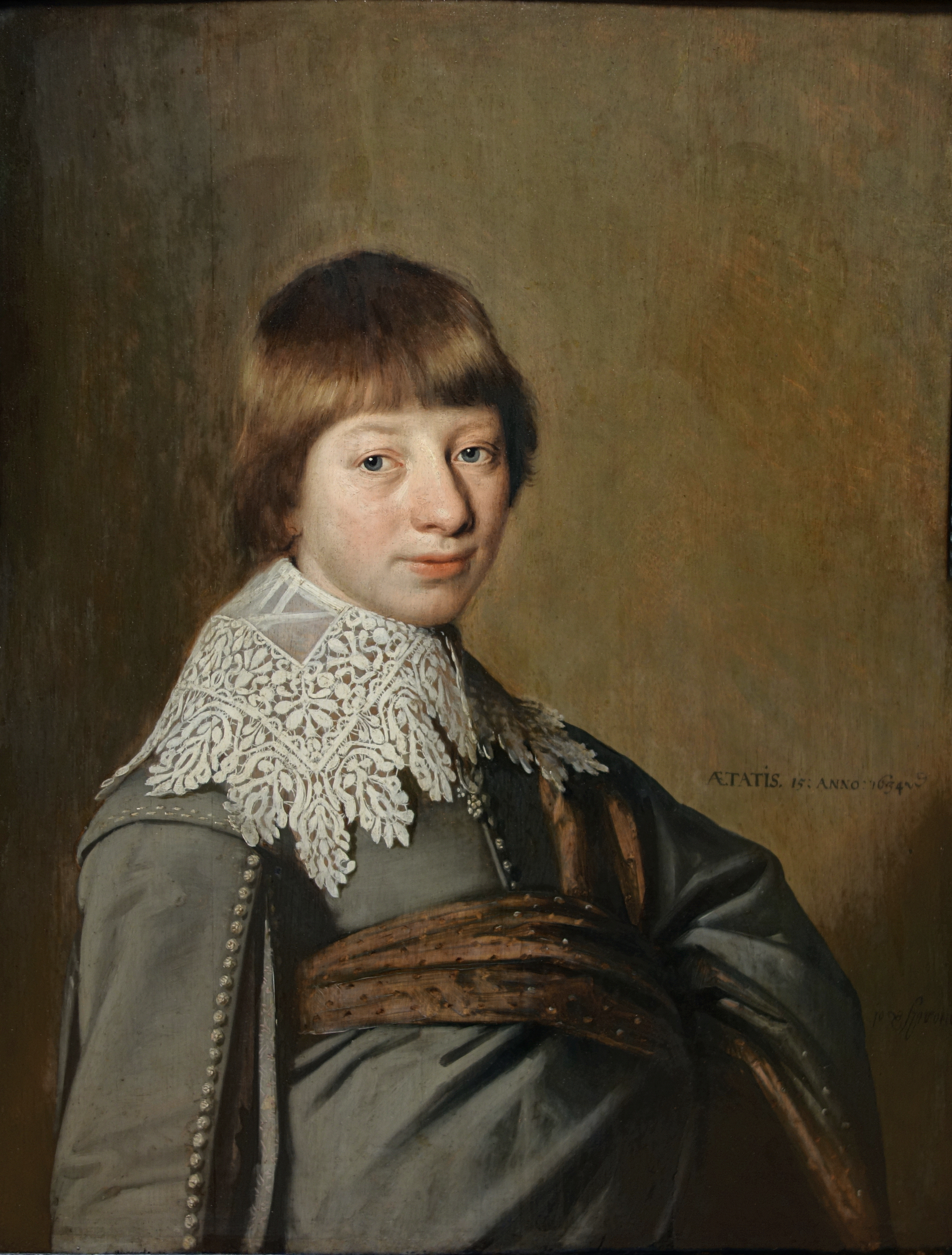
Portrait d'un garçon de 15 ans, 1634, Jan Cornelisz. Verspronck.
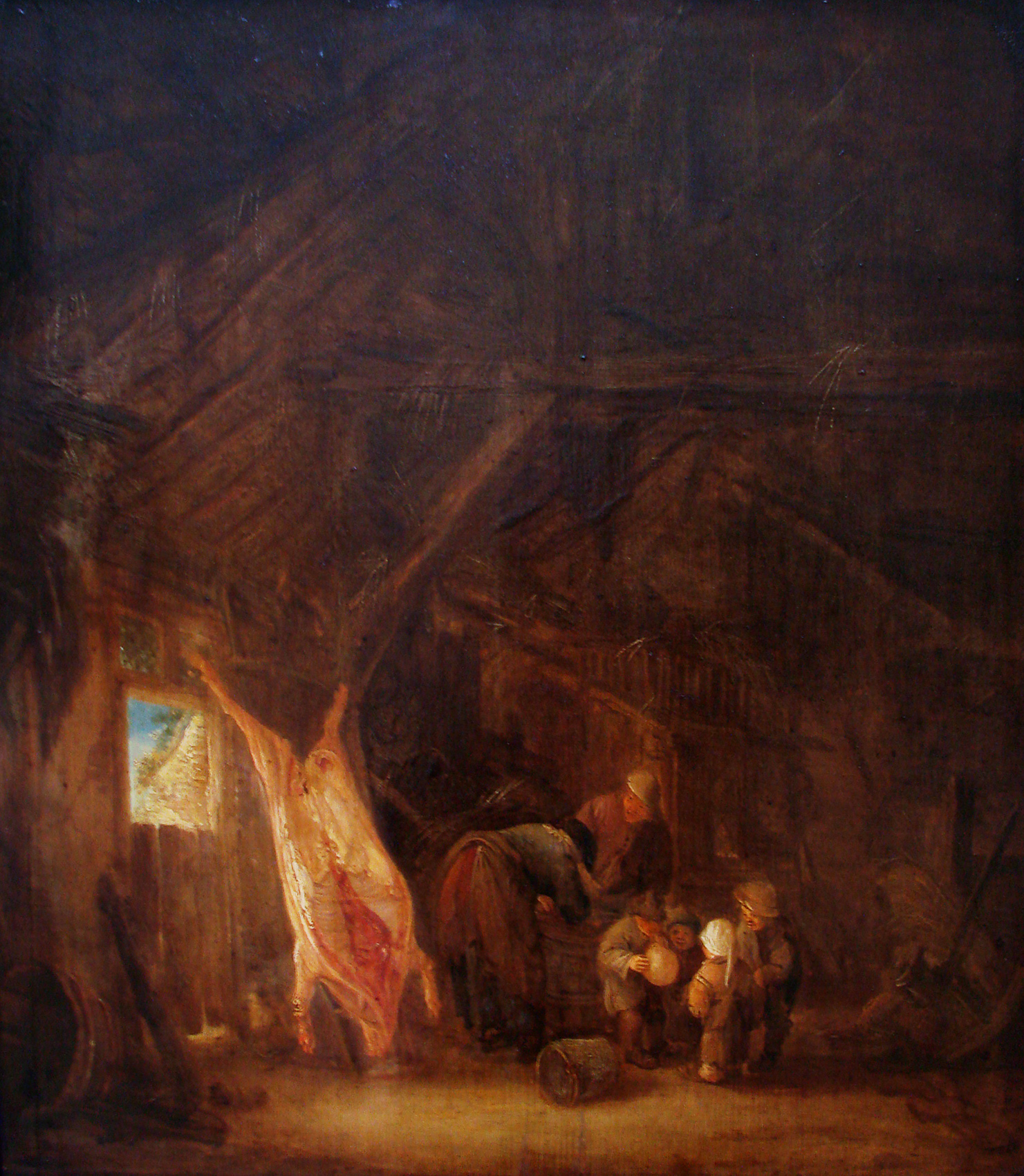
Le Dépècement du porc, 1645, Isaac van Ostade.
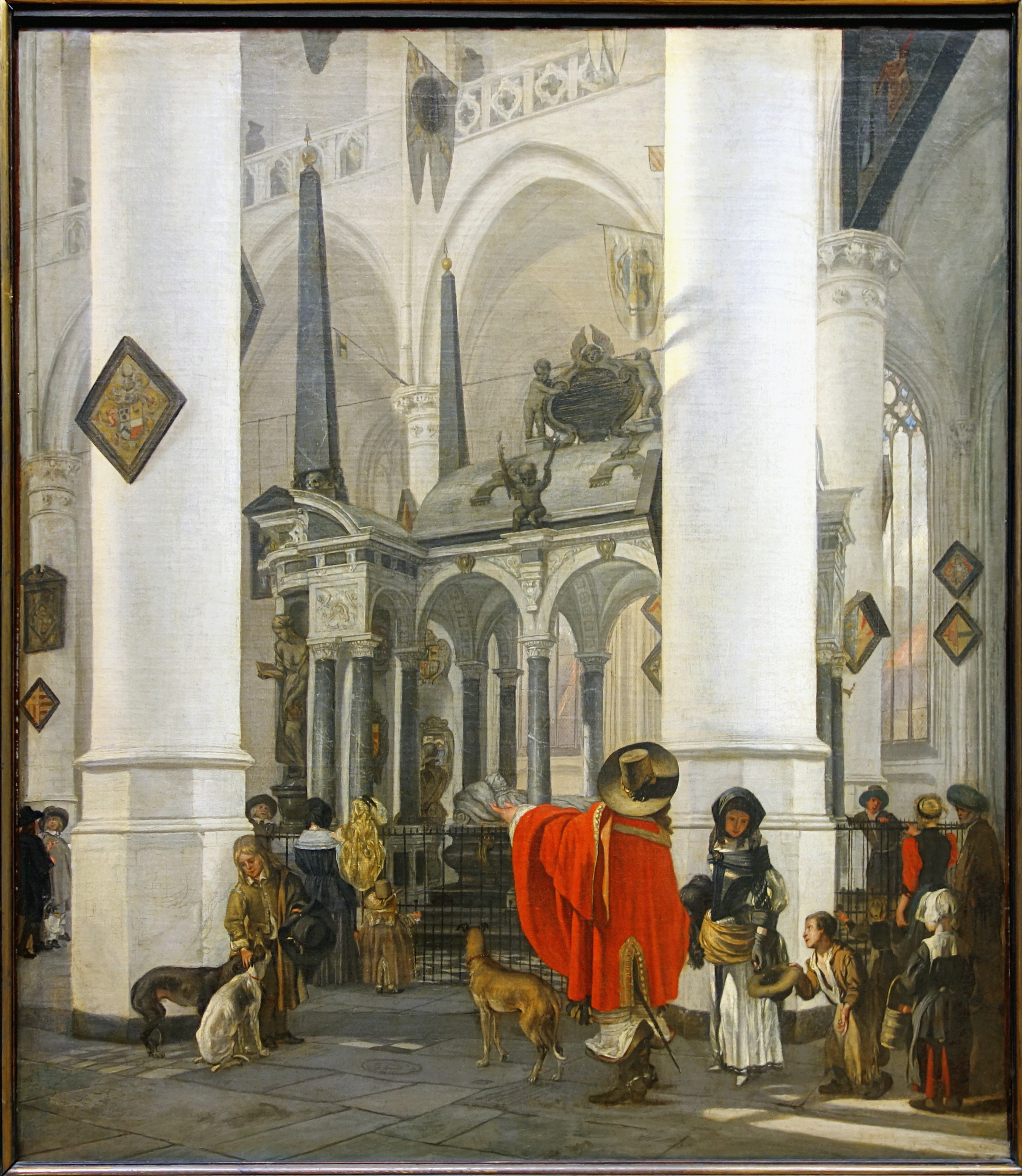
Intérieur de la Nieuwe Kerk de Delft, 1656, Emanuel de Witte.
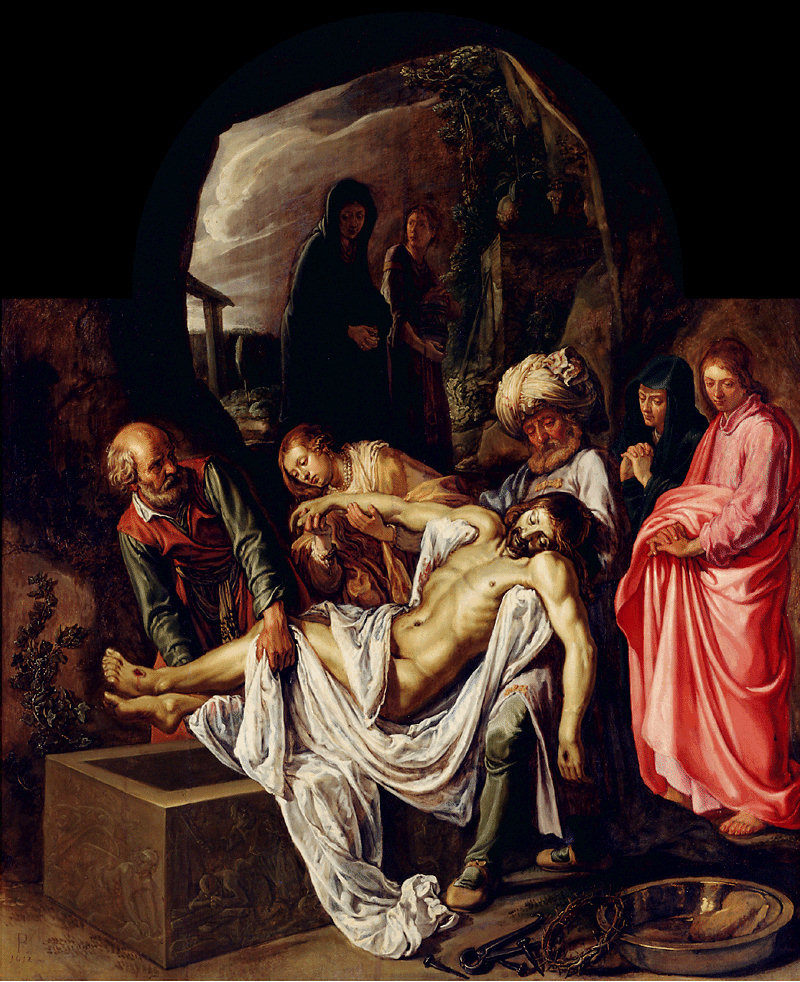
Mise au tombeau, 1612, Pieter Lastman.
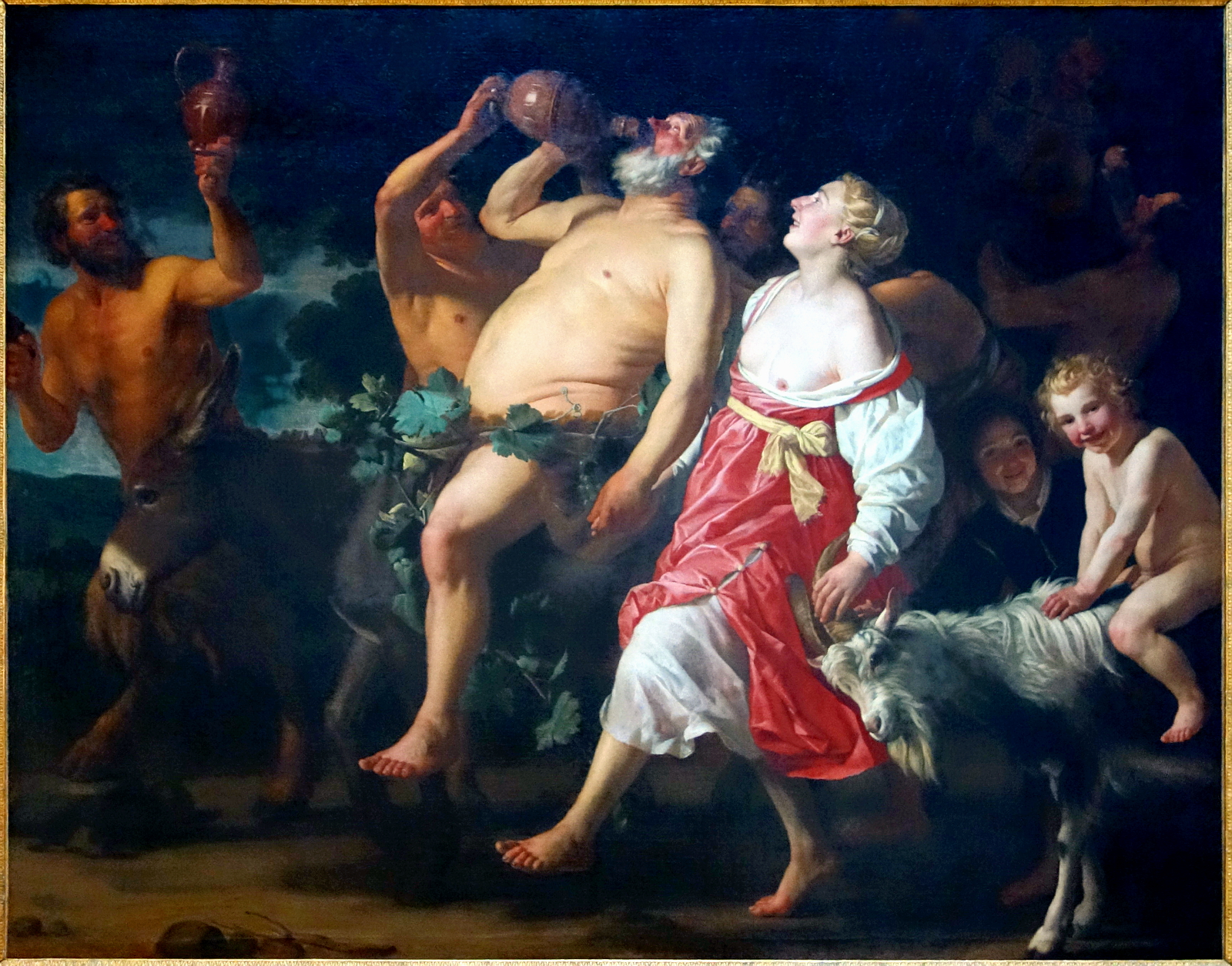
Le Triomphe de Silène, vers 1623-1630, Gerrit van Honthorst.
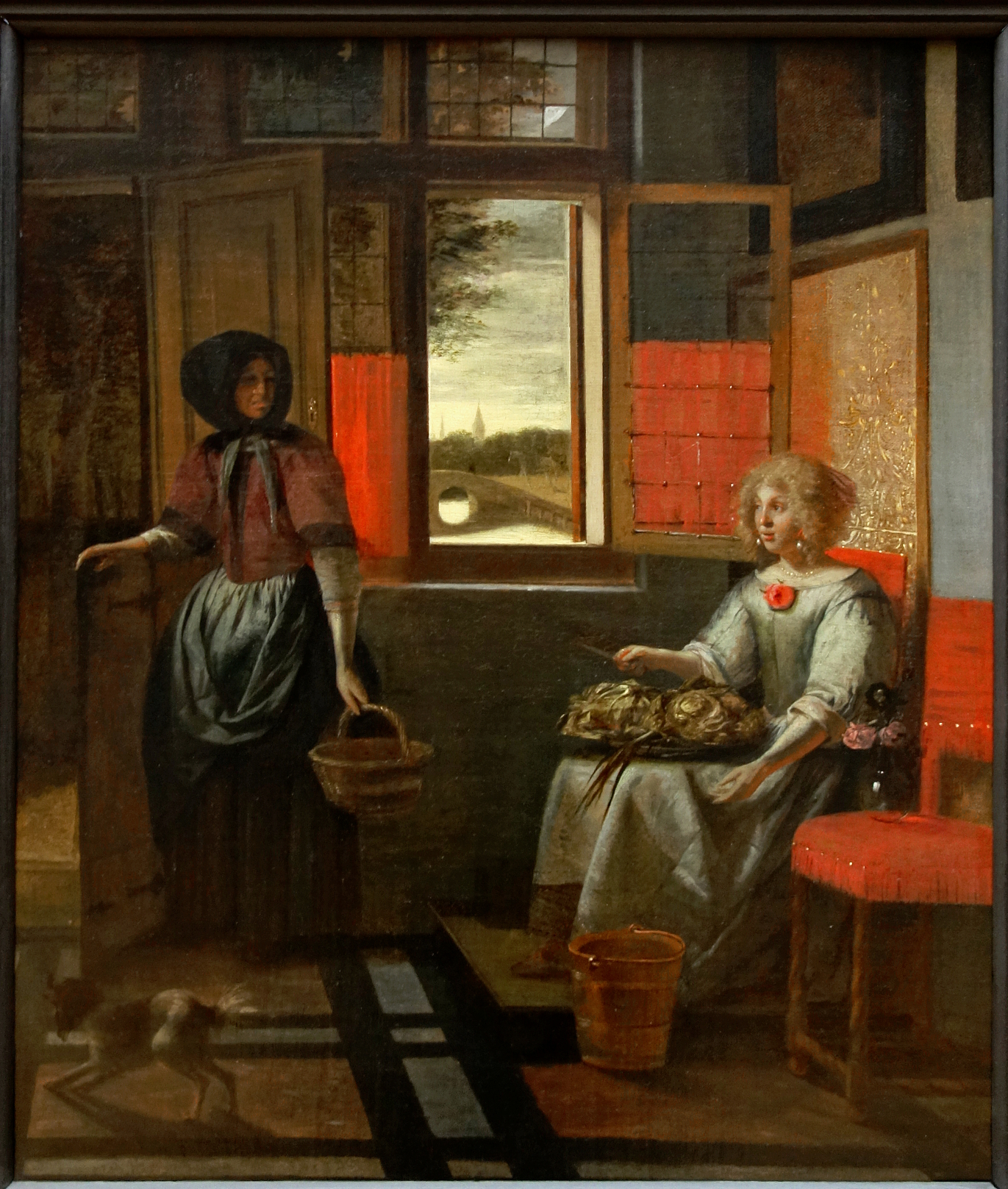
Jeune femme et sa servante, vers 1675, Pieter de Hooch.

#### École italienne (salle 13)

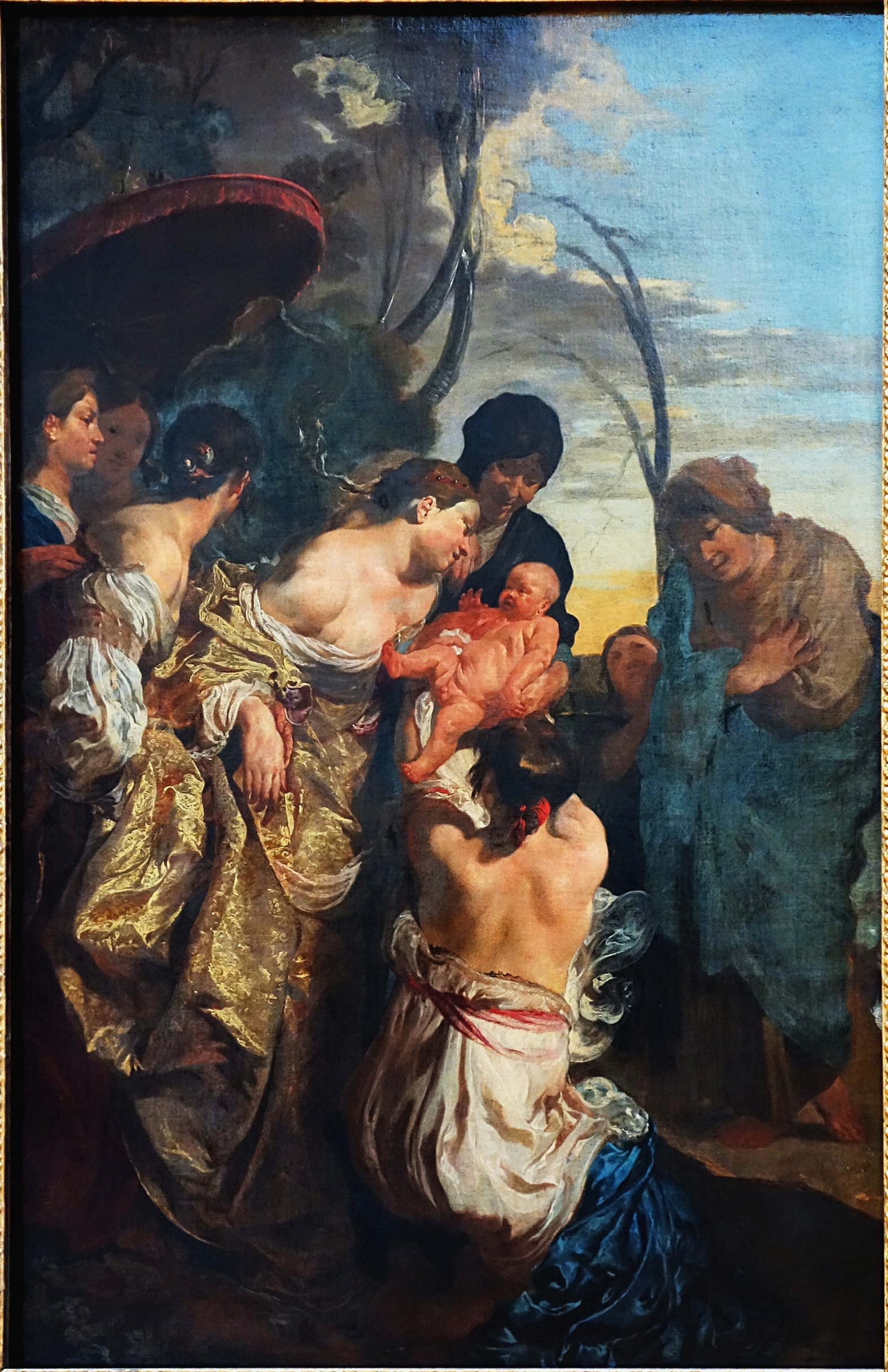
Moïse sauvé des eaux, début XVIIe siècle, Johann Liss.

La collection de peintures italiennes du XVIe au XVIIIe siècle comprend environ 110 tableaux. Comme le montrent les salles flamandes, les échanges entre les anciens Pays-Bas et l’Italie ont été nombreux à partir du XVIe siècle. La collection comprend ainsi deux toiles de Lambert Sustris, Judith (entre 1548 et 1551) et Noli me tangere (entre 1548 et 1560), peintre originaire d’Amsterdam et établi à Venise où il fréquente l’atelier du Titien, et un magnifique Moise sauvé des eaux (début du XVIIe siècle) de Johann Liss, précurseur de la peinture baroque, formé aux Pays-Bas, lui aussi établi à Venise.
L’école vénitienne est largement prépondérante dans la collection avec notamment Le portrait d’un sénateur vénitien (vers 1570-1580) du Tintoret, des œuvres de Leandro Bassano et de son atelier, dont un Portrait de Bastiano Gardalino (fin du XVIe siècle), deux toiles de Veronese dont une grande Esquisse pour le Paradis (1578), conçue pour le décor du palais ducal de Venise, un Jugement dernier (début du XVIIe siècle) de Carlo Saraceni, un portrait de Saint Grégoire le Grand (premier quart du XVIIe siècle) de Domenico Fetti, une Vierge et l’enfant, avec saint Pierre martyr, saint Augustin et sainte Catherine de Sienne (fin du XVIIe siècle) d’Andrea Celesti et un Caprice architectural (deuxième moitié du XVIIIe siècle) de Francesco Guardi.
L’école romaine est représentée par La Mise au tombeau (vers 1550) de Luca Penni et La Paix d’Auguste (vers 1660) de Carlo Maratta, l’école bolonaise par Renaud et Armide (premier quart du XVIIe siècle) d'Alessandro Tiarini et Joseph et la femme de Putiphar, son pendant, réalisé par Lionello Spada, et l'école napolitaine par l'Immaculée Conception (début du XVIIe siècle) de Paolo Domenico Finoglia et Portrait d'un philosophe (vers 1660) de Luca Giordano.

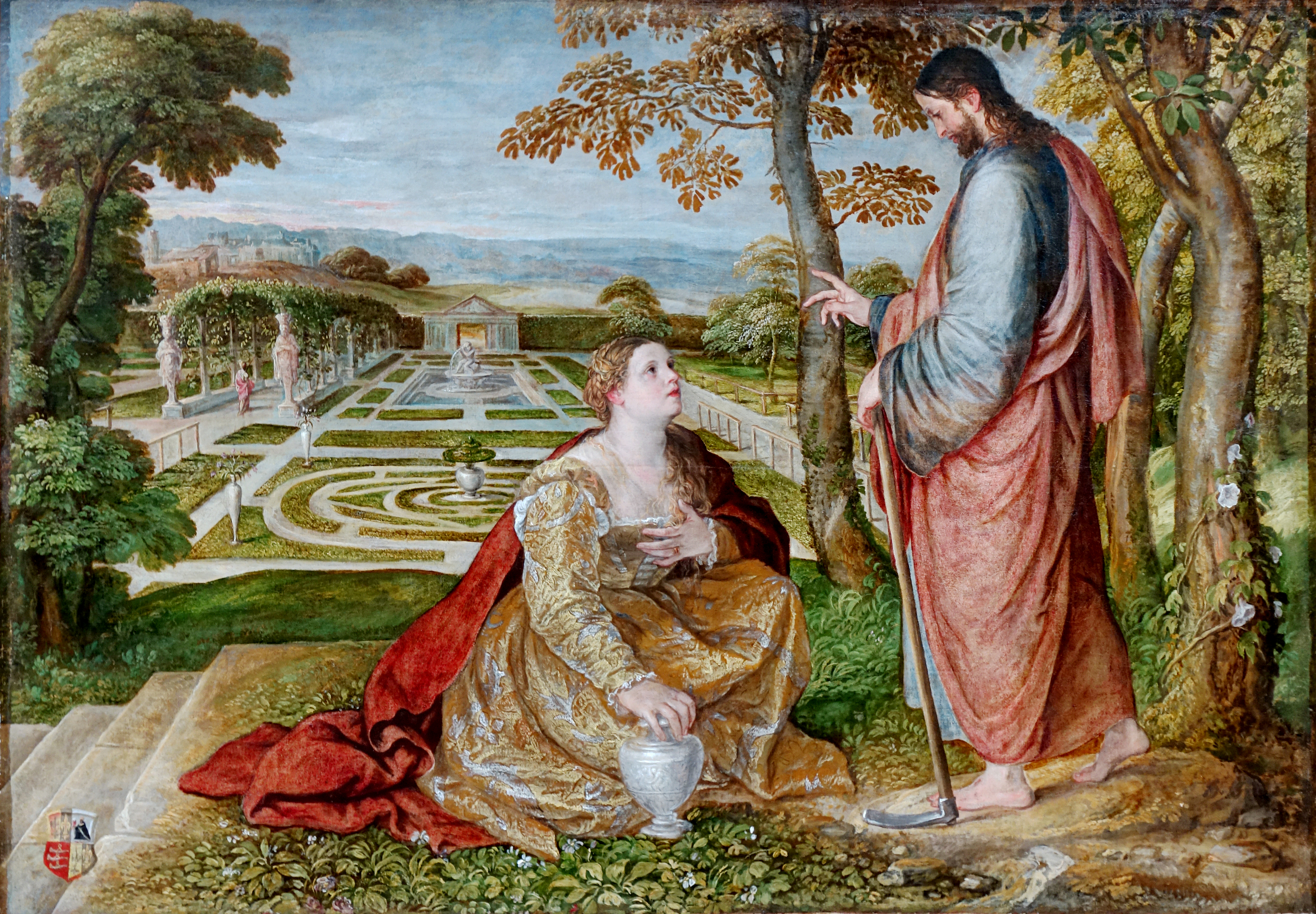
Noli me tangere, entre 1548 et 1560, Lambert Sustris.
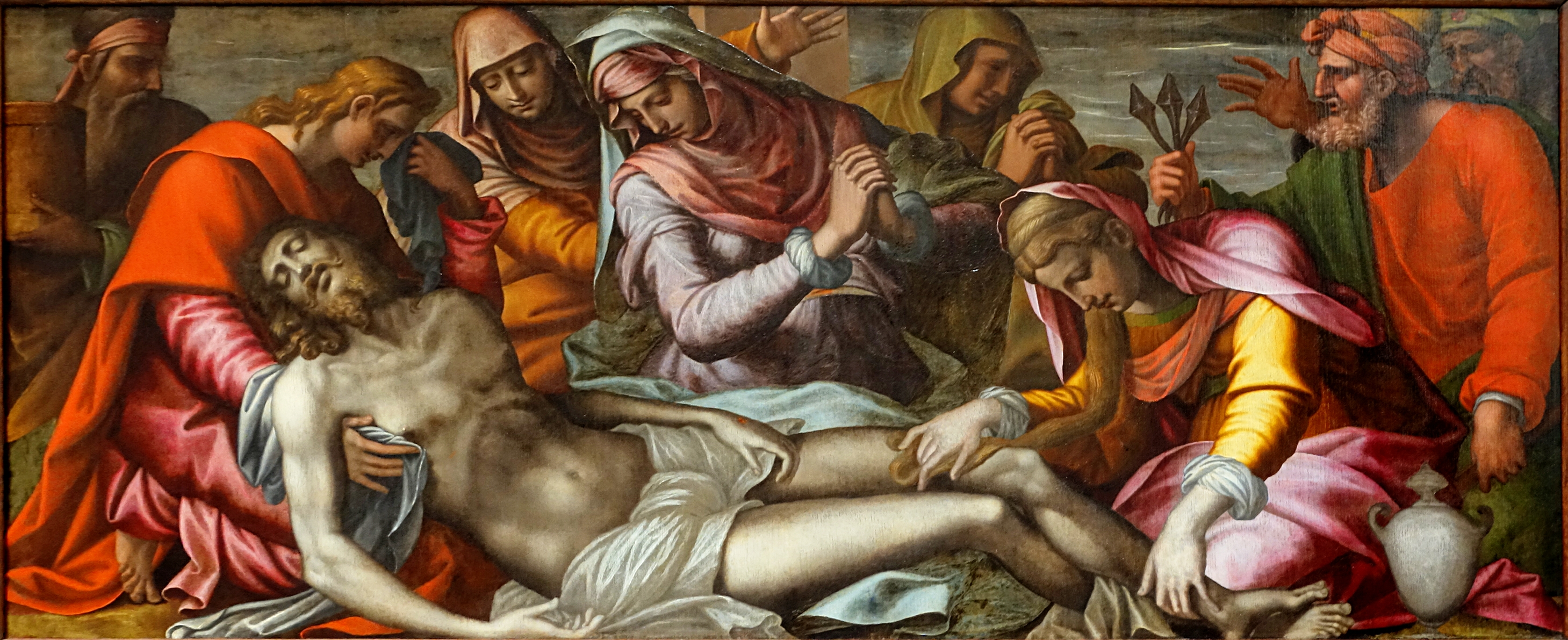
La Mise au tombeau, vers 1550, Luca Penni.
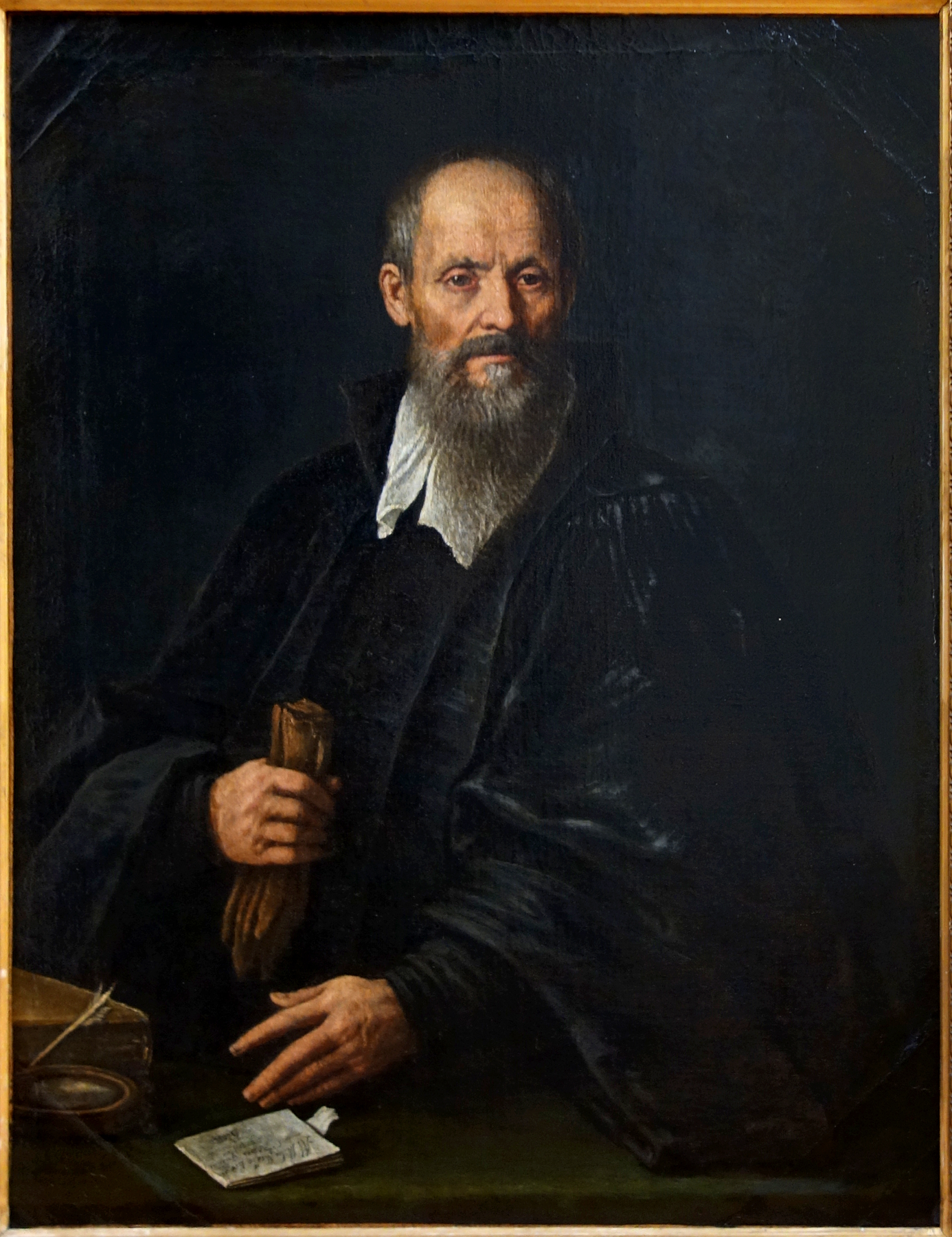
Portrait de Bastiano Gardalino, fin XVIe - début XVIIe siècle, Leandro Bassano.
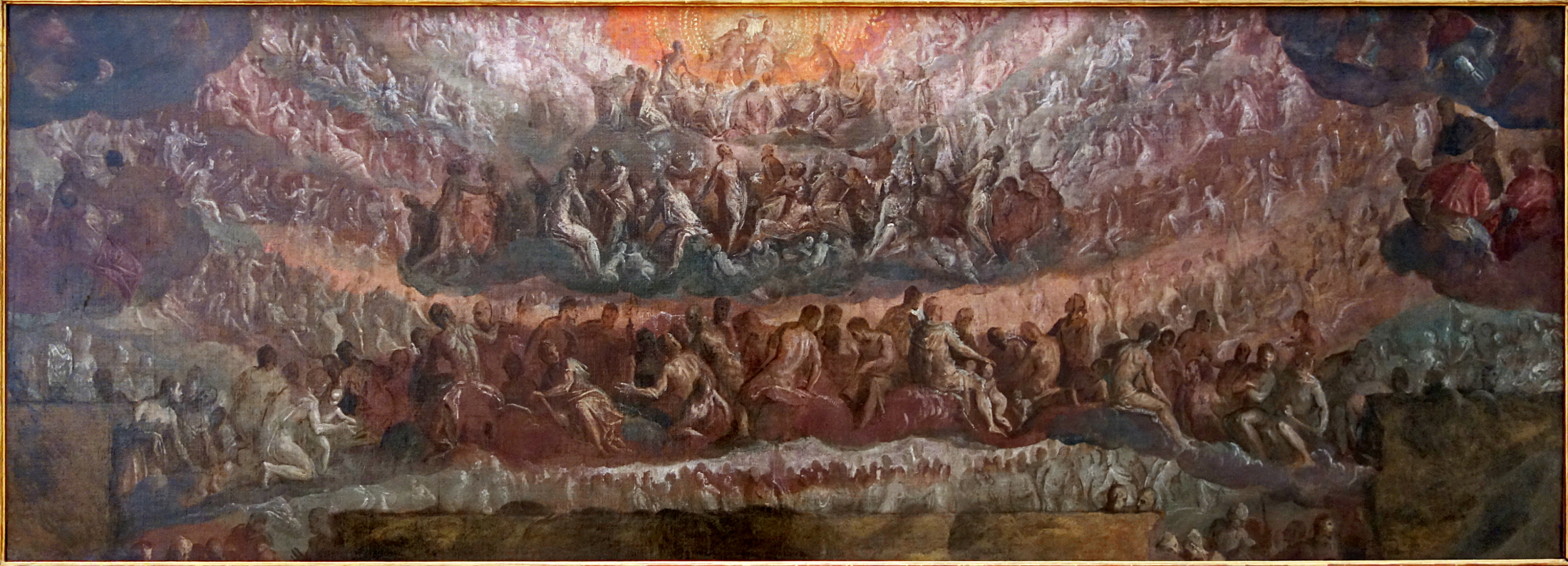
Esquisse pour le Paradis, 1578, Veronese.
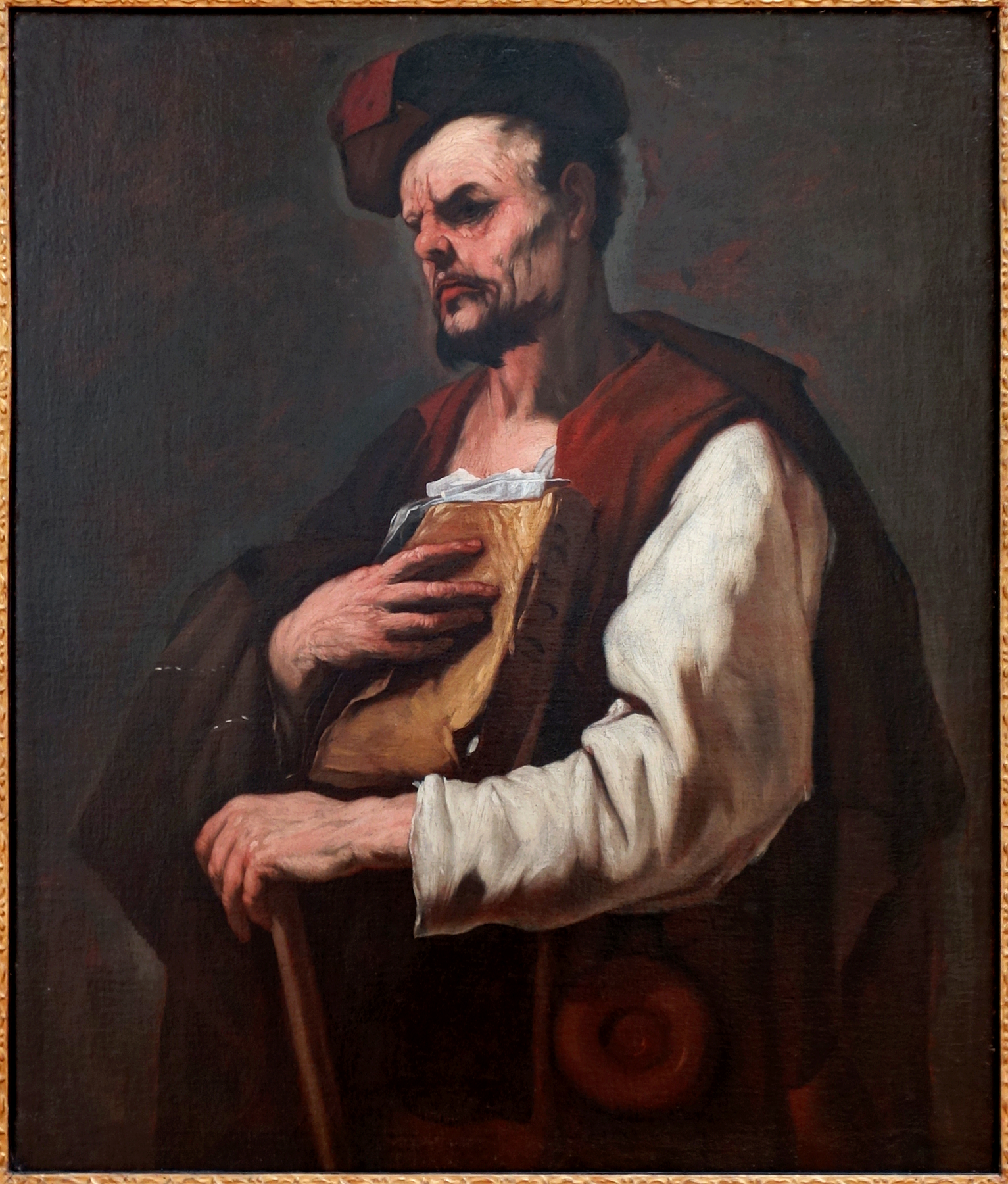
Portrait d’un philosophe, vers 1660, Luca Giordano.

#### École espagnole (salle 14)

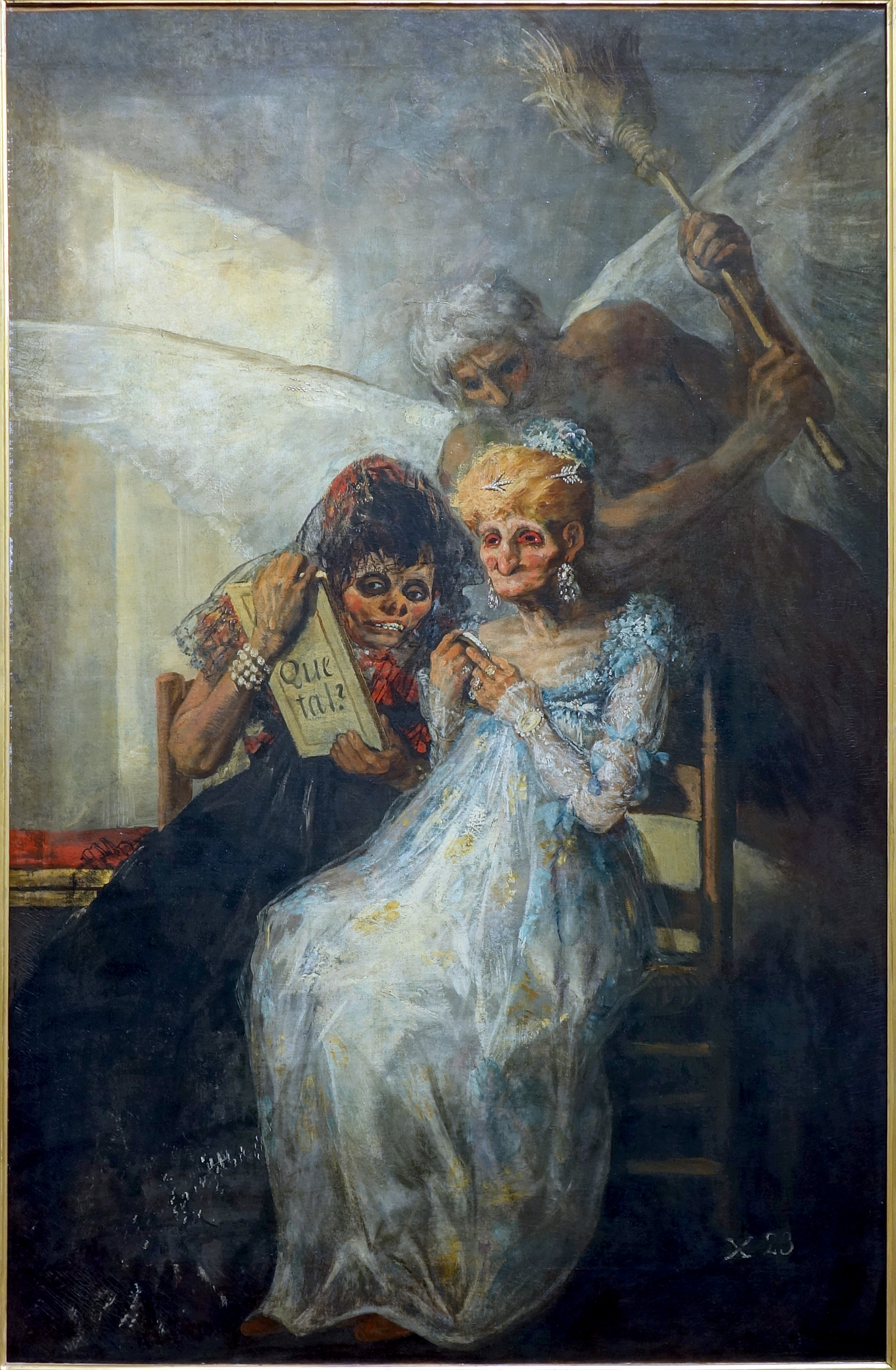
Le Temps ou Les Vieilles, 1810-1812, Goya.

Si Lille a été sous domination espagnole pendant près de 150 ans, le pavillon espagnol ne présente qu’un très petit nombre d’œuvres. De fait, la collection espagnole du musée ne compte qu'une quinzaine de tableaux, parmi lesquels deux œuvres du Greco, un Saint François (entre 1580 et 1595) et Jésus au jardin des oliviers (entre 1600 et 1610), une Vanité attribuée à Juan de Valdés Leal et un Saint Jérôme (1643) de José de Ribera. Encore ce dernier est-il moins espagnol qu’italien, ayant passé l’essentiel de sa vie d’artiste à Naples.
Mais elle comprend deux œuvres magistrales de Goya, Le Temps ou Les Vieilles (vers 1808-1812) et La Lettre ou Les Jeunes (vers 1814-1819). Acquises ensemble par Édouard Reynart, le conservateur auquel le musée doit aujourd’hui encore l’étendue et la cohérence de ses collections, les deux œuvres ne forment pas une paire. De formats et de supports différents, la première, satire de la vaine coquetterie au seuil de la mort, est peinte durant la guerre d’indépendance espagnole, quand la seconde, allégorie de la séduction et critique des inégalités sociales, est peinte après la restauration de la monarchie.

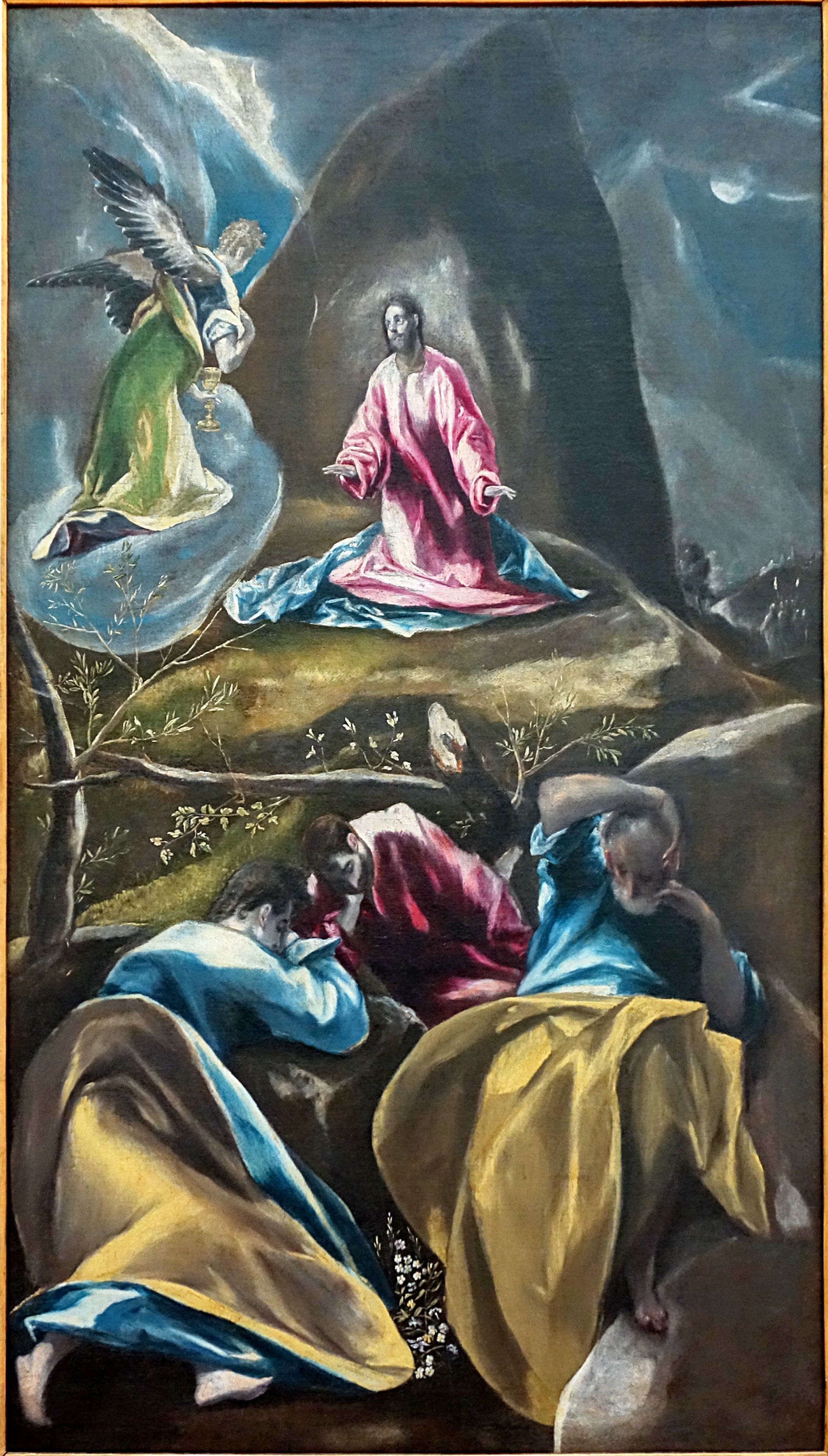
Jésus au jardin des oliviers, fin XVIe siècle, Le Greco.
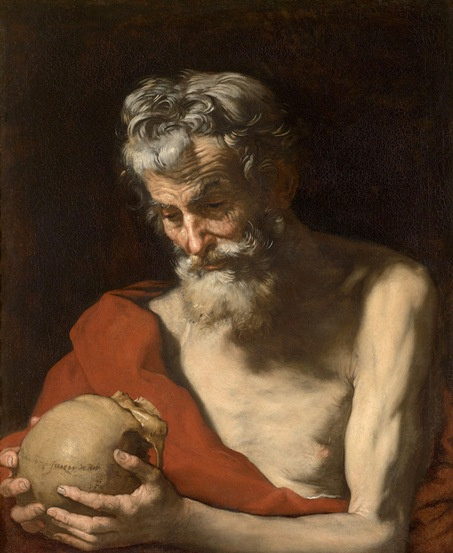
Saint Jérôme, 1643, José de Ribera.
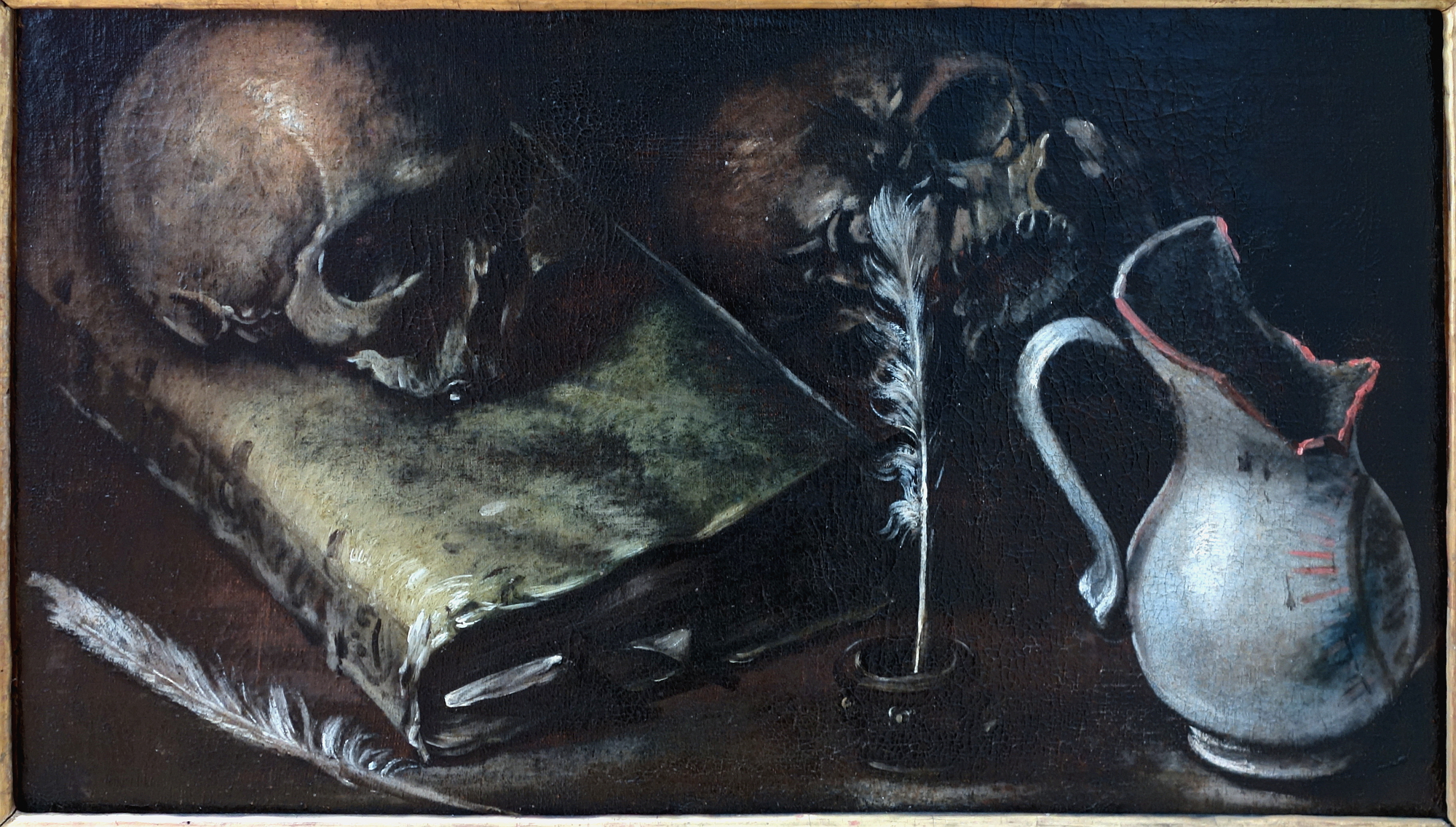
Vanité, deuxième moitié du XVIIe siècle, Juan de Valdés Leal.
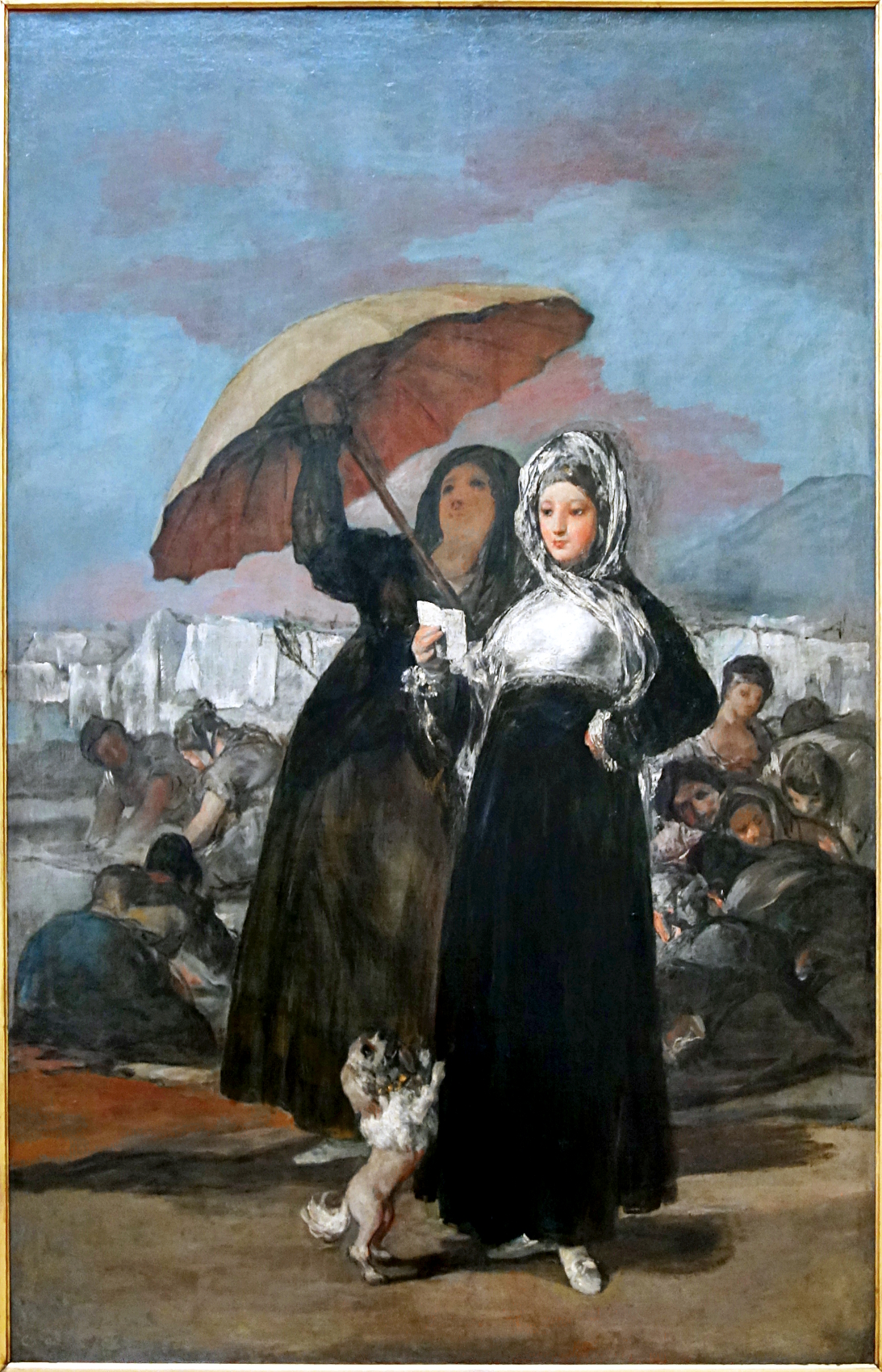
La Lettre ou Les Jeunes, 1814-1819, Goya.
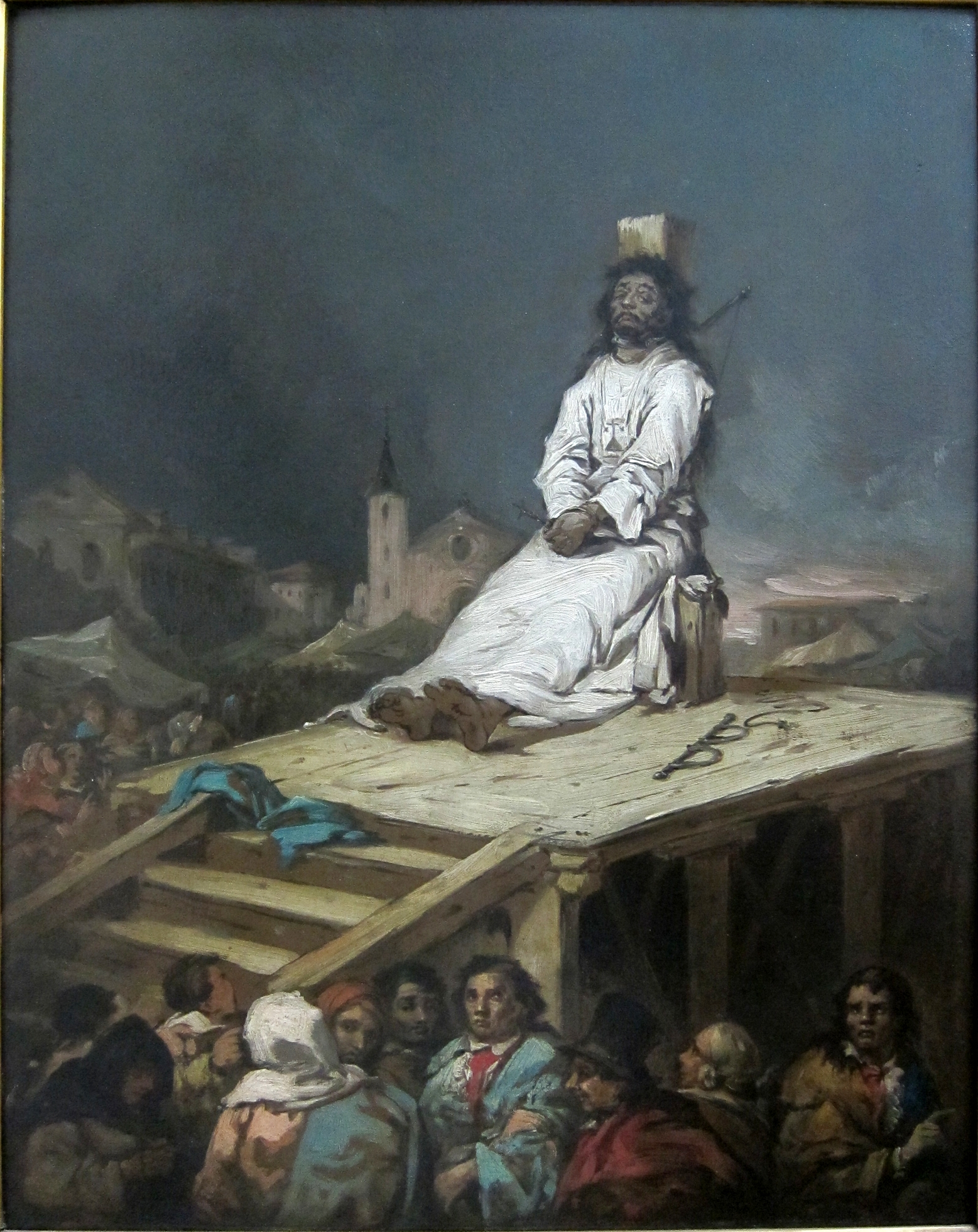
Le Garrot, vers 1808-1812, Eugenio Lucas Velázquez.

#### École française (salles 5 à 11, 17 et 15)
Le musée conserve un ensemble de plus de 1 100 tableaux français du XVIIe au XXe siècle au sein duquel le XIXe siècle constitue le dernier point fort des collections de peintures.

##### France,XVIIesiècle(salle 5)

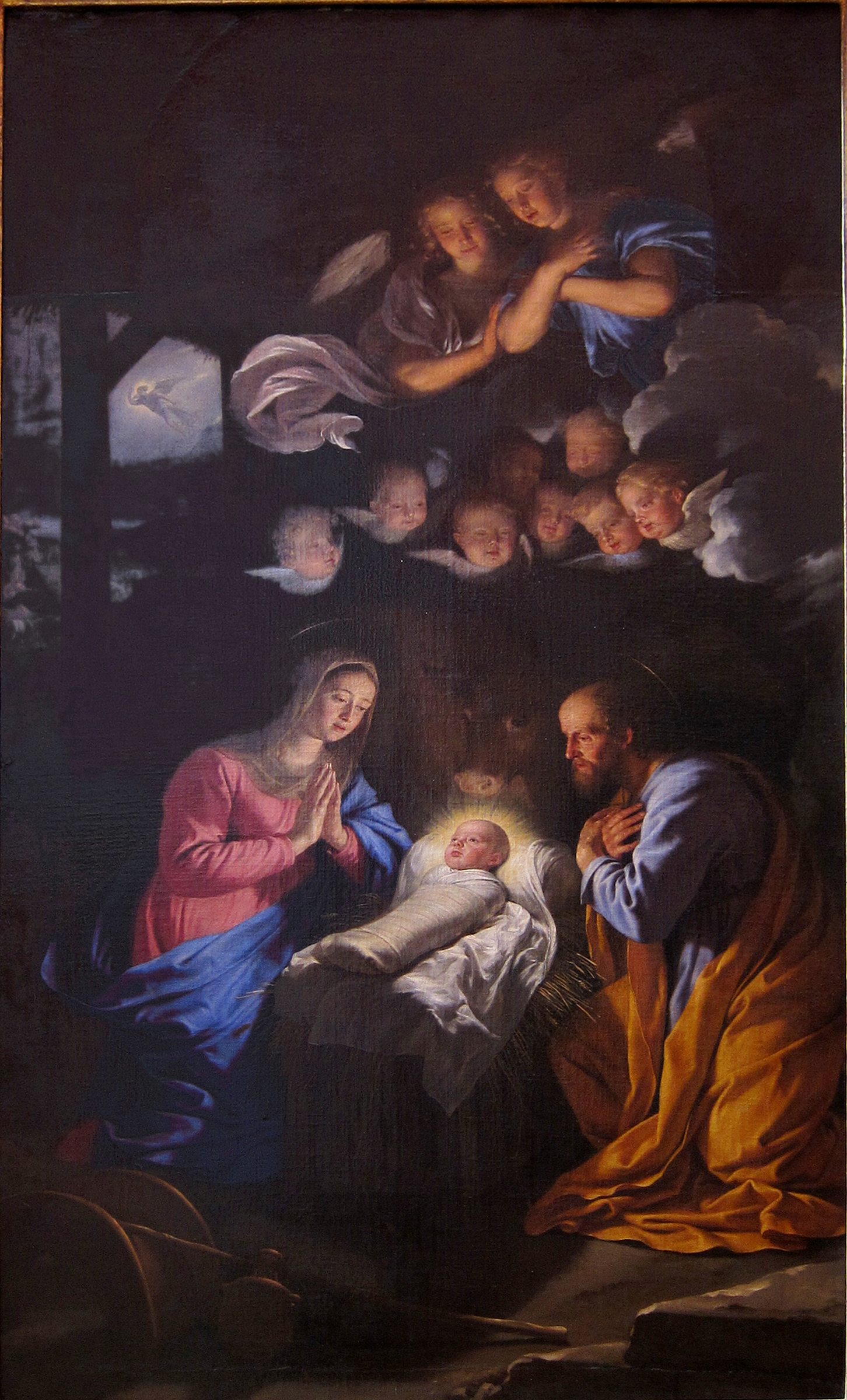
La Nativité, 1643, Philippe de Champaigne.

La prise de Lille par les armées de Louis XIV en 1667 et son rattachement au royaume de France marquent l’irruption dans la ville du style français dans l’architecture et les arts. La salle retrace la variété des influences dont Lille est le point de rencontre à cette époque, symbolisé par l’œuvre d’Arnould de Vuez, originaire de Flandre, formé en Italie et collaborateur de Charles Le Brun, peintre officiel de la ville à la fin du siècle, dont le musée conserve une quarantaine de tableaux et esquisses et une importante collection de dessins.
À la rencontre des influences flamandes et françaises, la collection comprend en particulier L’Adoration des Mages (vers 1626-1629) de Georges Lallemand, peintre parisien proche du maniérisme flamand, Soldats jouant aux dès la tunique du Christ de Nicolas Régnier, formé à Anvers et rattaché à l’école caravagesque française, L’annonciation (1648) de Pieter van Mol, peintre anversois établi à Paris dont le style doit beaucoup à Rubens, ou une Nativité (1643) de Philippe de Champaigne, peintre d’origine bruxelloise établi à Paris, formé dans l’atelier de Jacques Fouquières.
Le classicisme français est notamment représenté par deux tableaux des frères Mignard, Le Jugement de Midas (1667) peint par Nicolas Mignard pour le palais des Tuileries et La Fortune ou L’Abondance et la libéralité (vers 1692) peint par Pierre Mignard pour le château de Versailles, un tableau de Noël Coypel, Hercule combattant Acheloüs (vers 1667-1670), également pour le palais des Tuileries et une toile monumentale de Charles de la Fosse figurant Jésus donnant les clefs à saint Pierre (vers 1700).
La collection comprend également plusieurs œuvres du courant atticiste en vogue à Paris au milieu du siècle, dont Sainte Marie Madeleine en prière d’Eustache Le Sueur, Paysage au joueur de flute de Laurent de La Hyre, Le Christ entouré d’anges (1667) de Sébastien Bourdon ou La Naissance de la Vierge (1644) de Jacques Stella.

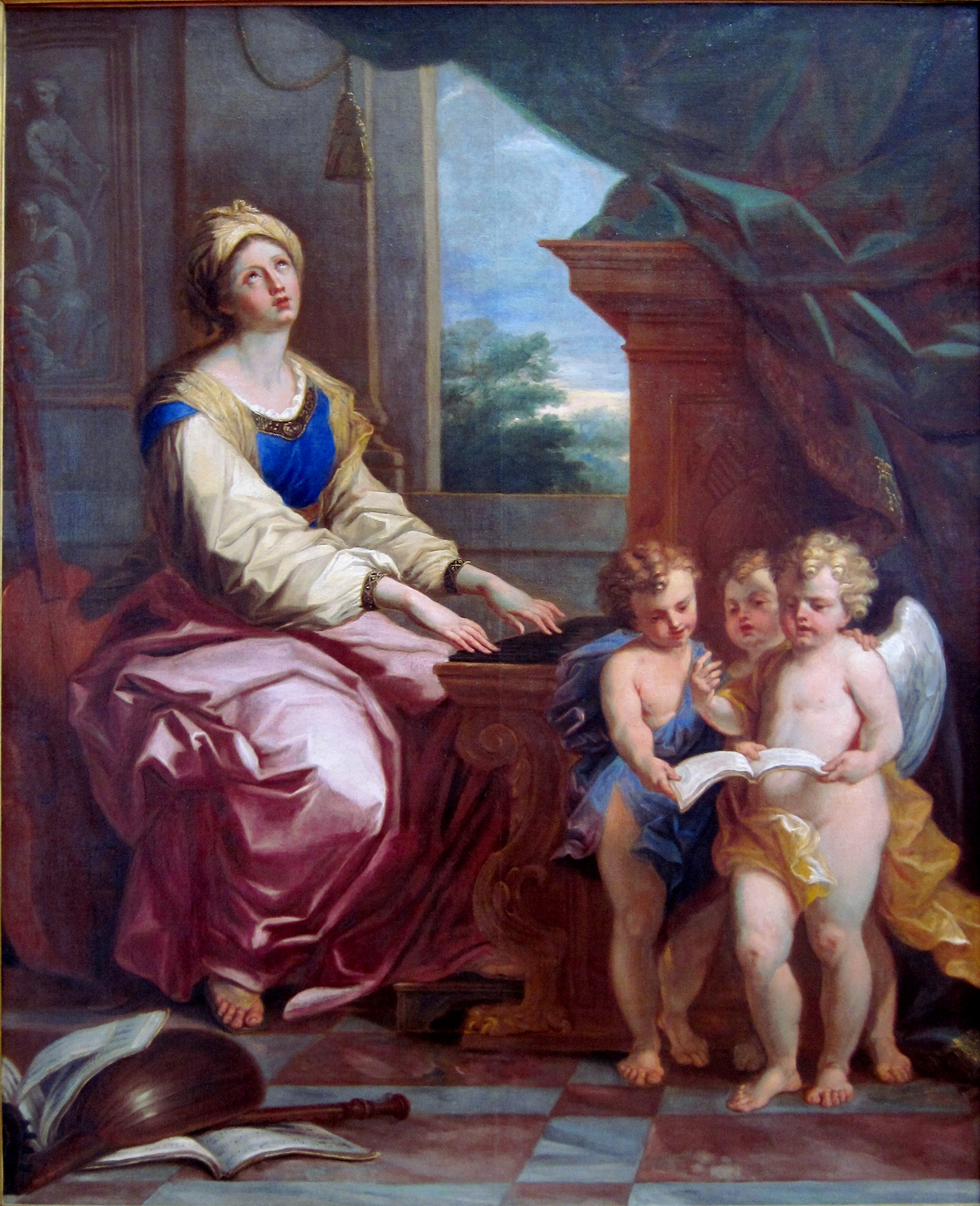
Sainte Cécile accompagnée de trois anges musiciens, fin XVIIe siècle, Arnould de Vuez.
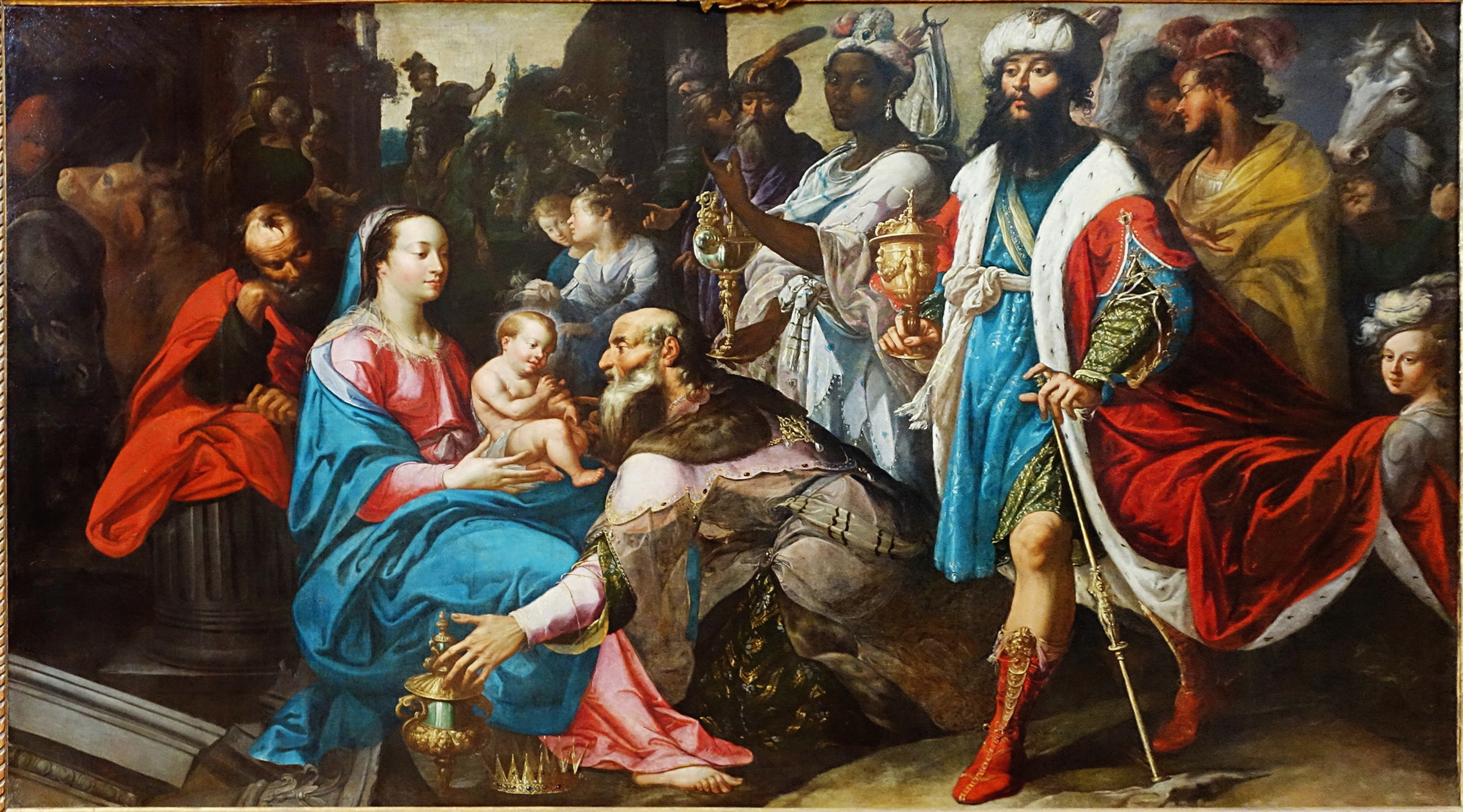
L'Adoration des mages, début XVIIe siècle, Georges Lallemant.
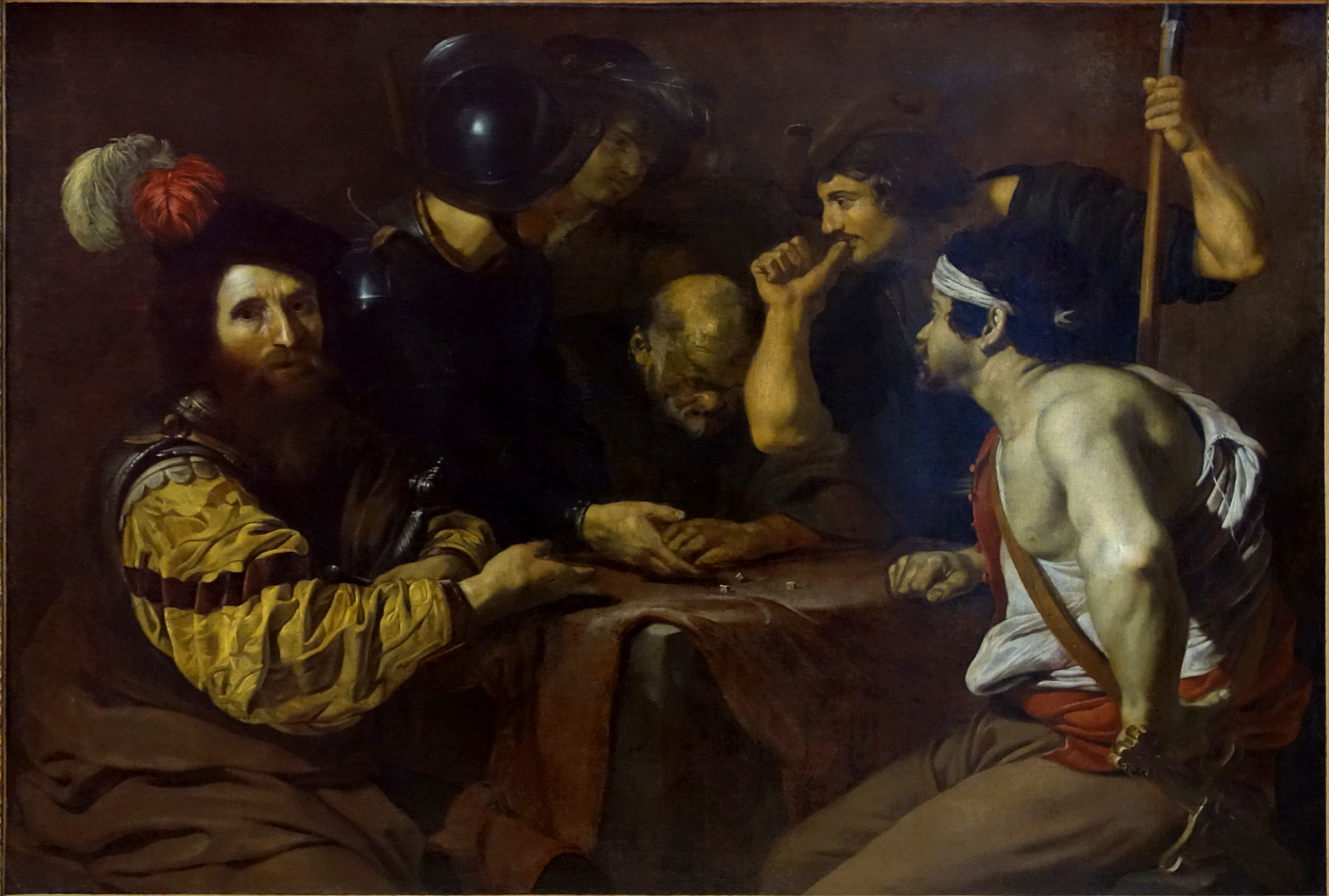
Soldat jouant aux dès la tunique du Christ, milieu XVIIe siècle, Nicolas Régnier.
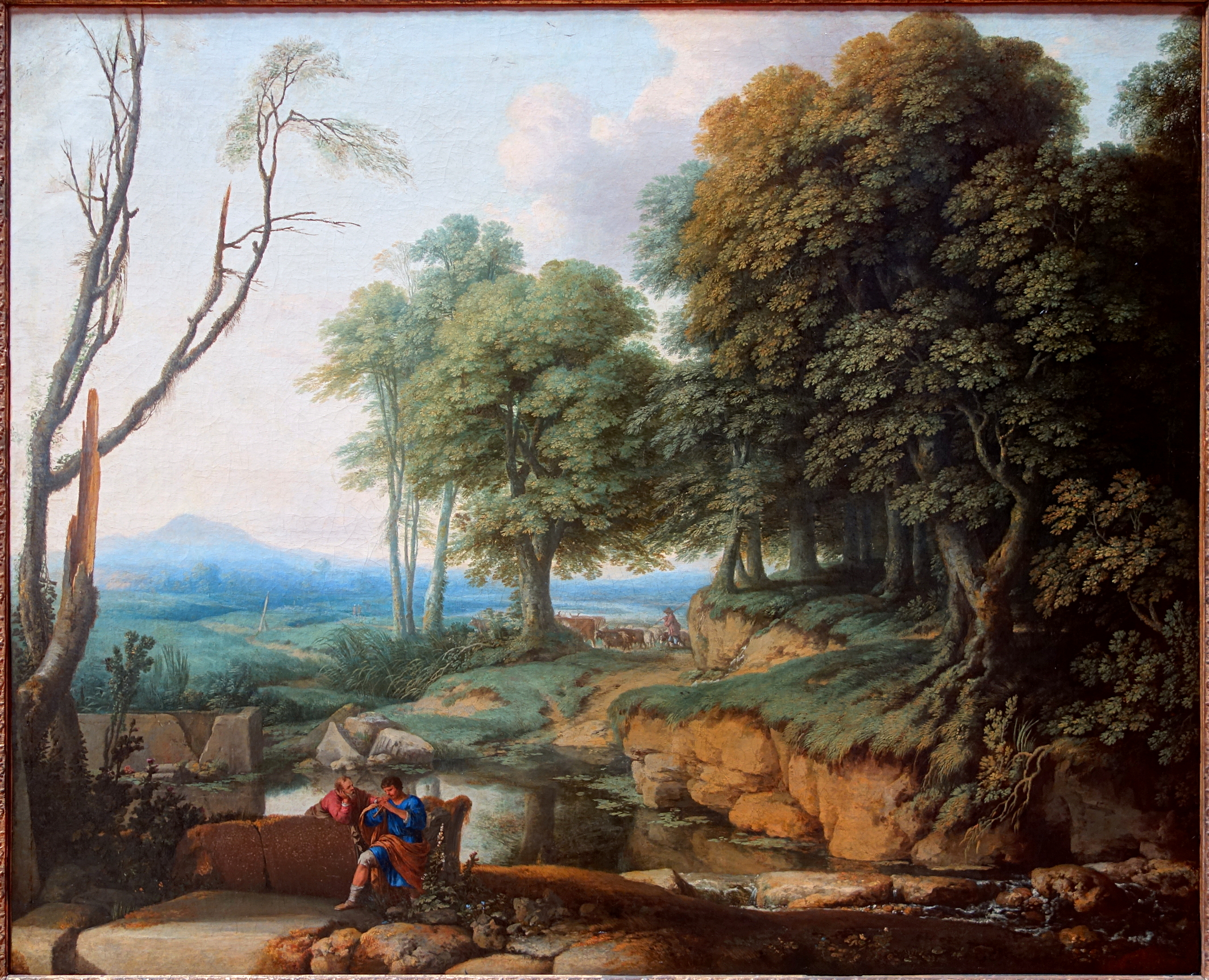
Paysage au joueur de flute, vers 1650, Laurent de La Hyre.
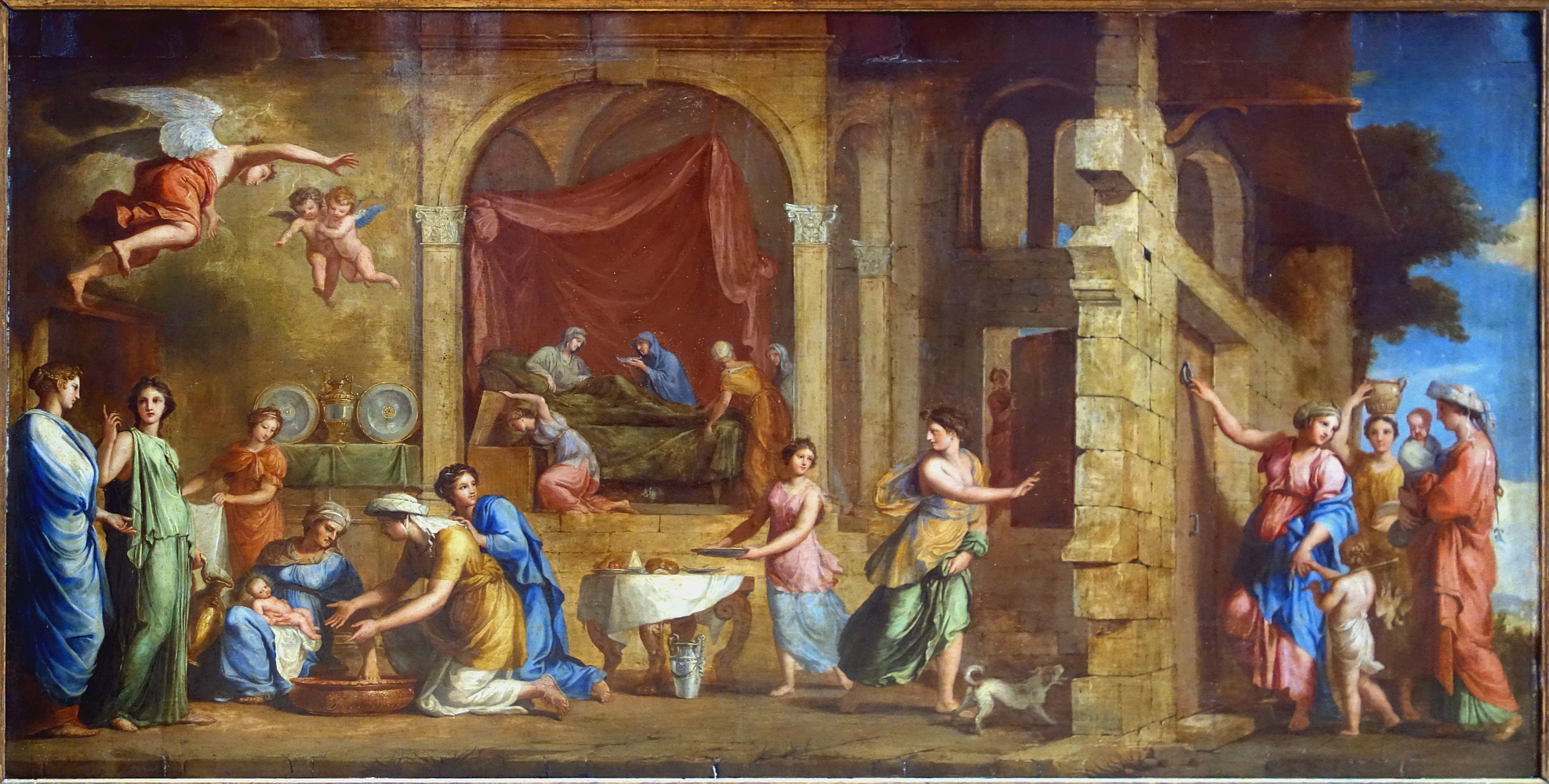
Naissance de la Vierge, 1644, Jacques Stella.

##### Chardin et la manière française (salle 6)

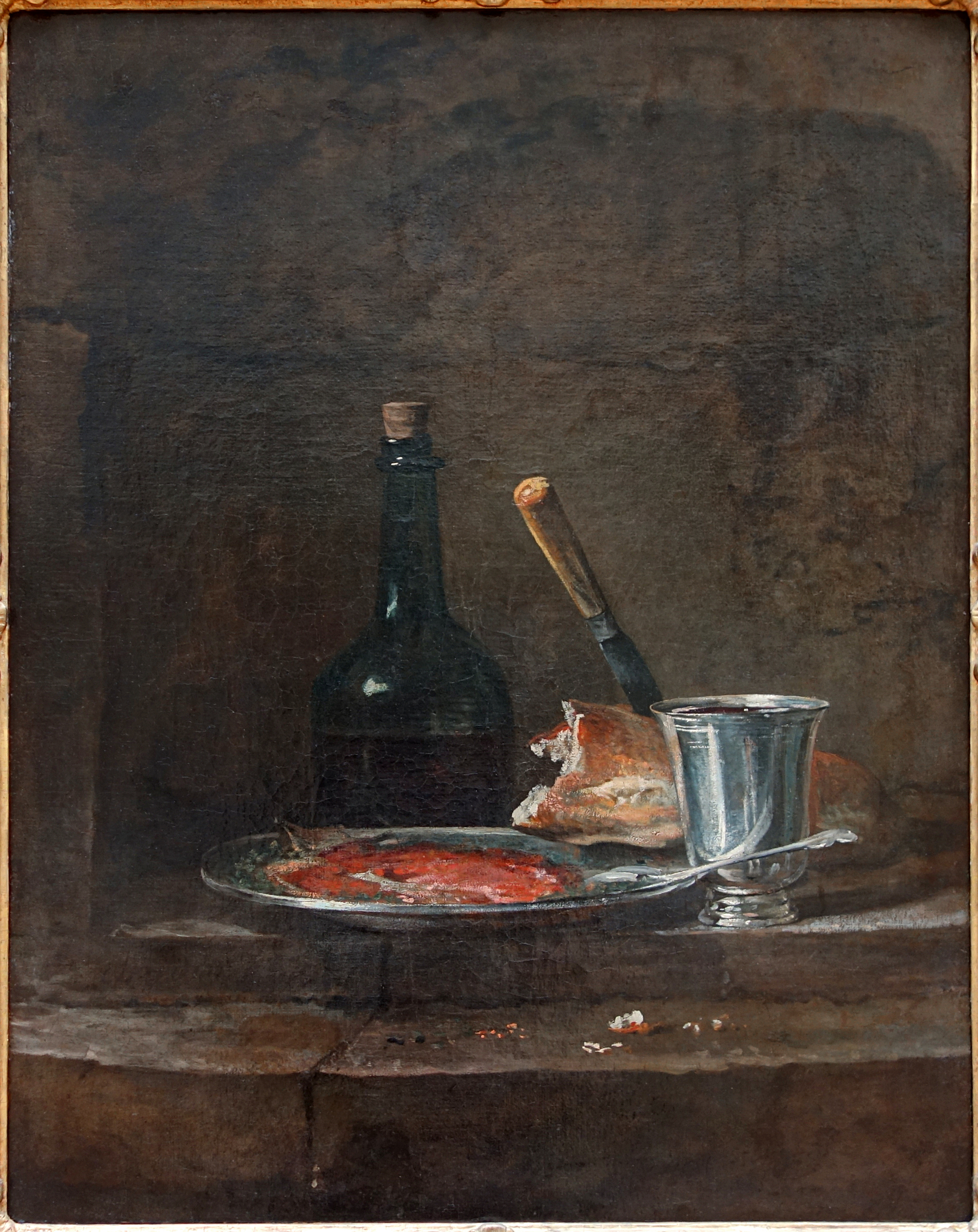
Les Apprêts d'un déjeuner ou Le Gobelet d'argent, vers 1730, Jean Siméon Chardin.

Les peintures du tournant du XVIIIe siècle jusqu'aux années 1770 conservées par le musée peuvent être réparties en trois grands ensembles. D’abord un ensemble d’esquisses de style rococo, de François Lemoyne, Noël Hallé, Charles Antoine Coypel, Jean-Honoré Fragonard et François Boucher.
Ensuite, un ensemble naturaliste autour des Apprêts d’un déjeuner ou Le Gobelet d’argent (vers 1730) de Jean Siméon Chardin et de deux portraits de Nicolas de Largillierre, peintre formé à Anvers, Portrait du peintre Jean-Baptiste Forest (1704), son beau-père, et Portrait de Marguerite-Elizabeth de Largillierre (1726), sa fille.
Enfin, la tradition française du XVIIIe siècle, notamment représentée par Le Triomphe de David de Nicolas Bertin, Portrait d’un contrôleur des guerres (1719) de Jean-Baptiste Oudry, Vierges antiques et Vierges modernes (1728) de Jean Raoux, La Duchesse de Lambesc et son frère le comte de Brionne (1732) et Scène galante (1737) de Jean-Marc Nattier, Terrasse d’un palais à Rome (1776) d’Hubert Robert, ou Psyché couronnant l’amour (vers 1785-1790) de Jean-Baptiste Greuze.
La collection comprend par ailleurs une douzaine de tableaux de Louis Joseph Watteau, dit Watteau de Lille, neveu d’Antoine Watteau et fondateur du musée de peintures de la ville en 1792.

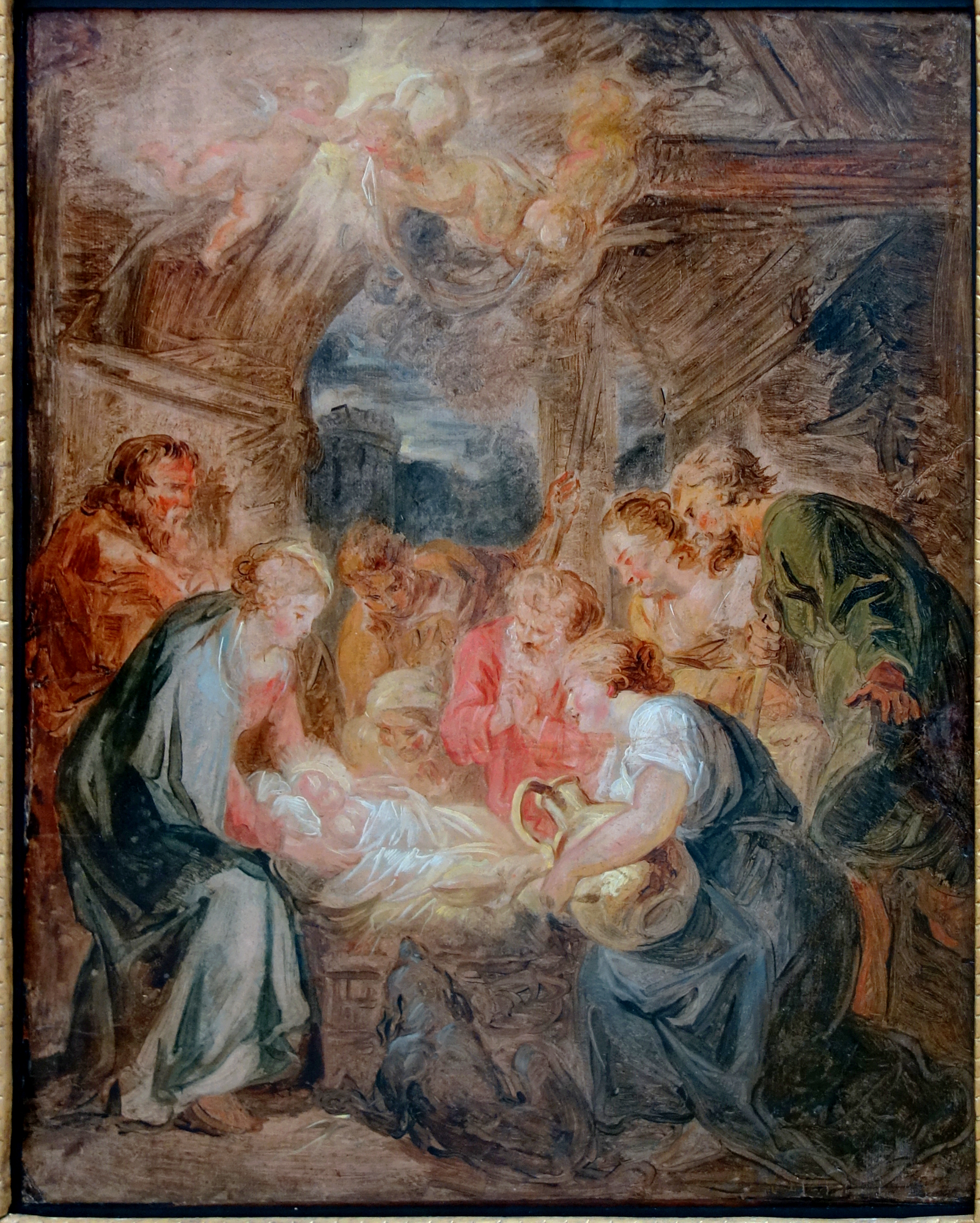
L'Adoration des bergers, fin XVIIIe siècle, Jean-Honoré Fragonard.
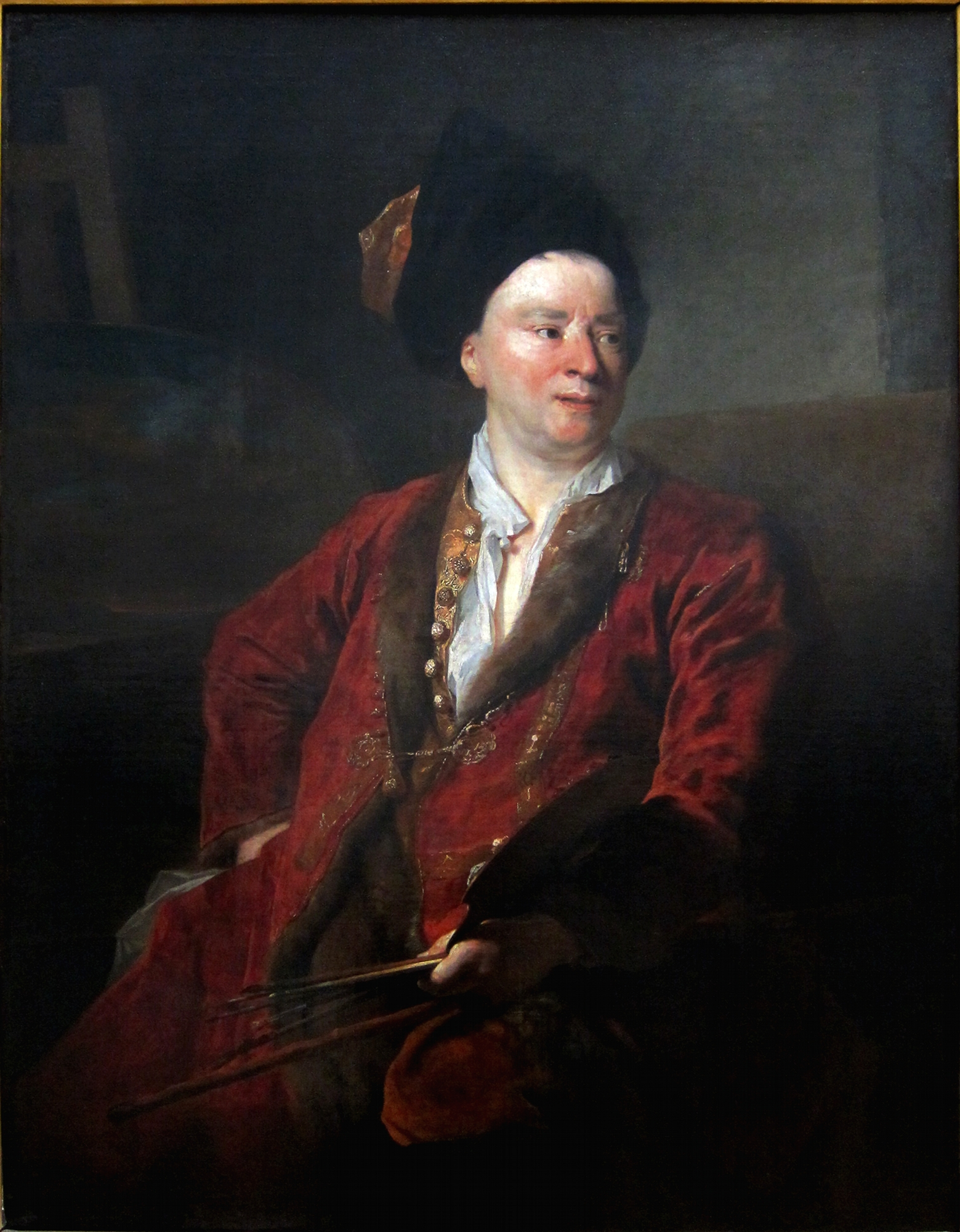
Portrait de Jean-Baptiste Forest, 1704, Nicolas de Largillierre.
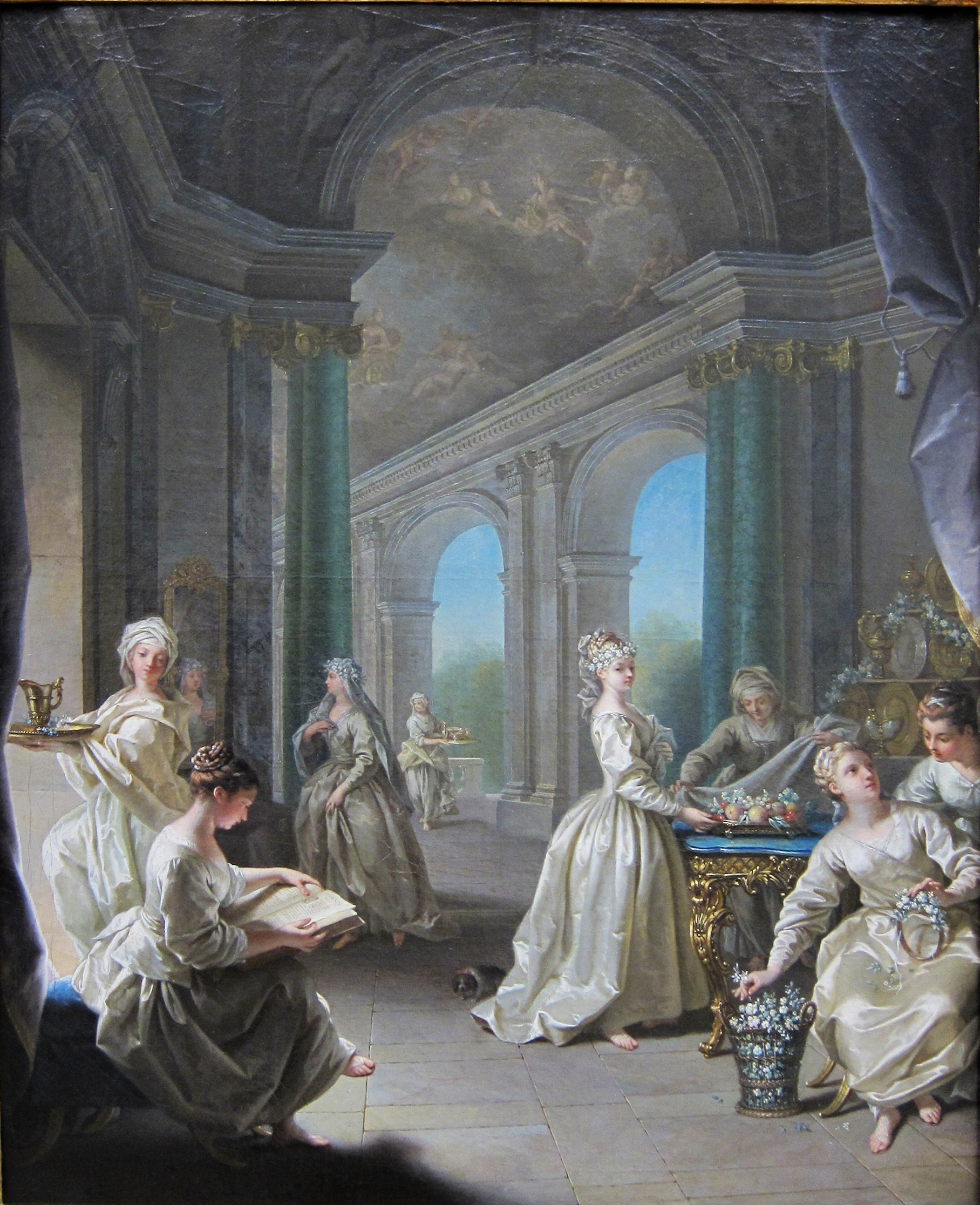
Vierges modernes, 1728, Jean Raoux.
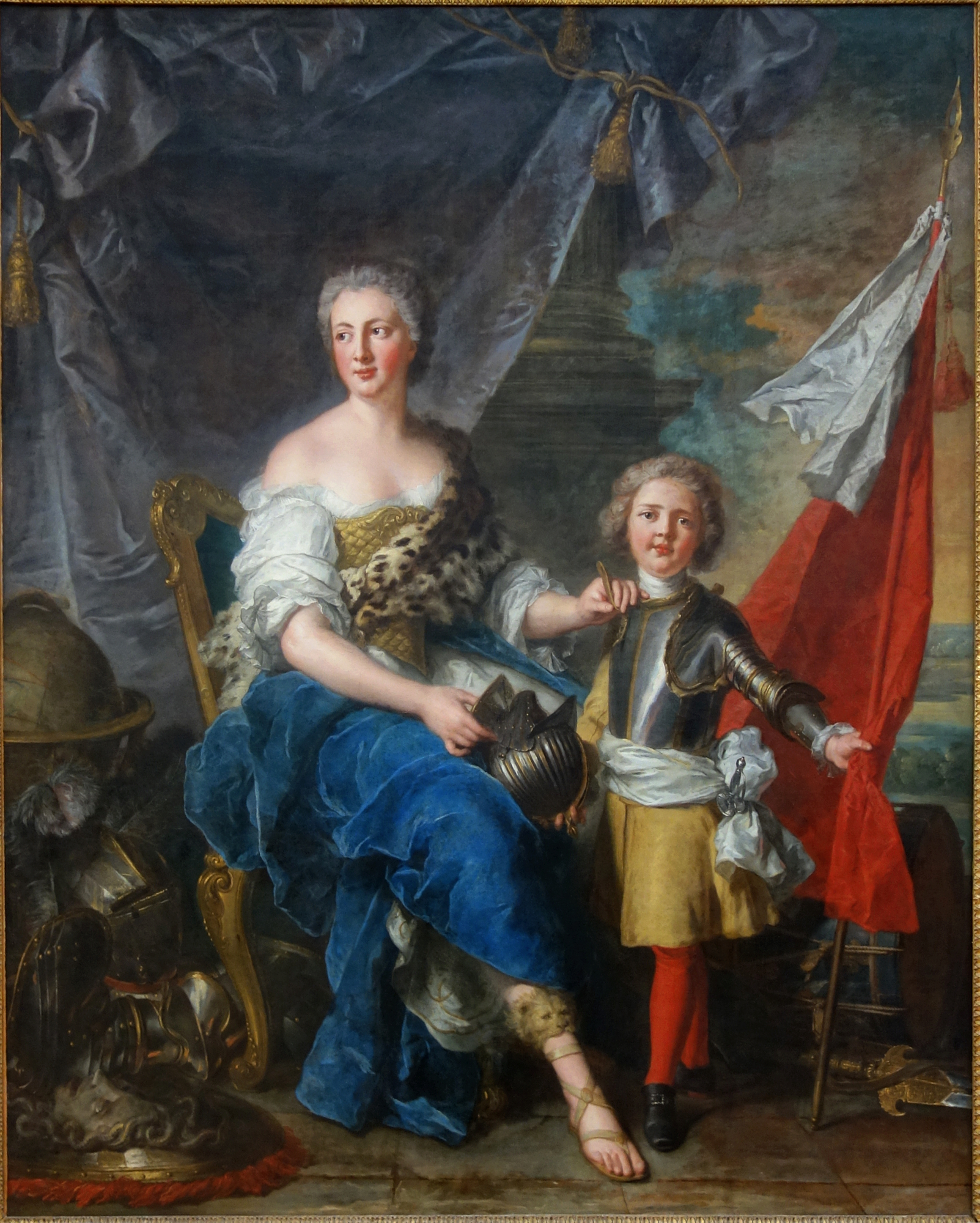
La Duchesse de Lambesc et son frère le Comte de Brionne, 1732, Jean-Marc Nattier.
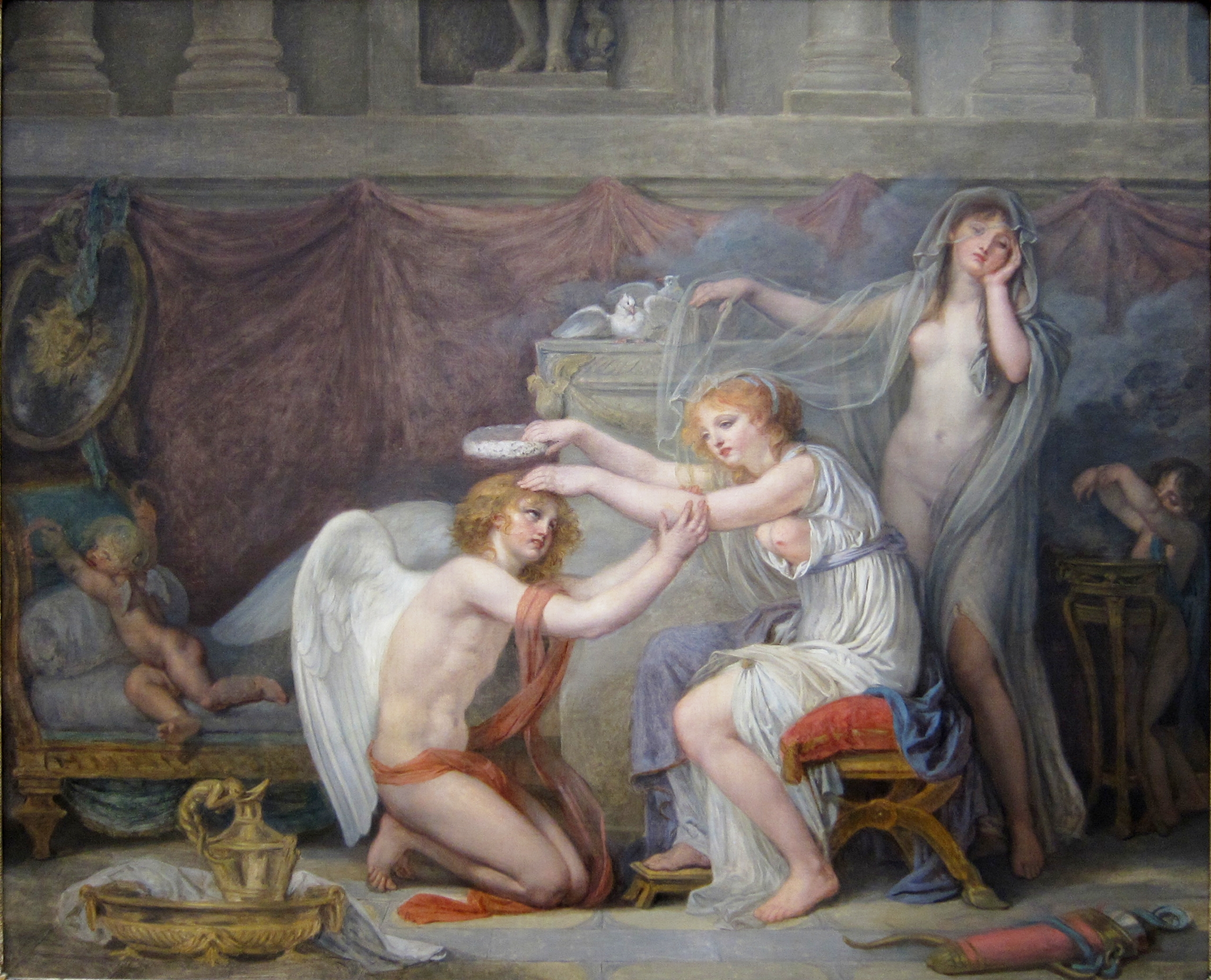
Psyché couronnant l’amour, vers 1785-1790, Jean-Baptiste Greuze.

##### David, Boilly et le néo-classicisme (salle 7)

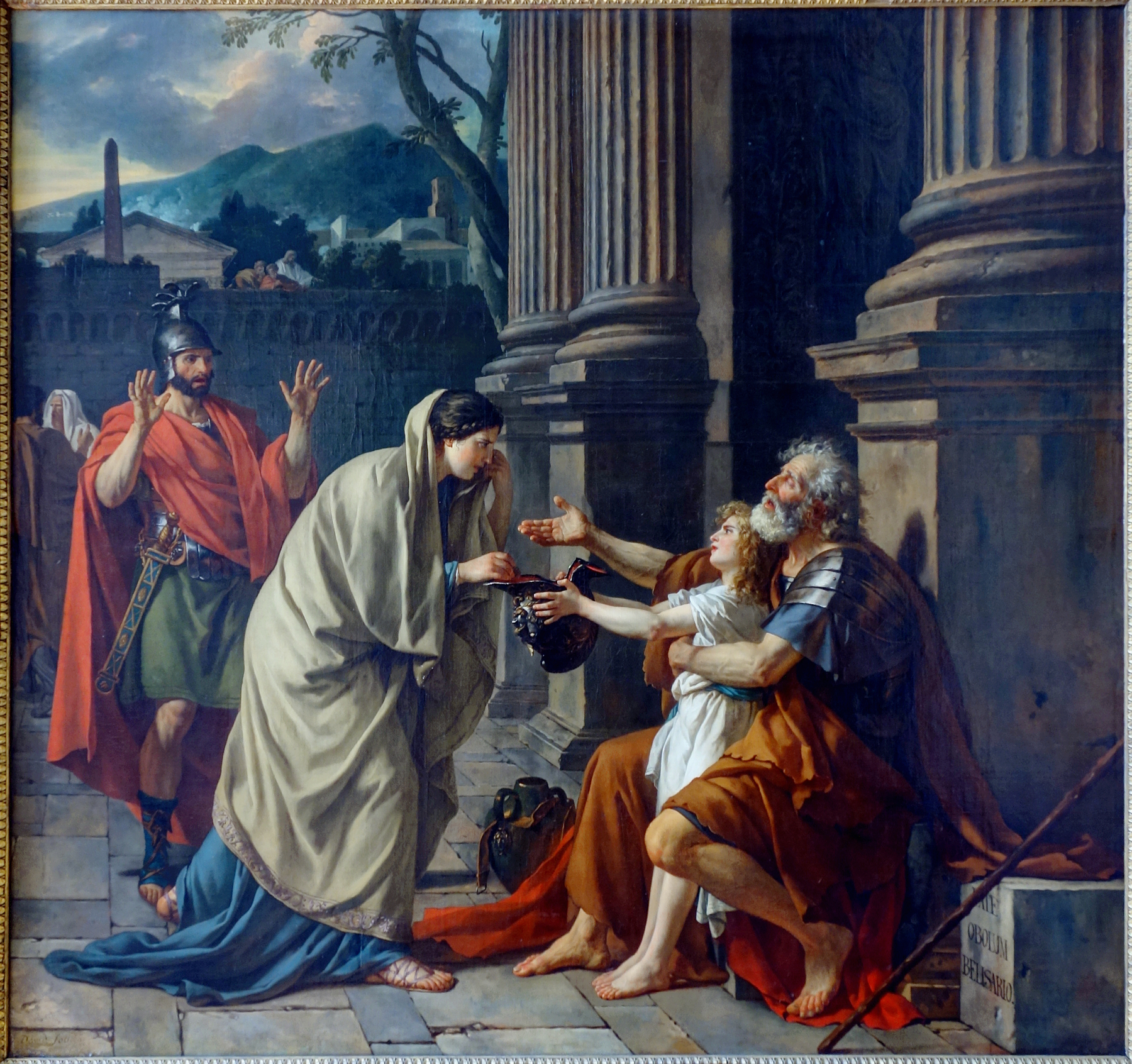
Bélisaire demandant l'aumône, 1780, Jacques-Louis David.

La salle, dominée par les grandes toiles de la période néo-classique, marque à la fois une rupture et une transition. La rupture s’incarne dans la monumentalité des œuvres et le caractère héroïque des thèmes traités, dont le principal symbole est le Bélisaire demandant l'aumône (1780) de Jacques-Louis David, premier manifeste du néo-classicisme français. La collection compte trois autres peintures de David, dont Portrait de Napoléon en costume impérial (1805). Elle comprend aussi des œuvres de représentants du néoclassicisme, comme Le Dévouement de Porcia, femme de Junus Brutus (1777) de Nicolas-Bernard Lépicié ou Popilius envoyé en ambassade auprès d’Antiochus Epiphane pour arrêter le cours de ses ravages en Égypte (1779) de Louis Lagrenée l'aîné, ou encore sept tableaux de Jean-Baptiste Wicar, peintre néoclassique originaire de Lille et donateur de son importante collection de dessins à la ville.
Une continuité avec la période précédente apparaît notamment dans Une fête au Colisée (vers 1789) de François Watteau, fils de Louis Joseph Watteau, surnommé, avec son père, Watteau de Lille, et dont le musée conserve une dizaine de tableaux, comme elle se manifeste dans la frivolité d’Eglée barbouillant Silène de mures pour le forcer à chanter l’histoire du monde (1771) de Noël Hallé.
La transition vers la période romantique est suggérée par un ensemble d’œuvres de Louis-Léopold Boilly, peintre empreint de la précision des maîtres hollandais né lui aussi dans la région de Lille. Il couvre une trentaine d’années, depuis Le Triomphe de Marat (vers 1794) jusqu’à Mon pied de bœuf (1824) en passant par ses études pour Réunion d'artistes dans l'atelier d'Isabey, tableau présenté au salon de 1798, et les portraits de Monsieur et Madame d’Aucourt de Saint-Just (vers 1800).

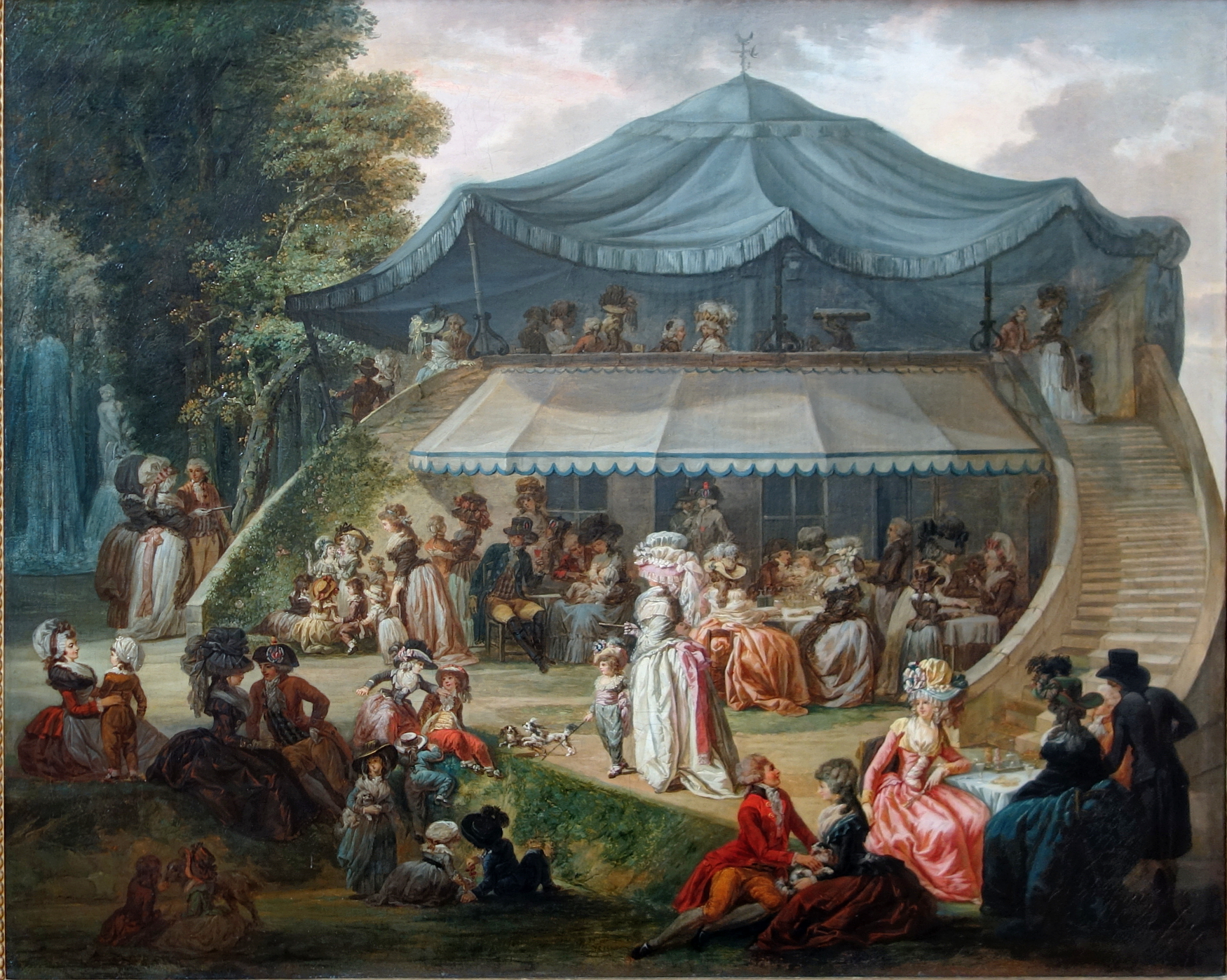
Fête au Colisée, vers 1789, François Watteau.
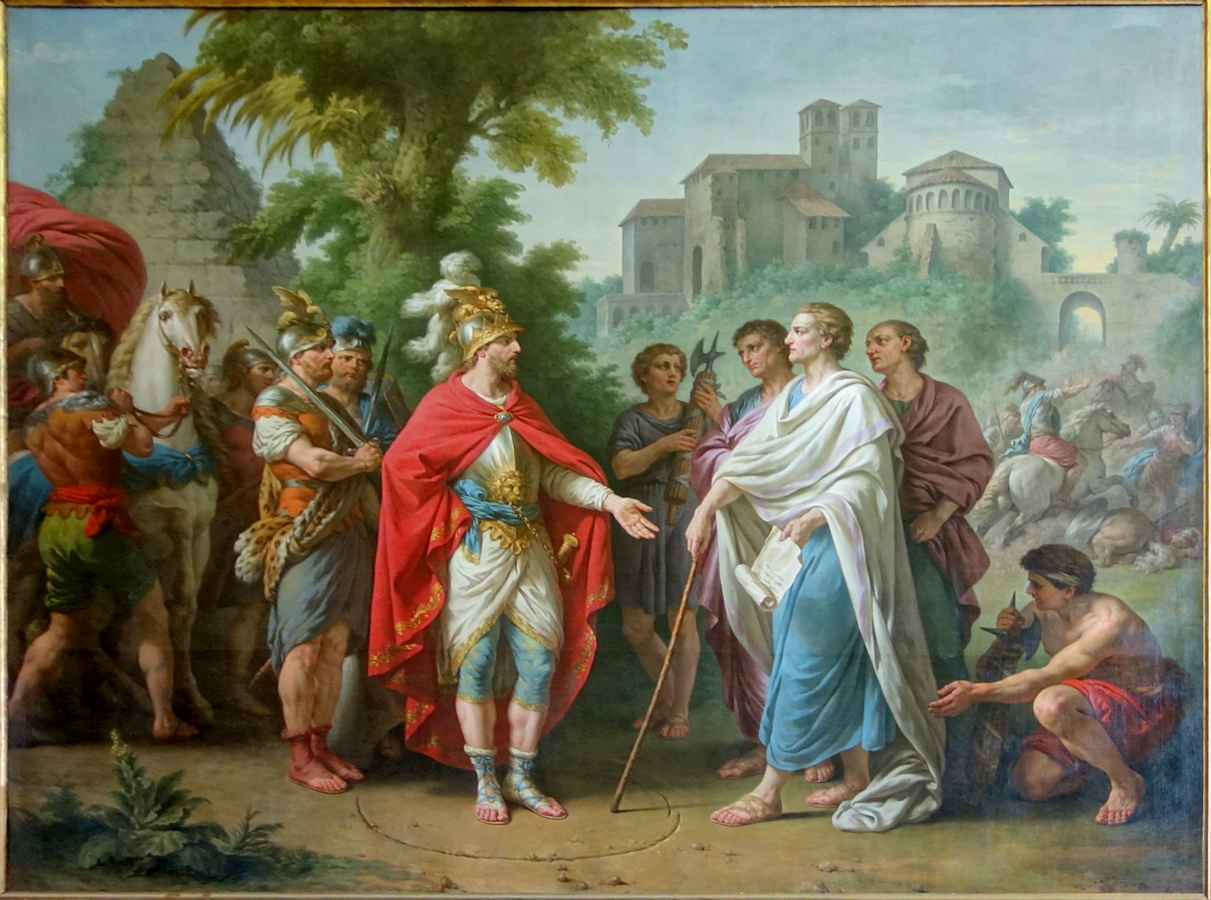
Popilius envoyé en ambassade auprès d'Antiochus Epiphane pour arrêter le cours de ses ravages en Égypte, 1779, Louis Lagrenée l'aîné.
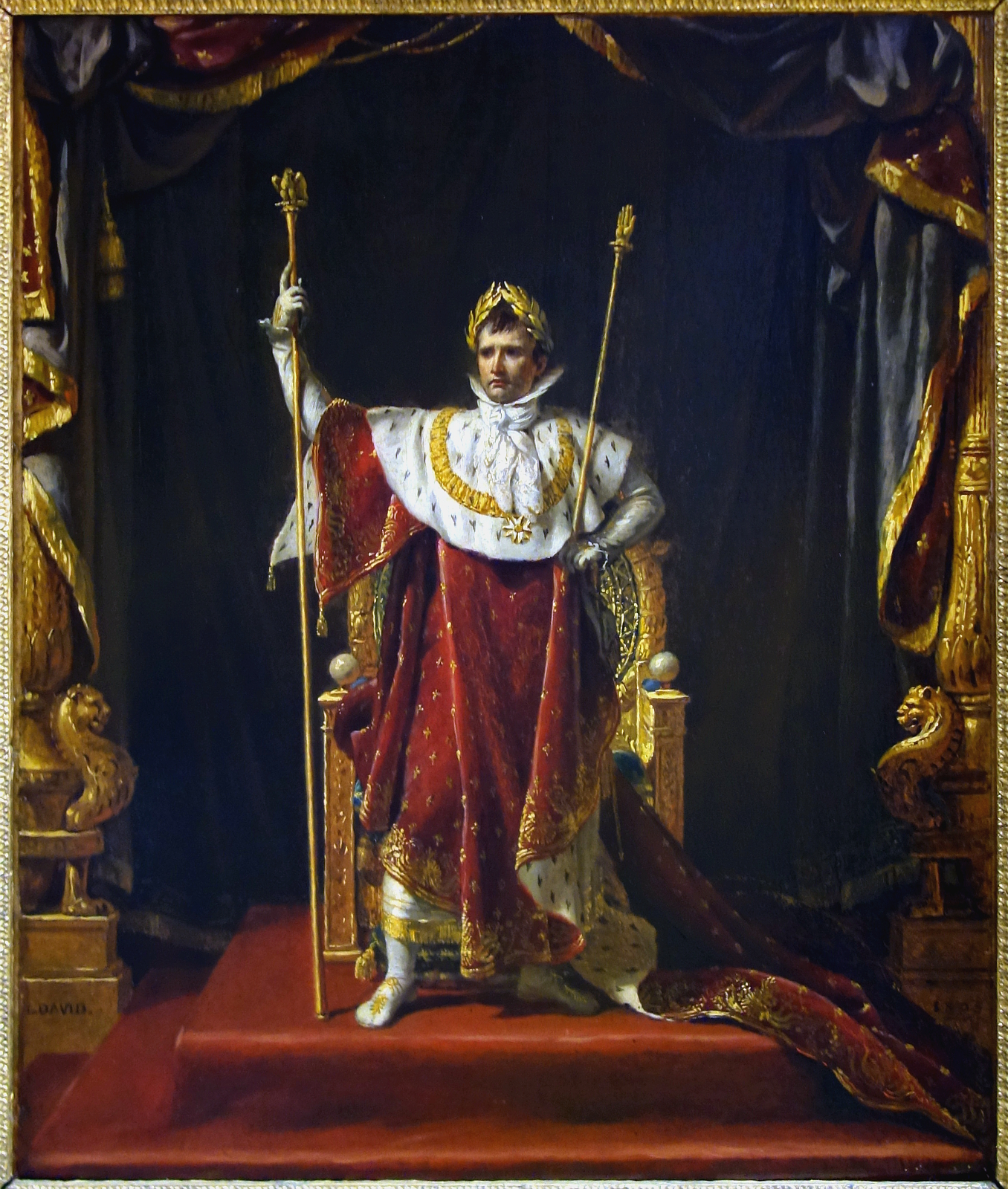
Portrait de Napoléon en costume impérial, 1805, Jacques-Louis David.
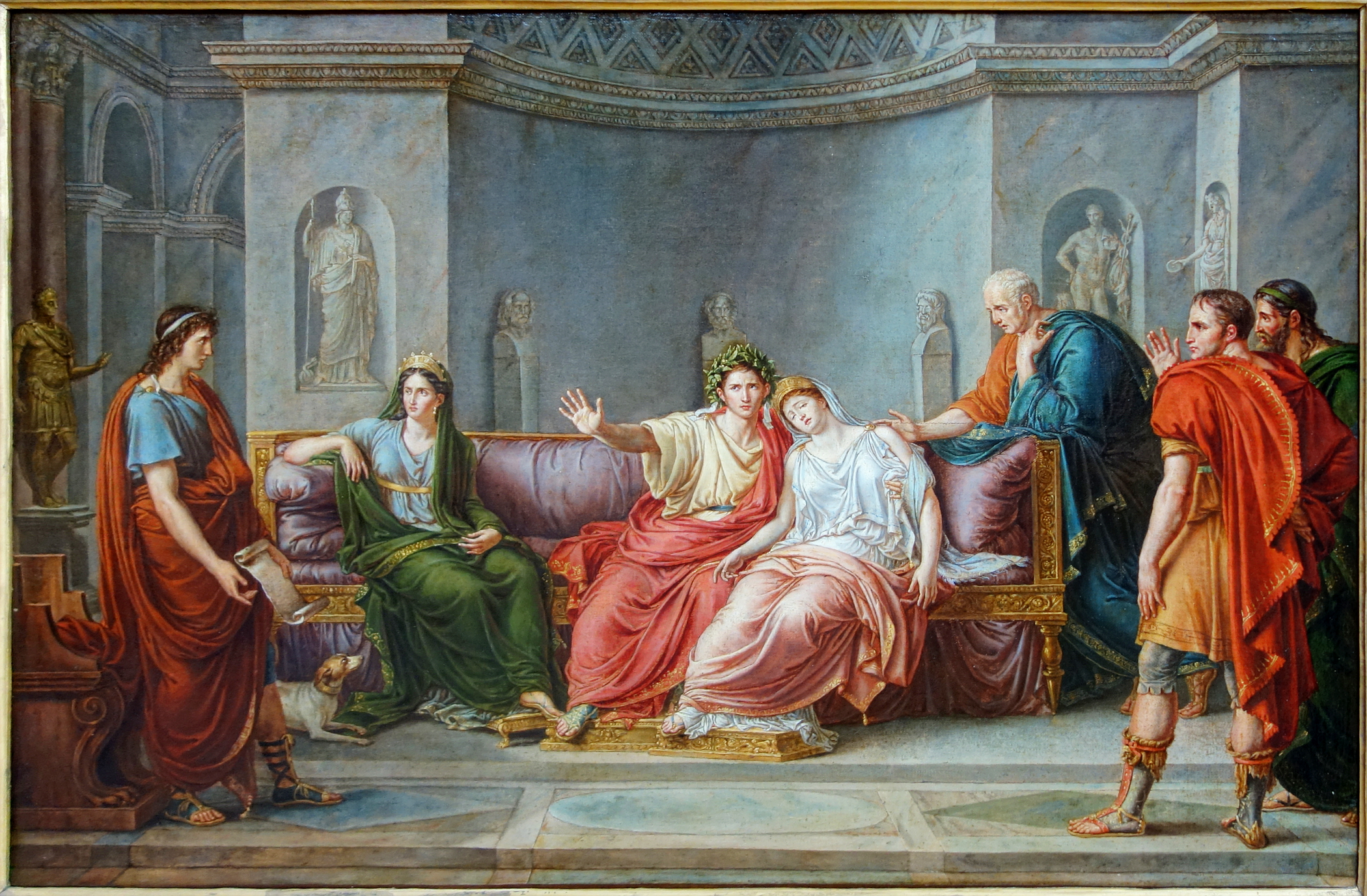
Virgile lisant l'Énéïde devant Auguste et Livie, fin XVIIIe siècle, Jean-Baptiste Wicar.
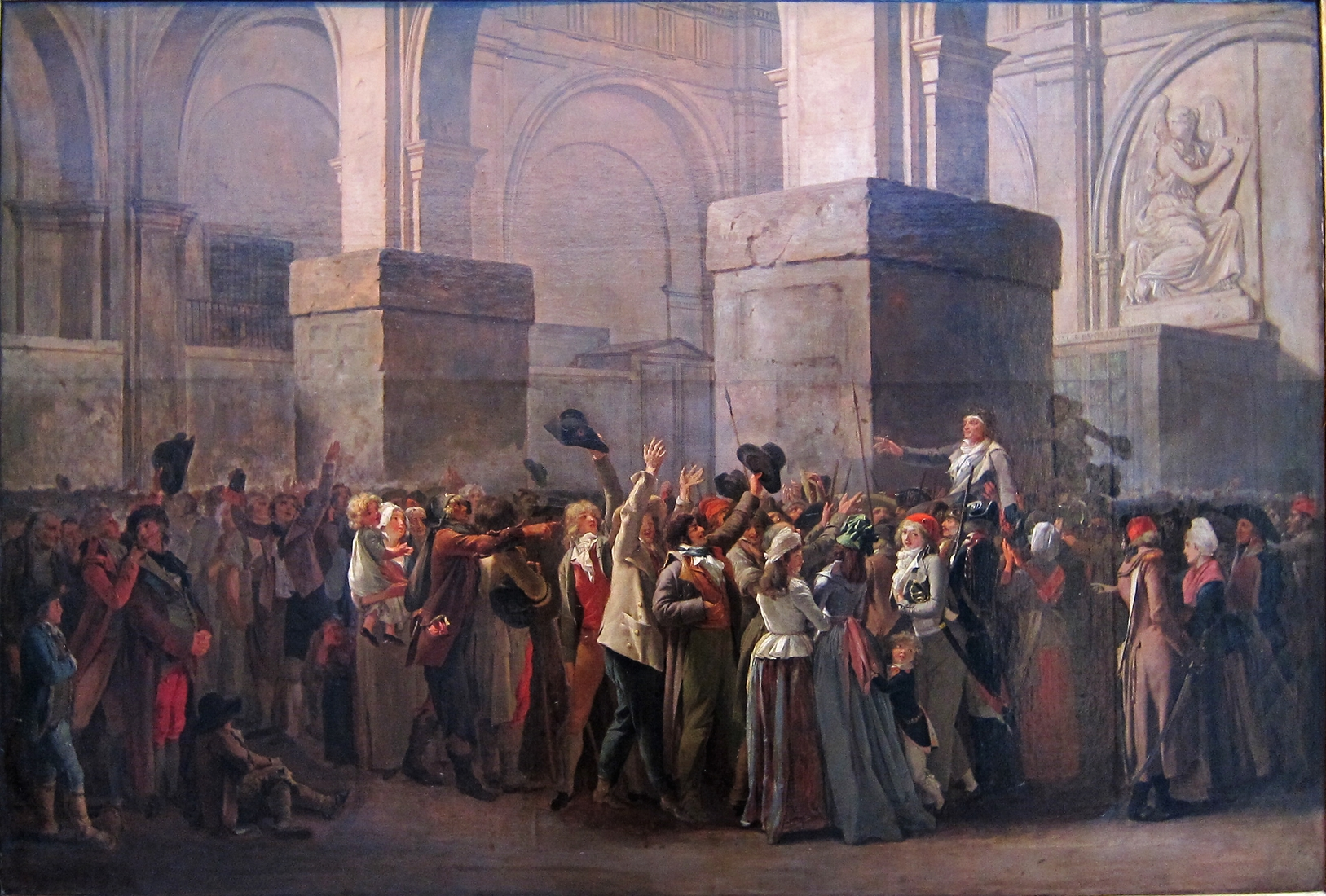
Le Triomphe de Marat, vers 1794, Louis-Léopold Boilly.

##### Delacroix et le romantisme (salle 8)

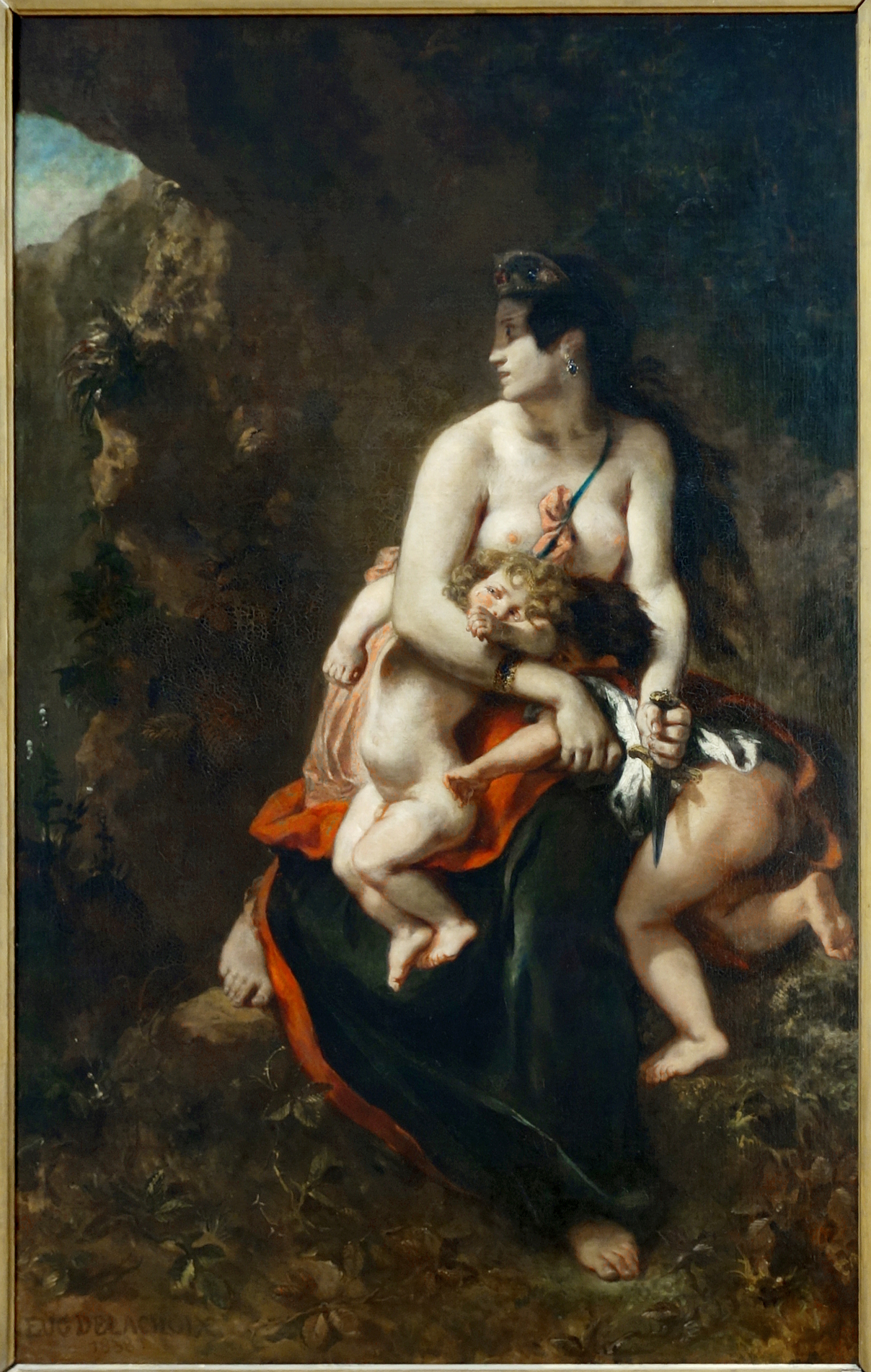
Médée furieuse, 1838, Eugène Delacroix.

La salle est organisée autour d'une autre œuvre majeure des collections de peintures, la Médée furieuse d’Eugène Delacroix, présentée au salon de 1838, à l’apogée de la révolution romantique française, dont le palais des Beaux-Arts conserve aussi 31 dessins préparatoires et une esquisse peinte. Quelques autres esquisses de Delacroix et un Bouquet champêtre (1850), l’une de ses rares natures mortes, sont également présentes dans la collection.
Elle comprend aussi des œuvres de peintres néoclassiques teintées de romantisme, comme Joseph expliquant les songes de l’échanson et du panetier de Pharaon (1822) d’Abel de Pujol, Saint Jean-Baptiste faisant des reproches à Hérode (1822) de Jean-Joseph Ansiaux, les Paysages (1835-1837) de Jean-Victor Bertin ou L’Élévation du Christ en croix (1848) du peintre lillois Alphonse Colas.
Les œuvres des précurseurs du mouvement comprennent en particulier une esquisse peinte de Théodore Géricault, La Course des chevaux libres à Rome (vers 1817), Femme asphyxiée (1822) de Charles Desains, Lénore. Les morts vont vite d’Ary Scheffer ou Les Amours funestes de Francesca de Rimini (1822) de Marie-Philippe Coupin de la Couperie, réplique d’un tableau de style troubadour qu'il a exposé aux salons de 1812 et 1814.
Le cœur du mouvement, jusque dans ses expressions les plus extrêmes, est notamment représenté par Jeanne la Folle attendant la résurrection de Philippe le Beau son mari (1836) de Carl von Steuben, La mort de l’espion Morris (1827) de Camille Roqueplan ou Le cabinet d’un alchimiste (1845) d’Eugène Isabey.

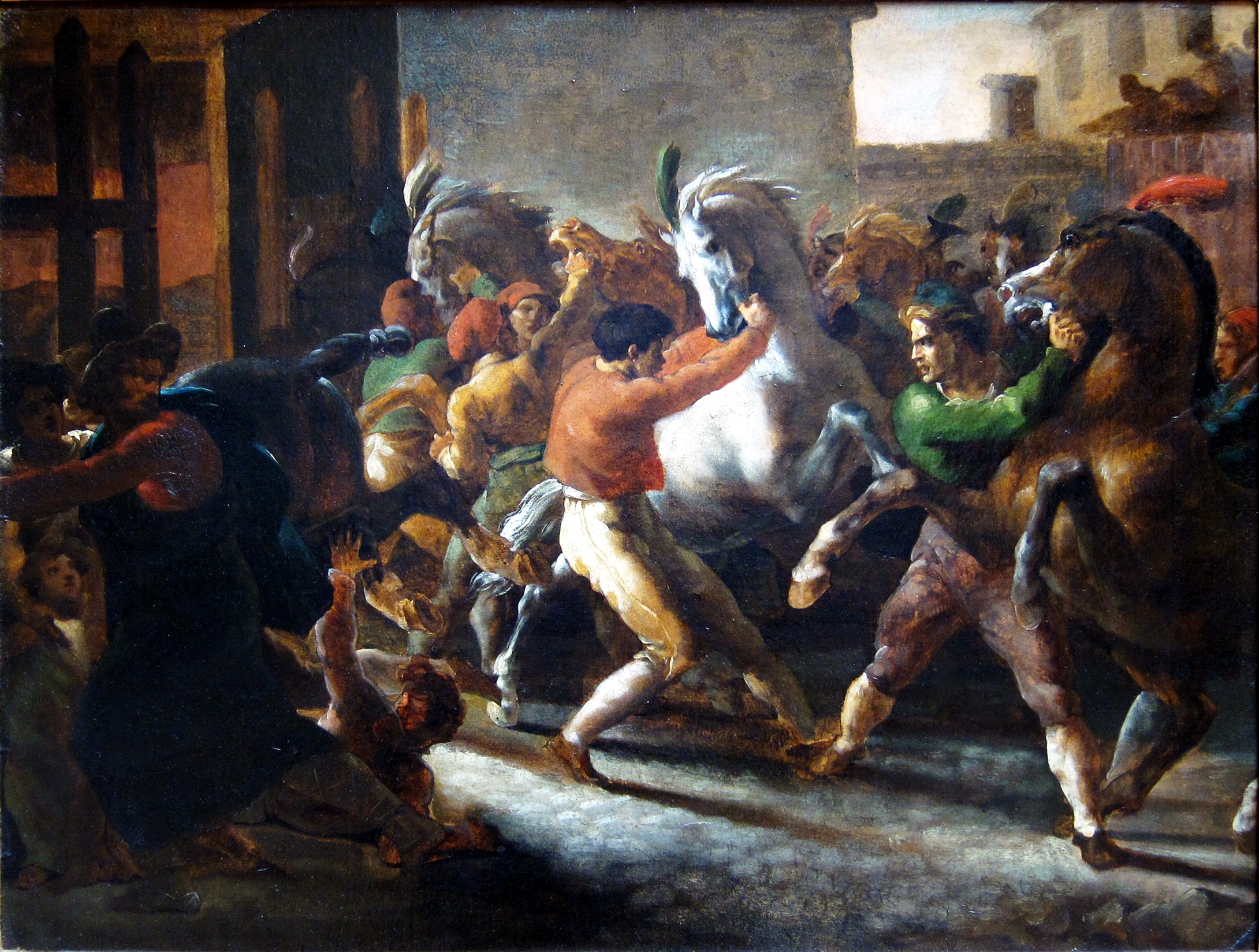
La Course des chevaux libres à Rome, 1817, Théodore Géricault.
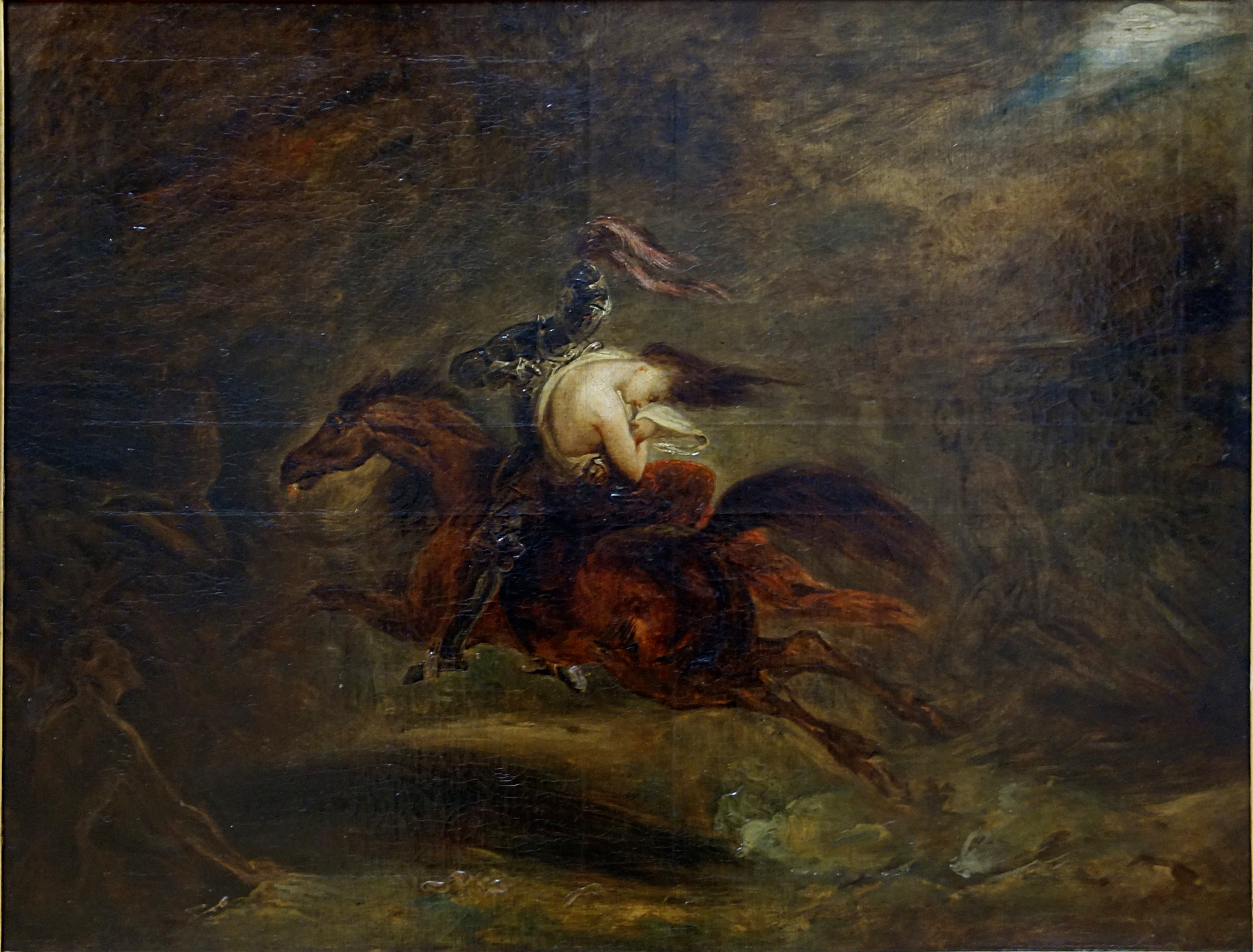
Lénore. Les morts vont vite, début du XIXe siècle, Ary Scheffer.
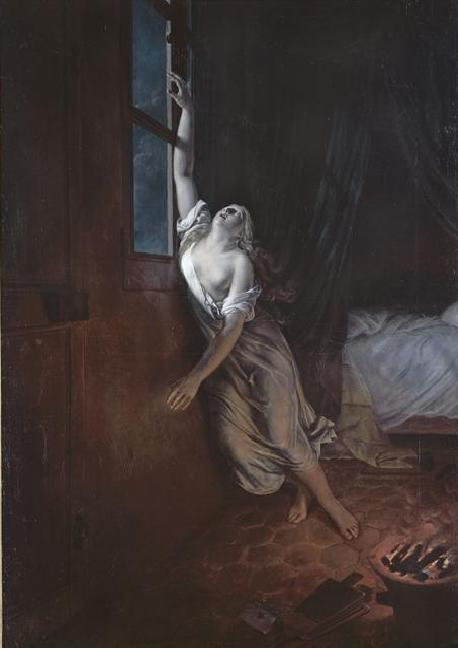
Femme asphyxiée, 1822, Charles Desains.
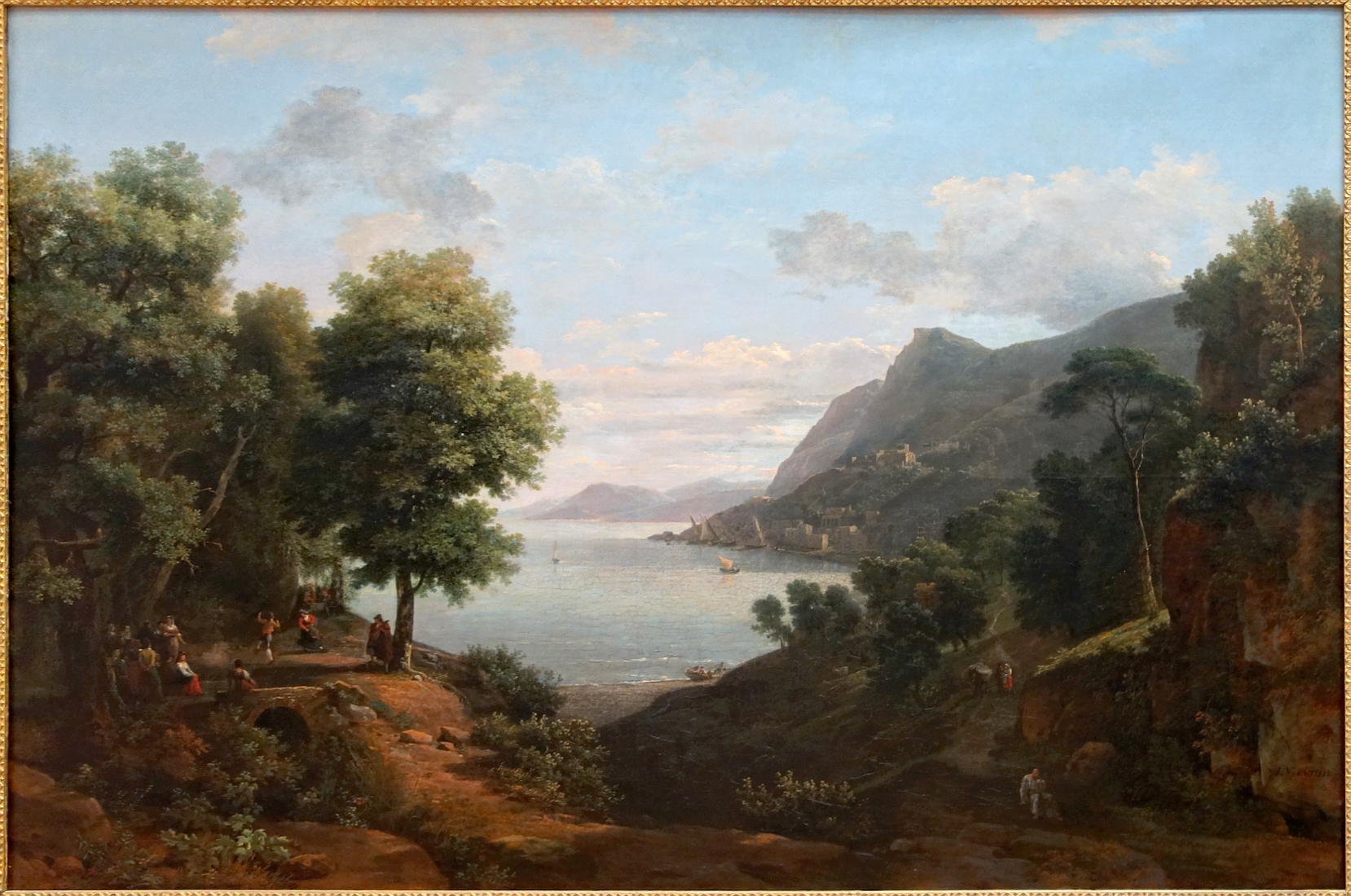
Paysage, vers 1835, Jean-Victor Bertin.
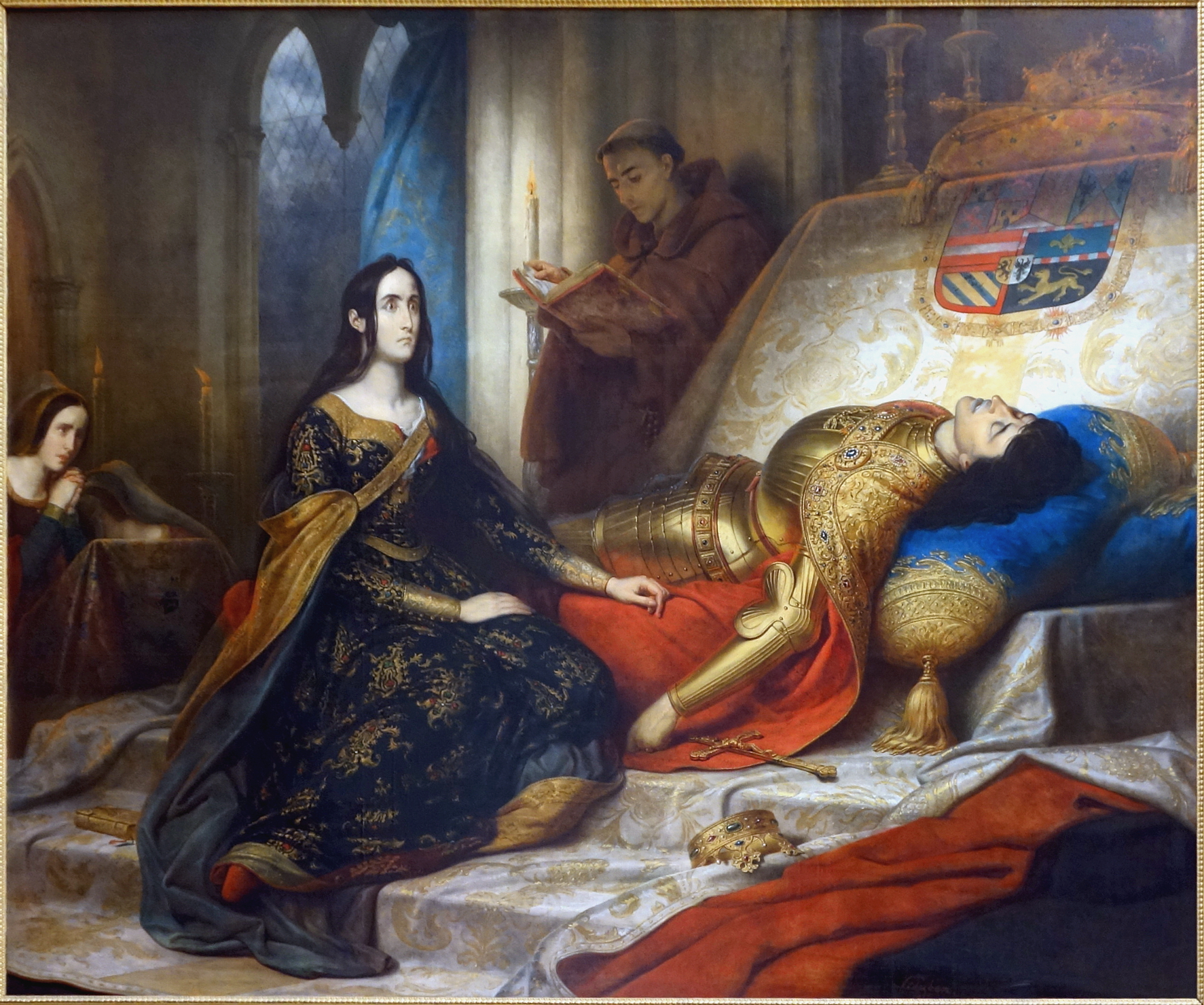
Jeanne la Folle attendant la résurrection de Philippe le Beau son mari, 1836, Carl von Steuben.

##### Courbet et les réalismes (salle 9)

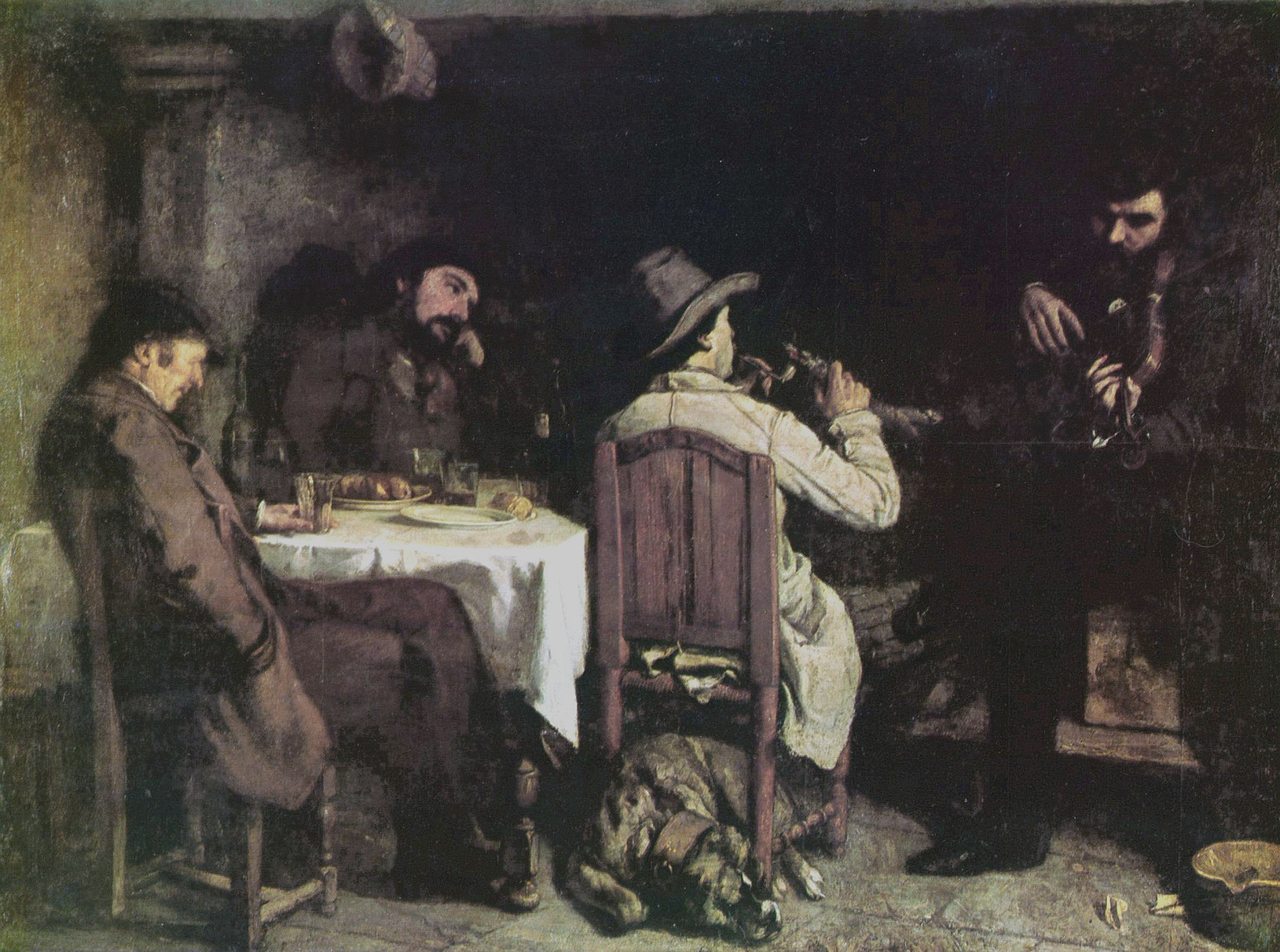
L'Après-dînée à Ornans, 1849, Gustave Courbet.

L’avènement du réalisme survient lorsque Gustave Courbet, de retour à Ornans après son séjour parisien, abandonne le style romantique de ses débuts pour présenter L'Après-dînée à Ornans au salon de 1849. Premier grand format « réaliste », il donne naissance à un mouvement qui ébranle les codes académiques notamment représentés dans la collection du musée par Supplice d’une vestale (1857) de Paul Baudry ou Nymphe enlevée par un faune (1860) d'Alexandre Cabanel.
Au côté de Courbet, la collection comprend ainsi des œuvres comme La Becquée (vers 1860) de Jean-François Millet, La Promenade des sœurs (1859) du lillois Amand Gautier, dont le musée conserve un portrait par Courbet, plusieurs tableaux de la première période de Carolus-Duran, lui aussi natif de Lille, dont L’Homme endormi (1861) et L’Assassiné (1866), Saint Vincent (vers 1860) de Théodule Ribot ou Plantation d’un calvaire (1858) de Jules Breton.
Elle comprend aussi leur contrepoint ingresque avec notamment La Naissance de Vénus (1862) et Femme de Saint-Jean-de-Luz (vers 1866) d’Amaury-Duval, Le Repos (1864) d’Henri Lehmann ou des portraits du peintre lillois Victor Mottez.
Ces différents courants rencontrent l’orientalisme qui se développe tout au long du XIXe siècle. On trouve ainsi dans la collection une Folie d’Haydée (1848) du peintre académique Charles-Louis Müller, mais aussi des œuvres empreintes de romantisme, comme Charles Cousin en costume arabe (1838) de Louis Gallait, Marchand arabe présentant une jument (1853) de Théodore Chassériau ou Intérieur de Harem au Maroc (1878) de Jean-Joseph Benjamin-Constant, ou d’inspiration réaliste comme Dépiquage des blés en Algérie (1853) d’Adolphe Leleux.

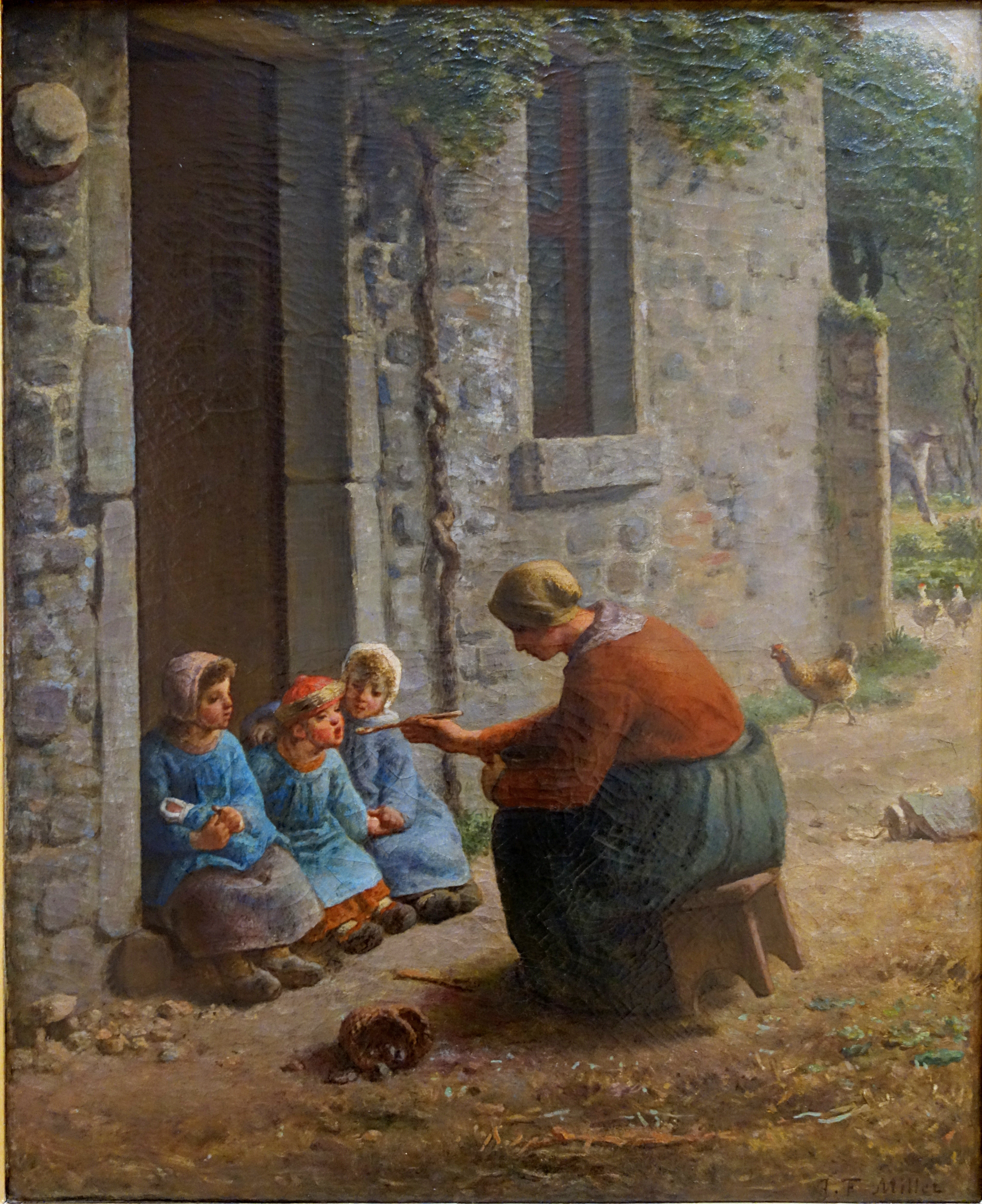
La Becquée, vers 1860, Jean-François Millet.
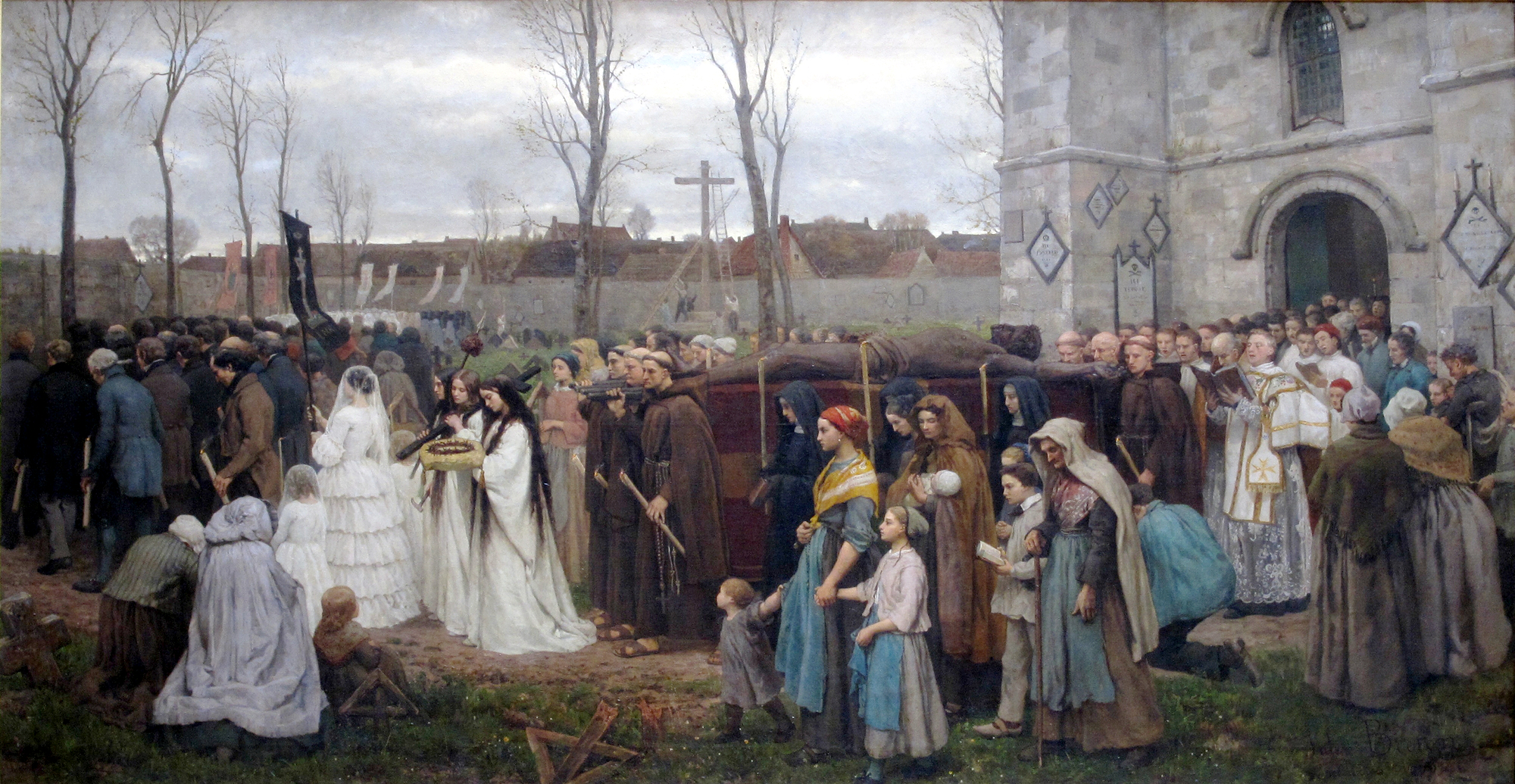
Plantation d'un calvaire, 1858, Jules Breton.
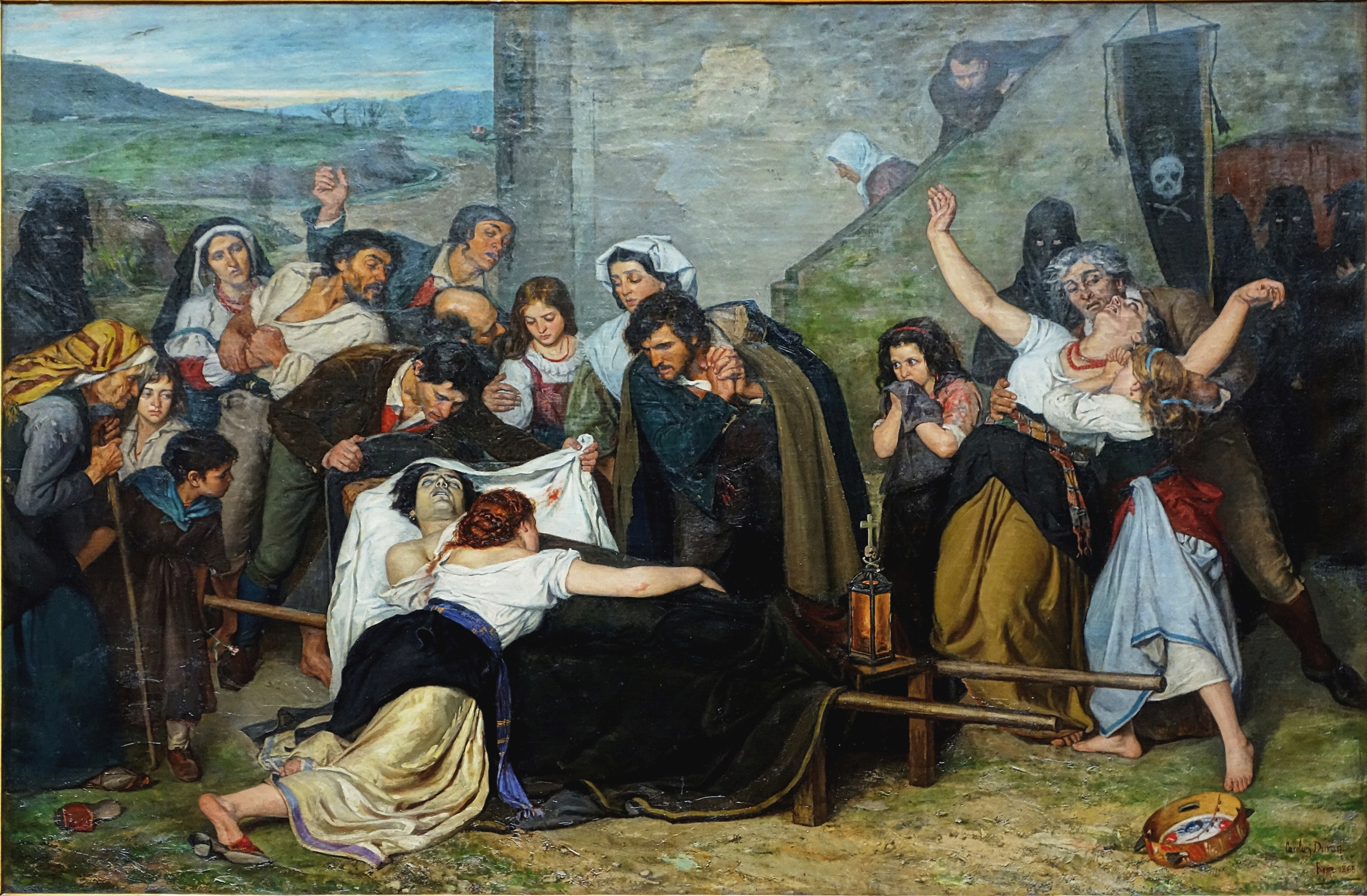
L'Assassiné ou Souvenir de la campagne romaine, 1865, Carolus-Duran.
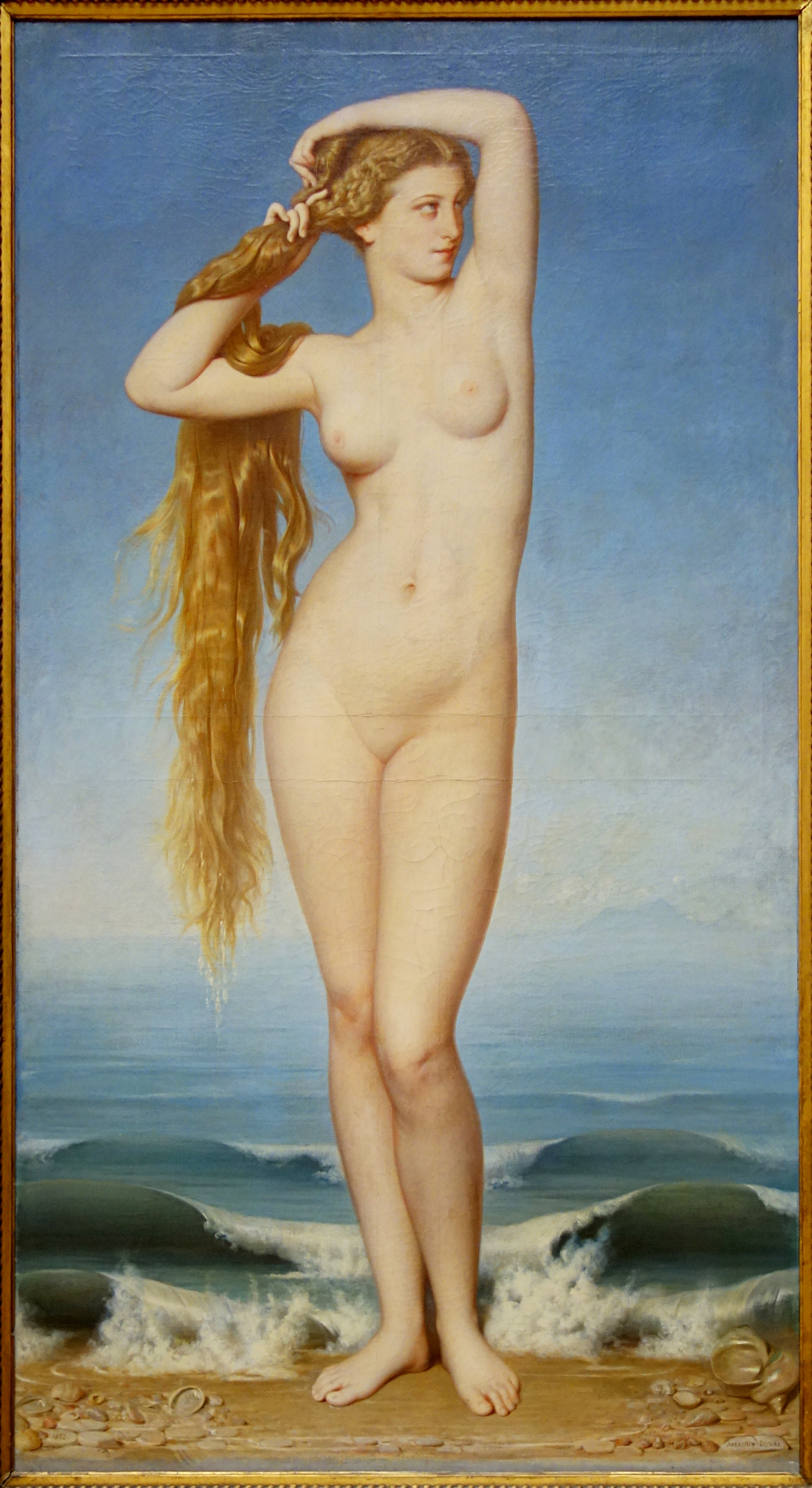
La Naissance de Vénus, 1862, Amaury-Duval.
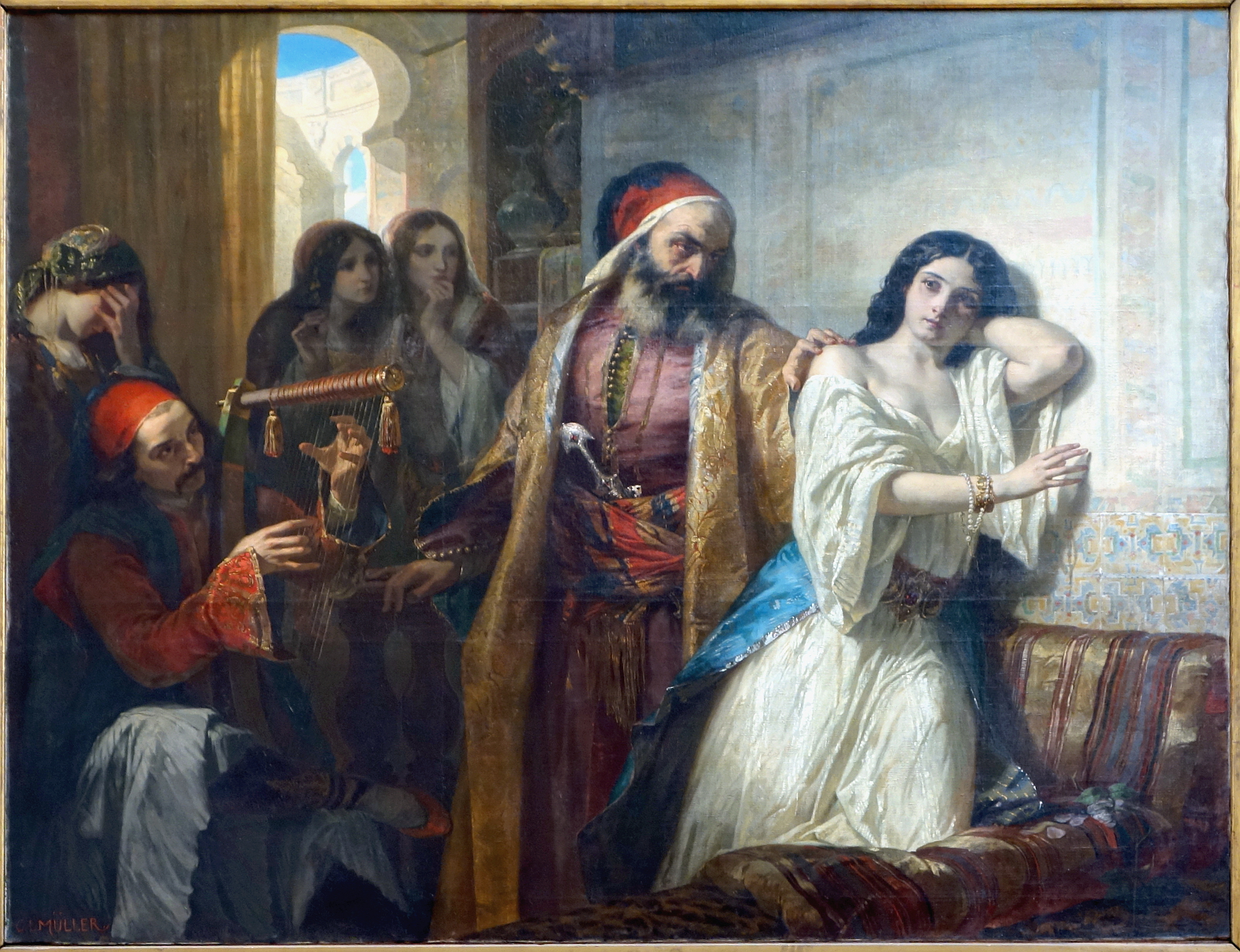
La Folie d'Haydée, 1848, Charles-Louis Müller.
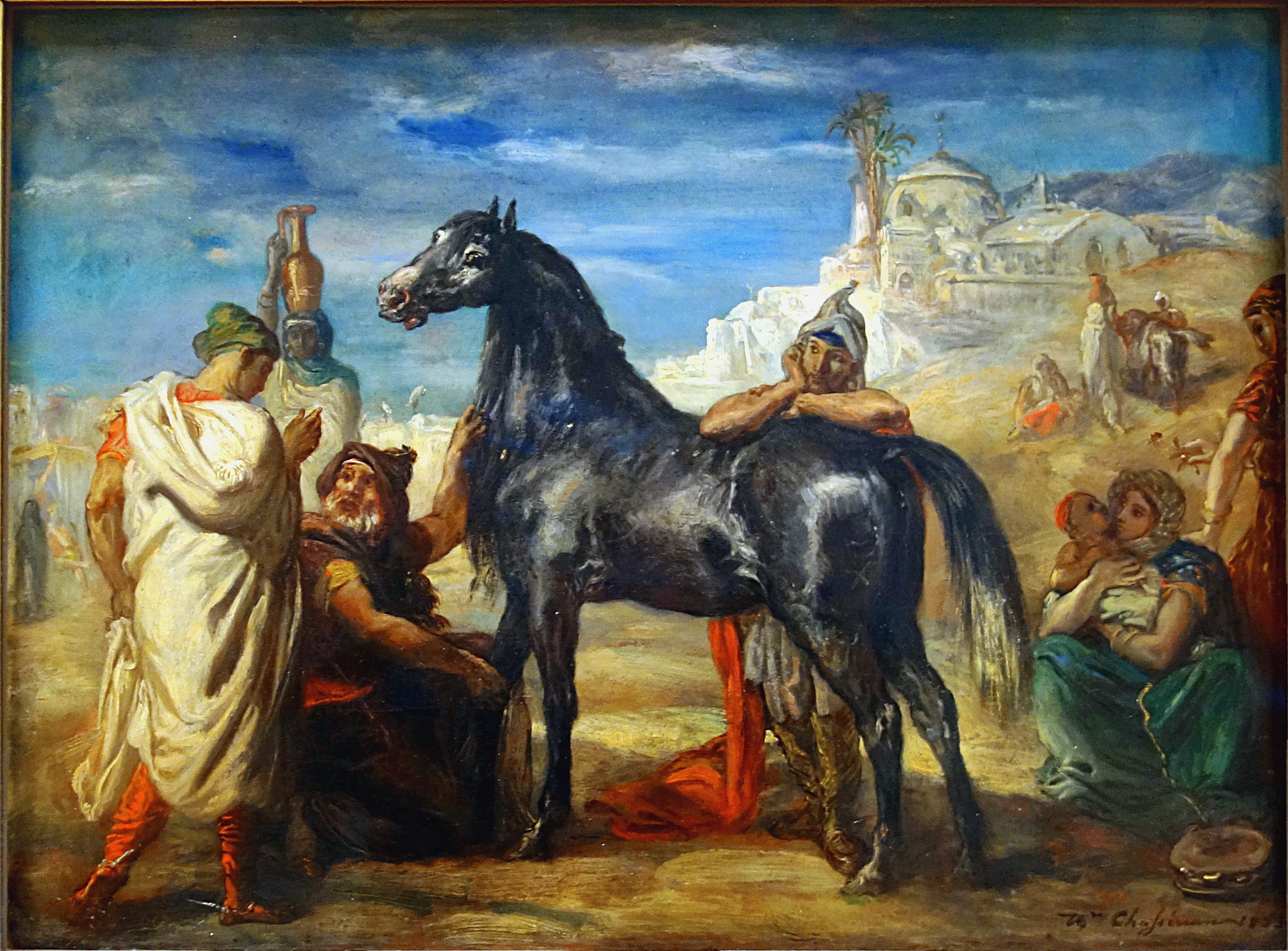
Marchand arabe présentant une jument, 1853, Théodore Chassériau.

##### Le paysage, de Barbizon à l’Impressionnisme (salle 10)

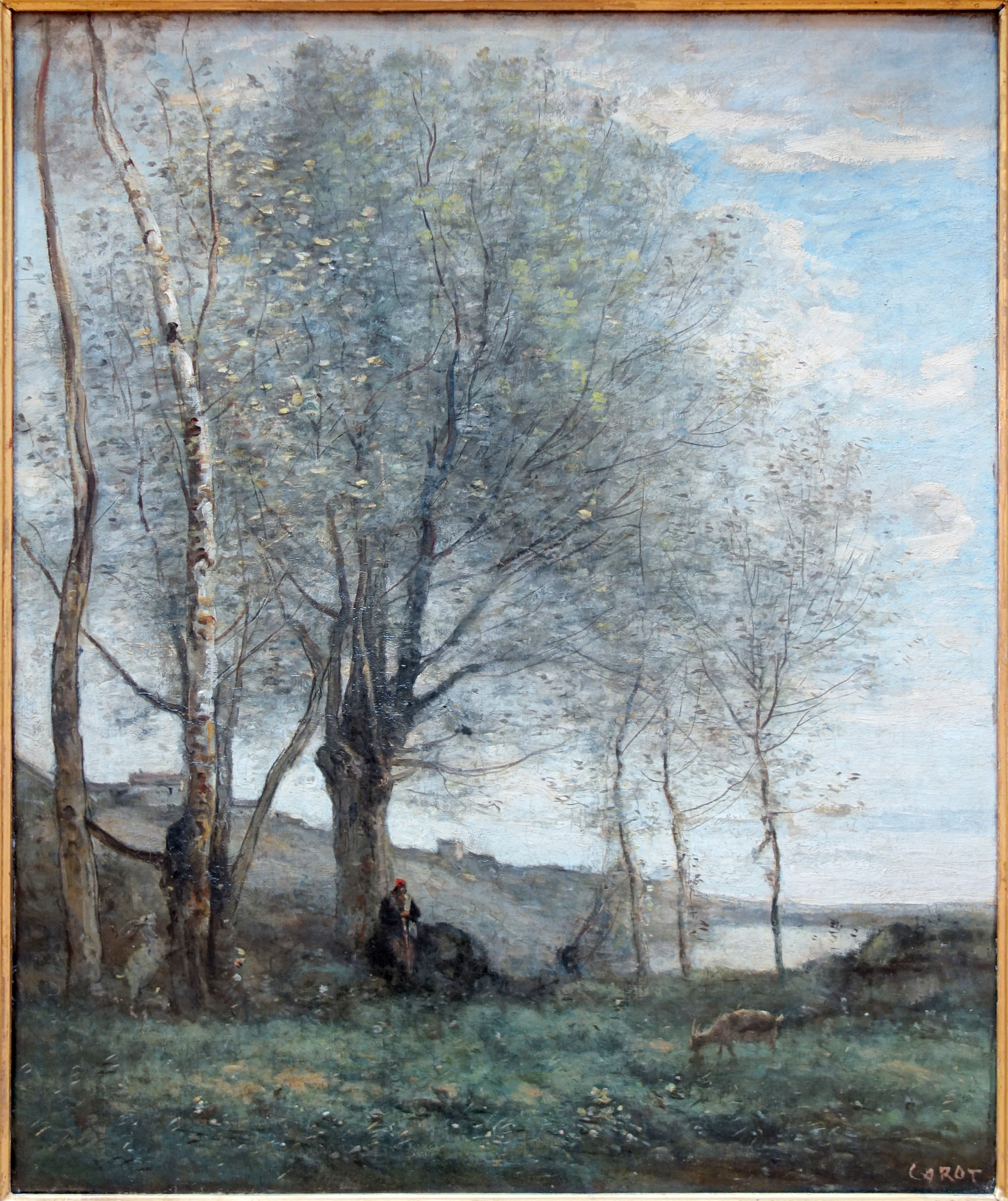
Le Pâtre aux deux chèvres ou Effet du matin, vers 1865, Jean-Baptiste Camille Corot.

Le courant romantique et ses développements réalistes renouvellent l’approche du paysage, qui renoue avec la tradition paysagiste hollandaise du XVIIe siècle, comme dans Paysage. Environs de Paris et Paysage en bord de mer de Georges Michel. Elle s’inspire aussi des peintres britanniques contemporains qui font de la nature un objet de recherche picturale, au premier rang desquels John Constable et Joseph Mallord William Turner, souvent considérés comme des précurseurs de l’Impressionnisme, représentés dans la collection par un petit Paysage (1817-1820) et un Incendie à Constantinople (vers 1834).
Aux côtés de trois paysages de Courbet, Le Jardin de l’abbaye de Loos-lez-Lille (vers 1851), La Meuse à Freyr (vers 1856) et L'Embouchure de la Seine (vers 1855-1859), la collection comprend principalement des œuvres de fondateurs de l’école de Barbizon, notamment Le Château Saint-Ange (1834-1843), Cache-Cache (1859) et Le pâtre aux deux chèvres ou Effet du matin (vers 1865) de Jean-Baptiste Camille Corot, Soleil levant, bords de l’Oise (1865) de Charles-François Daubigny, Dernières maisons de Port-en-Bessin (1831) et La Seine à Villeneuve Saint-Georges de Théodore Rousseau, Vue prise à Moncel-sur-Seille (1868) et Paysage à la mare (1883) d'Henri Harpignies, ou Les Vapeurs du soir, paysage d’Antoine Chintreuil. L’école de Crozant est également mentionnée, avec Soirée d’Octobre (1864) de Gustave Eugène Castan.
Elle comprend aussi des paysages de bord de mer de la région, en particulier deux toiles de Carolus-Duran, Bords de mer à Audresselles (vers 1869) et Marée basse à Audresselles (1869), et deux autres de Ludovic-Napoléon Lepic, ami intime d’Edgar Degas et parmi les fondateurs du groupe des impressionnistes, La Plage de Berck (1876) et Bateaux de pêche rentrant à Berck (1877).

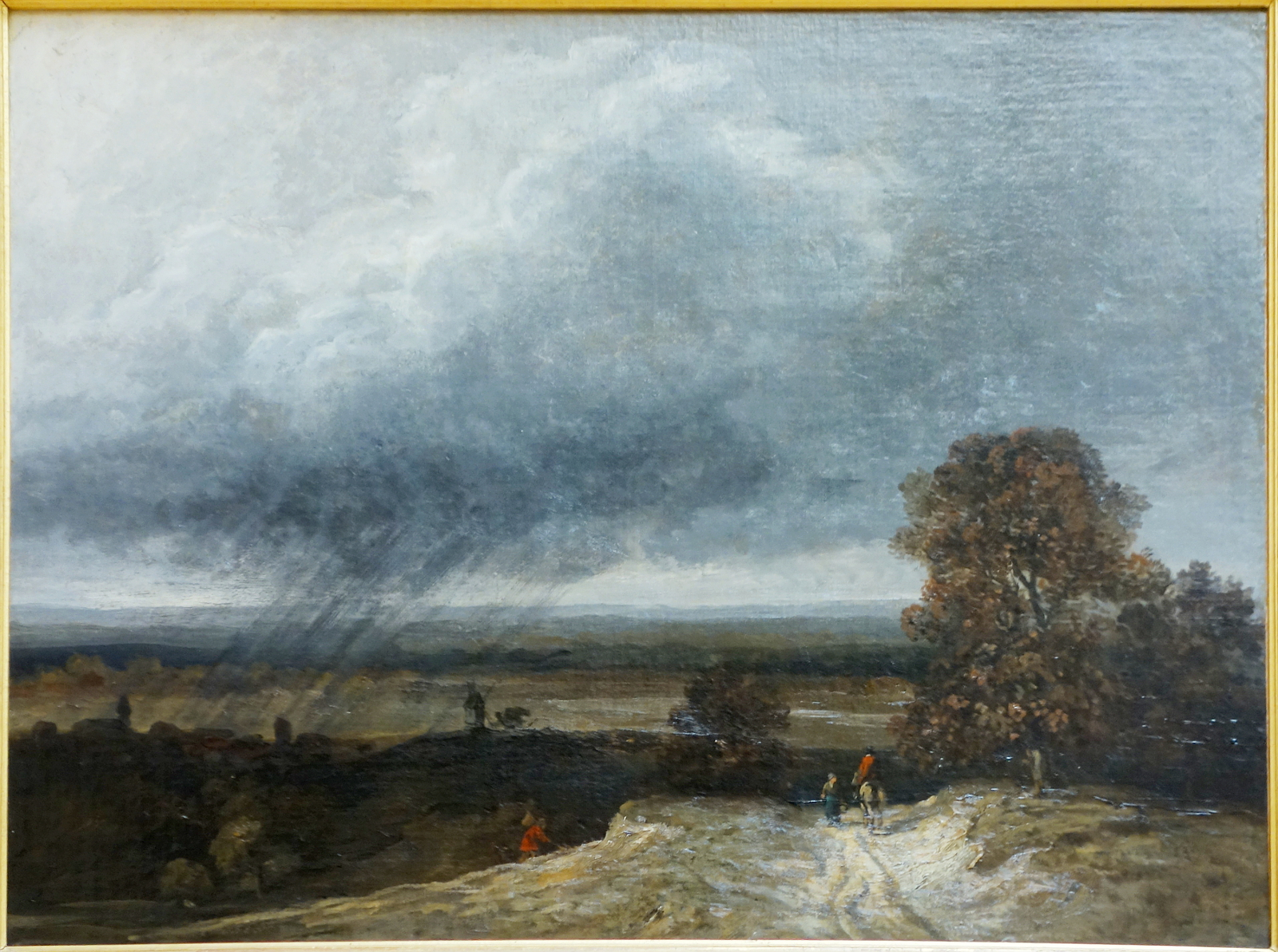
Paysage. Environs de Paris, première moitié du XIXe siècle, Georges Michel.
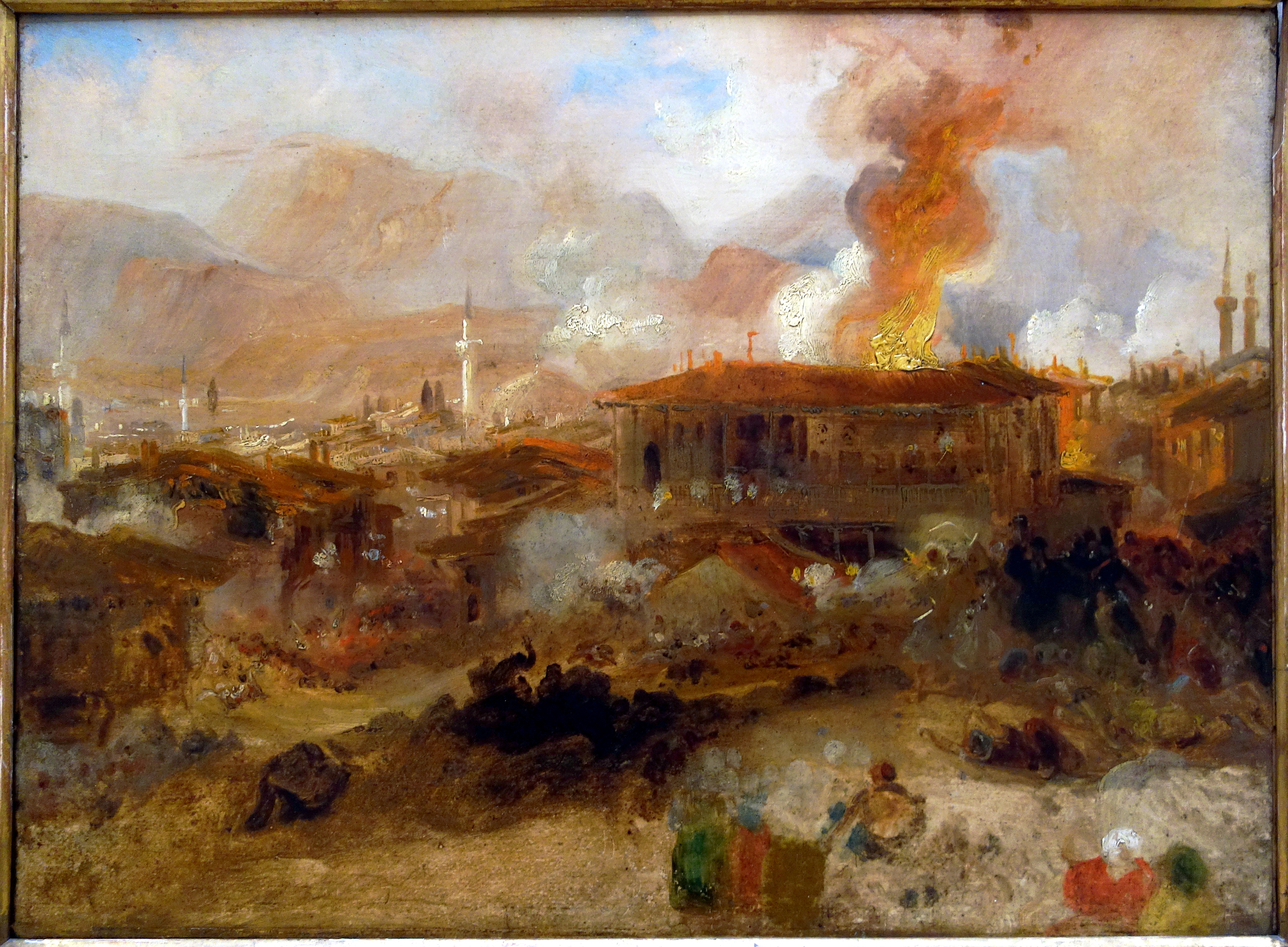
Incendie à Constantinople, vers 1850, William Turner.
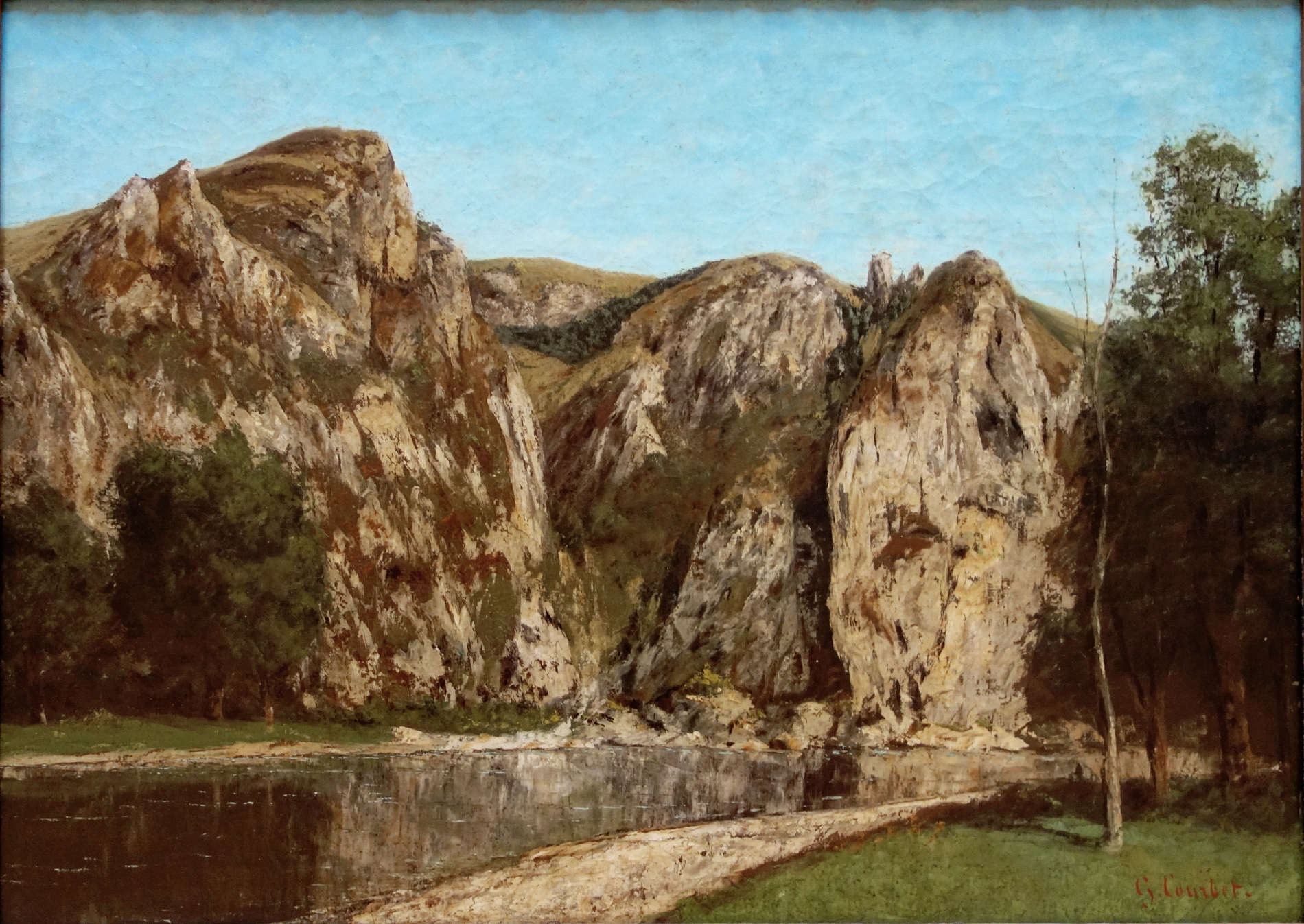
La Meuse à Freyr, vers 1856, Gustave Courbet.
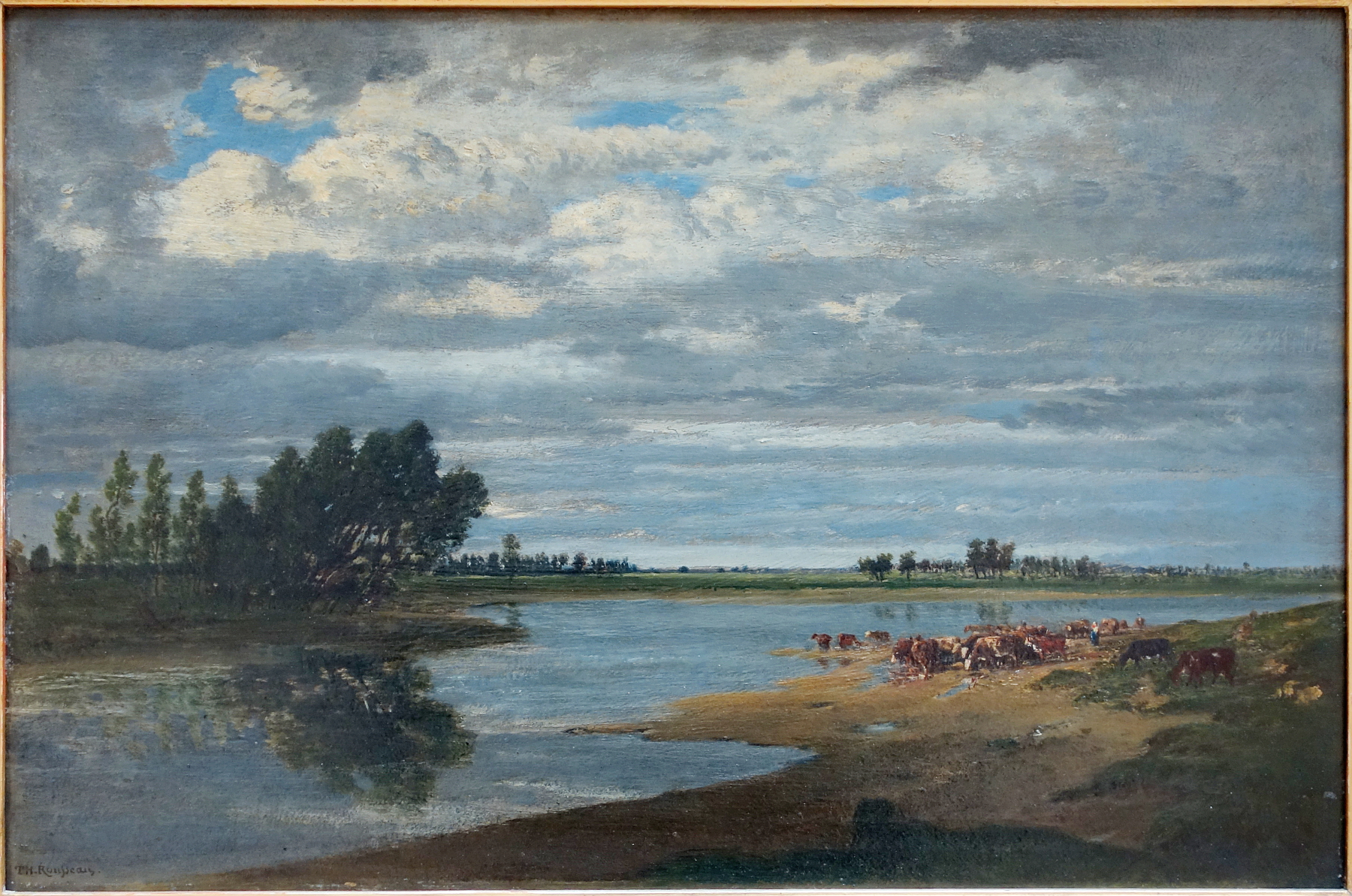
La Seine à Villeneuve-Saint-Georges, milieu du XIXe siècle Théodore Rousseau.
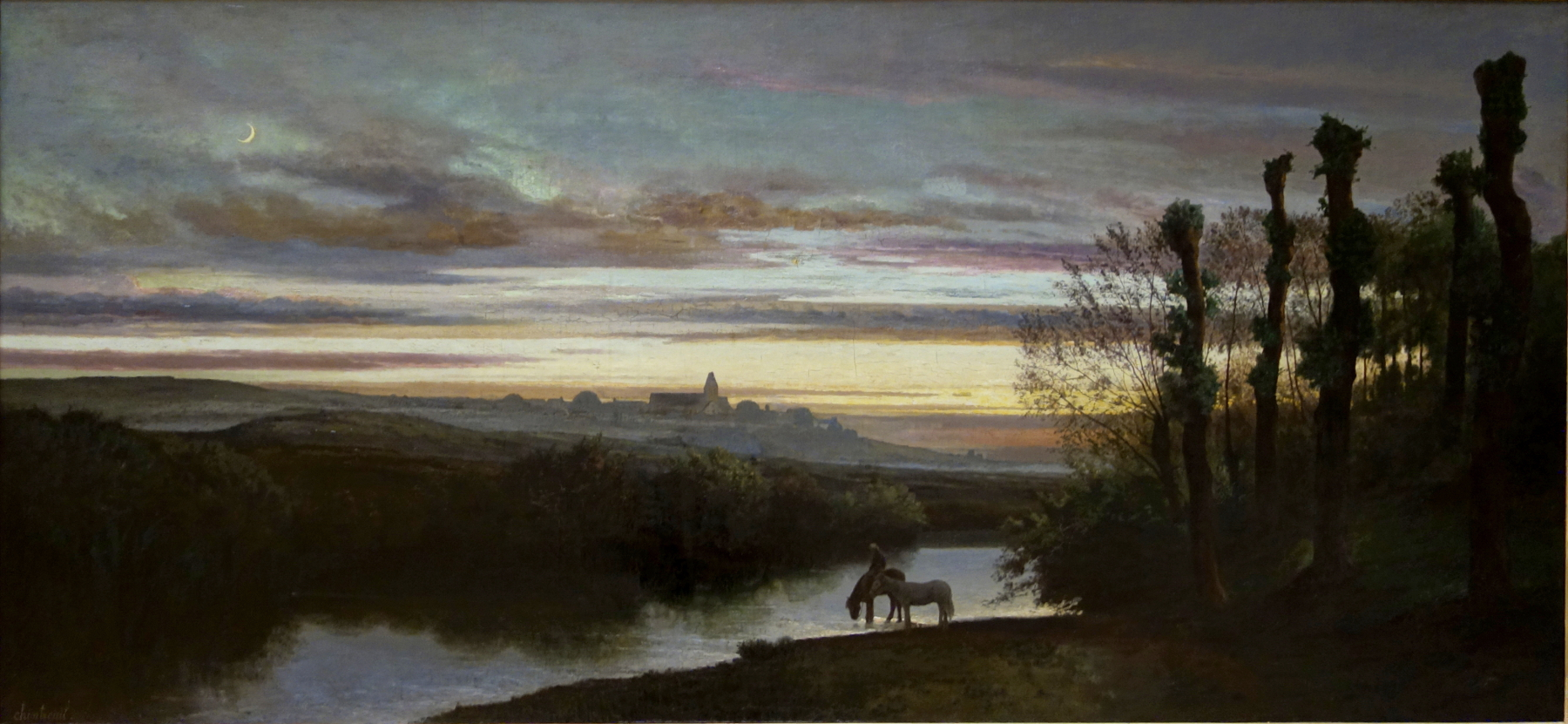
Les Vapeurs du soir, paysage, vers 1870, Antoine Chintreuil.
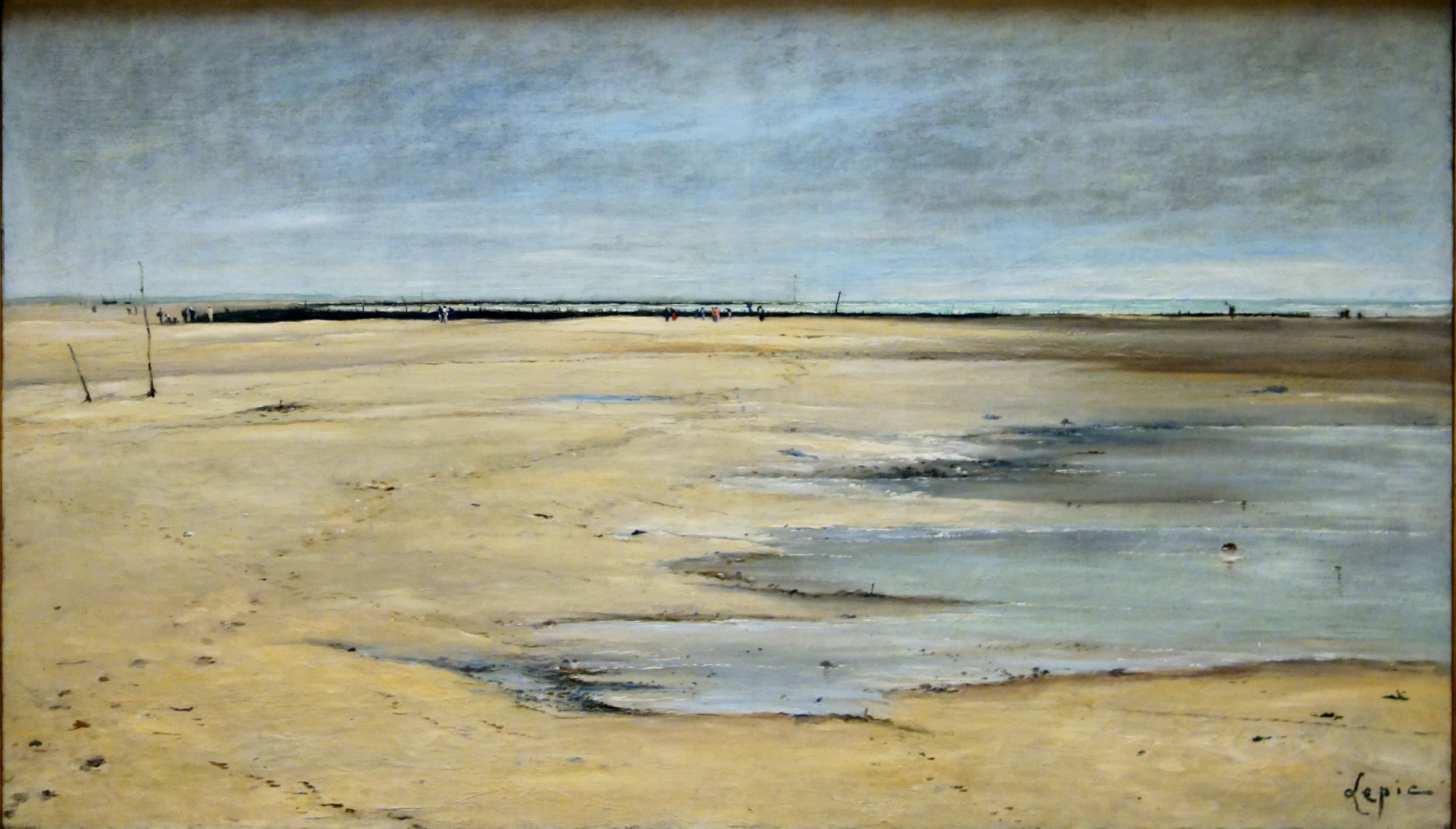
La Plage de Berck, 1876, Ludovic-Napoléon Lepic.

##### Symbolisme, académisme et esprit de Salon (salle 11)

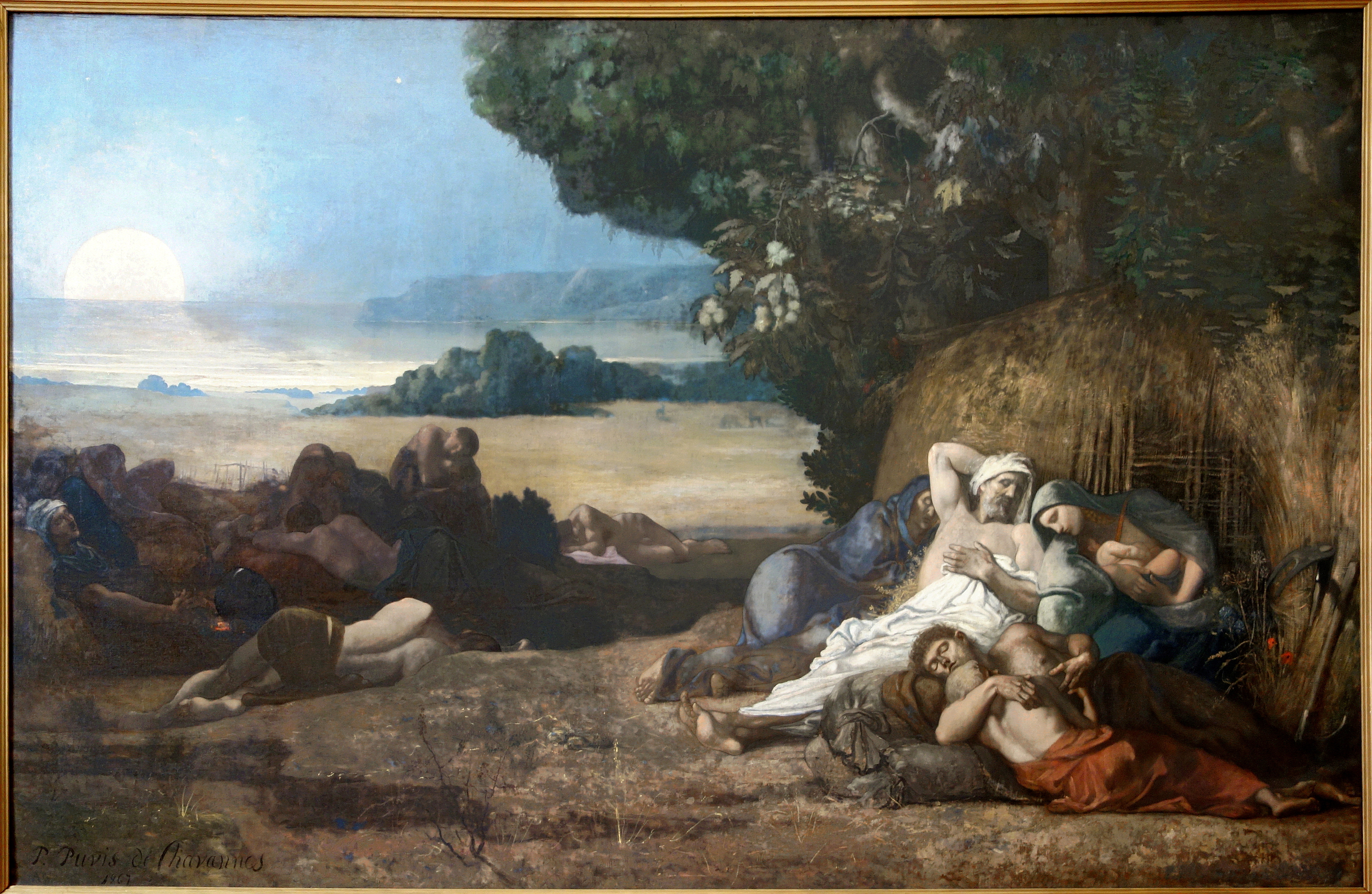
Le Sommeil, 1867, Pierre Puvis de Chavannes.

Tandis qu’au cours des années 1870 l’impressionnisme se constitue en groupe, une diversité de mouvements coexistent dans le contexte social agité de la fin du XIXe siècle, marque de l'affirmation hégémonique d'un capitalisme industriel dont la région de Lille peut être regardée comme un symbole. Le premier, l’académisme, héritier du néo-classicisme mais aussi du réalisme, revêt une dimension mondaine, plus bourgeoise qu'aristocratique. Elle est représentée dans la collection par les portraits de Carolus-Duran, comme Portrait de Madame Ernest Feydeau (1870), Émile de Girardin (1876) ou Madame Georges Petit (1880). Mais l'académisme produit aussi des scènes de genre, comme Le Baiser (1868), toujours de Carolus-Duran, ou des peintures d’histoire comme L’Amiral Carlo Zeno (1878) d’Albert Maignan ou Le Loup d'Aggubio (1877) de Luc-Olivier Merson. À l’opposé thématique, le naturalisme s’intéresse au peuple et au monde ouvrier, comme dans La Halle au poisson, le matin (1880) de Victor Gilbert.
En marge, ou même en opposition à l’impressionnisme comme au naturalisme, c’est aussi l’émergence du style allégorique de Pierre Puvis de Chavannes dont la toile monumentale Le Sommeil (1867) peut être considérée comme le premier tableau symboliste de la peinture française. Le musée possède plusieurs dessins préparatoires du tableau et une esquisse peinte. Parmi les précurseurs du mouvement, le musée conserve également une œuvre majeure de Jean-Charles Cazin, ami de Puvis, Tobie et l’Ange (1880), et plusieurs peintures intimistes d'Eugène Carrière.
Sous cette double influence, on trouve des œuvres telles que celles d’Alfred Agache, issu d’une grande famille lilloise d’industriels du textile et brièvement conservateur général des musées de Lille, ou La Résurrection des morts (1870) d’un autre Lillois, Victor Mottez.
On trouve aussi des œuvres inclassables comme l’Autoportrait (1867) de Théodule Ribot ou Le Christ au tombeau (1884) de Jean-Jacques Henner.

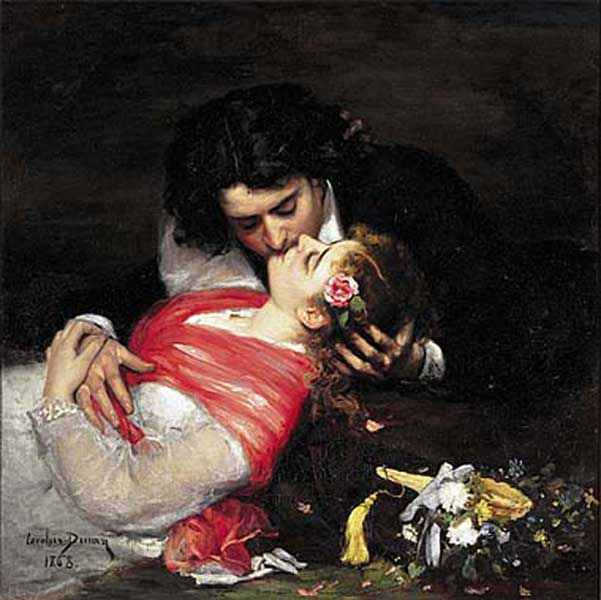
Le Baiser, 1868, Carolus-Duran.
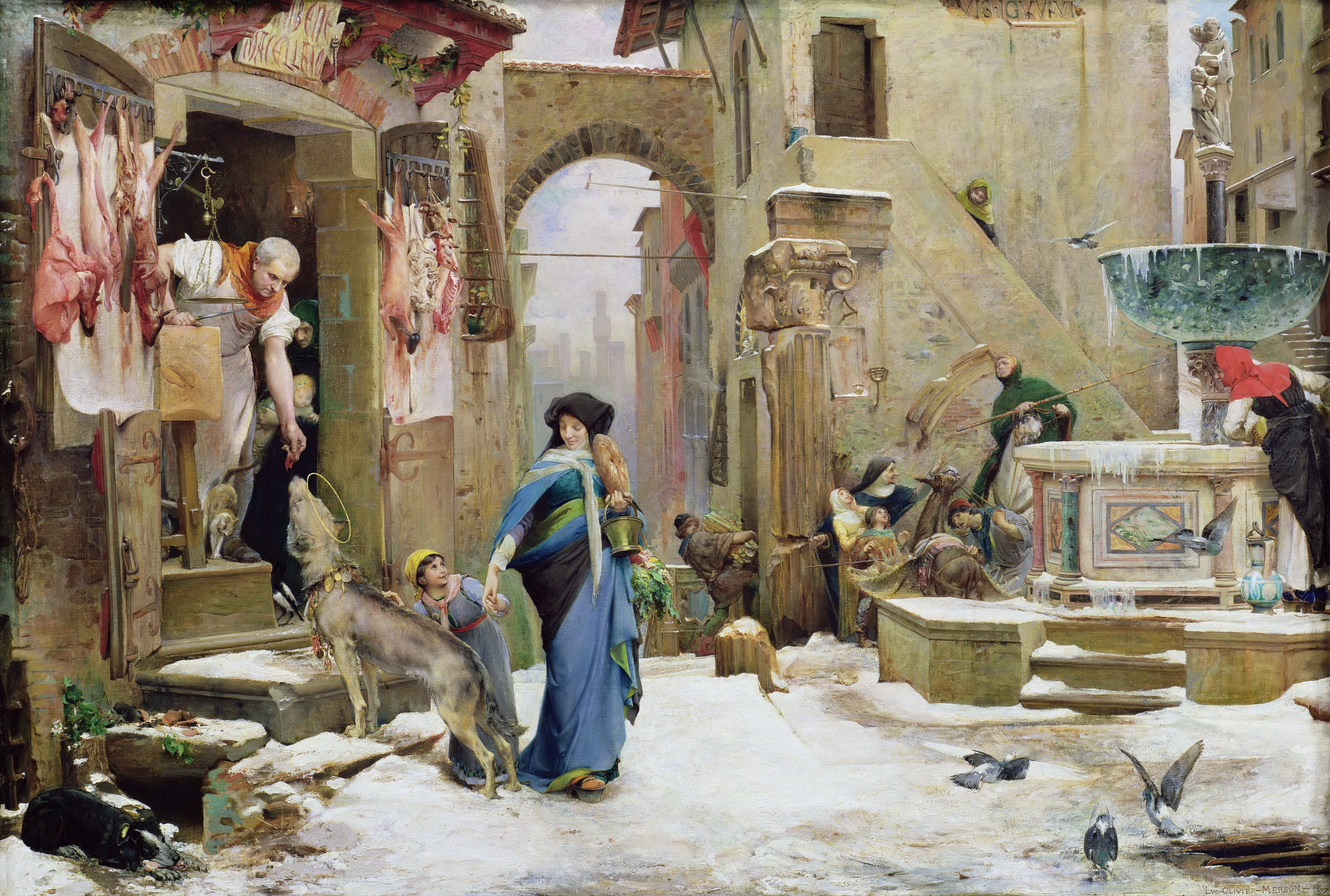
Le Loup d'Aggubio, 1877, Luc-Olivier Merson.
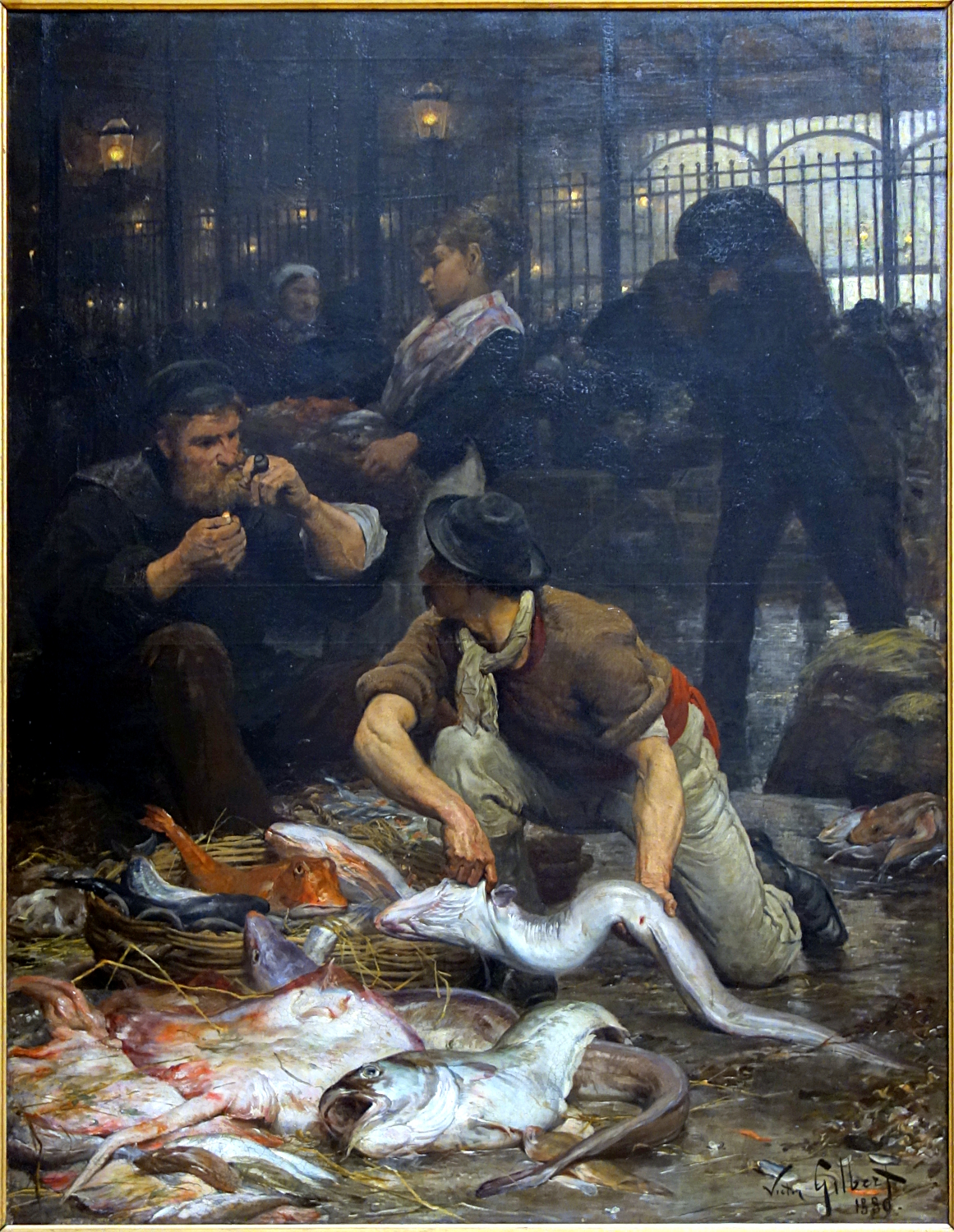
La Halle aux poissons, le matin, 1880, Victor Gilbert.
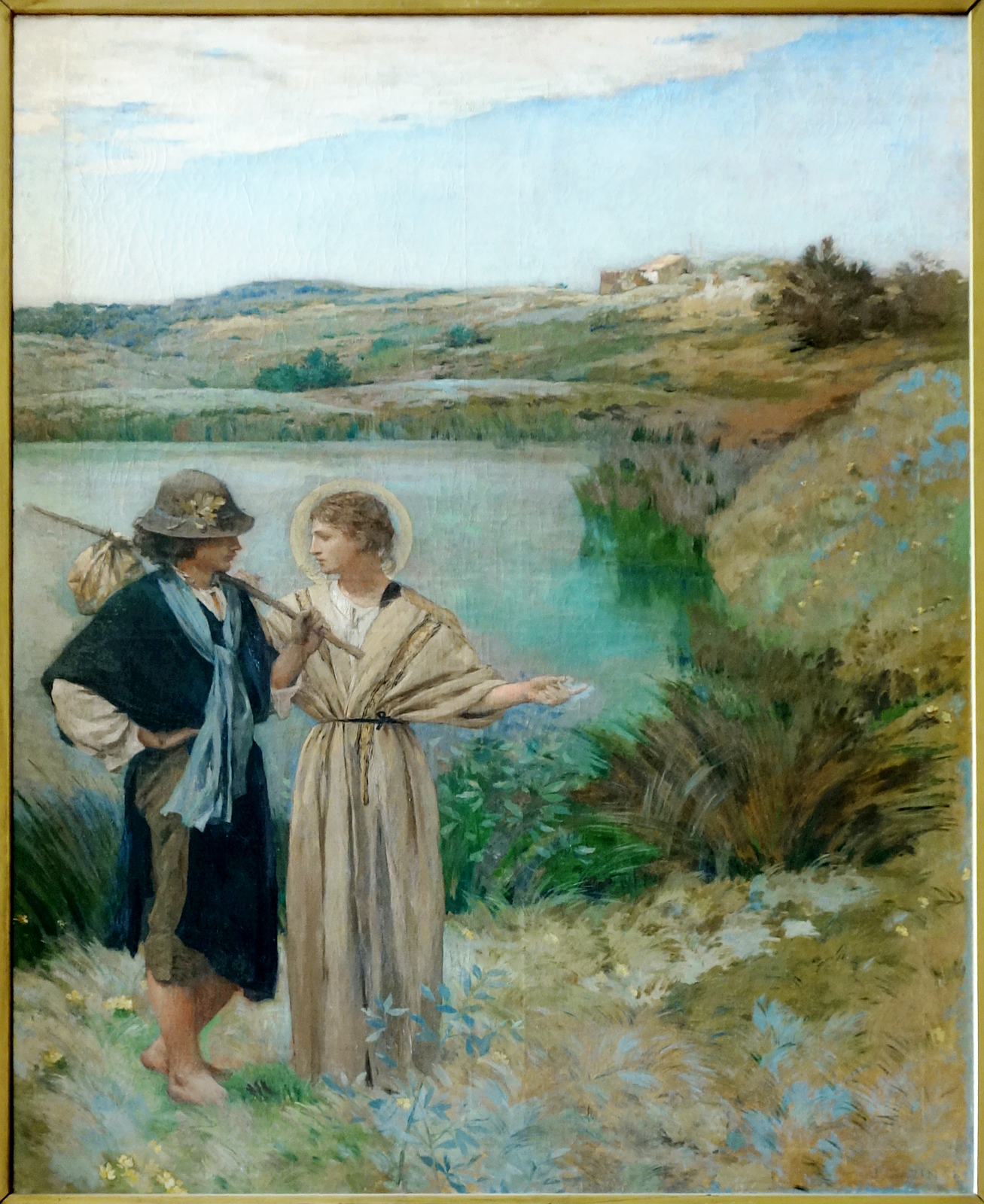
Tobie et l'Ange, 1880, Jean-Charles Cazin.
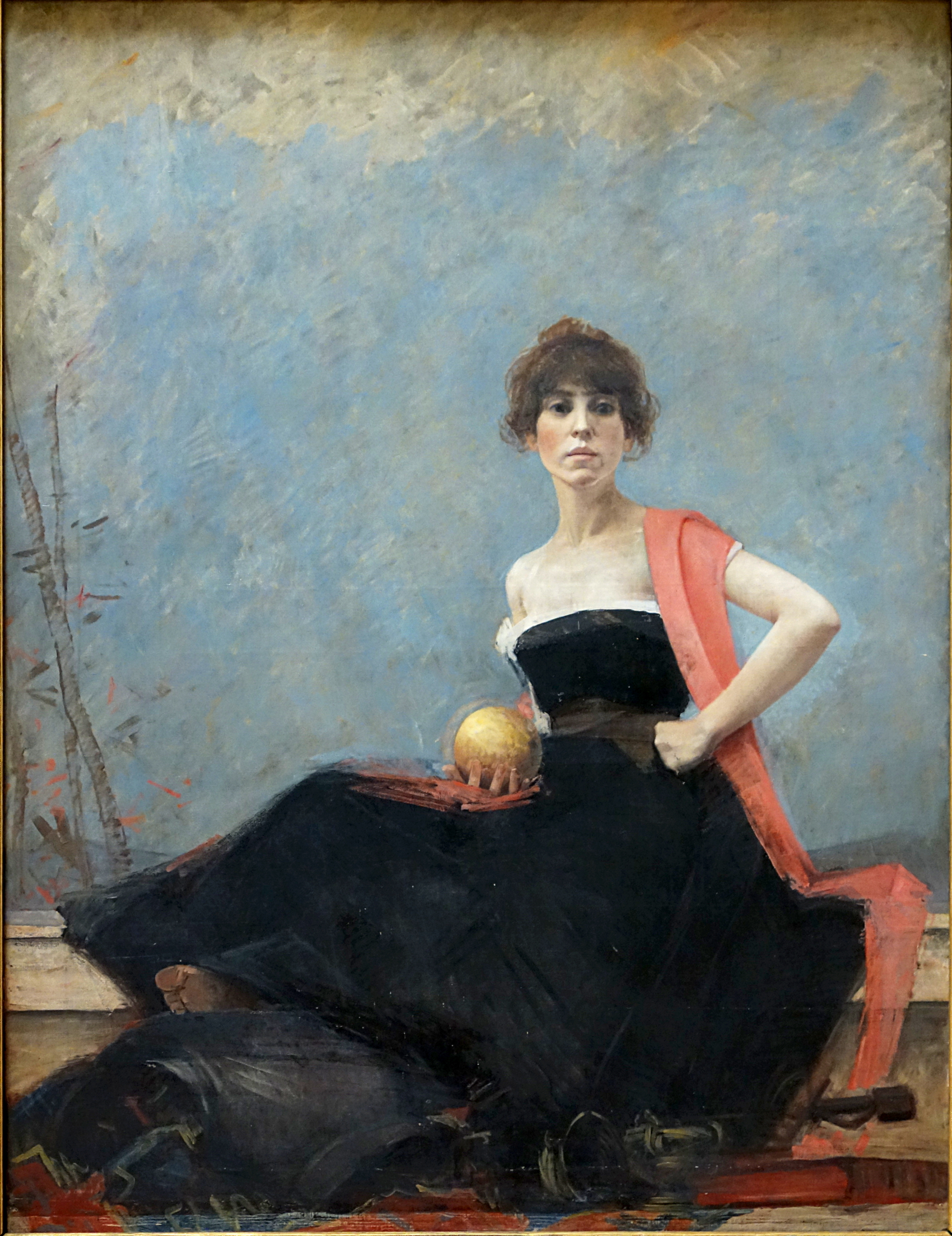
Vanité, 1890, Alfred Agache.
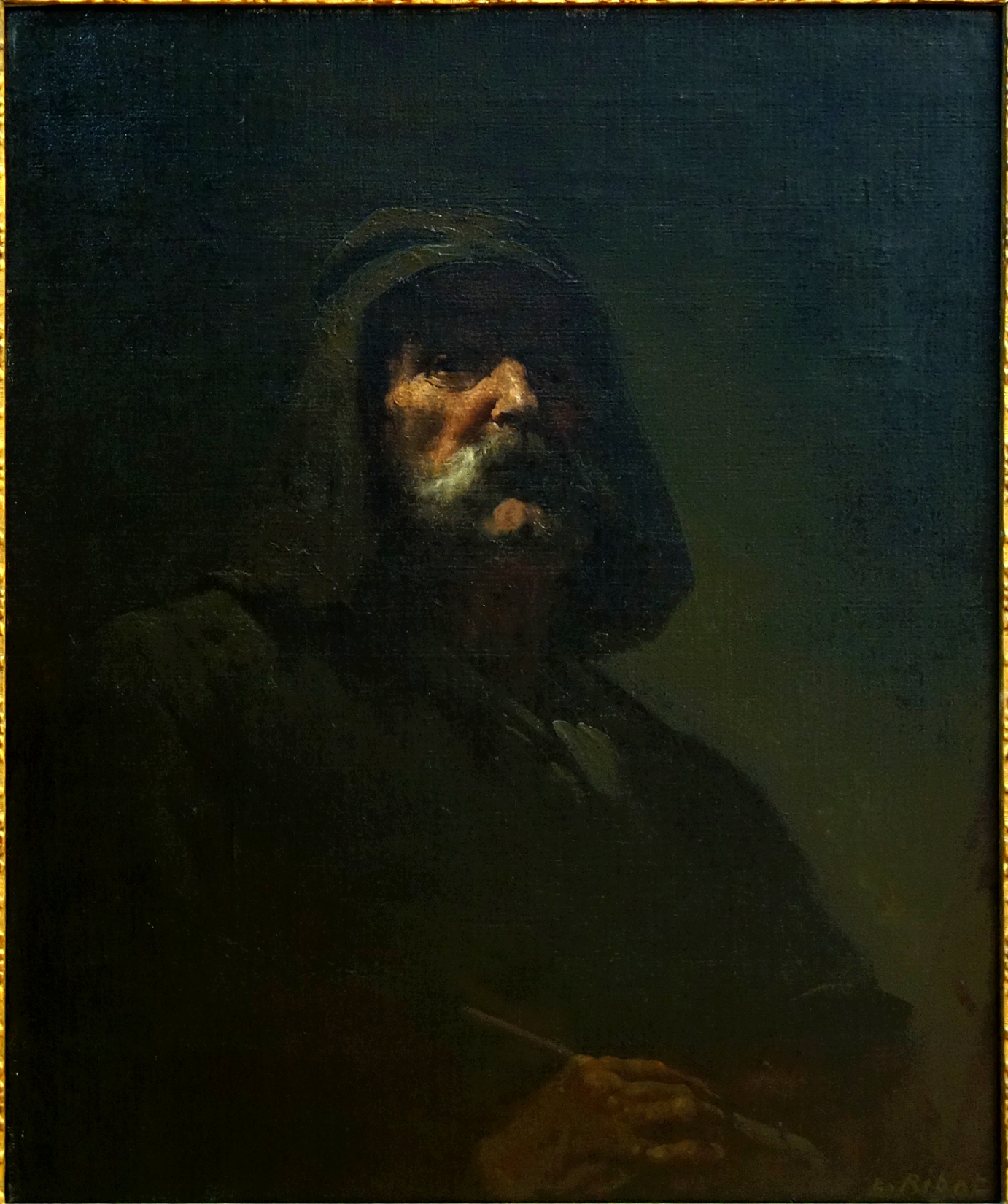
Autoportrait, 1867, Théodule Ribot.

##### Galerie impressionnisme et symbolisme (salle 17)

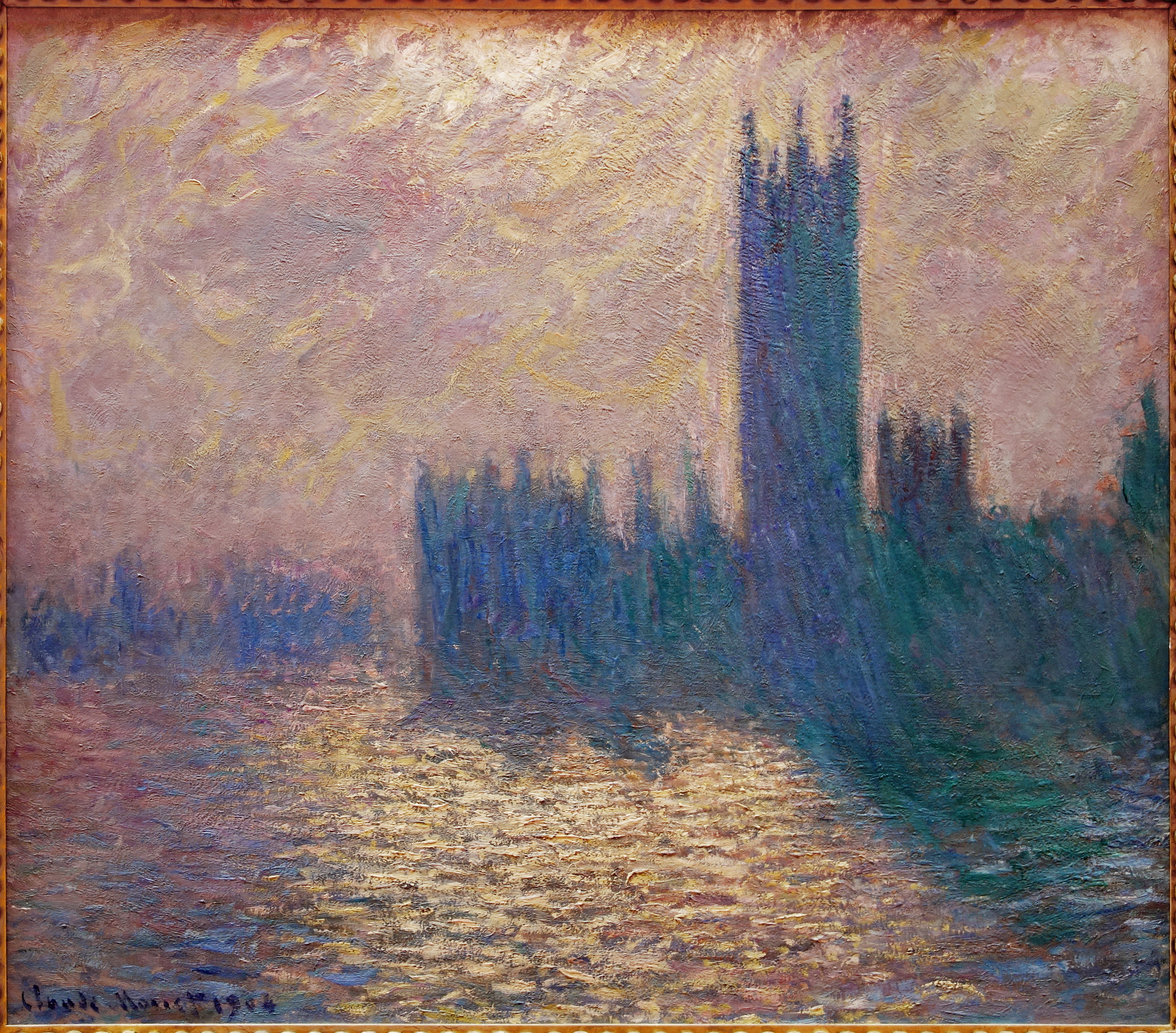
Le Parlement de Londres, ciel orageux, 1904, Claude Monet.

Les œuvres impressionnistes conservées par le musée proviennent principalement des collections de Maurice et Denise Masson. C’est en particulier le cas de deux Boudin, Le Port de Camaret par ciel d’orage (1873) et Le Rivage de Deauville (1897), de trois Sisley, Port-Marly, gelée blanche (1872), Hiver, effet de neige, la Route de l'Abreuvoir (1876) et Après la débâcle, la Seine au pont de Suresnes (1880), d’un petit Renoir, Route de Versailles à Louveciennes (1895) et de trois Monet, La Débâcle (1880), Vétheuil le matin (1901) et l’un des Parlement de Londres (1904).
Aux côtés des impressionnistes, la collection comprend un portrait de Berthe Morisot par Édouard Manet, Berthe Morisot à l'éventail (1874), membre fondateur du groupe impressionniste et belle-sœur de Manet.
Le postimpressionnisme est représenté d’une part par Édouard Vuillard, fondateur du mouvement nabi, Ernest Laurent et Henri Le Sidaner et d’autre part par Vincent van Gogh, avec Les Vaches (1890), et plusieurs œuvres d’Emile Bernard, originaire de Lille, dont Les Cueilleuses de poires (1888), expérience de peinture sous verre réalisée lors du séjour à Pont-Aven en compagnie de Gauguin, Femmes au bord du Nil (1900), de sa période orientaliste, et Après le bain les nymphes (1908), après son retour au classicisme. S’y ajoute, Dans l’atelier, la pose du modèle, d’Henri de Toulouse-Lautrec.
Le symbolisme dans sa maturité est principalement représenté par trois tableaux d'Odilon Redon, un Autoportrait (vers 1880) et deux œuvres plus tardives, alors qu'il se rapproche des nabis, Le Silence (vers 1895-1900) et Le Regard (vers 1910).

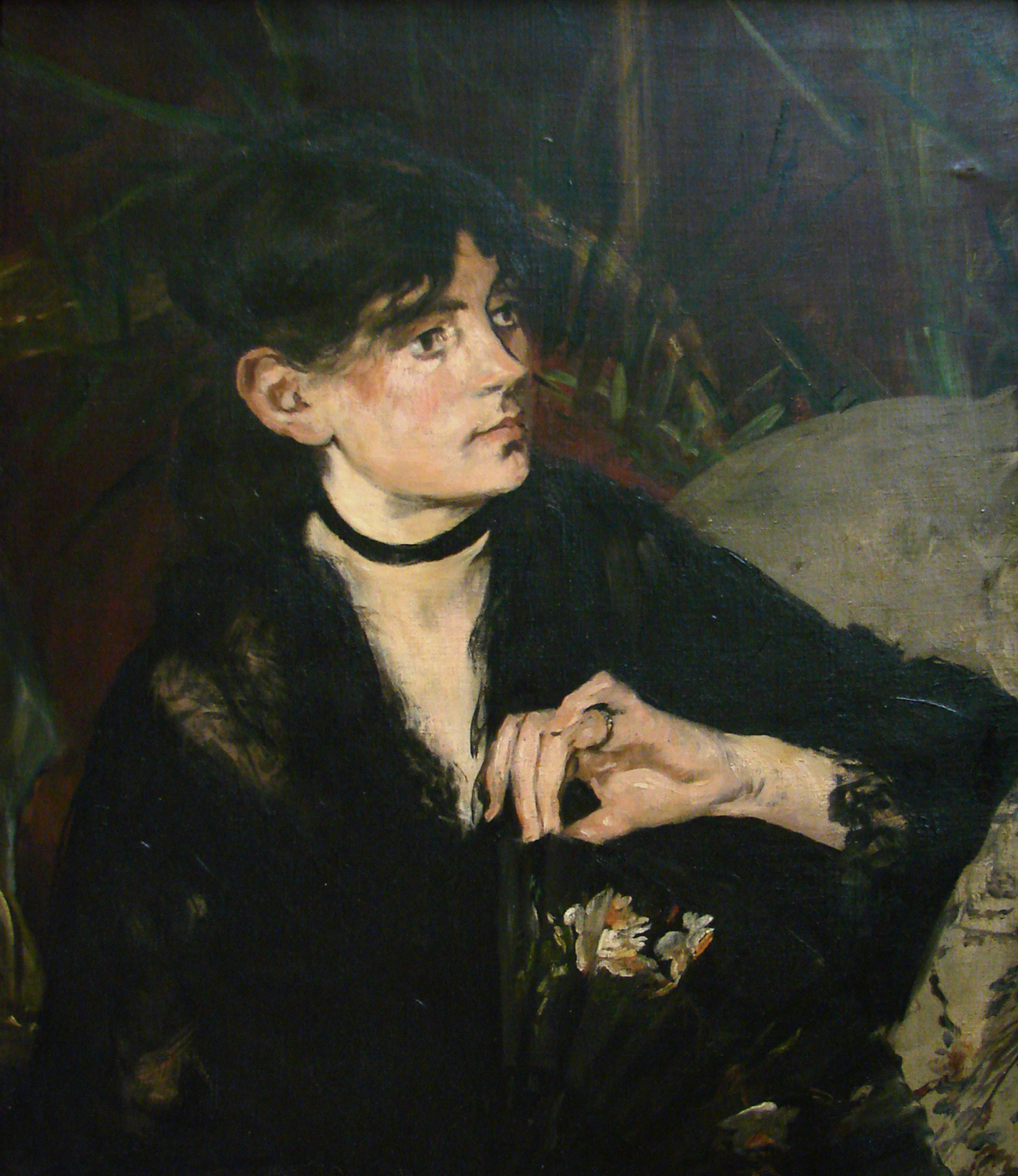
Berthe Morisot à l'éventail, 1874, Édouard Manet.
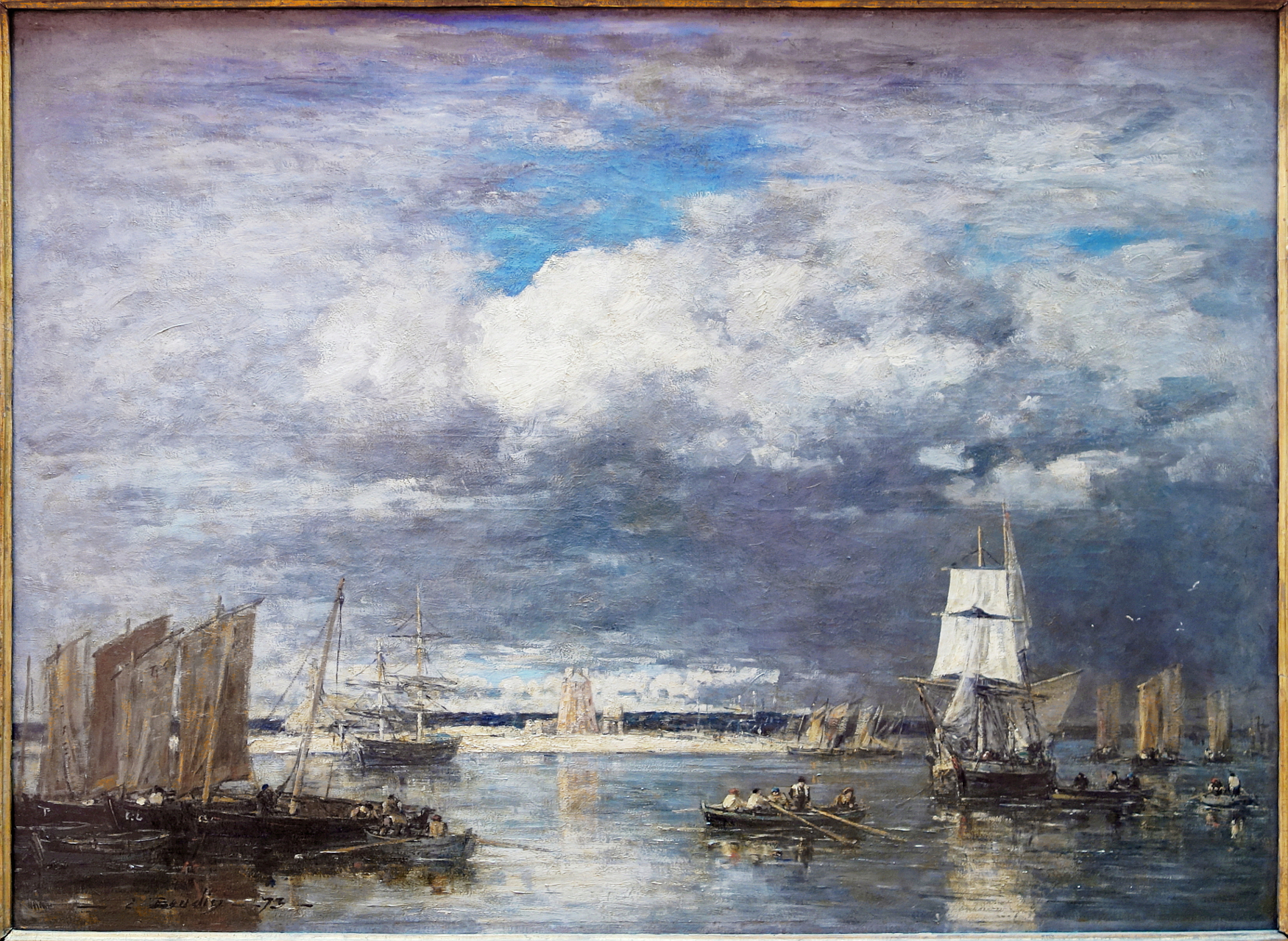
Le Port de Camaret par ciel d’orage, 1873, Eugène Boudin.
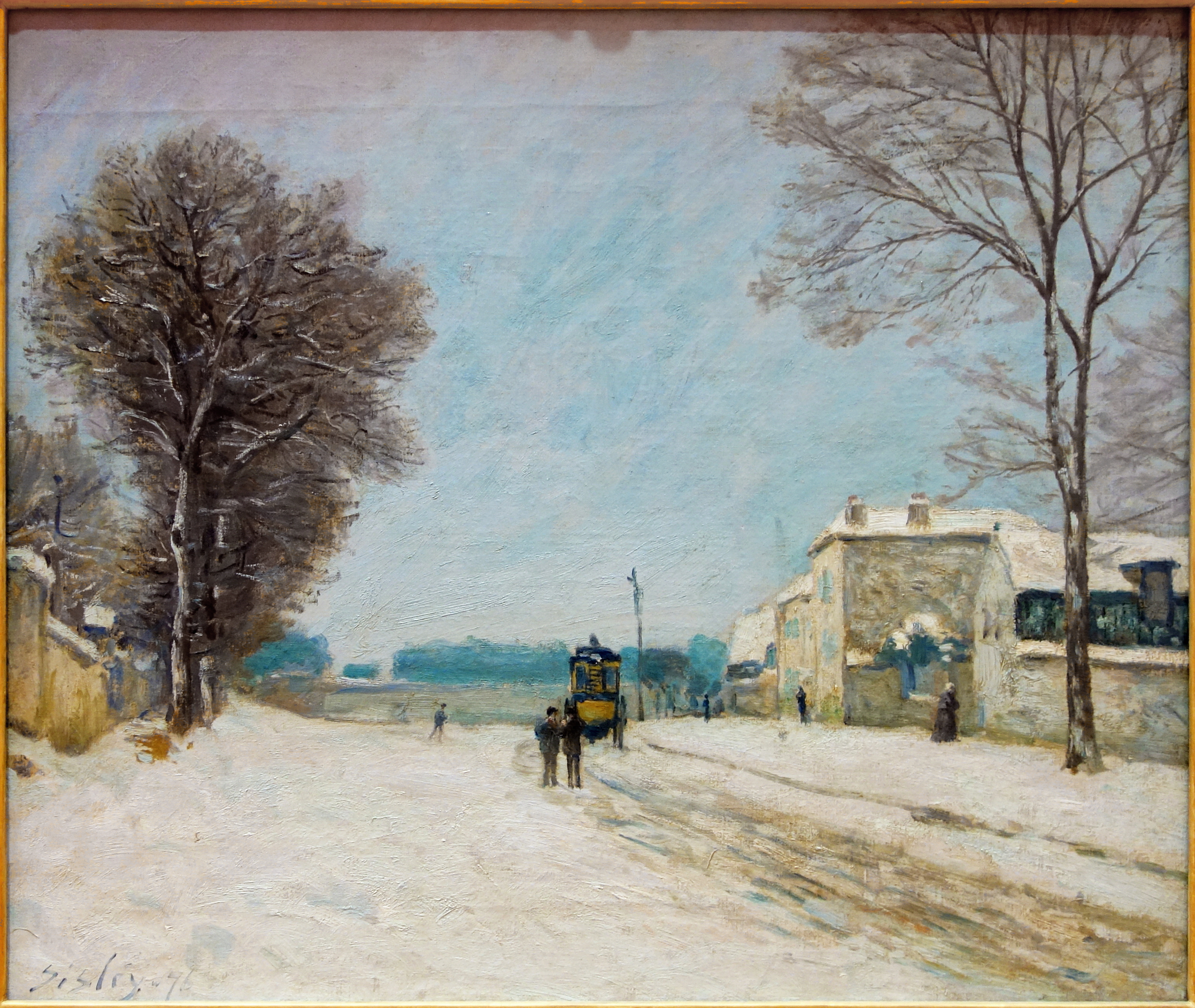
Hiver, effet de neige, la Route de l'Abreuvoir, 1876, Alfred Sisley.
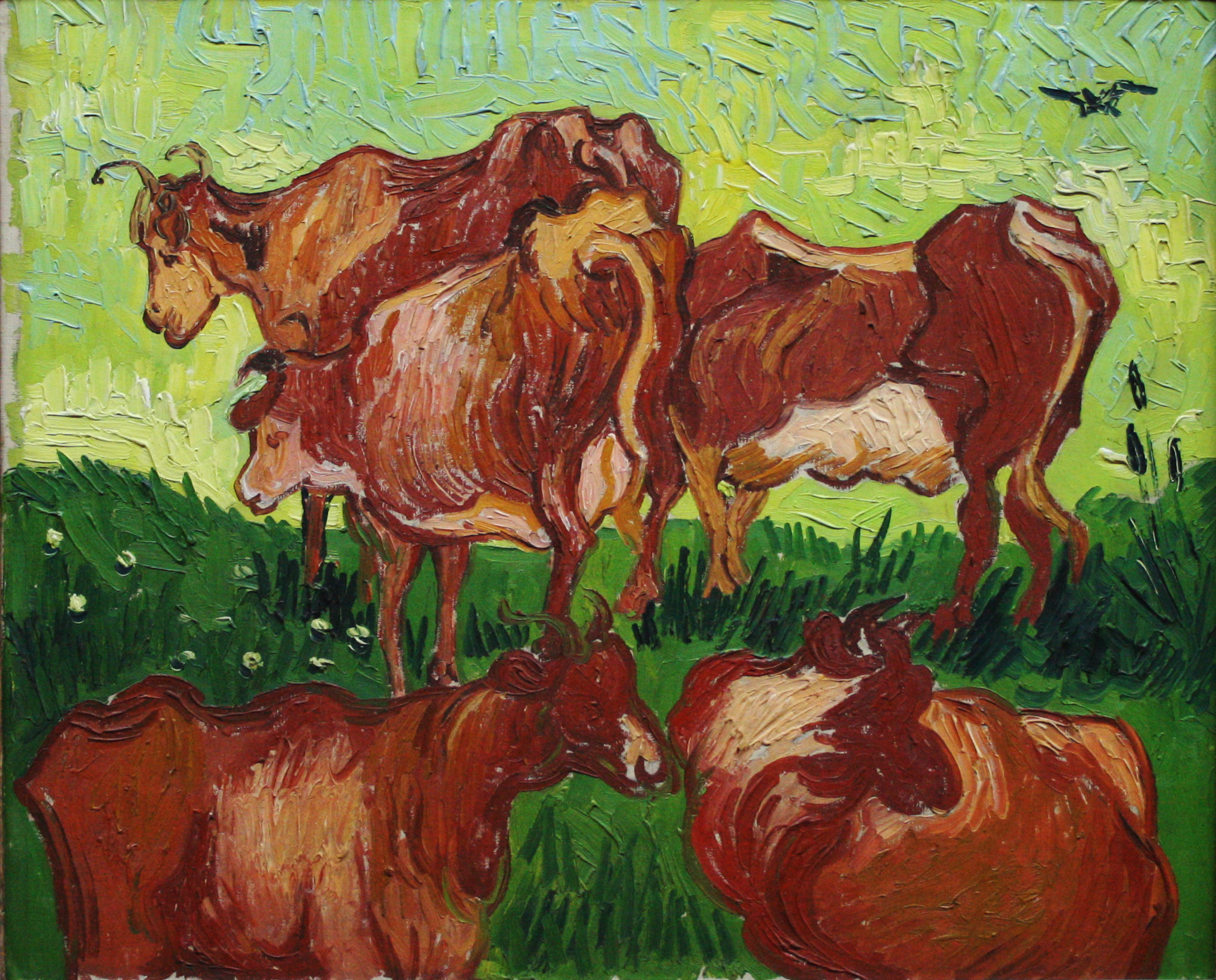
Les Vaches, 1890, Vincent van Gogh.
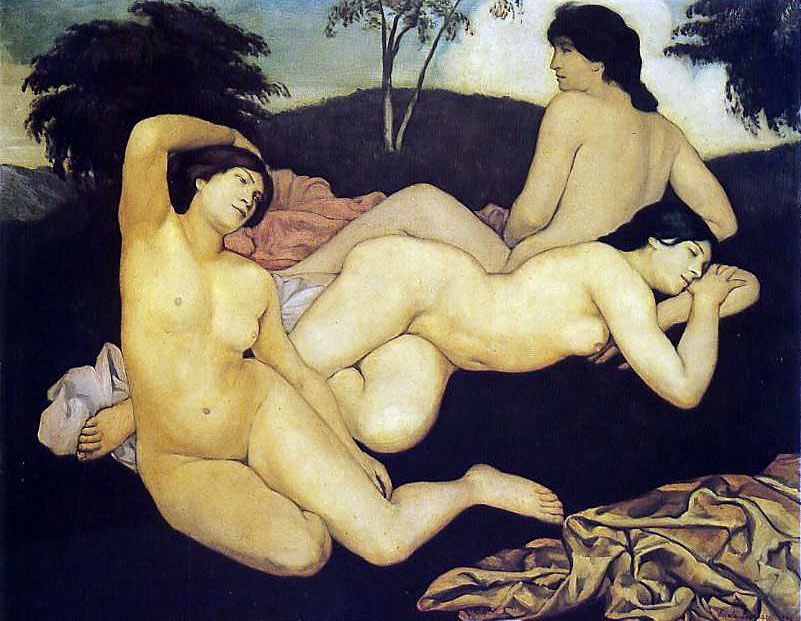
Après le bain, les nymphes, 1908, Émile Bernard.
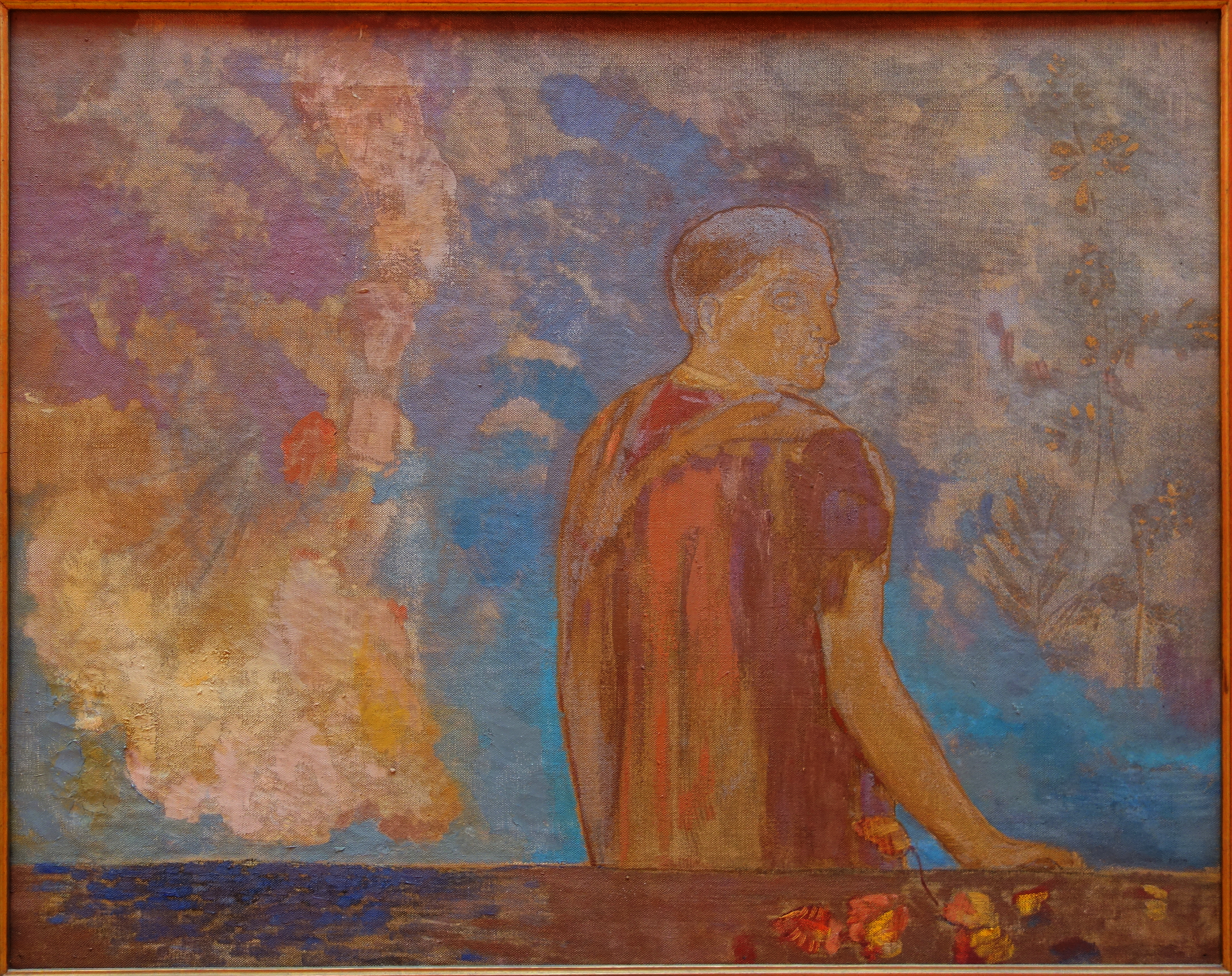
Le Regard, vers 1910, Odilon Redon.

##### Galerie duXXesiècle(salle 15)
La collection de peintures du XXe siècle, installée dans une galerie ouverte sur l'atrium, présente une brève sélection d'œuvres modernes, figuratives et abstraites, pour l'essentiel de la première moitié du siècle. Parmi les figuratifs, on relève en particulier Olga au col de fourrure (1923) de Pablo Picasso, Les Deux Femmes au vase bleu (1935) de Fernand Léger et L'Apparition de la famille de l'artiste (1935-1947) de Marc Chagall. Les abstraits sont notamment représentés par Rythme couleur 1076 (1939) de Sonia Delaunay, Composition (1950-1969) de Serge Poliakoff et Traits animés (1957) de František Kupka. Les artistes régionaux sont également présents avec La Loterie foraine (1923) de Marcel Gromaire, L'Étable (1933) de Constant Permeke, Composition sur le mot cheval (1948) d'Auguste Herbin, Poêle flamand (1949) d'Édouard Pignon, Théorème de Gödel (1957) de Georges Mathieu, Composition géométrique (1975) d'Yves Millecamps ou Composition d'Eugène Leroy. Tous ne sont cependant pas exposés en permanence.

### Département des sculptures

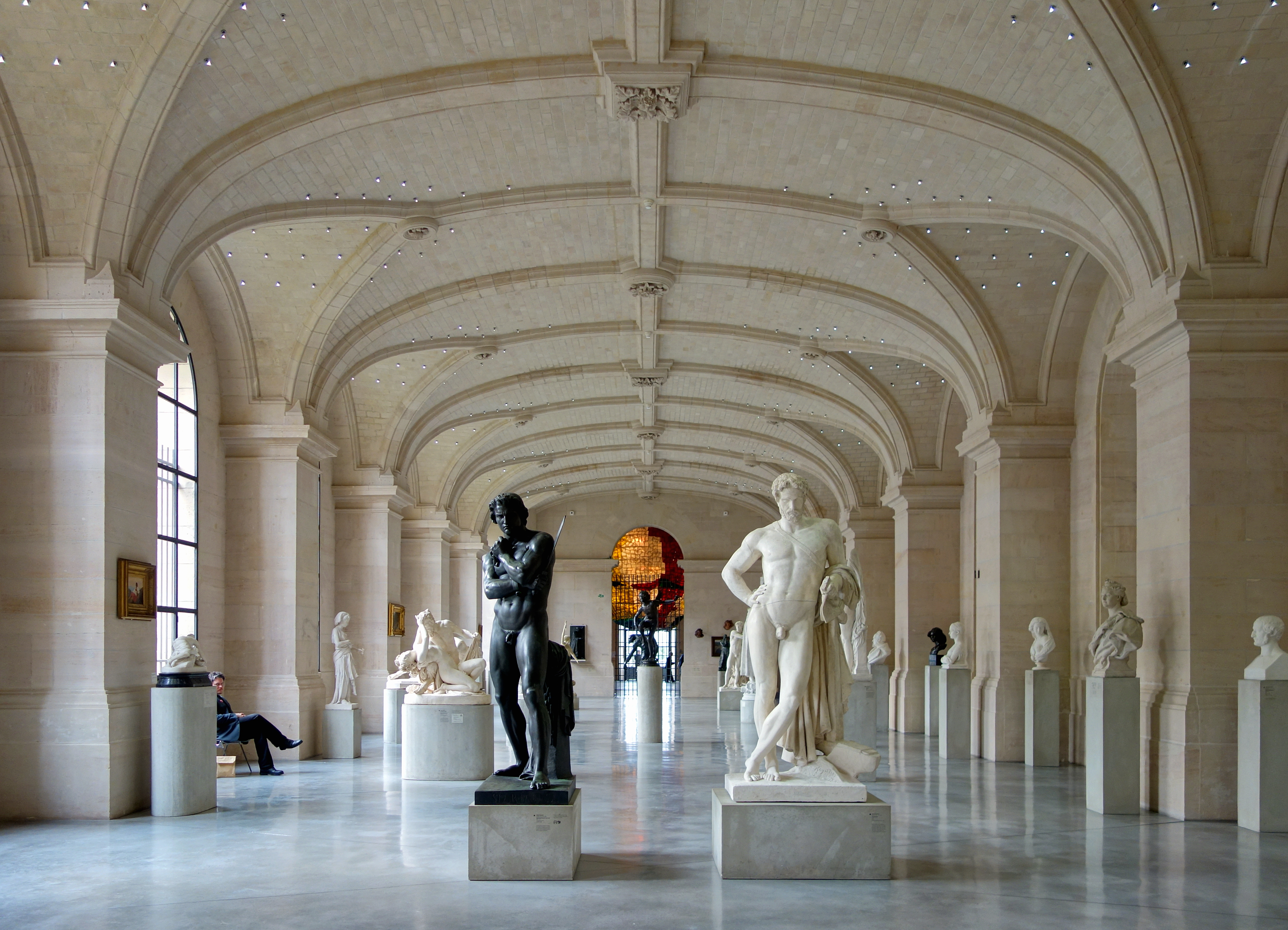
Vue de la galerie des sculptures.

Le département des sculptures est consacré à la sculpture française de la fin du XVIIIe siècle au début du XXe siècle. Constituée en premier lieu d'envois de l'État au fil des salons, la collection se construit lentement à partir d'œuvres contemporaines. En 1886, elle donne naissance à un musée de sculpture, mêlant célébrités nationales et du Nord de la France, dont le premier directeur est le sculpteur Albert Darcq. À l'ouverture du palais des Beaux-Arts en 1892, la collection est présentée dans le hall d'accueil et le reste jusque dans les années 1950. Depuis la fin des années 1990, après la rénovation du palais, elle dispose d'une galerie dédiée de 500 m2 où environ 135 œuvres, choisies parmi un fonds de plus de 450, sont exposées. Quelques œuvres sont également disposées dans le hall d'entrée du musée et dans les salles de peinture du premier étage.
Toutes les formes, de la pièce monumentale au bas et haut-relief, de la ronde-bosse au buste et au médaillon, tous les degrés d'élaboration, de l'esquisse à la maquette, du plâtre au marbre ou au bronze, et tous les styles, du néo-classicisme au naturalisme en passant par le romantisme et le réalisme, sont représentés. La collection met aussi à l'honneur des artistes régionaux, comme Edgar Boutry, Eugène Déplechin, Gustave Crauk, Albert Darcq, Agathon Léonard ou Alphonse-Amédée Cordonnier, révélant le développement d'une école lilloise qui réussit à s'imposer à Paris tout au long du XIXe siècle.
Parmi les œuvres majeures, on relève notamment un Buste de Le Fèvre de Caumartin par Jean-Antoine Houdon, le modèle en plâtre du Satyre et bacchante de James Pradier, où on a cru reconnaître les traits de Pradier lui-même et de sa maîtresse Juliette Drouet et qui fait scandale au salon de 1834, une série de quatre maquettes préparatoires des bas-reliefs du Monument à Gutemberg de Strasbourg par David d'Angers, Le Chevalier errant d'Emmanuel Frémiet, Le Prince impérial et son chien Néro de Jean-Baptiste Carpeaux, le Buste de Louise Claudel, dite Madame de Massary et le Giganti de Camille Claudel, plusieurs œuvres d'Auguste Rodin dont une Grande Ombre ainsi que des masques et une Pénélope d'Antoine Bourdelle.
Le département conserve par ailleurs une collection de 600 moulages de plâtre recueillis lors de la fermeture de l’école régionale des arts plastiques de Lille en 1900, envois du gouvernement sur près de deux siècles utilisés à des fins tant pédagogiques que didactiques.

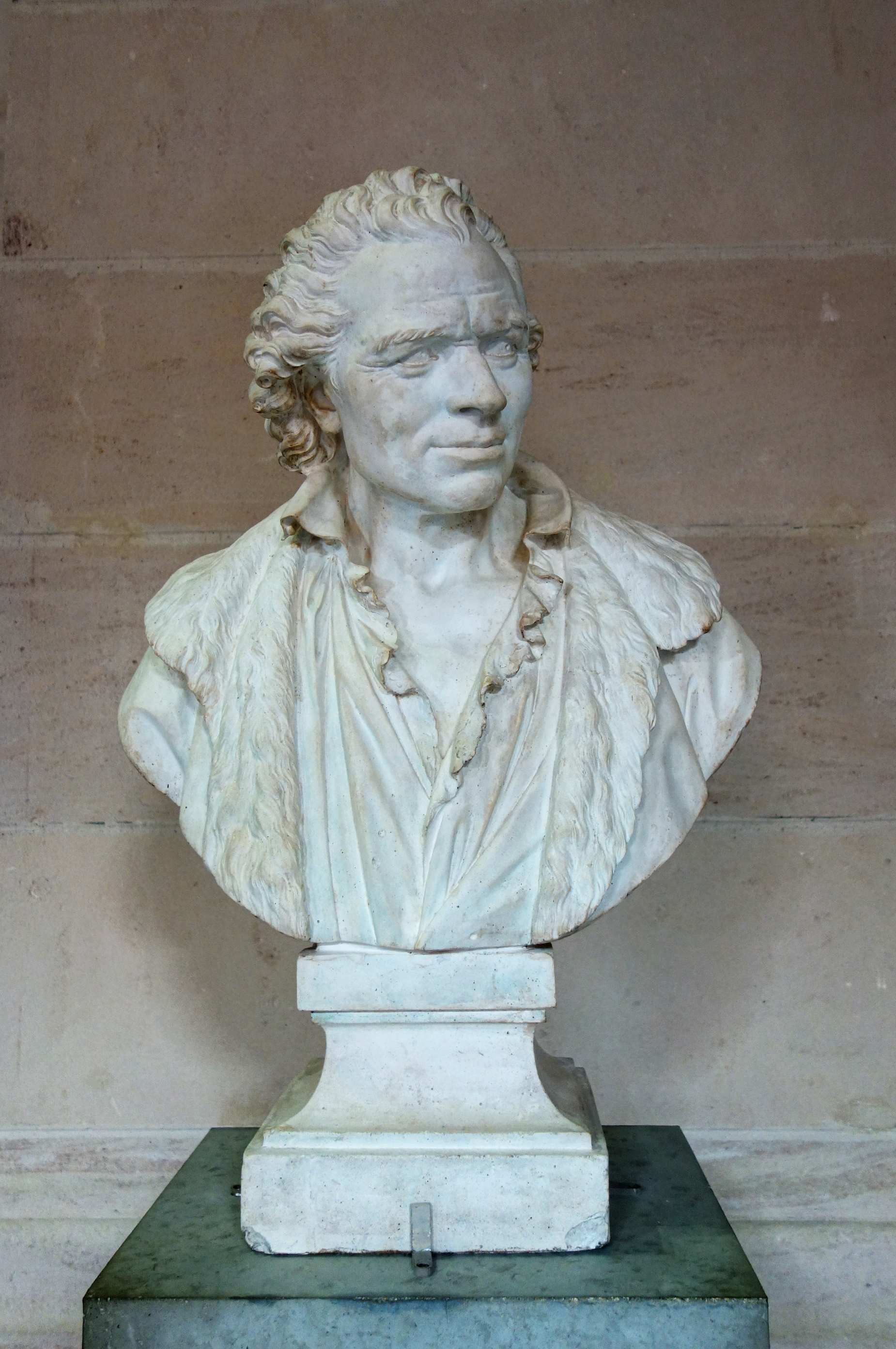
Augustin Pajou, Charles de Wailly, architecte (1789).
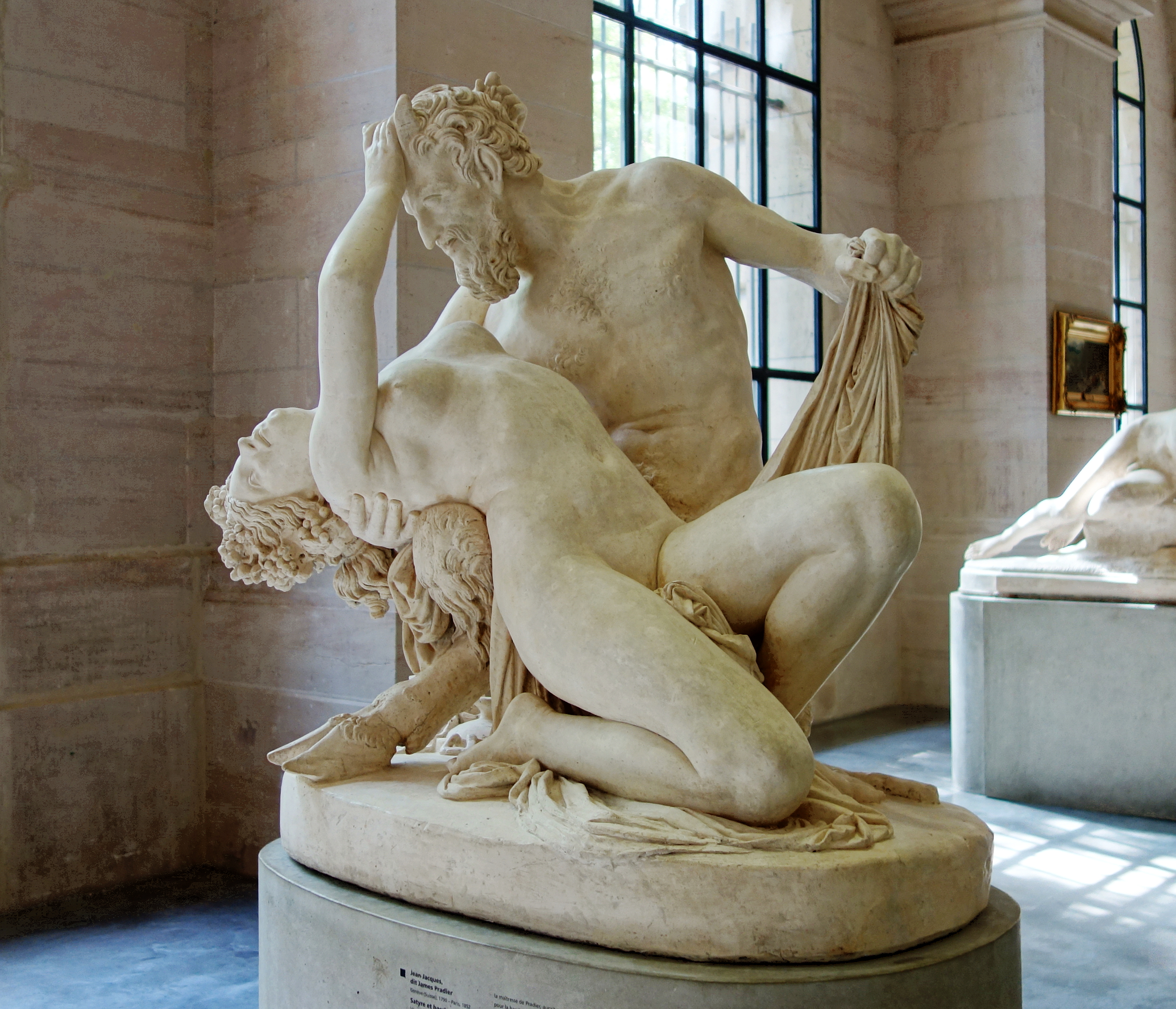
James Pradier, Satyre et bacchante (vers 1833).
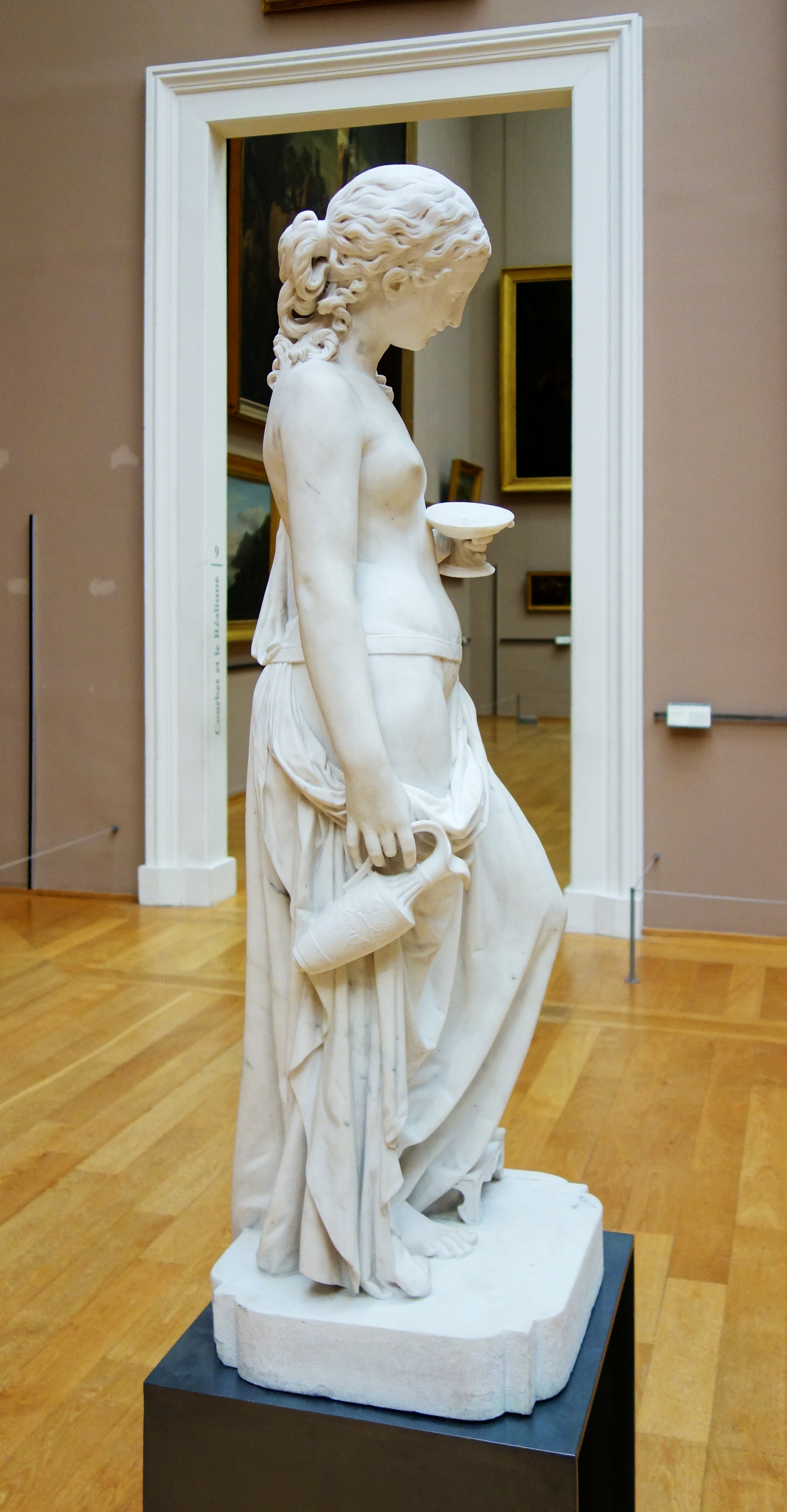
Victor Huguenin, Hébé (1849).
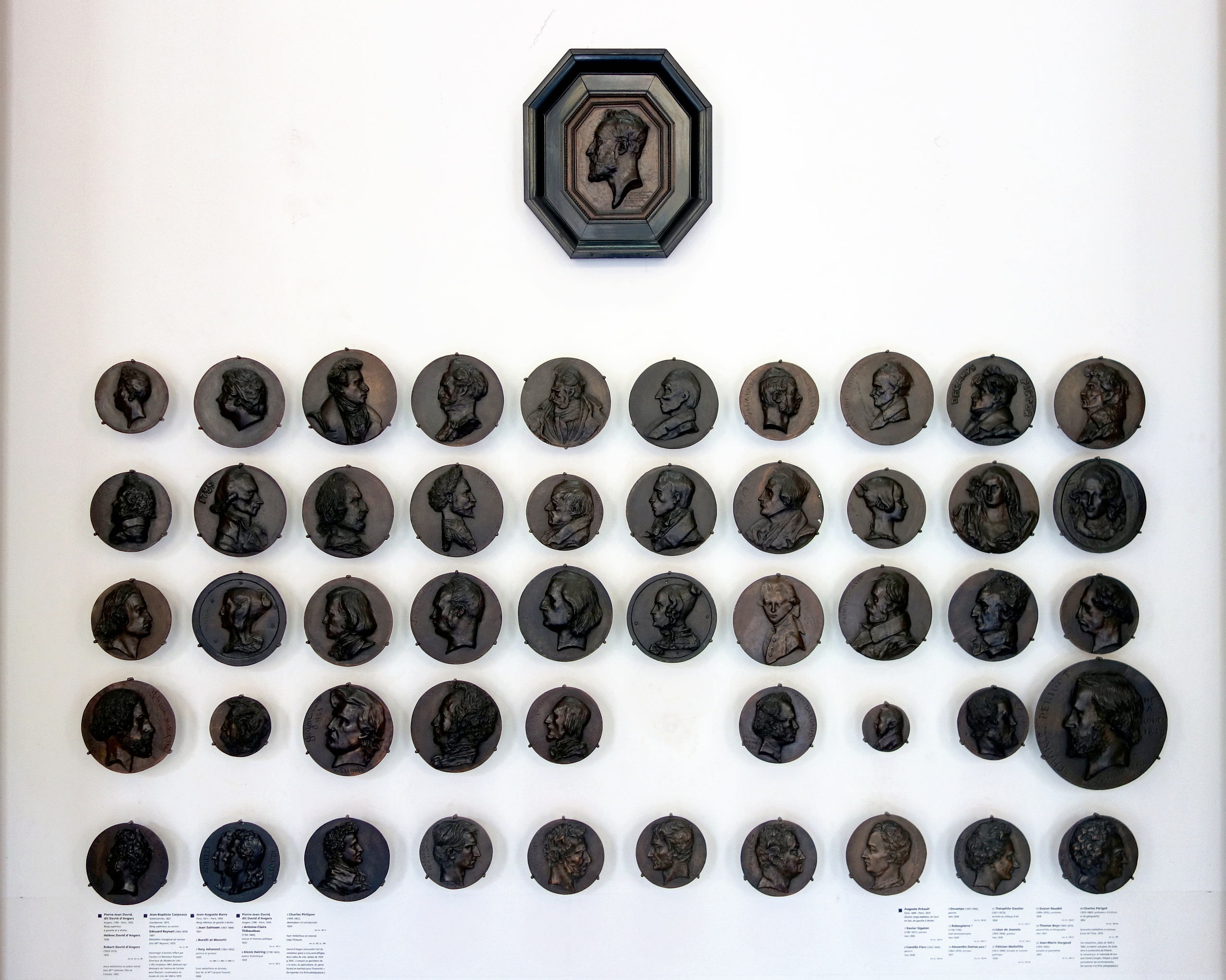
Médaillons par David d'Angers, Jean-Baptiste Carpeaux, Jean-Auguste Barre et Auguste Préault.
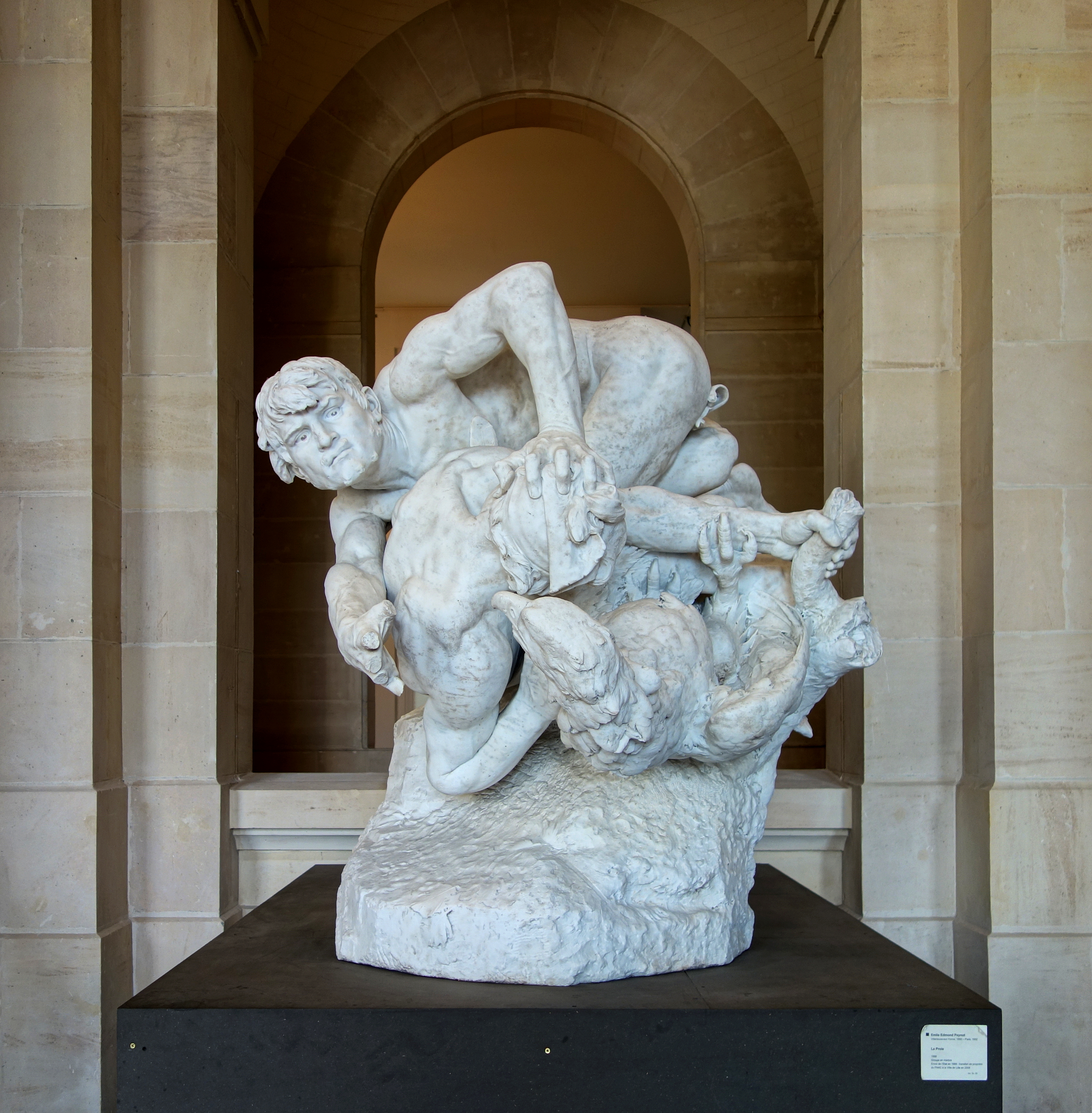
Émile Peynot, La Proie (1888).
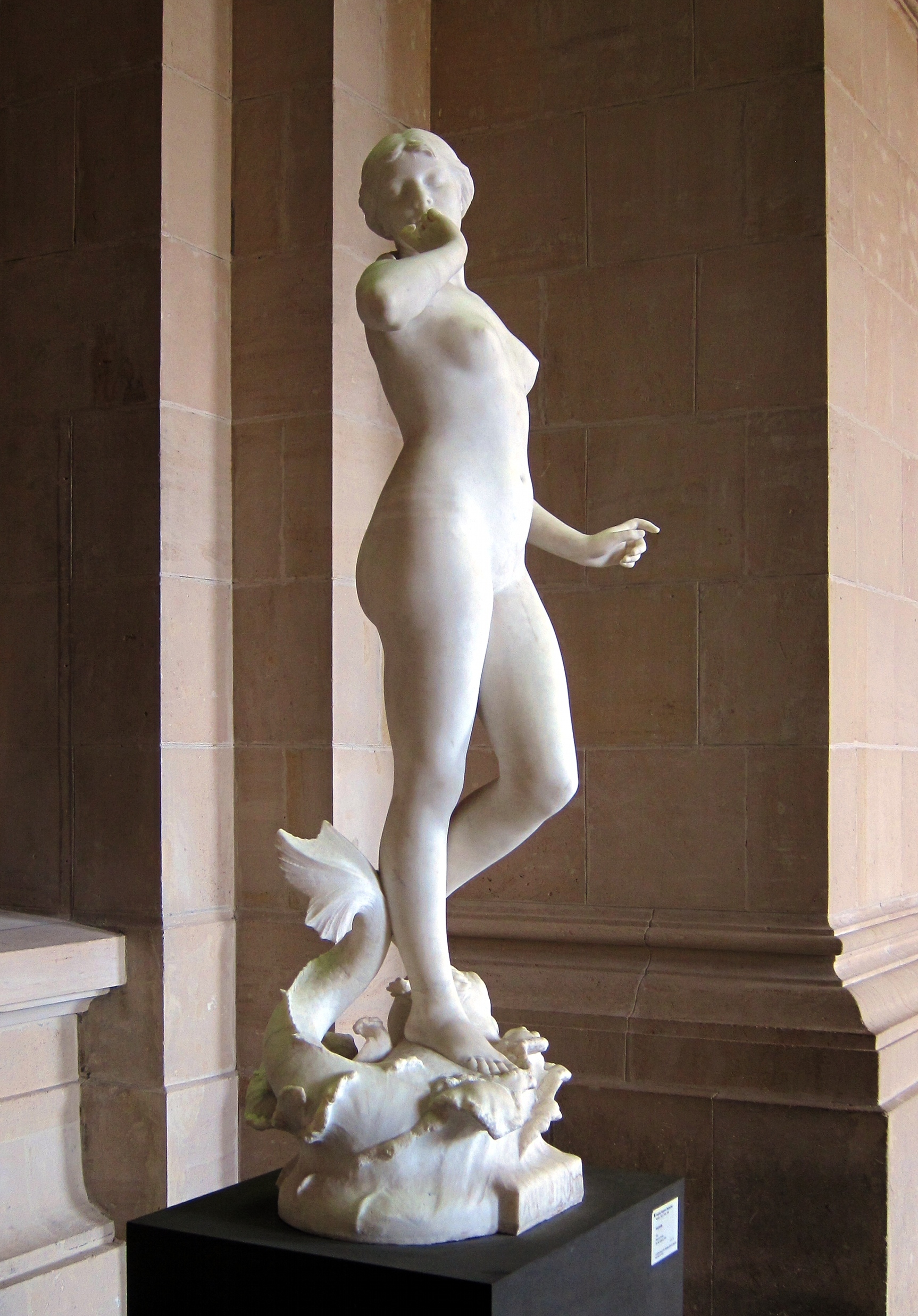
Eugène Déplechin, Amphitrite (1893).
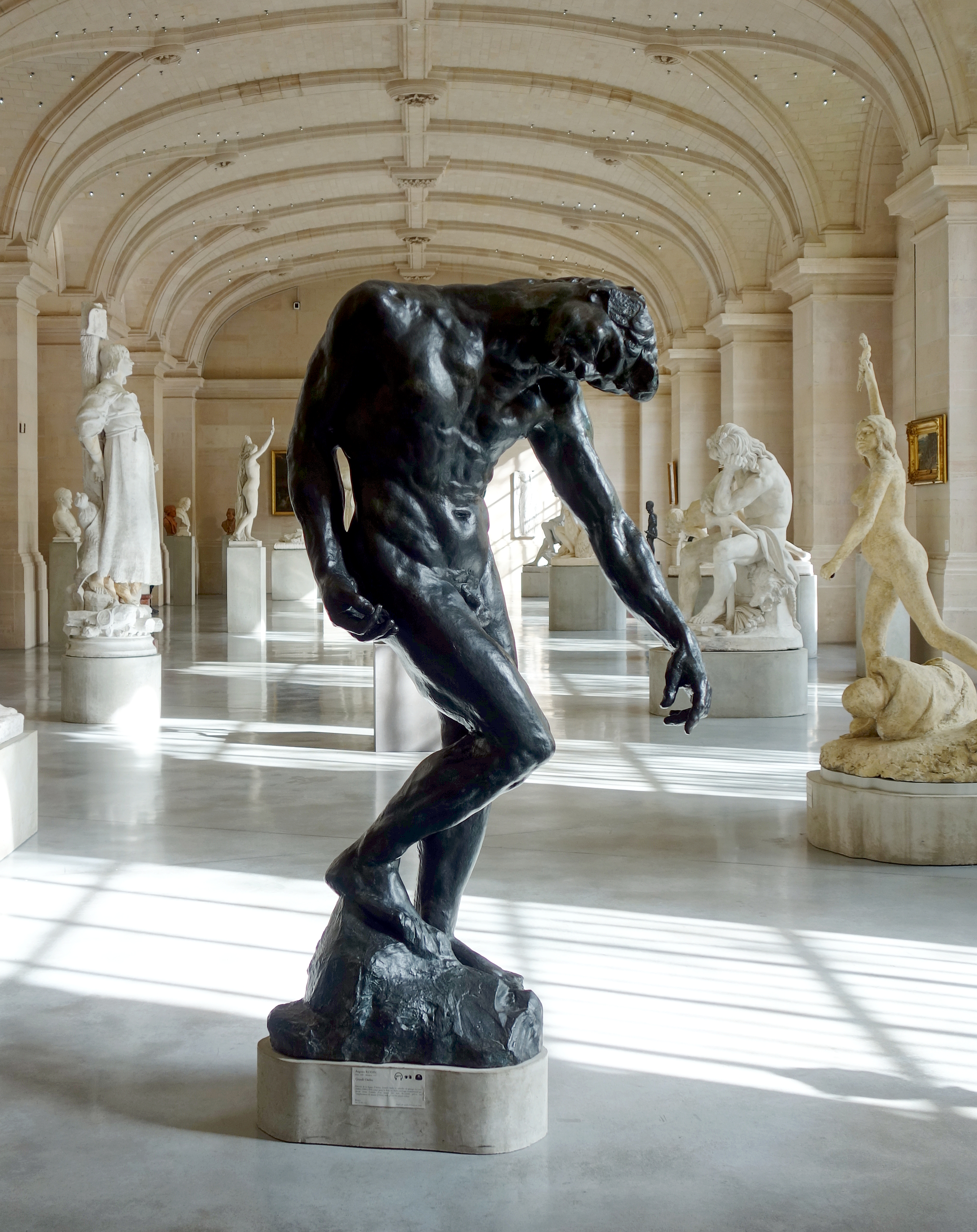
Auguste Rodin, Grande ombre (fin du XIXe siècle).
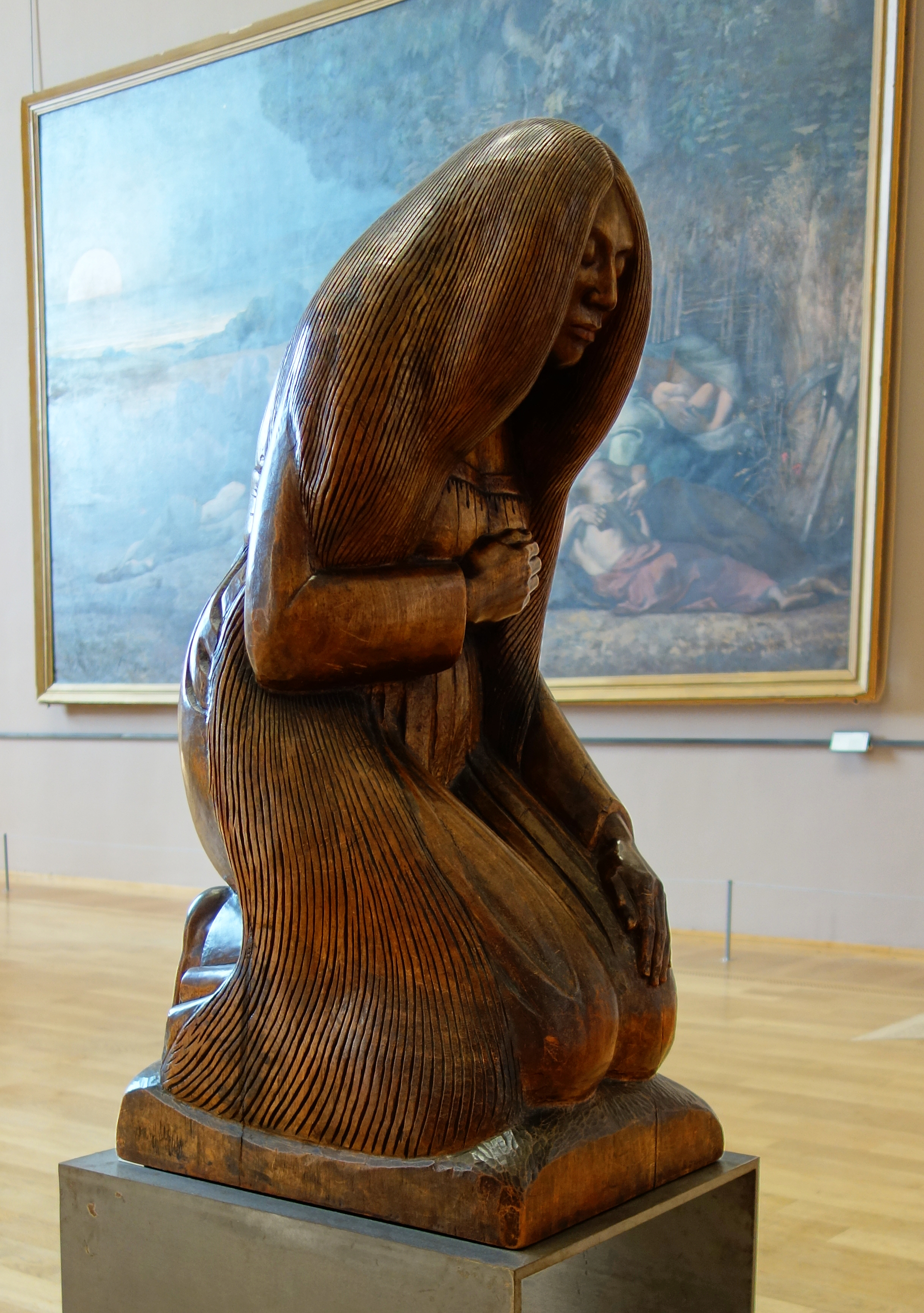
Georges Lacombe, Marie-Madeleine agenouillée (1897).
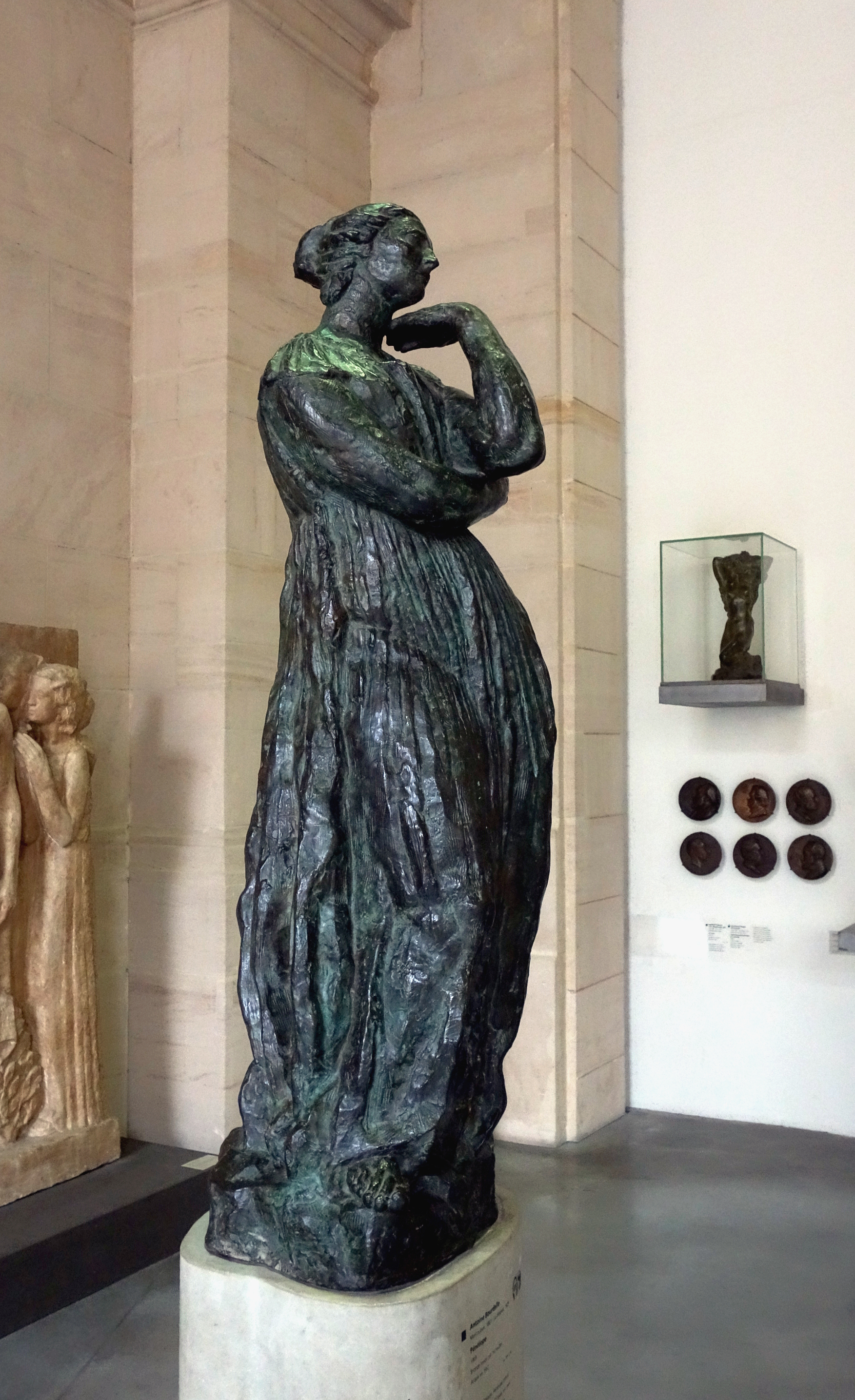
Antoine Bourdelle, Pénélope (1909).

### Cabinet des arts graphiques

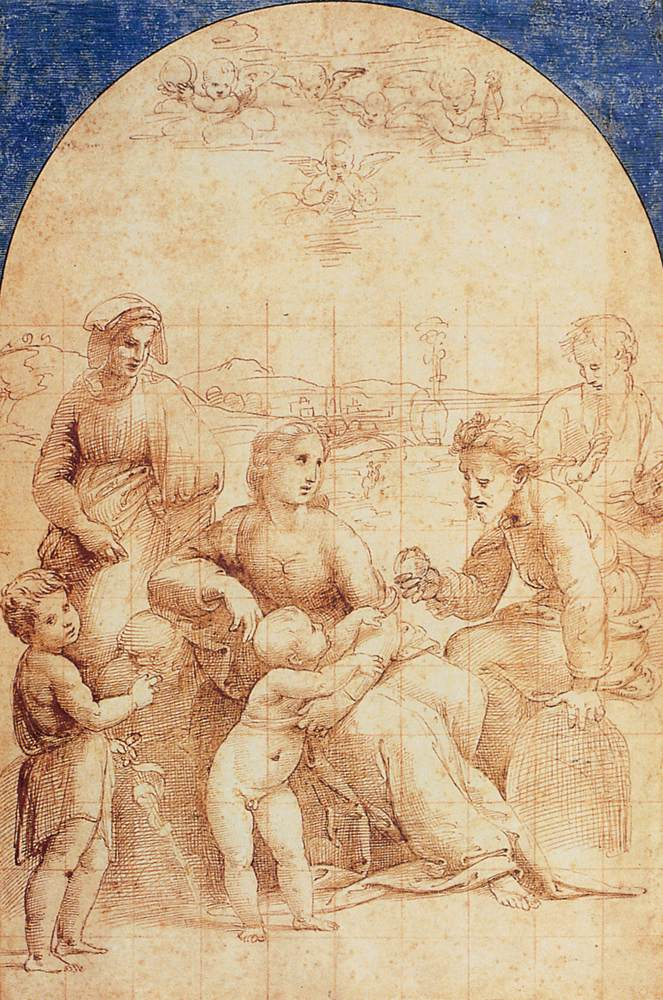
Étude pour la sainte conversation, 1507-1508, Raphaël.

Le cabinet des dessins conserve une exceptionnelle collection d’art graphique, riche de plus de 6 500 feuilles : des dessins et des estampes, des écoles italienne, française, allemande, flamande et hollandaise, du XVe au XXe siècle, ainsi que des miniatures, des manuscrits enluminés et des photographies. Le département possède un atelier de restauration d'œuvres graphiques qui assure le suivi et l'entretien du fonds.
Le fonds de dessins et d'estampes comprend en particulier :
- une collection de dessins italiens de la Renaissance, pour l'essentiel issue du fonds Wicar[105], des époques baroque et rococo, notamment 30 dessins de Raphaël, mais aussi des dessins de Filippino Lippi, Fra Bartolomeo, Andrea del Sarto, Pontormo, Jacopo Chimenti, Carlo Dolci, Giovanni Domenico Ferretti...
- un ensemble de pièces des écoles flamande, hollandaise et allemande, notamment d'Albrecht Dürer, Lucas Cranach l'Ancien, Gerrit van Honthorst, Rubens, Antoon van Dyck, Jacob Jordaens...
- un grand nombre de dessins et estampes de l'école française des XVIe, XVIIe, XVIIIe et XIXe siècles, notamment de Nicolas Poussin, Jacques-Louis David, Antoine Watteau, Nicolas Lancret, François Boucher, Maurice Quentin de La Tour, Jean-Baptiste Greuze, Hubert Robert, Louis-Léopold Boilly, Jean-Auguste-Dominique Ingres, Théodore Géricault, Eugène Delacroix, Puvis de Chavannes, Henri Fantin-Latour, Antoine Bourdelle...
- un exemplaire de la première édition de la série des Caprichos de Francisco de Goya[106].

Le fonds comprend aussi une soixantaine de cartons et dessins préparatoires à la réalisation de vitraux par les peintres Victor Mottez et Bruno Chérier, issus de la collection Camille Benoit.
Parmi les enluminures, on relève notamment sept fragments dits Pseudo-Giotto d'une bible du XIIIe siècle, plusieurs livres d'heures, dont un livre d'heures à l'usage de Paris de l'atelier de Maître François (vers 1470-1480) et deux livres d'heures à l'usage de Rome, enluminés pour l'un de peintures du Maître des Triomphes de Pétrarque (vers 1505) et pour l'autre de gravures peintes de Jean Pichore (vers 1513), ou encore des feuillets et lettrines d'antiphonaires italiens, du Maestro del Salomone Wildenstein (vers 1499-1512) ou de Michele da Genova (fin du XVe siècle).
Tout récemment encore, en 2004, le cabinet des Arts graphiques a reçu en donation un ensemble de 26 dessins romains du XVIe siècle.
Accessible aux chercheurs, la collection n'est pas exposée de façon permanente pour des raisons de conservation, mais fait l'objet d'expositions thématiques occasionnelles. Une partie importante de la collection a été numérisée et peut aussi être visionnée sur ordinateur.

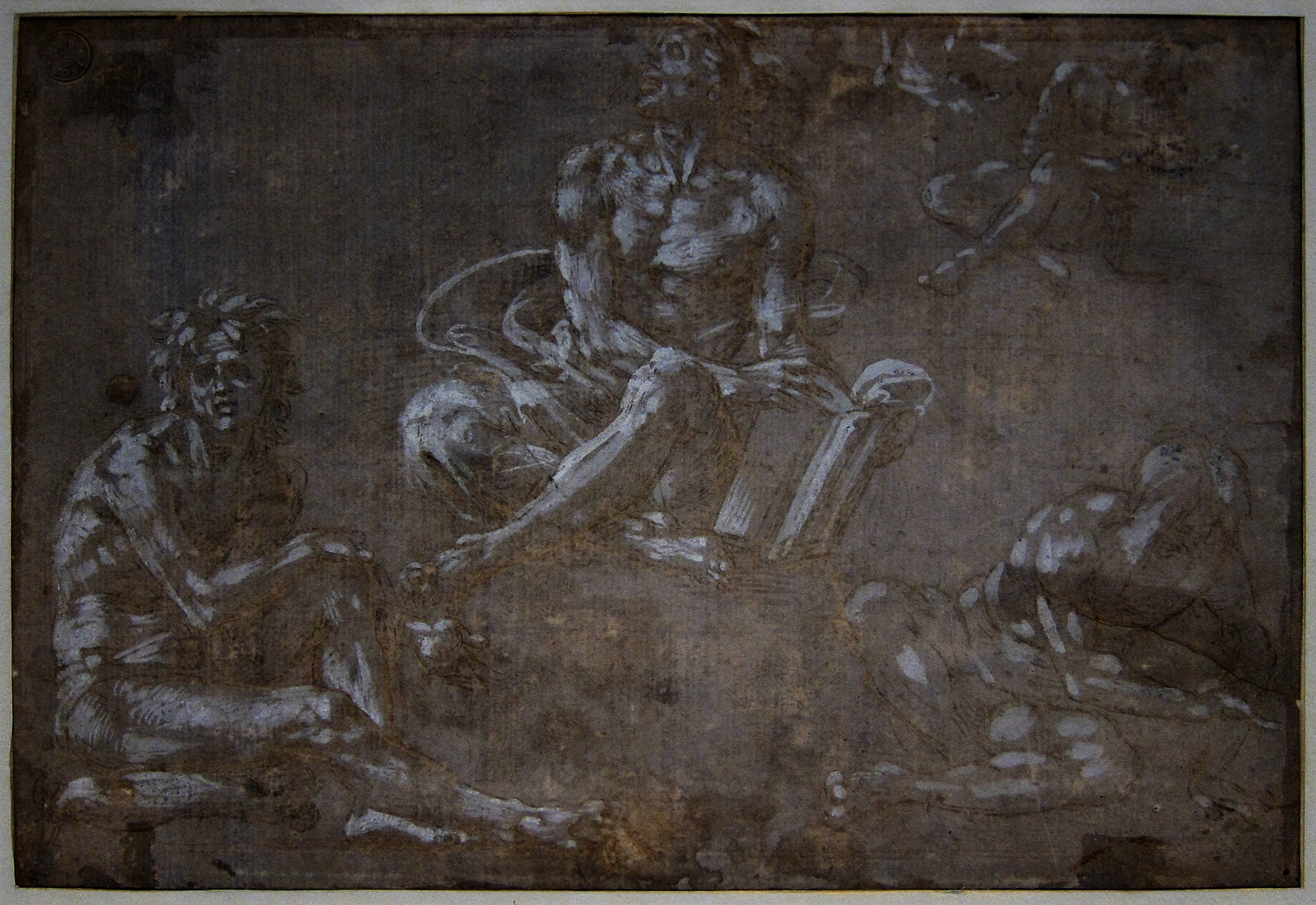
Étude d'hommes assis, XVe siècle, Filippino Lippi.
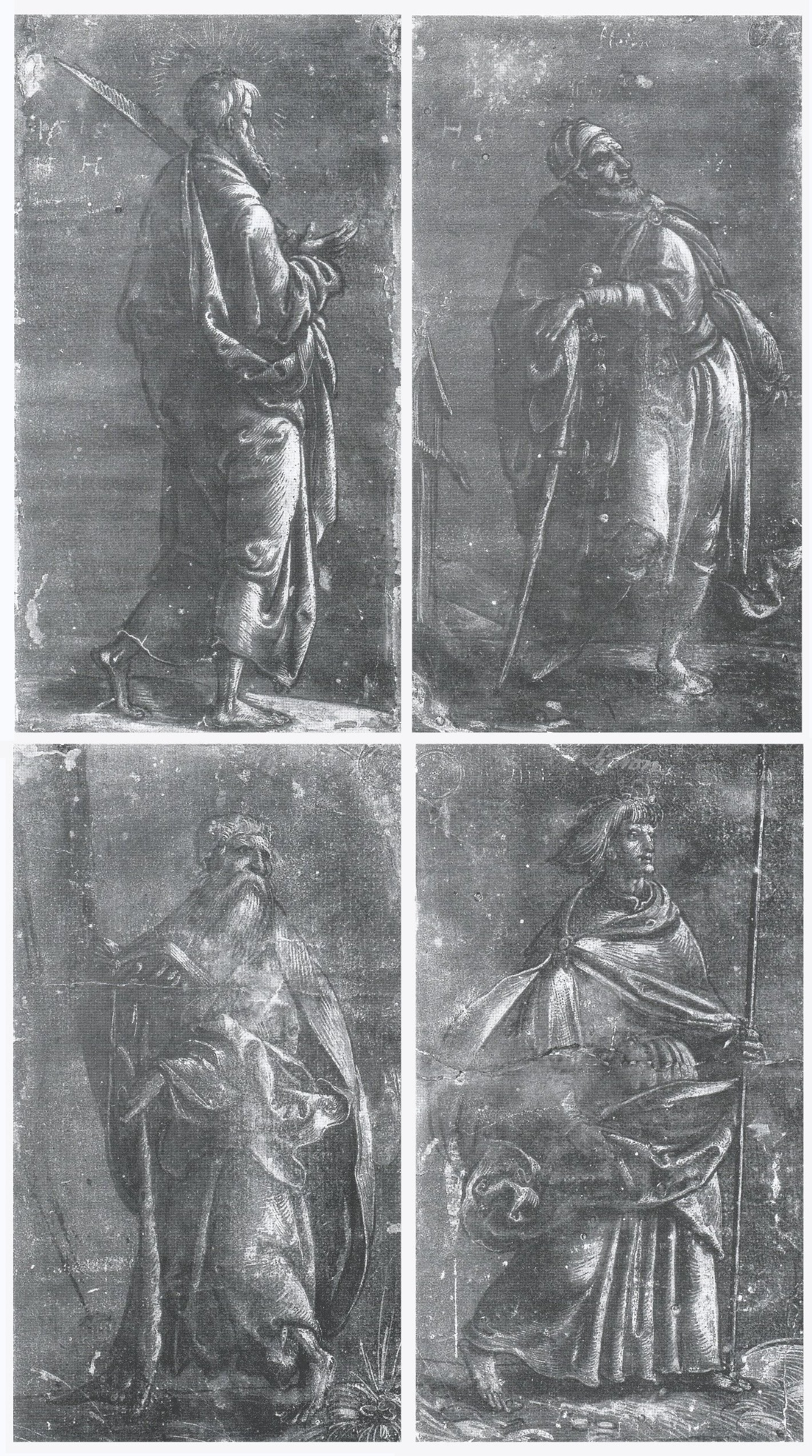
Quatre dessins d'apôtres, 1518, Hans Holbein le Jeune.
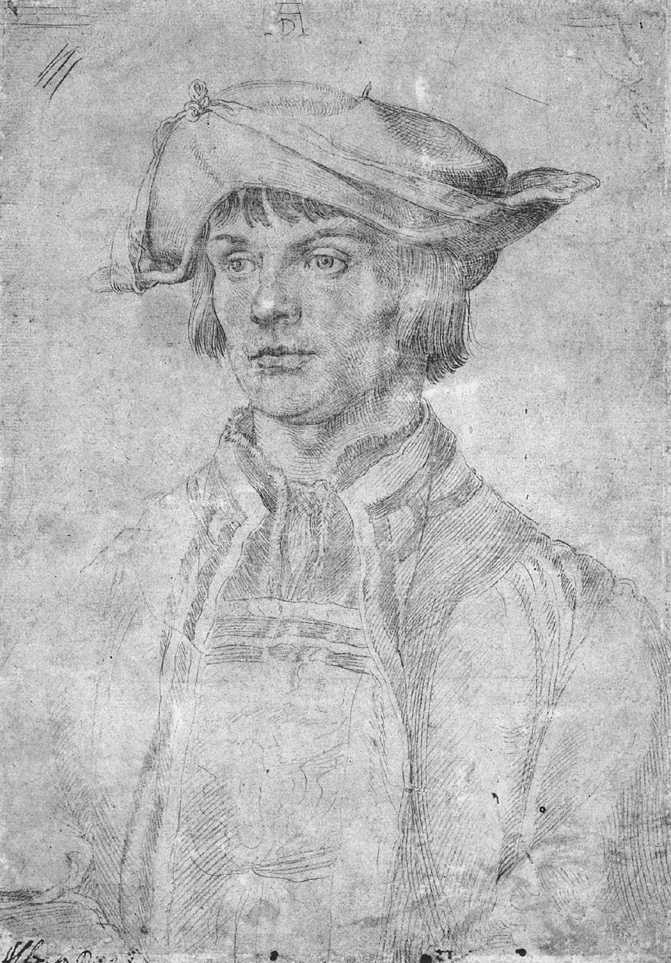
Portrait de Lucas van Leyden, 1521, Albrecht Dürer.
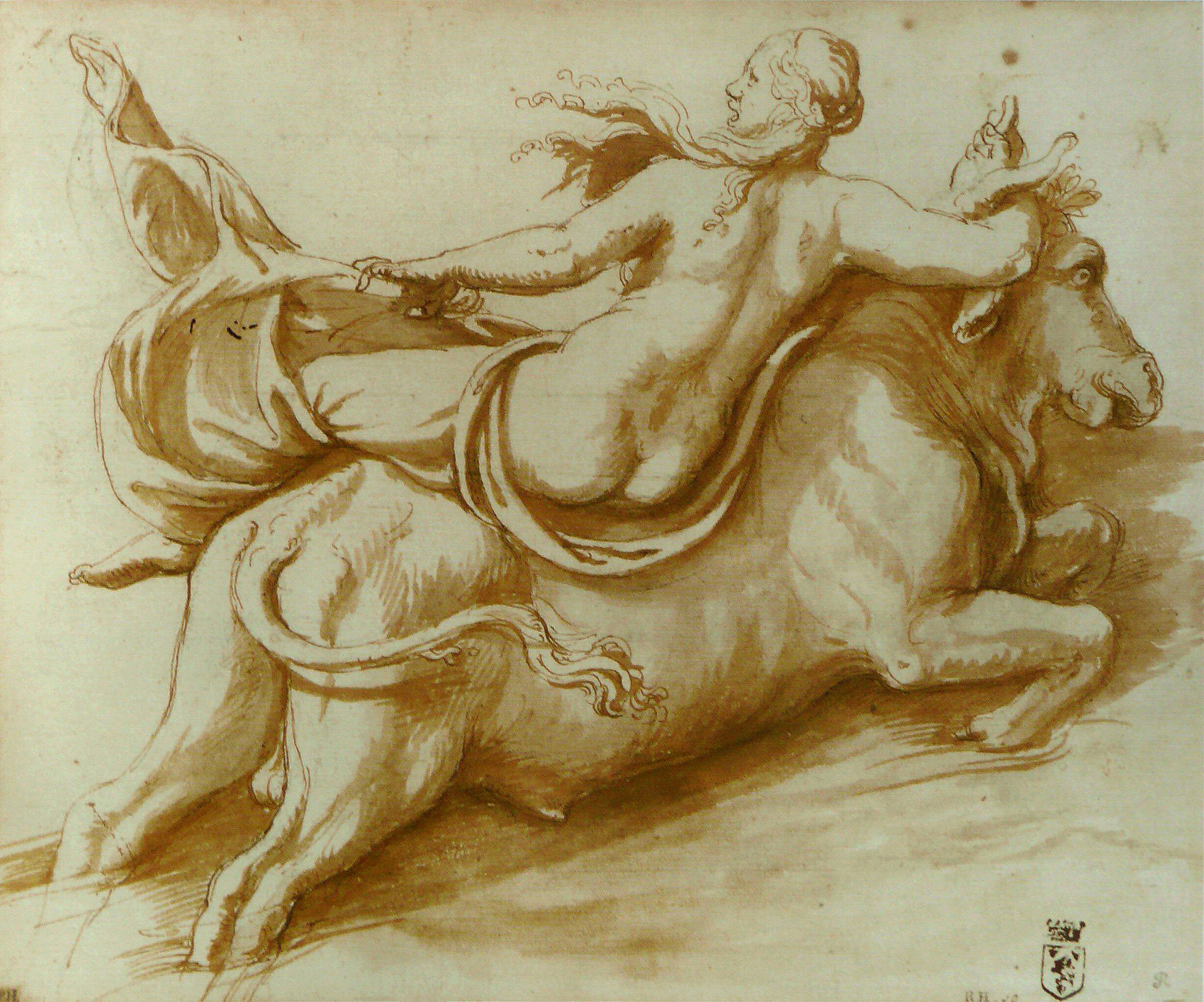
L'Enlèvement d'Europe, XVIe siècle, Giulio Romano.
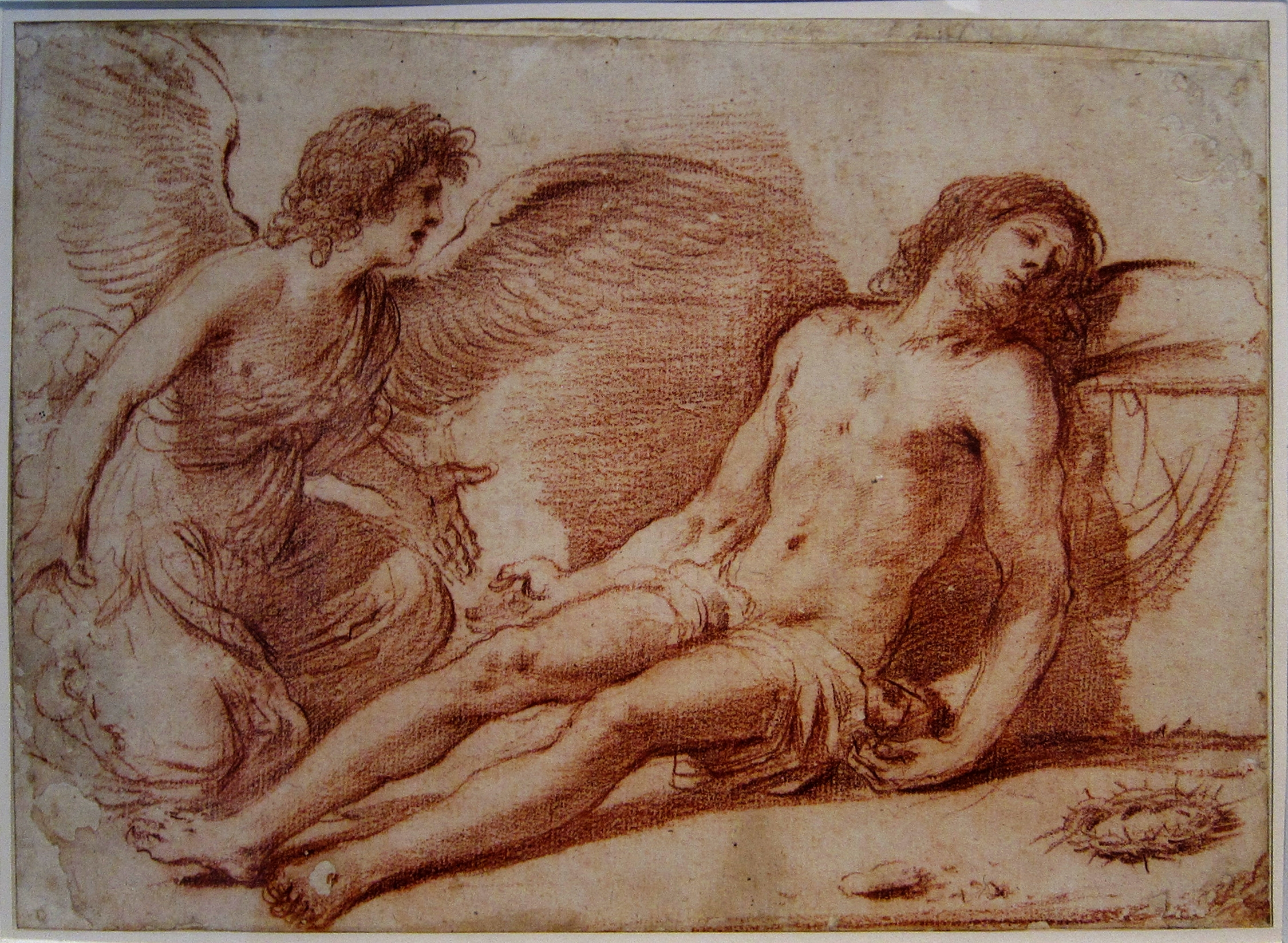
Christ mort et un ange, XVIIe siècle, Le Guerchin.
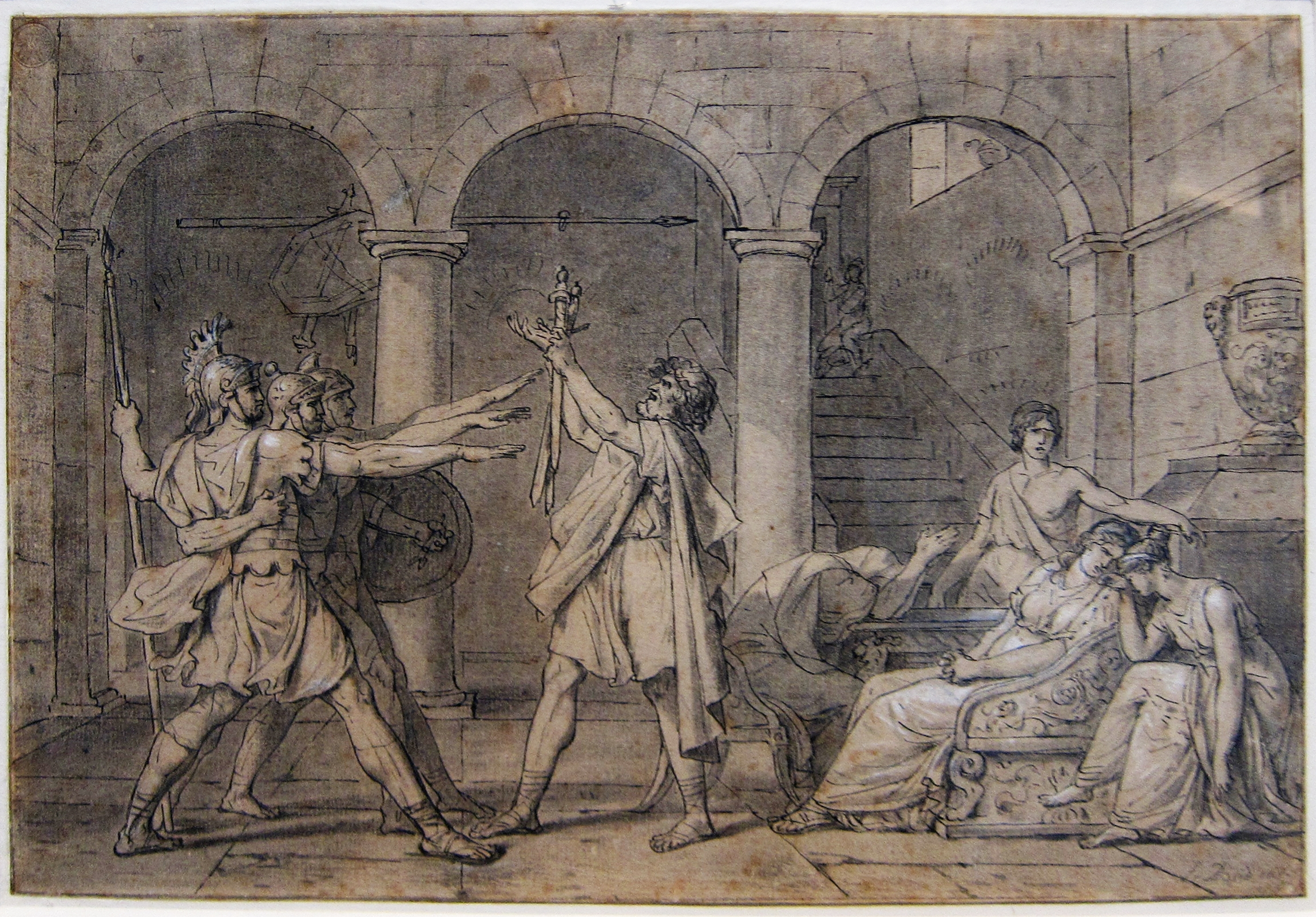
Le Serment des Horaces, vers 1784, Jacques Louis David.

### Département de la céramique

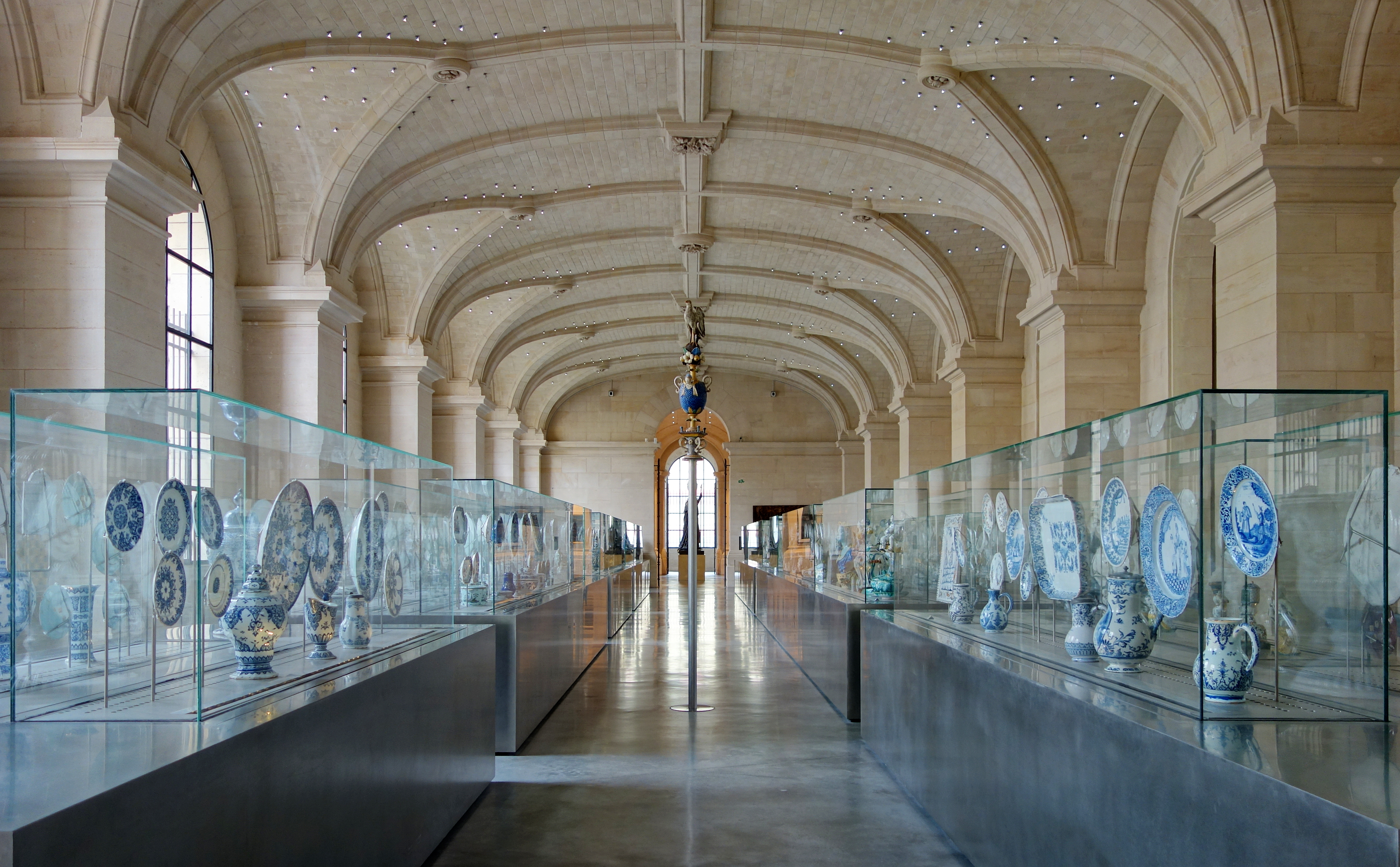
Vue de la galerie des céramiques.

Fondé en 1869 par Jules Houdoy, le musée de céramique compte aujourd'hui plus de 2 500 pièces. Présentée au rez-de-chaussée, la collection consiste en un ensemble de pièces très diversifiées, qui s'étendent du XVIe siècle au début du XIXe siècle. Principalement issue de legs et de donations, parmi lesquels les legs de Vicq en 1881 et 1891, Verly-Lecoutre de Beauvais en 1914, du Docteur Trachet en 1949 et la donation de la collection d'André Cateaux dans les années 1970, elle comprend notamment :
- des faïences de Lille, de Delft et de Rouen, qui constituent l'ensemble le plus important ;
- des faïences méditerranéennes, faïence hispano-mauresque, majolique italienne, faïence dite « latesini », faïence de Moustiers, qui sont également bien représentées ;
- des faïences de l’est de la France, d’Allemagne, d’Autriche et de Suède qui, bien que moins nombreuses, sont suffisamment représentatives pour susciter l'intérêt des spécialistes ;
- des porcelaines orientales, de Chine et du Japon, qui permettent d'illustrer les influences des échanges entre l'Orient et l'Occident à partir du XVIe siècle ;
- enfin, des porcelaines françaises, moins présentes, mais de qualité[Pba 101].

Les pièces les plus spectaculaires sont notamment des émaux de Limoges du XVIe siècle, des épis de faîtage de céramiques vernissées de Manerbe et Le Pré-d'Auge du XVIIe siècle, des panneaux de carreaux à décor de grand feu en camaïeu bleu de Cornelis Boumeester, des assiettes à décor de cartes à jouer en faïence de Lille, une saupoudreuse de faïence de Sinceny à décor de grand feu polychrome, des plaques à décor de grand feu polychrome de majolique de Castelli et un vase à deux anses en faïence de Künersberg à feuilles et insectes en relief du XVIIIe siècle.
Le musée conserve également une œuvre majeure de l’art nouveau russe, la Cheminée de la légende de Volga et Mikoula de Mikhaïl Vroubel, composée de 155 pièces en céramique émaillée, médaillée d’or lors de l’Exposition Universelle de 1900.
Les objets exposés dans la galerie, sous vitrine, bénéficient d'un éclairage par fibre optique qui met en relief la qualité des matières.

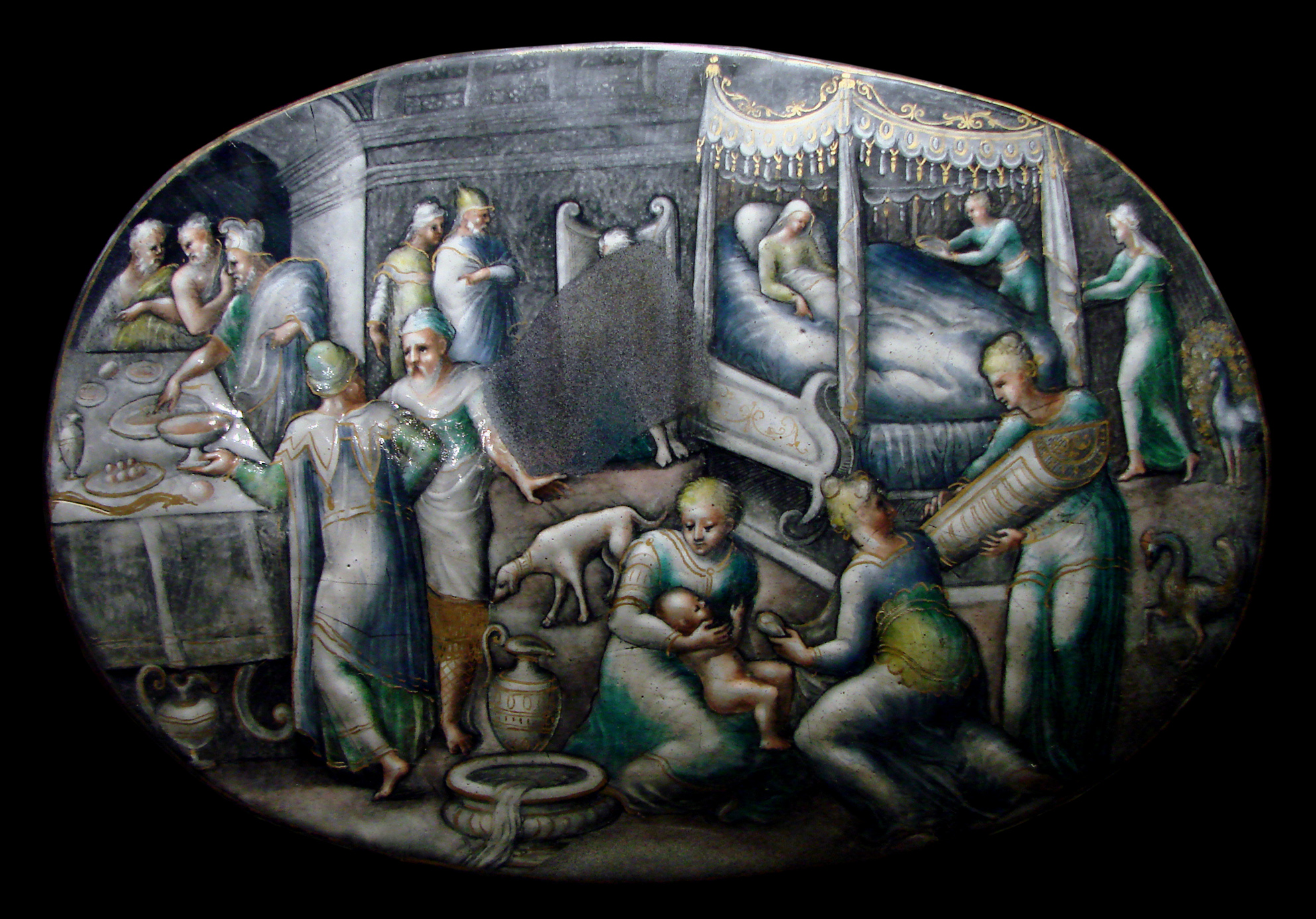
Scène de naissance, émail, XVIe siècle, Limoge.
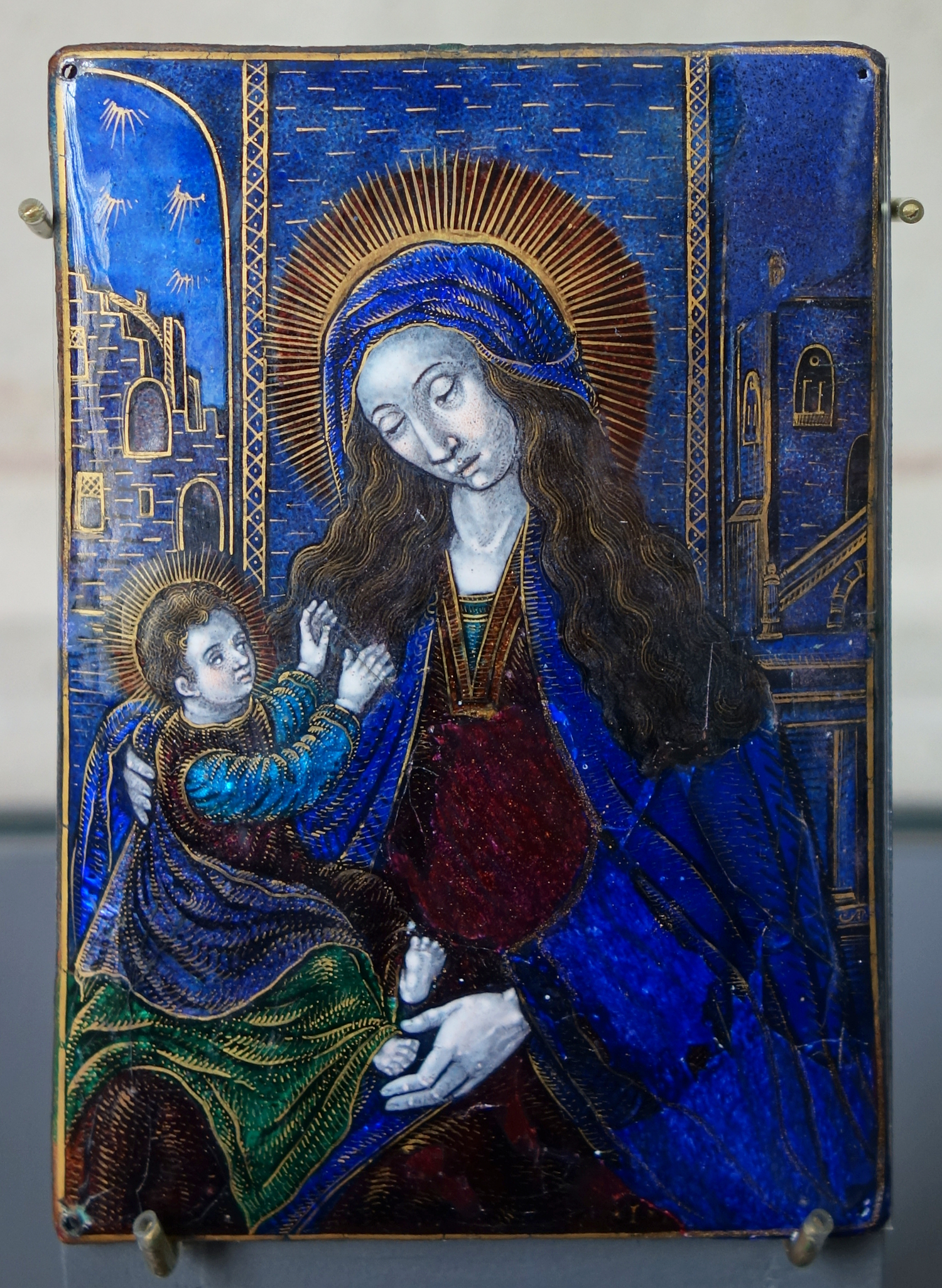
La Vierge à l'enfant, émaux polychrome rehauts d'or, paillons d'argent, 1re moitié du XVIIe siècle, Jehan II Limosin.
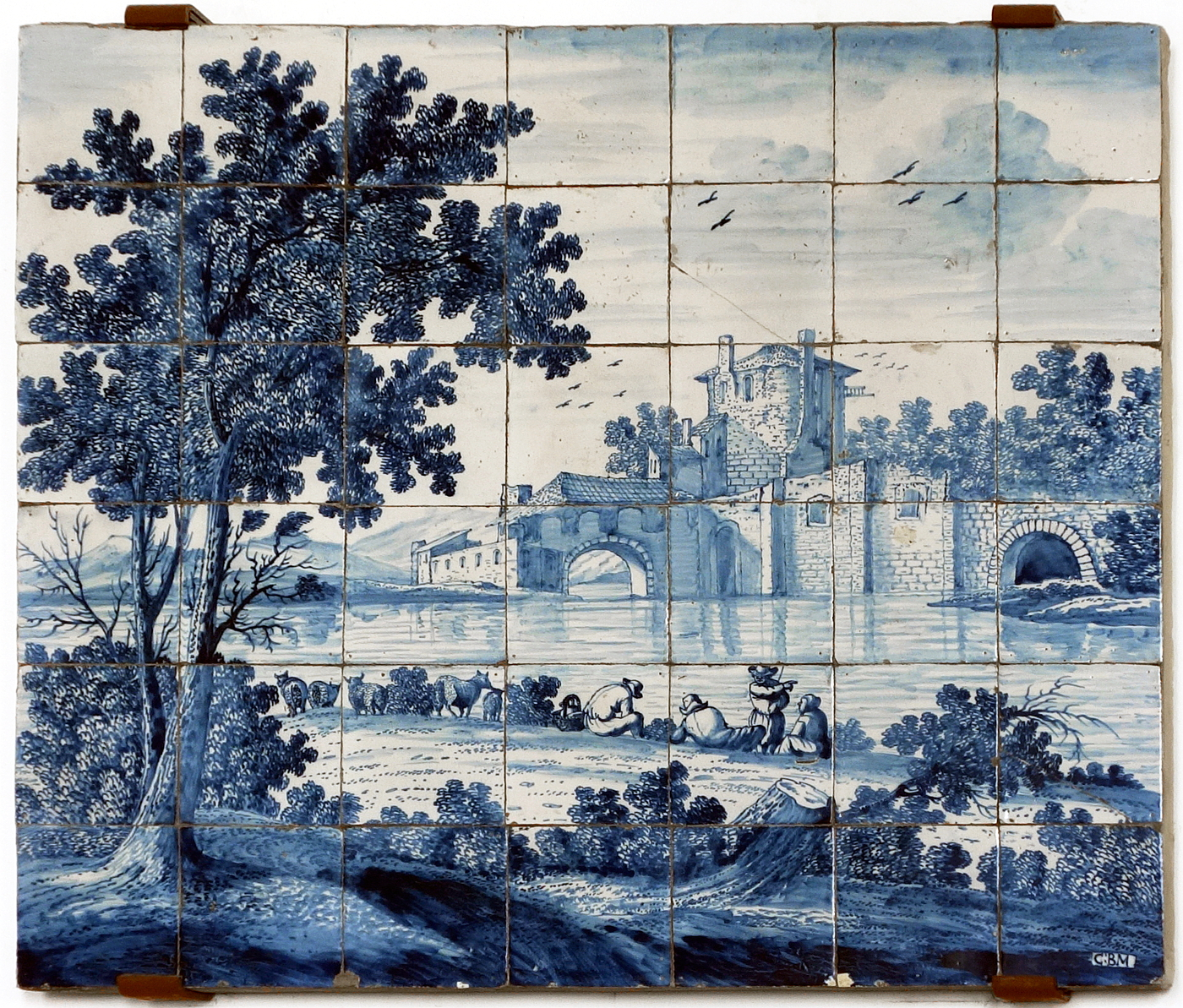
Panneau de 42 carreaux, fin XVIIe siècle, Cornelis Boumeester.
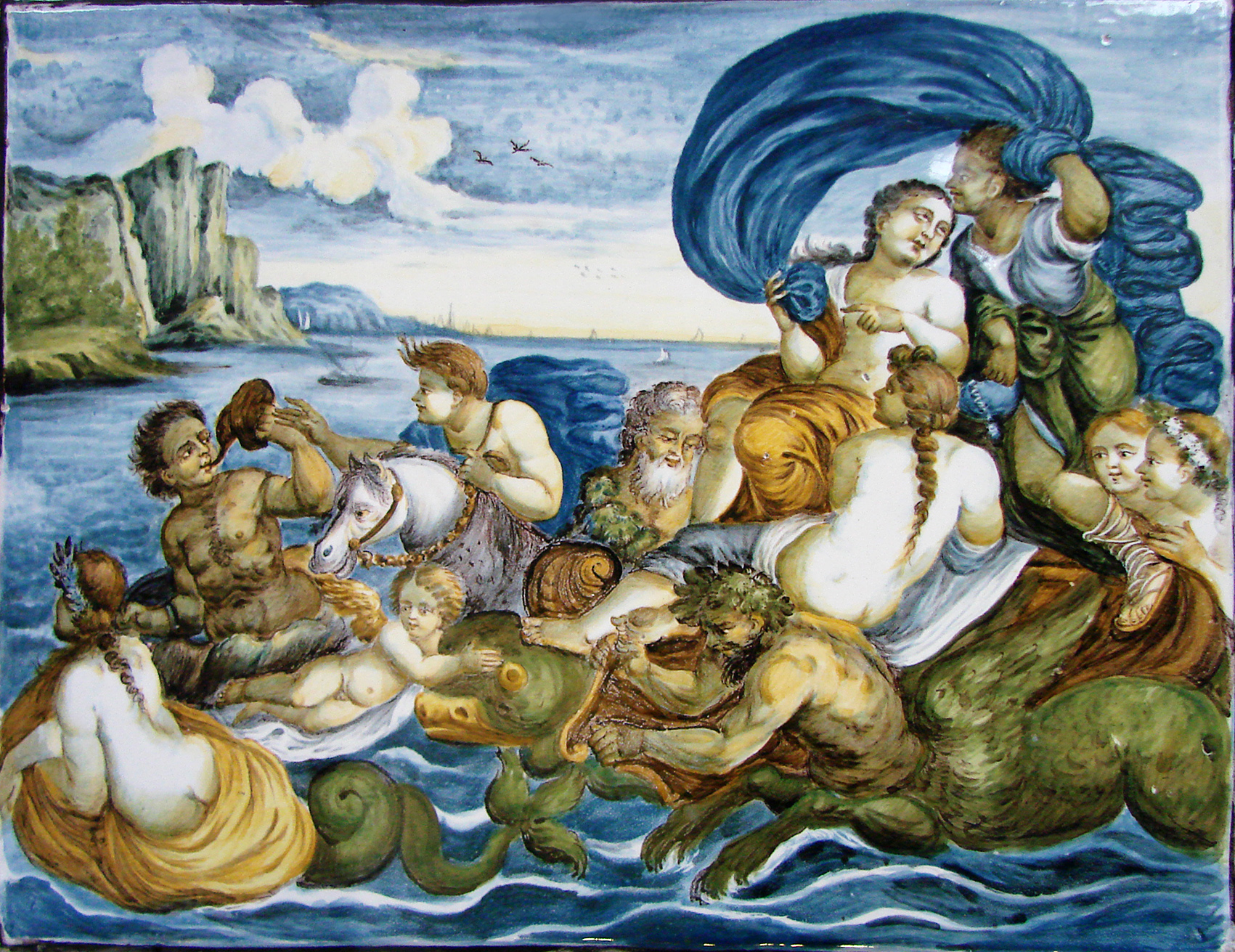
Le Char d'Amphitrite, décor grand feu polychrome, XVIIIe siècle, Castelli, Italie.
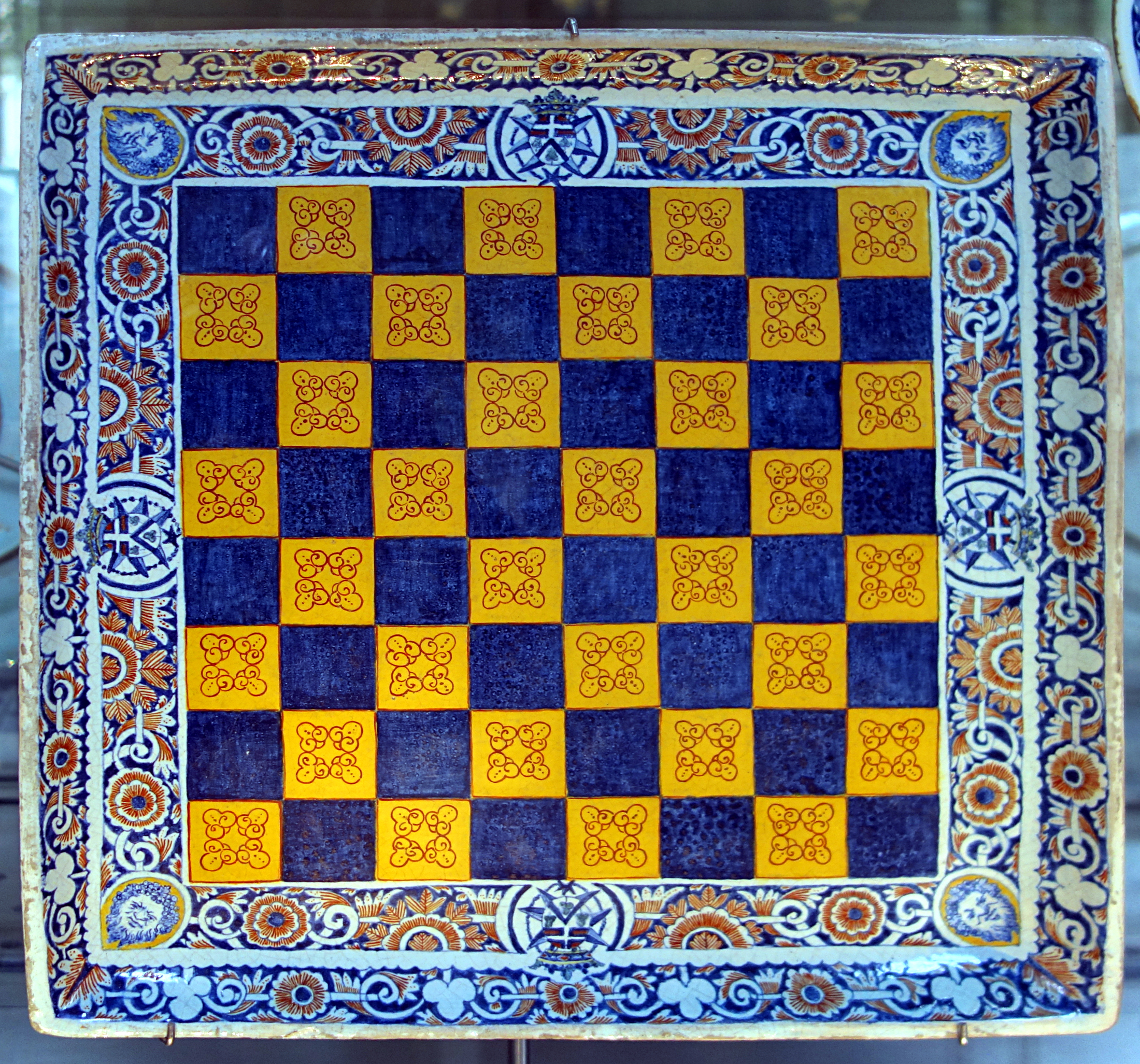
Plateau de jeu d'échecs (porcelaine de Lille), XVIIIe siècle.
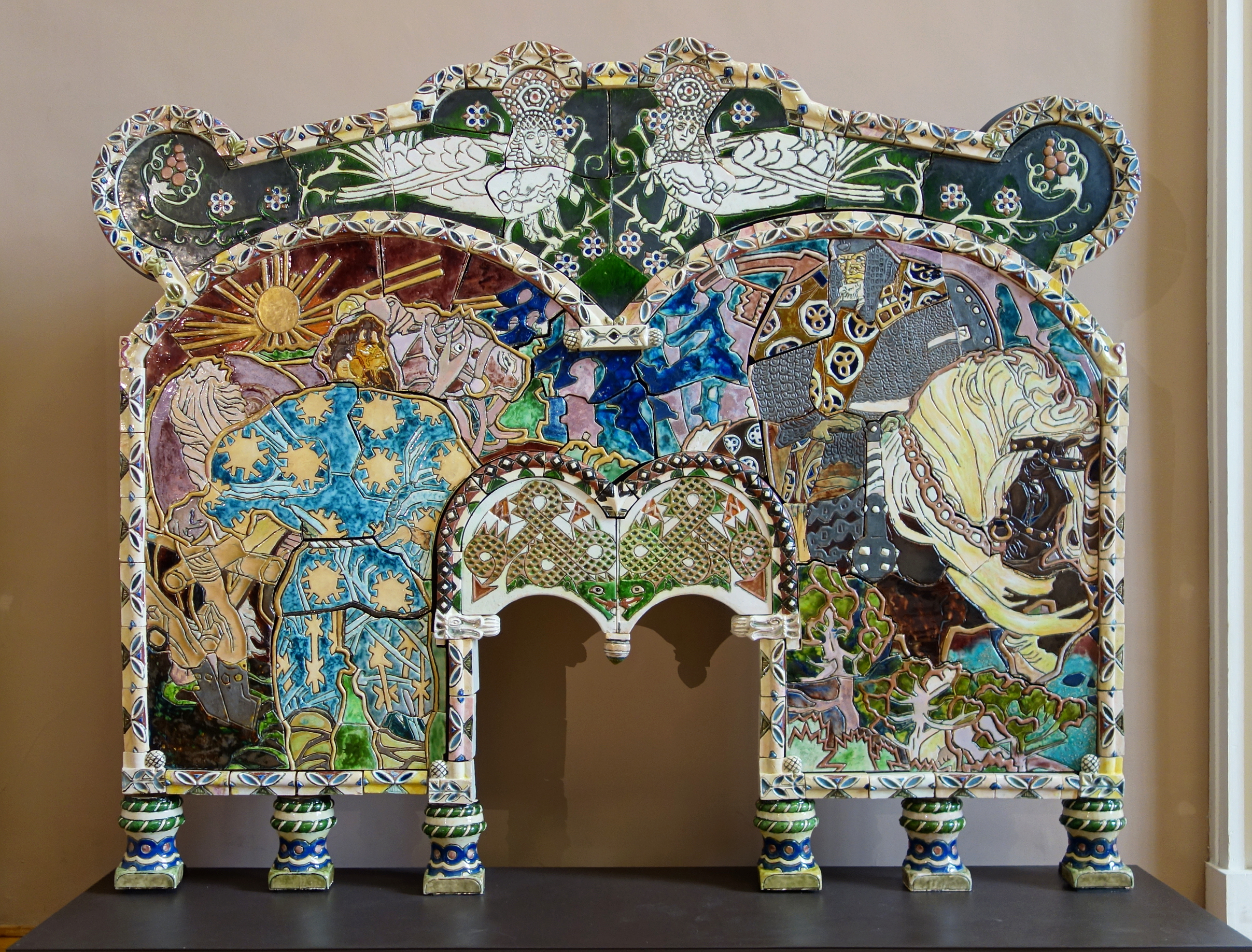
Cheminée de la légende de Volga et Mikoula, 1899, Mikhaïl Vroubel.

### Département des plans-reliefs

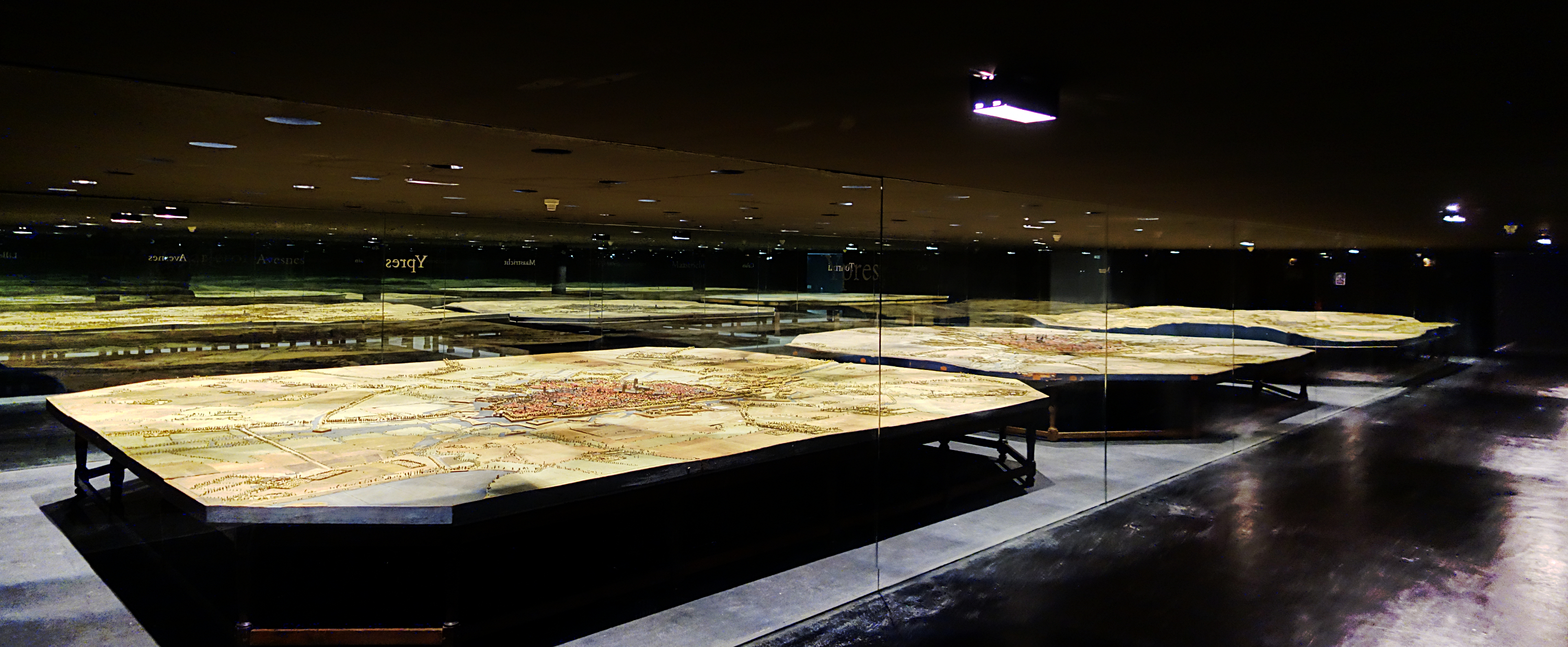
Vue de la salle des plans-reliefs.

Le département des plans-reliefs comprend quinze maquettes à l'échelle de un pied pour 100 toises (soit environ 1/600e) de villes fortifiées par Vauban au nord du royaume de France, réalisées pour l’essentiel au cours du XVIIIe siècle à des fins militaires. C'est en effet Louvois, alors secrétaire d’État à la guerre, qui, en 1668, demande à Vauban de faire exécuter le premier plan-relief, celui de Dunkerque, puis en multiplie l'usage pour « faire toucher au doigt et à l’œil tous les défauts » de ces places et les faire « corriger ». À partir des années 1680, l’échelle unique d’un pied pour cent toises est adoptée et, en 1743, deux ateliers entièrement consacrés à la construction des plans-reliefs sont créés à Béthune et à Lille avant d'être transférés à Paris en 1756, d'abord au Louvre, puis dans les combles des Invalides à partir de 1777.
Les maquettes, de très grande dimension (entre 30 et 50 m2), restituent les villes dans leur configuration d'époque, mais aussi leur environnement, minutieusement reconstitué pour les besoins de l’artillerie. Les plans-reliefs sont formés de plusieurs tables assemblées dont la dimension permet aux artisans d'accéder au centre. Elles sont constituées d’une structure et de lames de bois de différentes épaisseurs, retaillées afin de restituer les accidents du relief, recouvertes de carton pour modeler le détail du terrain sur lequel sont collés, à la colle animale, du sable fin pour les sols et de la soie hachée pour les espaces verts. Les bâtiments sont taillés dans des blocs de tilleul décorés avec du papier gravé ou peint, la végétation est faite en chenilles de soie torsadée dans des fils de fer[réf. souhaitée].
Mises en dépôt par le musée des Plans-reliefs de Paris en 1987, les maquettes exposées figurent sept places fortes situées dans le nord de la France, à savoir Calais (1691), Bergues (1699), Bouchain (1715), Lille (1740-1743), Aire-sur-la-Lys (1743), Gravelines (1756) et Avesnes (1824-1826), sept situées aujourd’hui en Belgique, soit Charleroi (1695), Ath (1697), Ypres (1698-1702), Tournai (1701), Menin (1702), Audenarde (1747) et Namur (1747-1750) et une aux Pays-Bas, Maastricht (1752).

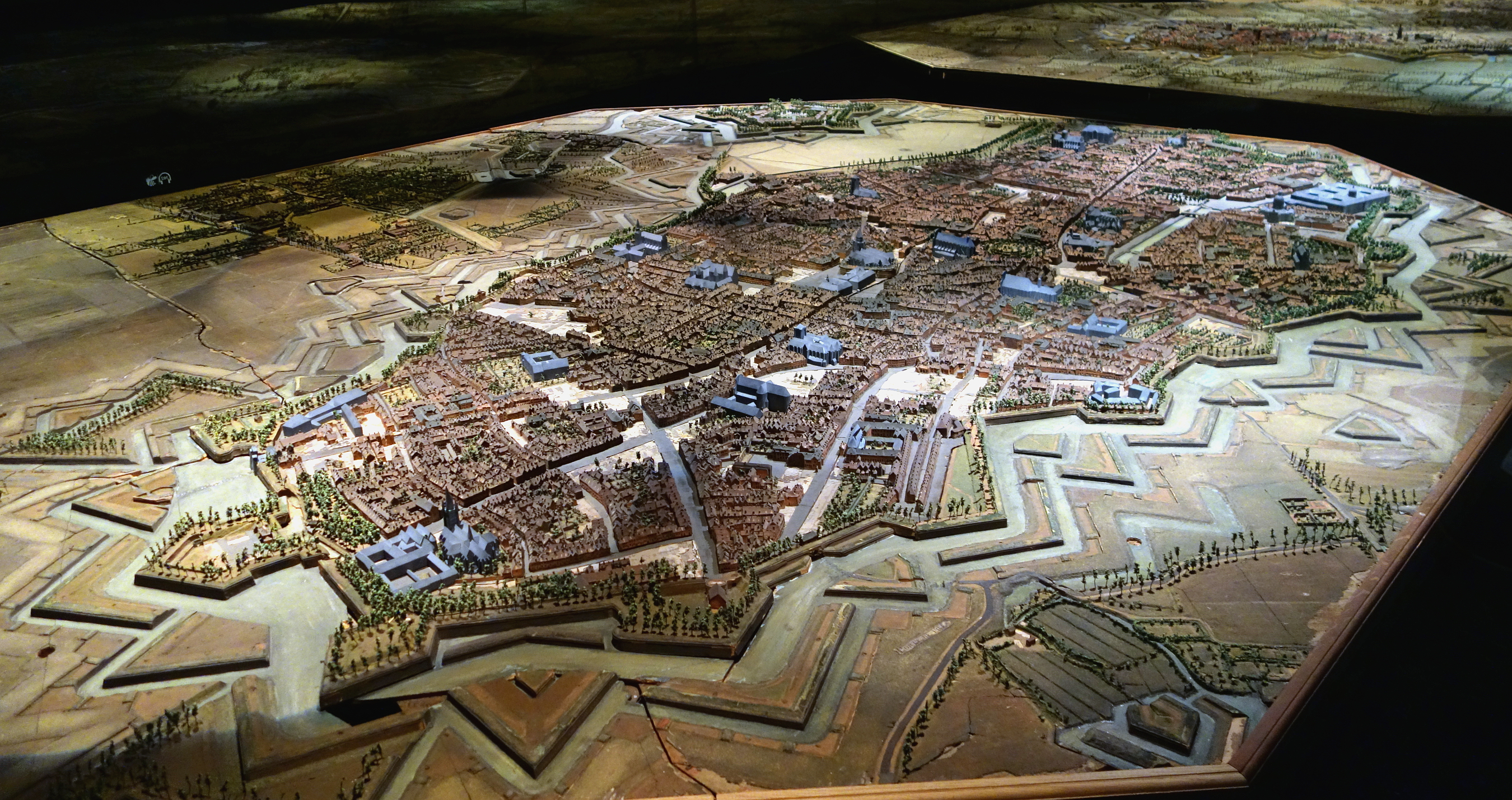
Plan-relief de Lille, 1740-1743.
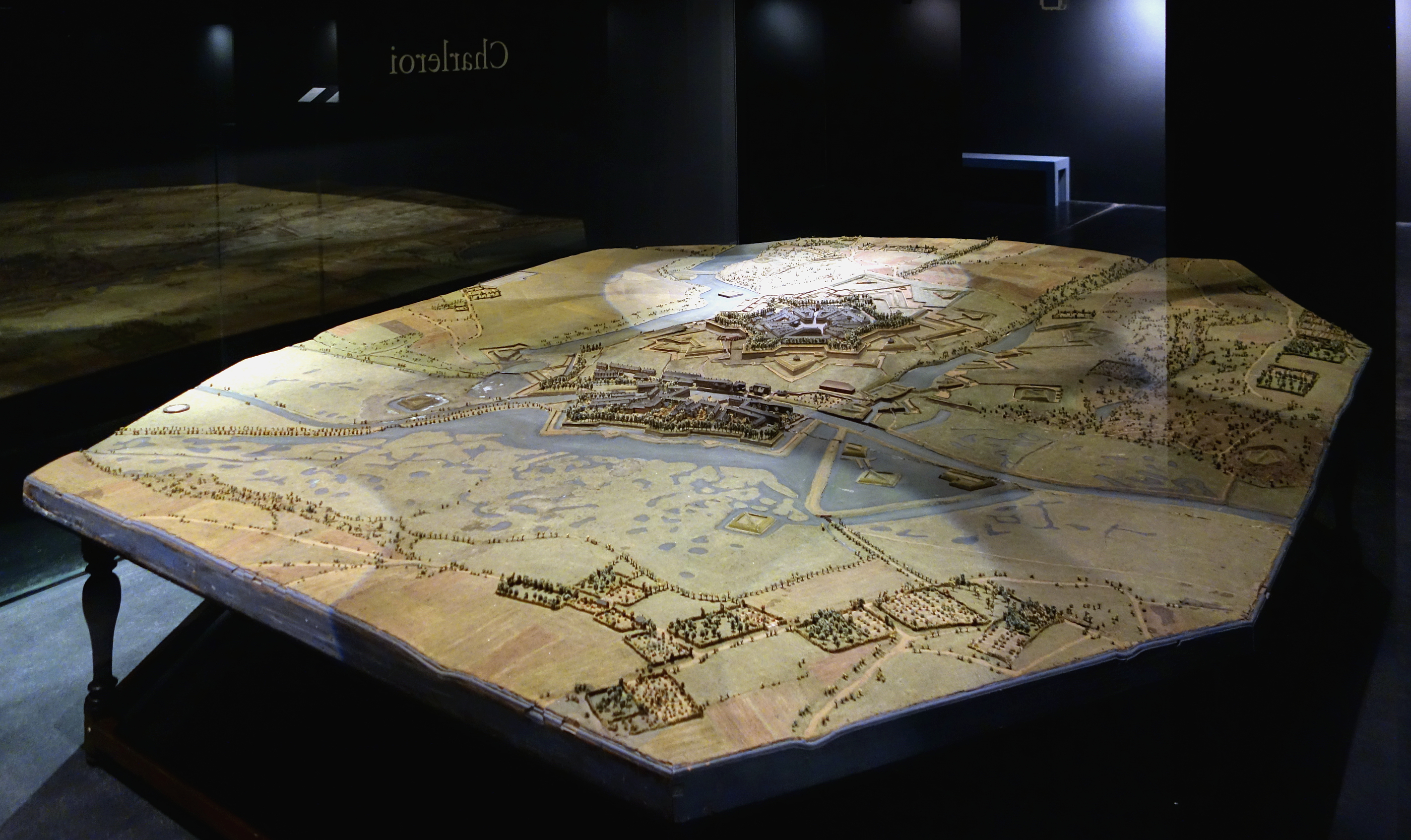
Plan-relief de Charleroi, 1695.
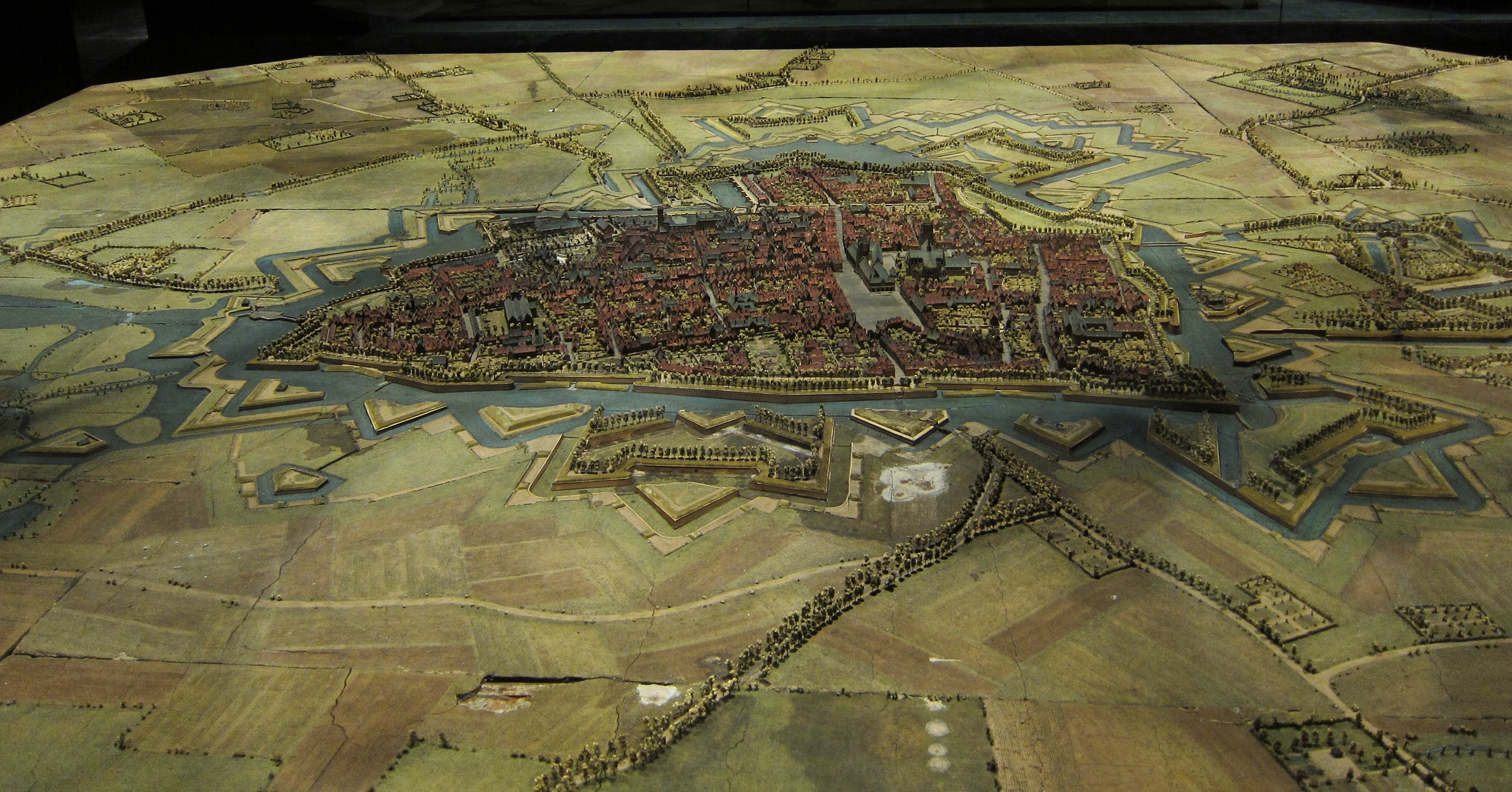
Plan-relief d'Ypres, 1698-1702.
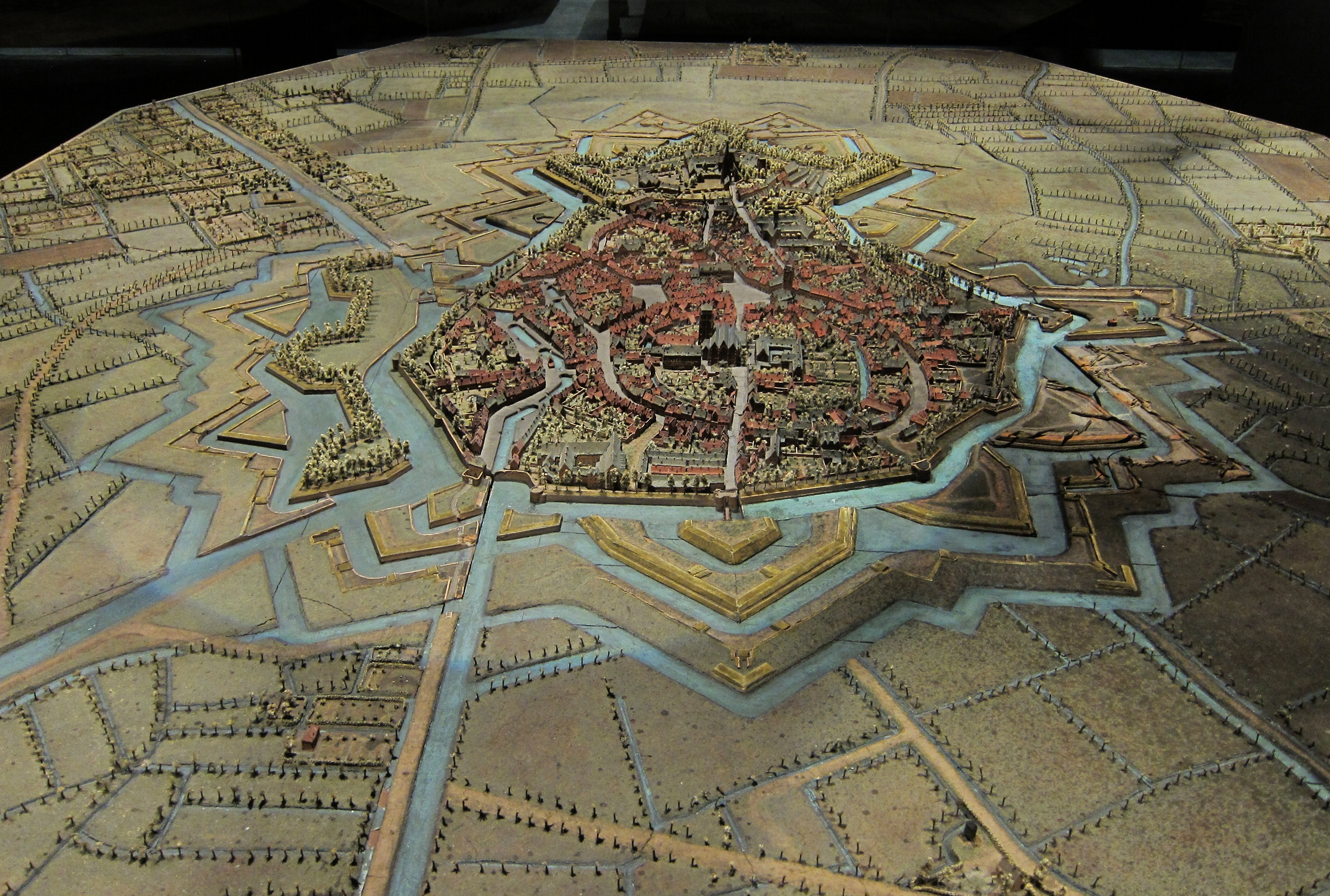
Plan-relief de Bergues, 1699.
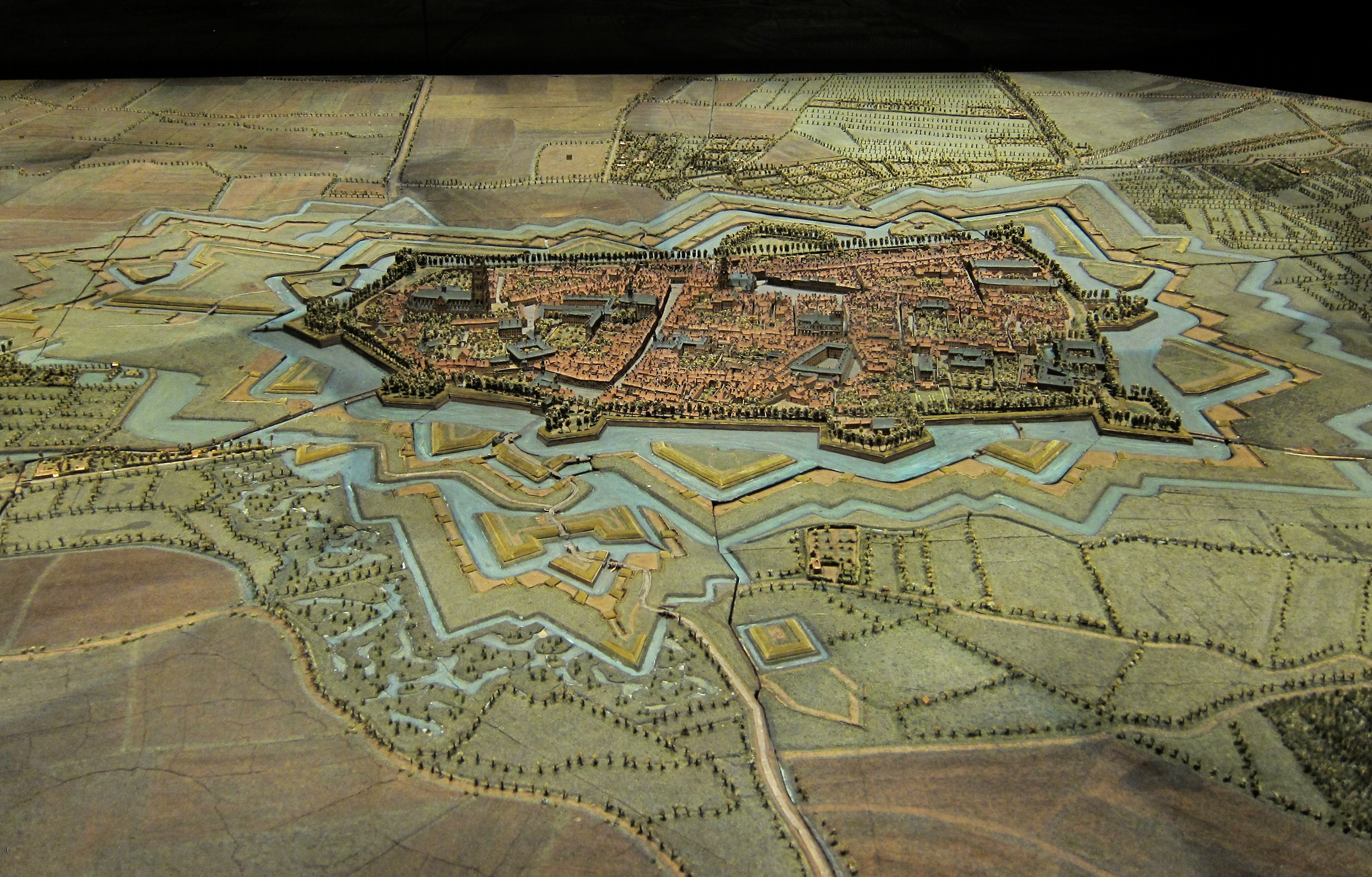
Plan-relief d'Aire-sur-la-Lys, 1743.
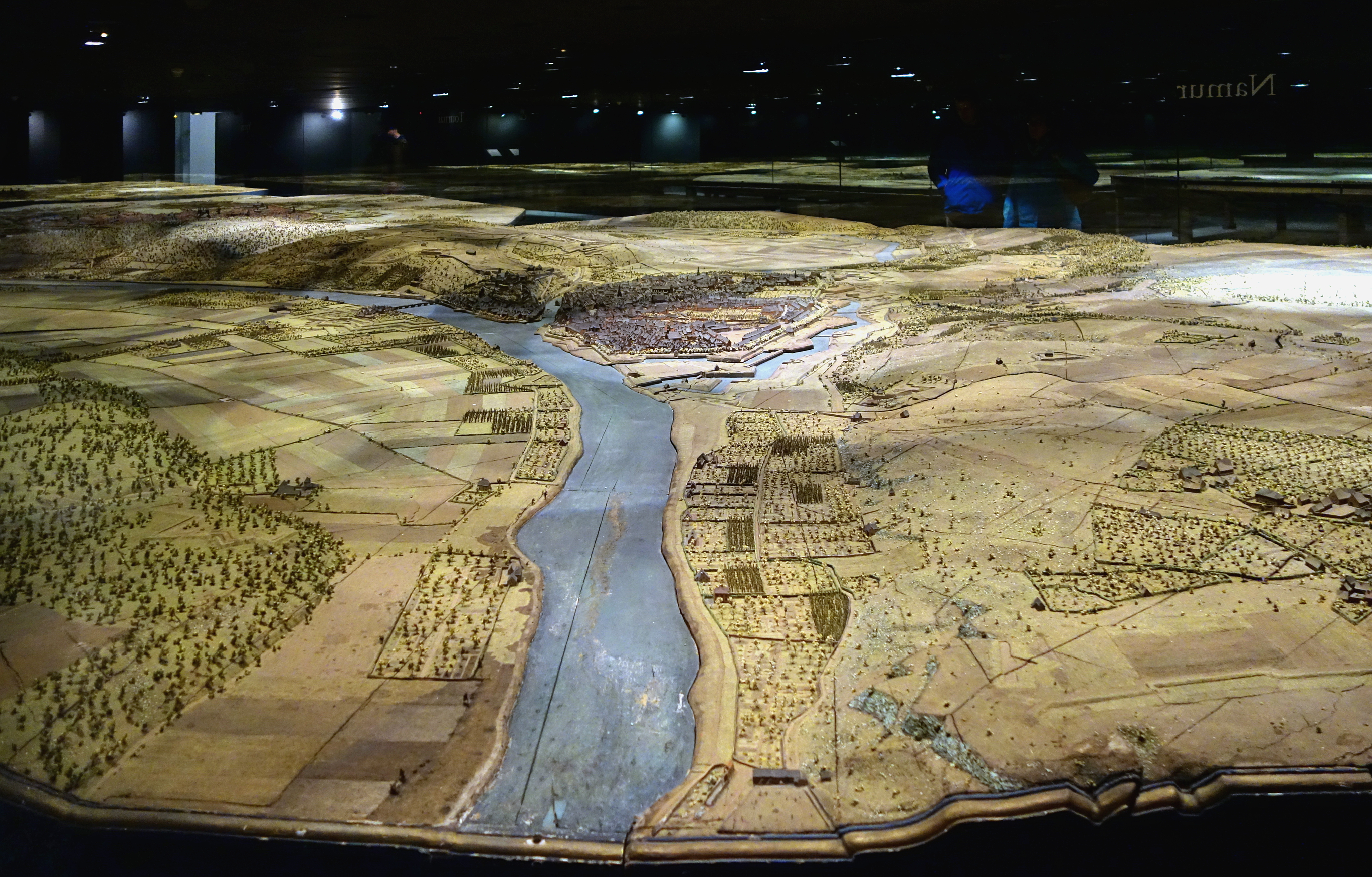
Plan-relief de Namur, 1747-1750.

### Collection numismatique

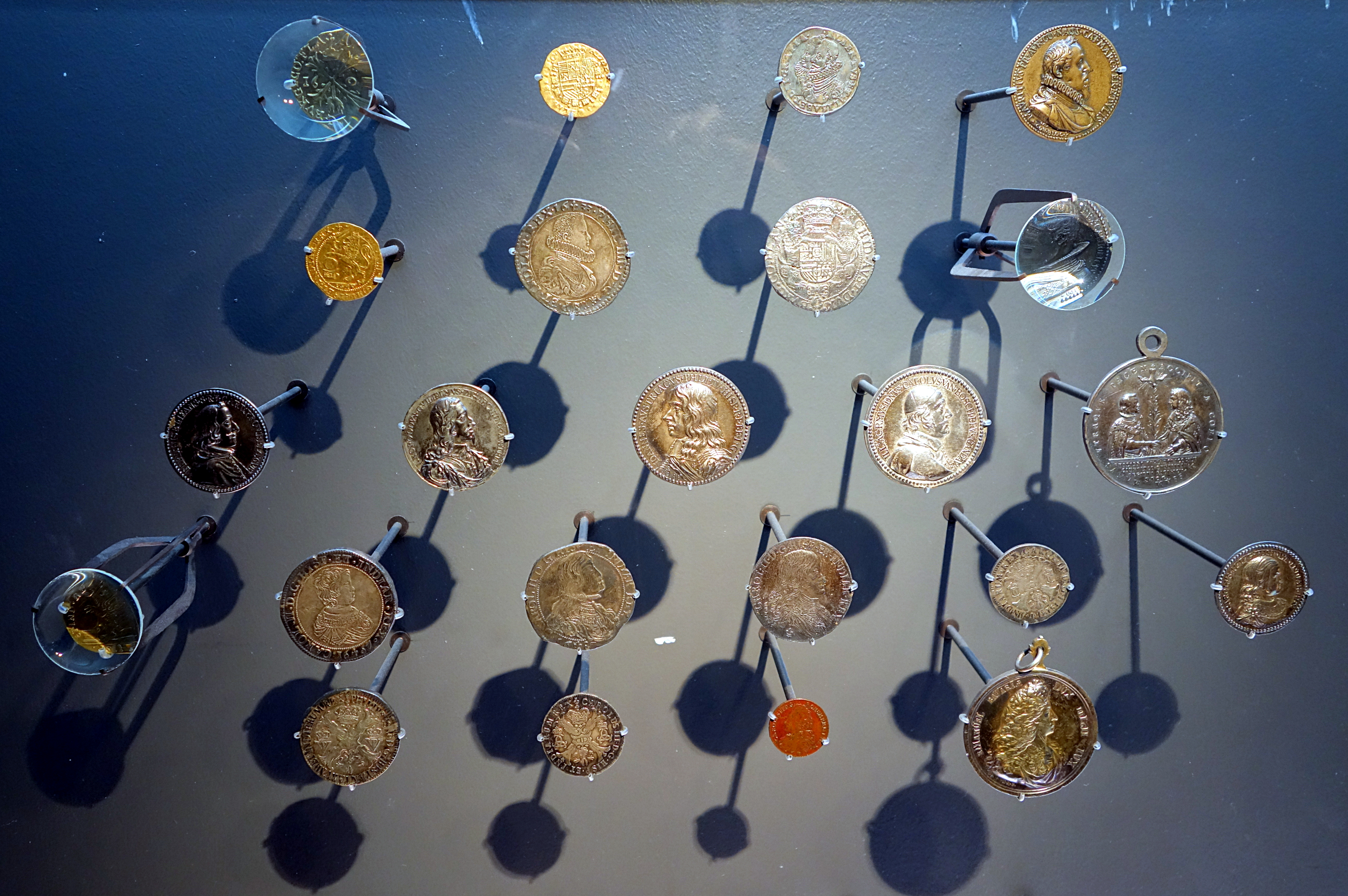
Monnaies et médailles flamandes.

La collection numismatique comprend des monnaies, des médailles, et des matrices de sceaux. Les monnaies présentent un ensemble particulièrement remarquable de pièces flamandes et bourguignonnes du Xe au XVe siècle, dont beaucoup sont issues de la collection du banquier Achille Vernier acquise par le musée en 1900. Il s'agit notamment des deniers d’argent de Baudouin V, au XIe siècle, des « gros » de Marguerite de Flandre et des « esterlins » de Guy de Dampierre, au XIIIe siècle, des florins d'or, écus, chaises d’or, « Flandres » d’or de Louis de Maele et « anges » de Philippe le Hardi, au XIVe siècle, du « cromsteert » de Jean sans Peur, portant le lion de Flandre à queue recourbée, et des florins d’or, à l’effigie de saint André, de Philippe le Bon, au XVe siècle.
La collection de médailles, essentiellement constituée des dons du baron Alphonse de Rothschild et des sculpteurs Frédéric de Vernon et Hippolyte Lefebvre au tournant du XXe siècle, mais aussi plus récemment de ceux de Jacques et Elizabeth Foucart, compte notamment des œuvres d'artistes renommés, tels Jules Chaplain ou Oscar Roty. L'art de la médaille a connu un développement important au XIXe siècle, mais son origine moderne remonte au XVe siècle et la collection du musée comprend aussi des pièces anciennes, comme un portrait de Charles Quint par Hans Reinhart ou un buste du cardinal Granvelle et un portrait d’Alexandre Farnèse, respectivement premier ministre et gouverneur des Pays-Bas espagnols, par Jacques Jonghelinck.
Les matrices de sceaux proviennent quant à elles pour l'essentiel de l'acquisition de la collection de Victor Delattre en 1911. Elle comprend environ 250 matrices qui couvrent une période qui s'étend du XIIe siècle au XIXe siècle.

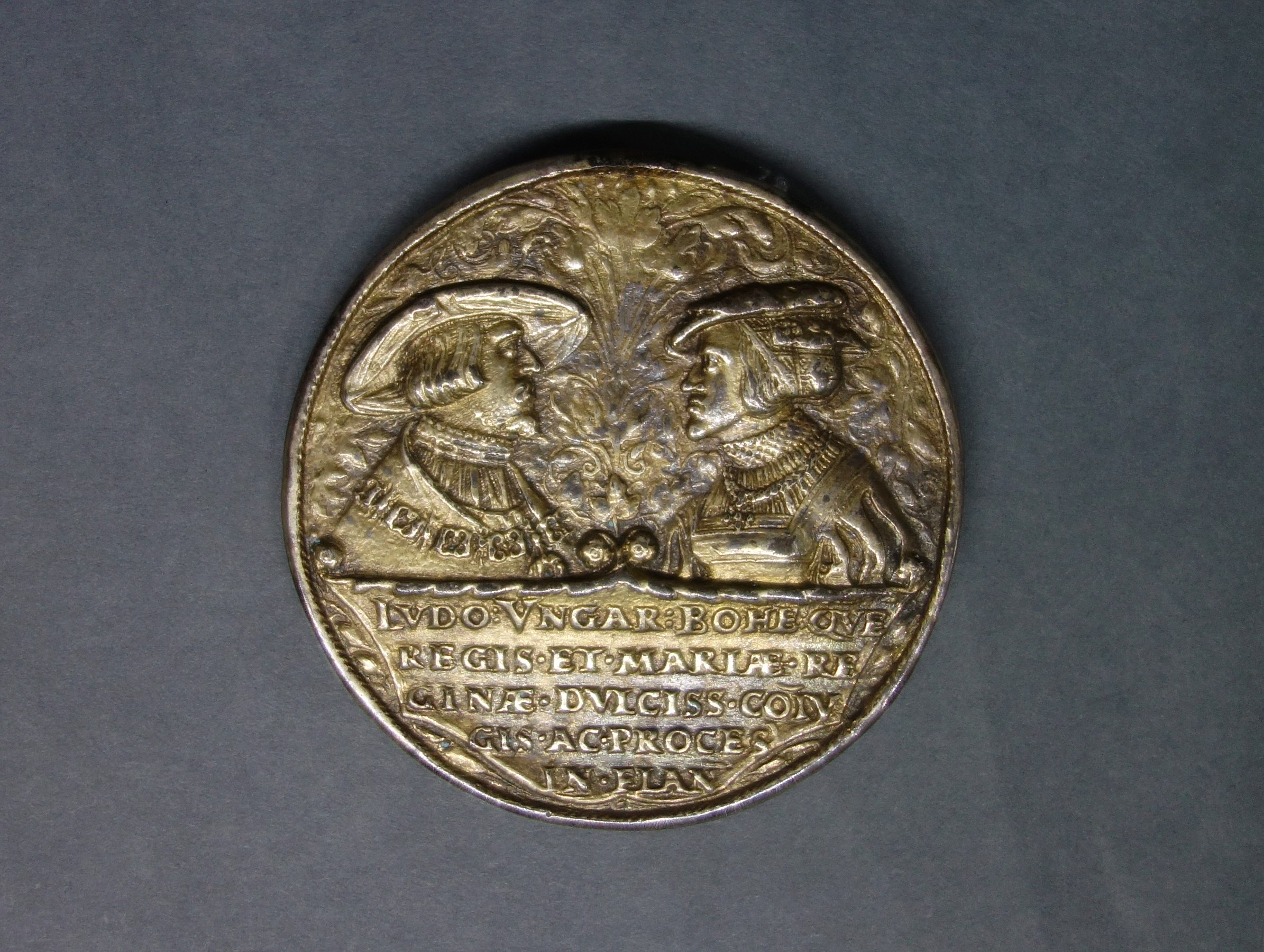
Louis II de Hongrie et Marie de Habsbourg, vers 1544, Kristof Füssl.
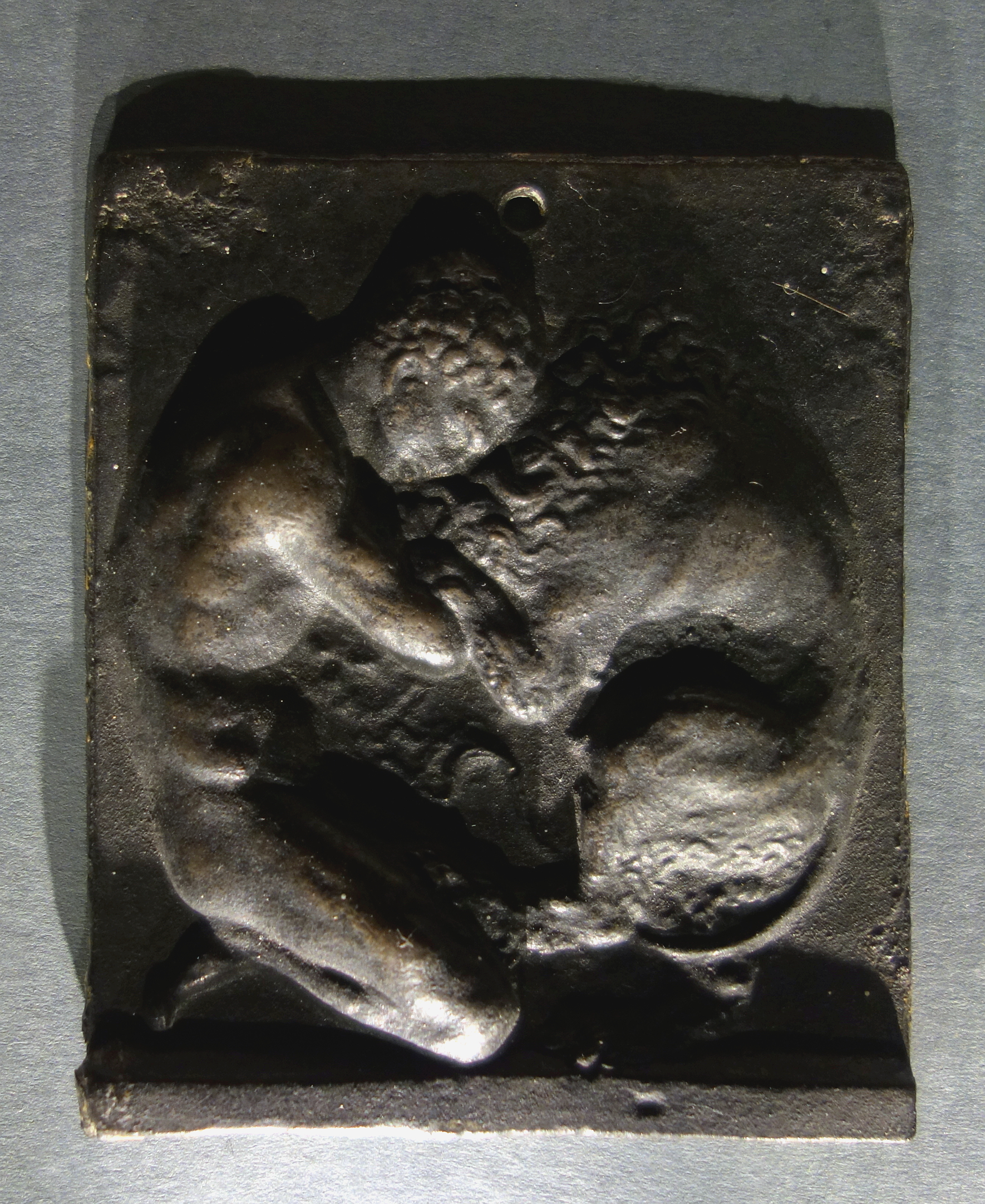
Hercule combattant le lion de Némée, début du XVIe siècle, Galeazzo Mondella dit Moderno.
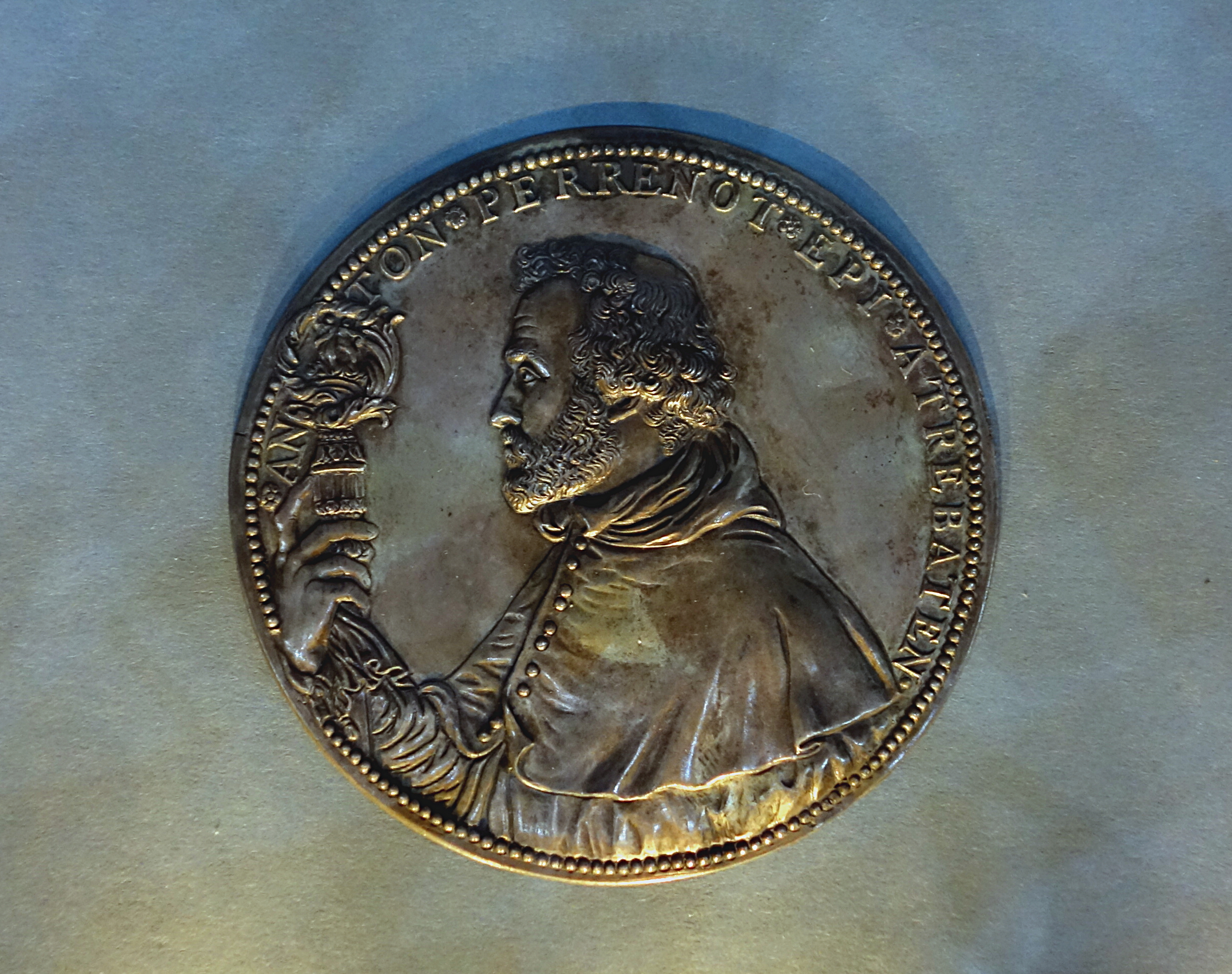
Médaille uniface du cardinal Granvelle (vers 1555), Jacques Jonghelinck.
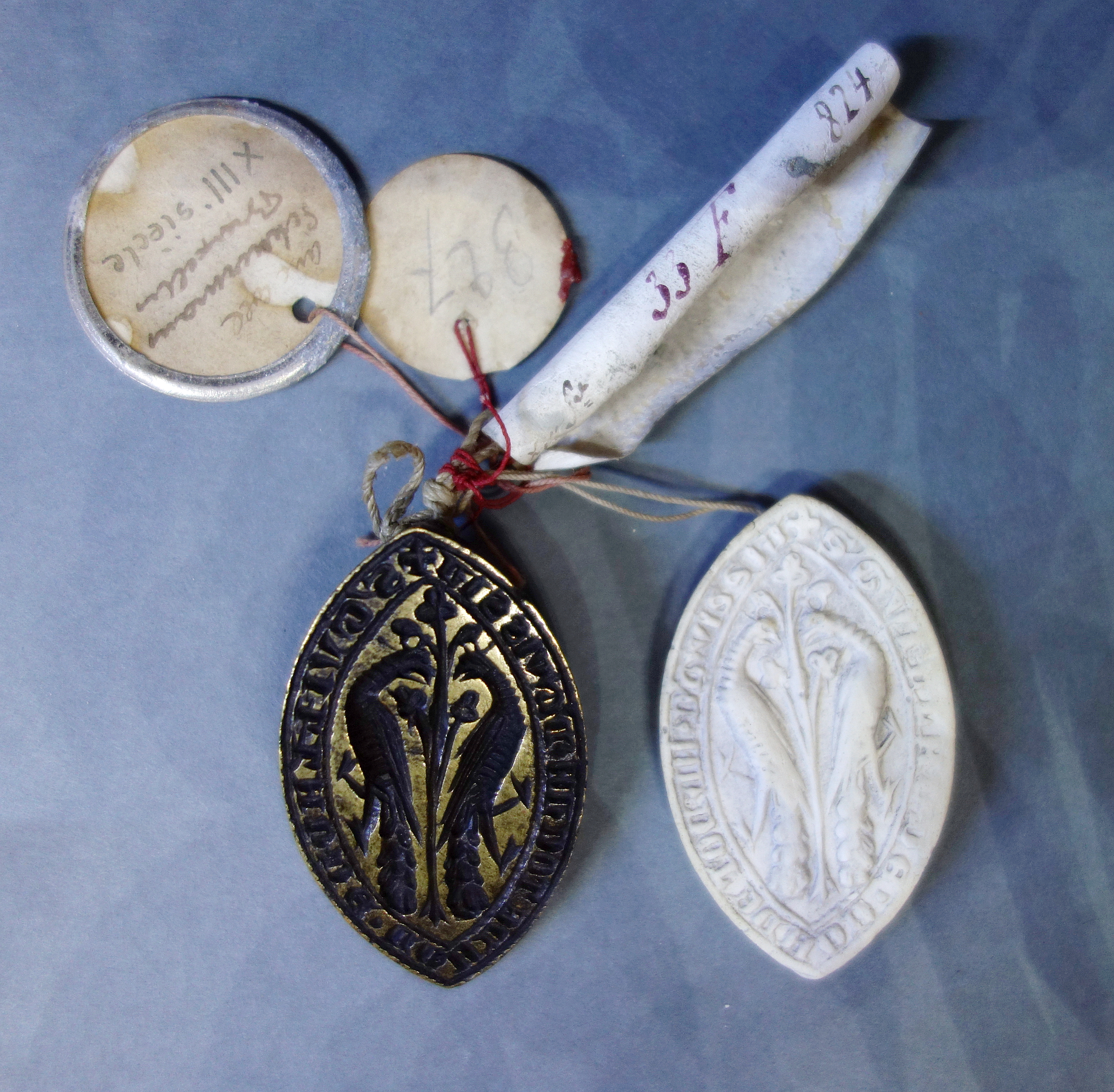
Matrice du sceau de Guillaume de Condé, XIIIe siècle.
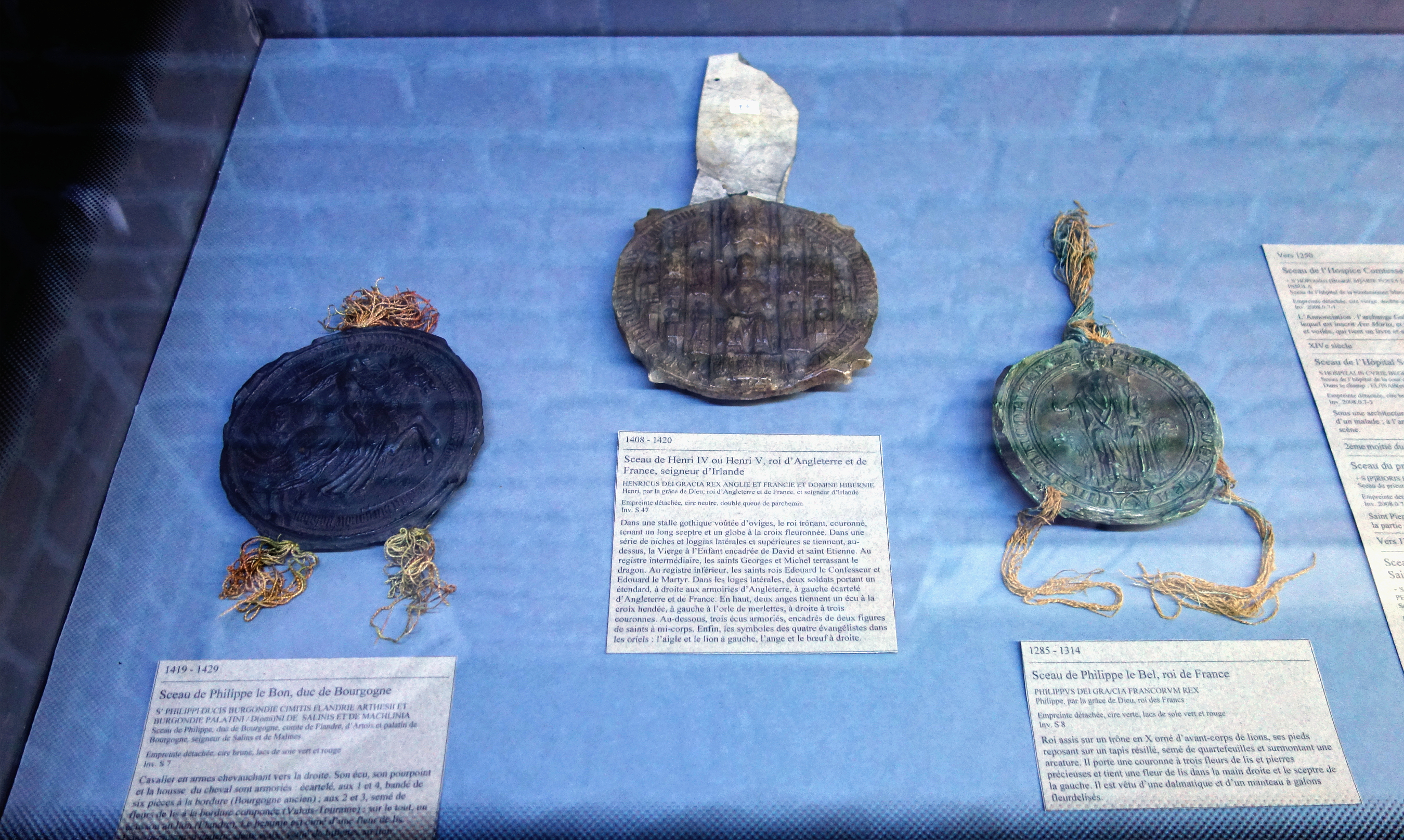
Sceaux, XIVe – XVe siècle.

## Gestion et politique culturelle
Le palais des Beaux-Arts de Lille est un musée en régie municipale. Parmi les 26 « musées classés » en 1945, il bénéficie depuis la « loi musée » du 4 janvier 2002 de l'appellation musée de France et a conclu à ce titre une convention avec l’État, qui lui apporte conseil et expertise et le soumet à un contrôle scientifique et technique. D'une quarantaine de salariés avant sa rénovation, l’effectif du musée passe à 80 après sa réouverture en 1997. En 2012, il est d’environ 110 salariés permanents.

### Direction du Musée

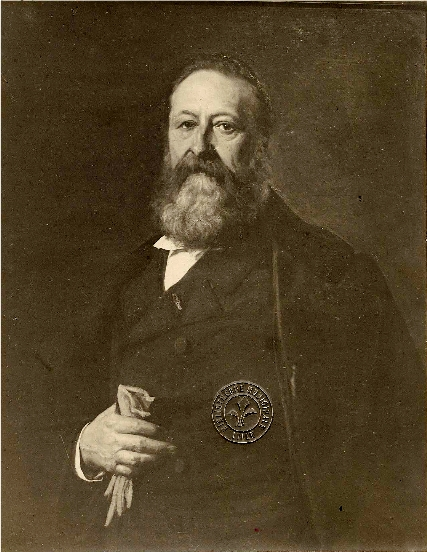
Portrait d'Édouard Reynart par Carolus-Duran.

De 1792 à 1798, date de sa mort, le musée de peintures est dirigé par Louis Joseph Watteau. Il ne dispose toutefois d’aucun titre officiel, et le premier conservateur en titre, le peintre miniaturiste Henri-Joseph Van Blarenberghe, est nommé au cours de la séance du Conseil municipal du 5 janvier 1803. Il semble qu’il ait été assez peu actif, comme ses deux successeurs, les peintres Louis-Narcisse Jacops d'Aigremont, conservateur de 1826 à 1829, et Isidore Bonnier de Layens, conservateur de 1829 à 1840. Dès 1807, il est toutefois assisté d’un adjoint, le peintre François Watteau, fils de Louis Joseph. La fonction d’adjoint est supprimée sous Bonnier de Layens, mais il est néanmoins secondé pendant quelques années par Édouard Reynart, alors jeune administrateur des écoles académiques de Lille, avant de lui céder la place en 1840.
C’est sous la direction de Reynart, qui couvre près de 40 ans jusqu’à sa mort en 1879, que le musée trouve sa dimension actuelle, tant par les acquisitions de la ville que par les envois de l’État et les legs et donations d’artistes ou de particuliers qu’il s’emploie à susciter. Assisté par Auguste-Joseph Herlin à partir des années 1860, ce dernier prend de fait sa succession, mais n’accède au titre de conservateur des musées de Lille qu’en 1891, un an avant de quitter ses fonctions, le poste ayant été supprimé après avoir été brièvement occupé par Jules Houdoy à la mort de Reynart. Si la mandature de Herlin s’inscrit dans la continuité de l’action menée avec Reynart, la période qui suit, à partir de 1892, est marquée par l’installation des collections dans le nouveau palais des Beaux-Arts.
Les difficultés liées à l’humidité des locaux et aux tensions avec le maire conduisent deux conservateurs à démissionner, Charles Violette en 1893 puis Alfred Agache en 1895, un troisième, Auguste Ozenfant, étant décédé en 1894 après un bref mandat, jusqu’à la prise de fonction du peintre Eugène Deully, qui occupe le poste de 1896 à 1913. Ses deux successeurs, également peintres, Émile Théodore, conservateur de 1913 à 1937, et Pierre Maurois, conservateur de 1939 à 1961, auront à essuyer chacun les ravages d’une guerre mondiale dans une ville occupée par l’ennemi. Dans les deux cas, ils parviennent à préserver l’essentiel des collections. La période de l'entre-deux guerres suffit à peine à remettre le musée en état et ce n’est qu’à partir des années 1950 qu'il retrouve une activité normale sous l’impulsion de Pierre Maurois.
Une nouvelle ère s’ouvre en 1962 avec la nomination d’Albert Châtelet, historien d’art et premier conservateur d’État, qui renoue avec la politique d’acquisitions, publie le premier catalogue illustré d’œuvres du musée et organise quelques expositions d’envergure. Il est suivi en 1969 par Hervé Oursel, conservateur général du patrimoine, qui bénéficie d’un budget et d’une équipe élargis. Il procède notamment à des réaménagements et à des restaurations qui permettent d'accroître le nombre des pièces exposées, poursuit la politique d’acquisitions, reçoit les donations de Denise Masson et d'André Cateaux et met en place une politique d’expositions temporaires en coopération avec d’autres musées de la région.
Arnauld Brejon de Lavergnée, qui lui succède en 1987, assure la gestion de la période de rénovation du palais et de restauration d’un grand nombre d’œuvres avant de publier les catalogues illustrés des peintures et dessins du musée. À partir de la réouverture du musée, il met également en place une politique d'expositions temporaires ambitieuse. En 2003, Alain Tapié prend sa suite et engage un programme d'ouverture à un large public. Il procède à de nouveaux accrochages des collections permanentes et met en place des animations au quotidien, visites guidées, nocturnes, concerts, ateliers jeunes… En conflit avec la mairie, il quitte son poste en 2012.
Depuis mars 2013, la direction du musée est assurée par Bruno Girveau, conservateur du patrimoine, qui est également directeur du musée de l'Hospice Comtesse.

### Programmation
La pratique des expositions temporaires initiée dans les années 1950, avec par exemple l’exposition L'Expressionnisme flamand qui présente l’art belge contemporain en 1953, prend plus d'ampleur à partir de la seconde moitié des années 1960, époque à laquelle elle trouve un rythme à peu près annuel. À partir de la réouverture du musée en 1997, ce rythme passe à deux expositions par an en moyenne, dont quelques grandes expositions comme les expositions Goya en 1999, Rubens en 2004, Philippe de Champaigne en 2007, Boilly en 2011 ou Babel et Fables du paysage flamand en 2012.
Depuis 2014, la programmation du palais des Beaux-Arts se partage chaque année entre un « Open Museum » au printemps, carte blanche donnée à un artiste inattendu dans un musée pour dialoguer avec les collections permanentes, et une grande exposition à l’automne.

### Partenariats
Une association des amis des musées de Lille a été créée en 1946. Elle couvre trois musées lillois, le palais des Beaux-Arts, le musée de l'Hospice Comtesse et le musée d'histoire naturelle de Lille. Affiliée à la Fédération française des amis des musées (FFSAM), elle a notamment pour mission de diffuser des informations sur les collections permanentes et les expositions temporaires, organiser des conférences et des animations et contribuer à l'acquisition ou à la restauration d'œuvres et aux publications des musées.
Depuis sa réouverture, le musée a par ailleurs développé une politique de recherche de mécènes, tant dans le cadre de ses activités classiques d'entretien et d'enrichissement des collections que d'organisation d'expositions ou, plus récemment, de développement de projets numériques et d'accueil de publics spécifiques. Une vingtaine d'entreprises, pour la plupart régionales ou disposant d'une implantation locale, et une dizaine d'associations ou fondations sont ainsi impliquées dans les activités du musée.
Le musée est également partie prenante de plusieurs réseaux ou initiatives, régionales, nationales ou internationales. On peut notamment citer sa participation au French Regional American Museum Exchange, qui regroupe 26 musées régionaux en France et aux États-Unis pour promouvoir les échanges et les collaborations, à l'Association des conservateurs des musées du Nord-Pas-de-Calais, réseau professionnel d'une cinquantaine de conservateurs de la région créé en 1975 pour favoriser les échanges et la réalisation d’actions communes, ou au « Lille Metropolitan Art Programme », qui propose la « C'Art » permettant un accès illimité aux collections et expositions de neuf musées et centres d'art de la métropole lilloise pendant un an.
Le palais des Beaux-Arts a également mis en place des partenariats commerciaux qui associent transport, hébergement ou visites de la ville ou de la métropole à la visite du musée.

### Fréquentation
Au milieu des années 1960, le palais des Beaux-Arts reçoit environ 25 000 visiteurs par an. Vingt ans plus tard, en 1984, il en accueille 65 000. Sa réouverture, en 1997, est un véritable événement qui entraine une forte hausse de fréquentation. Pierre Mauroy, maire de Lille, évoque alors le chiffre de 700 000 entrées au cours des 7 premiers mois.
Revenue aux alentours de 150 000 visiteurs par an au début des années 2000, la fréquentation atteint un nouveau pic en 2004, année de Lille 2004 où Lille est capitale européenne de la culture, avec 543 000 entrées, notamment en raison du succès de l’exposition Rubens qui reçoit 301 287 visiteurs sur une période de trois mois.
Jusqu'en 2013, la fréquentation se situe entre 200 000 et 250 000 visiteurs par an, sauf en 2012, où elle atteint 316 000 visiteurs, année qui cumule les effets de la fin de l'exposition Louis Léopold Boilly en début d’année et des expositions conjointes Babel et Fables du paysage flamand organisées dans le cadre de la troisième édition de Lille 3000, qui enregistrent 186 805 entrées. Elle dépasse 250 000 visiteurs par an depuis lors.
En 2023, la fréquentation est de 381 000 visiteurs.
En 2024, il y a 393 660 visiteurs, notamment grâce aux expositions Monet à Vetheuil et Où sont les femmes et à l'accueil des JO qui ont fait augmenter la fréquentation.
| Nombre de visiteurs par an |
| Le graphique qui aurait dû être présenté ici ne peut pas être affiché car il utilise l'ancienne extension Graph, désactivée pour des questions de sécurité. Des indications pour créer un nouveau graphique avec la nouvelle extension Chart sont disponibles ici . |

Sources des données : Ministère de la Culture